# Liste von Sakralbauten in Würzburg

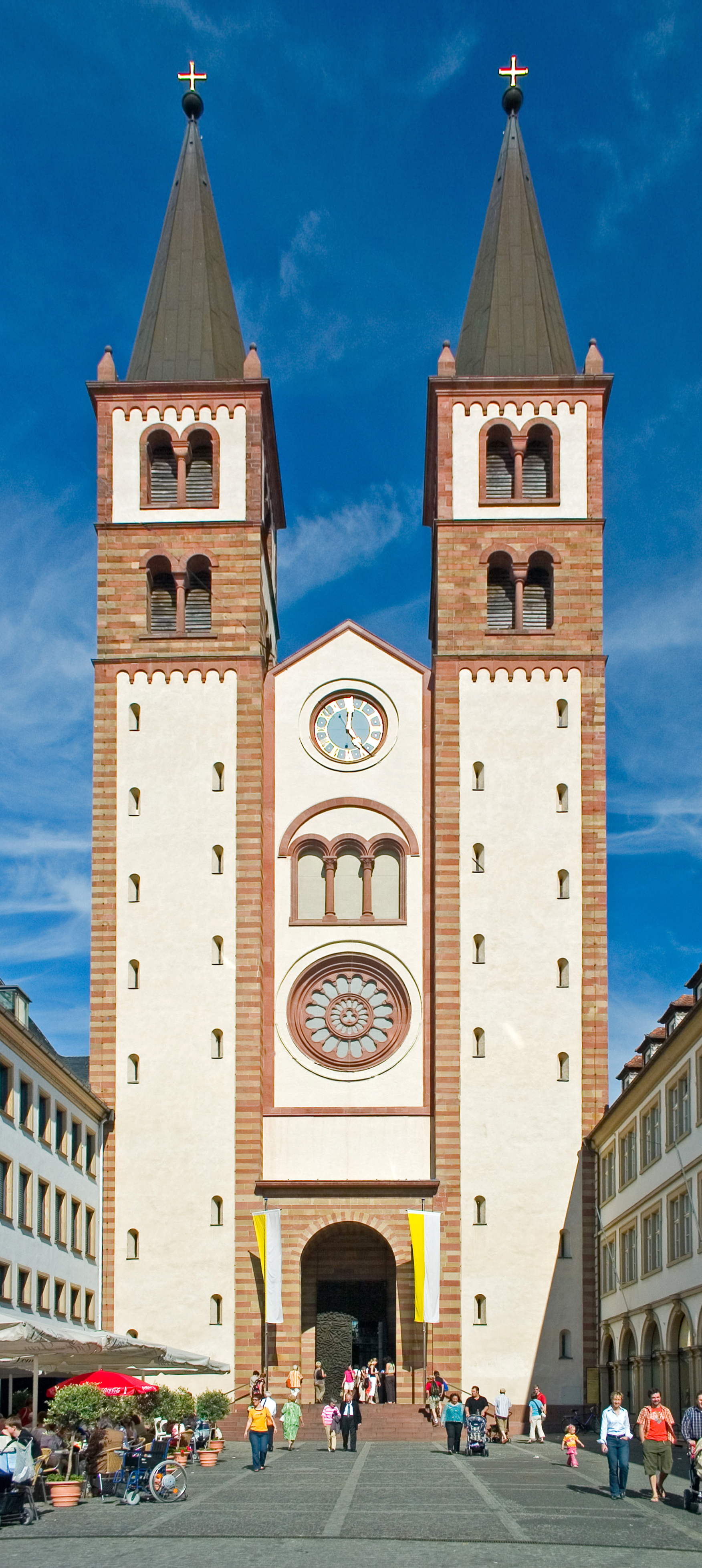
Der St.-Kilians-Dom, das bekannteste Kirchengebäude der Stadt

Die Liste von Sakralbauten in Würzburg nennt Kirchengebäude und sonstige Sakralbauten in Würzburg, Bayern.
Die Übersicht enthält insbesondere die erhaltenen Kirchengebäude in der Stadt Würzburg, einschließlich der eingemeindeten Stadtteile. Der Übersicht halber sind die Kirchen alphabetisch sortiert und mit einem Hinweis auf den Stadtteil versehen. Die alphabetische Sortierung richtet sich bei katholischen Kirchen nach dem Weihenamen.

## Katholische Kirchen

### St. Adalbero, Sanderau

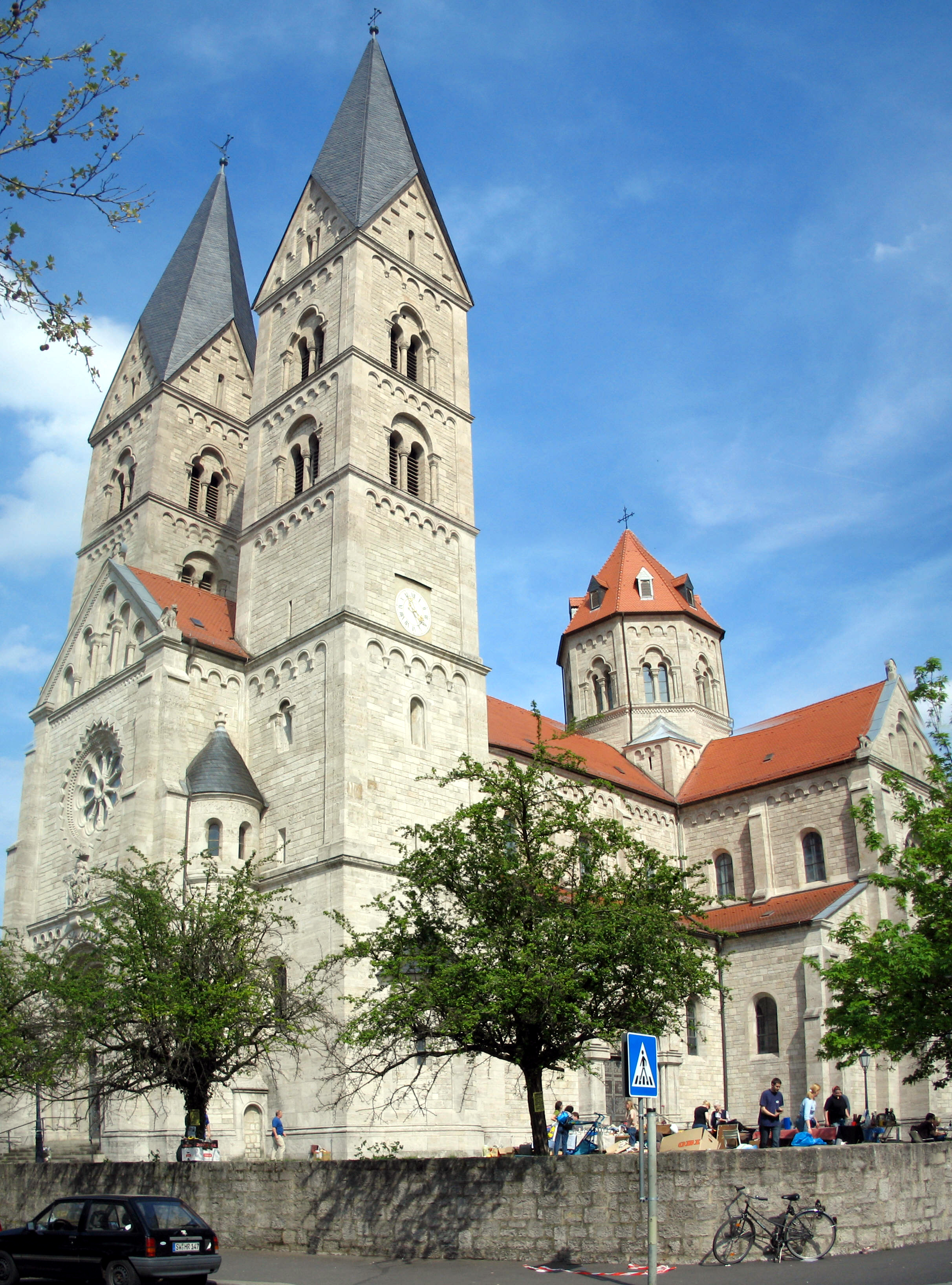
Adalberokirche

Die Adalberokirche, geweiht Adalbero von Würzburg, wurde von 1894 bis 1899 nach Vorlagenzeichnungen des Dombaumeisters Franz Joseph Ritter von Denzinger im neuromanischen Stil erbaut. Ausführender Baumeister war Joseph Schmitz. 1989 bis 1991 erfolgte eine umfangreiche Restaurierung. Koordinaten: 49° 47′ 3″ N, 9° 56′ 10″ O
Die Katholische Pfarrkirche St. Adalbero (Weingartenstraße 25) ist eine kreuzförmige Pfeilerbasilika mit Vierungsturm und Doppelturmfassade mit Spitzhelmen über Giebeln. Rundapsiden und Figurenportale, unverputztes Kalksteinquadermauwerwerk mit reicher Gliederung, neuromanisch, Joseph Schmitz nach Planskizze von Franz Joseph von Denzinger, 1894–99.
Sie steht unter Denkmalschutz und hat die Aktennummer D-6-63-000-615 des BLfD.

### St. Albert, Lindleinsmühle
Die Pfarrei wurde 1967 für den Stadtteil Lindleinsmühle eingerichtet und die mit einem polygonalen Raum ausgestattete Pfarrkirche St. Albert wurde von nach Plänen des Dombaumeisters Hans Schädel von Walter Väth zwischen 1969 und 1971 erbaut und am 19. Juni 1971 durch den Bischof Josef Stangl geweiht. In den 1980er Jahren wurden die ersten Außen- und Innenrenovierungen durchgeführt. Koordinaten: 49° 48′ 32″ N, 9° 57′ 47″ O

### St. Alfons, Gartenstadt Keesburg
Die Pfarr- und Klosterkirche St. Alfons wurde 1952–1954 von Dombaumeister Hans Schädel erbaut. Die von Patres der Oberdeutschen Provinz der Kongregation der Redemptoristen (deren Klosterniederlassung in der Matthias-Ehrenfried-Straße 2 ansässig ist) seelsorgerisch betreute Pfarrei St. Alfons wurde 1953 durch den Bischof Julius Döpfner für den jungen Stadtteil Sieboldshöhe/Keesburg errichtet. Im Inneren der Pfarrkirche ist 1954 ein umstrittenes Fresko von Georg Meistermann an der Chorwand angebracht worden. Am 23. Mai 1955 besichtigte Bundespräsident Theodor Heuss mit Oberbürgermeister Franz Stadelmayer die neue Kirche. Koordinaten: 49° 46′ 30″ N, 9° 57′ 13,6″ O
Die Katholische Pfarrkirche St. Alfons in Verbindung mit diversen Anbauten (Matthias-Ehrenfried-Straße 2) ist ein Betonskelettbau in Form voneinander durchdringenden, ansteigenden Baukörpern mit Pultdach. Fassadengestaltung mit Putz- und Natursteinmauerwerk, freistehender schlanker Campanile mit Flachdach. Nachkriegsmoderne, Hans Schädel, 1954; mit Ausstattung.
Zusammen mit dem anschließenden dreiflügeligen Gemeindezentrum – in gestalterischer Anpassung an den vorhandenen Baubestand um 1960 gebaut – soll die Pfarrkirche geschütztes Baudenkmal werden, das Benehmen hinsichtlich des Denkmalschutzes wurde noch nicht hergestellt; Aktennummer D-6-63-000-767 des BLfD.
Das in der Kirche installierte – laut Klaus Linsenmeyer „sehr gut gelungene“ – Orgelwerk stammt von der Würzburger Firma Elenz.

### Allendorfkapelle, Stadtmitte
Die Kapelle im Hof der heutigen Theresienklinik an der Domerschulstraße entstand auf Betreiben des Domherrn und Propstes von St. Burkard Johann von Allendorf im Jahr 1492. Sie ist der heiligen Jungfrau Maria geweiht und befindet sich zwischen der Theresienklinik (ehemaliger Standort der Kurie Heideck mit einer Margaretenkapelle) und dem Mutterhaus der Kongregation der Schwestern des Erlösers in der Domerschulstraße. Ursprünglich stand neben der Kapelle der Seebachshof oder Seebacher Hof, der als Sitz von Domherren diente (Zum Domherrenhof Seebach siehe auch Liste der Baudenkmäler in Würzburg-Altstadt#D). Die Kapelle entstand also als Gebetsort für die Domherren.
Die stark abgekürzte Bauinschrift rechts des Eingangs lautet „Anno d(omi)ni 1492 Reve(re)ndus pater / d(omi)n(u)s Johannes de All(e)ndorff p(rae)p(osi)tus / Sancti Burckhardi eccl(es)iarumq(ue) maio/ris herbi(polens)i(s) Canonic(us) et Archidi(aconus) ac / R(everendissi)mi In x(risto) p(at)ris et d(omi)ni D(omi)ni Rudolffi / Epi(scopi) herbi(polens)i(s) ac fra(n)ci(a)e o(r)ien(talis) duc(is) Cancella(rius) / ha(n)c capella(m) In hono(r)e(m) glorios(a)e v(ir)ginis / Mari(a)e dedicata(m) erexit q(uae) sit glo(r)ifi(ca)ta (et) i(n) (a)et(er)nu(m) / b(e)n(e)d(i)c(t)a nunc (et) s(em)per ap(u)d d(e)um n(ost)r(u)m ih(esu)m xr(istu)m / filiu(m) suu(m) p(ro) peccato(r)ib(us) univ(er)s(is) oratura Ame(n)“. Übersetzung: Im Jahr 1492 hat der ehrwürdige Vater, Herr Johannes von Allendorff, Propst von St. Burkard, Kanoniker der Würzburger Domkirche und Archidiakon, des hochwürdigsten Vaters in Christus Herrn Rudolf (von Scherenberg) Bischof von Würzburg und Herzog von Ostfranken Kanzler, diese Kapelle errichtet, die zu Ehren der glorreichen Jungfrau Maria gewidmet ist, die verherrlicht werde und in Ewigkeit gebenedeit sei, und die hier und immerfort bei unserem Herrn Jesus Christus ihrem Sohn, für die Sünder der Welt beten möge, Amen.
Nachdem der Hof und die Kapelle im 19. Jahrhundert in private Hände gekommen war, konnten 1894 die Schwestern des Erlösers die Anlage erwerben. 1934 wurde die Kapelle umfassend renoviert, wobei die übertünchte Deckenmalerei entdeckt worden ist. Allerdings wurde sie bereits 1945 beschädigt, die Deckenfreskierung überstand den Zweiten Weltkrieg allerdings unbeschadet. Nun folgten in der zweiten Hälfte des 20. Jahrhunderts häufige Renovierungen. So erneuerte man 1972 die Innenausstattung, 1982 wurden die Deckenfresken restauriert.
Im Innenraum präsentiert sich die Kapelle mit einem gotischen Netzrippengewölbe. Die zwei Haupt-Schlusssteine tragen a) das Wappen des Johann von Allendorff und b) eine Darstellung des hl. Kilian im Dreipass. Vier weitere Gewölbeschlusssteine tragen die vier Schilde einer Ahnenprobe mit den Wappen der von Allendorff, von Völkershausen, von der Tann und von Buttlar. Die vier Konsolsteine des Gewölbes tragen eine Wiederholung dieser Ahnenprobe. Außerdem brachte man Maßwerk an den Fenstern an. Den Mittelpunkt bilden allerdings die 1611 vollendeten Deckenfresken. Im zentralen Felkd wird ein seltenes Wappen von Johann Gottfried von Aschhausen dargestellt, kombiniert aus dem Hochstiftswappen Bamberg und dem Stiftswappen Comburg im gevierten Hauptschild und mit einem Herzschild der von Aschhausen, dazu drei Helme mit den Kleinoden Stift Comburg, Hochstift Bamberg und von Aschhausen. Hier werden Engel mit Leidenswerkzeugen, Heilkräuter und andere Pflanzen (nach gleicher Vorlage entstanden und wie das Deckengemälde in der ehemaligen Bamberger Klosterkirche von Kloster Michelsberg als gemalter Garten gleichsam für das Paradies stehend) dargestellt. Ebenso sind die vier Evangelisten bzw. ihre Symbole und Büsten der Kirchenväter zu sehen. Im Mittelfeld erkennt man das Bischofswappen des Würzburger Dompropstes und Bamberger Fürstbischofs Gottfried von Aschhausen, der die Deckenausmalung veranlasst hat. Eventuell wurden sie von dem Nürnberger Maler Andreas Herneisen geschaffen.
Koordinaten: 49° 47′ 31″ N, 9° 55′ 56,8″ O

### Hofkirche Allerheiligste Dreifaltigkeit, Stadtmitte

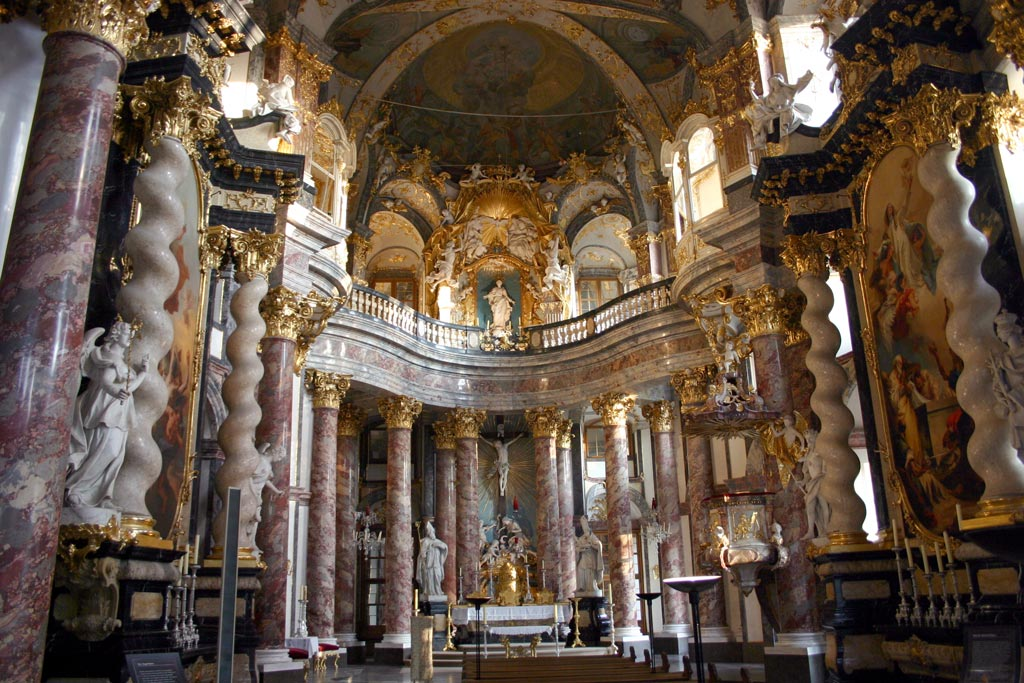
Hofkirche Allerheiligste Dreifaltigkeit

Die Hofkirche und Hofpfarrei Allerheiligste Dreifaltigkeit ist eine in die Fürstbischöfliche Residenz integrierte Kirche und wurde von Balthasar Neumann während der Errichtung der Residenz 1720–1744 von 1732 bis 1743 geplant und erbaut. Dort diente sie als Hauskapelle für den jeweiligen Bewohner. Sie erstreckt sich über beide Hauptgeschosse des Residenzbaus, ist jedoch von außen nicht gesondert zu erkennen. Die Innengestaltung stammt von Johann Lucas von Hildebrandt. Vom ersten Stockwerk der Residenz aus ist eine Fürstenloge zugänglich, die es gestattete, dem Gottesdienst ohne direkte Begegnung mit den Besuchern des Kirchenraumes beizuwohnen. Besondere Kunstwerke sind die Deckenfresken von Byss, zwei Altargemälde von Giovanni Battista Tiepolo und die frühklassizistische Kanzel von Materno Bossi. Koordinaten: 49° 47′ 32,1″ N, 9° 56′ 16,7″ O

### St. Andreas, Sanderau
Die Pfarrei wurde 1967 für die südliche Sanderau errichtet und die Pfarrkirche St. Andreas mit quadratischer Anlage und schrägem Pyramidendach wurde 1967–1968 erbaut. Koordinaten: 49° 46′ 36″ N, 9° 56′ 1″ O

### St. Antonius, Stadtmitte
Frühere Kirche des Würzburger Antoniterklosters, jetzt Ursulinenkirche. Gotischer Chor aus der zweiten Hälfte des 15. Jahrhunderts, barockes Langhaus von 1687. Koordinaten: 49° 47′ 27,9″ N, 9° 55′ 46,7″ O
Klosterkapelle, ehemalige Antoniterkirche (Augustinerstraße 17), Saalbau mit Schopfwalmdach, Chor mit Strebepfeilern und Dreiseitschluss, im Kern spätgotisch, um 1500, barocke Umgestaltung 1725, beim Wiederaufbau 1972 im Westen verkürzt; mit Ausstattung. Sie ist als Teil des Denkmalkomplexes Ursulinenkloster ein geschütztes Baudenkmal mit der Aktennummer D-6-63-000-26 des BLfD.

### Augustinerkirche, Stadtmitte

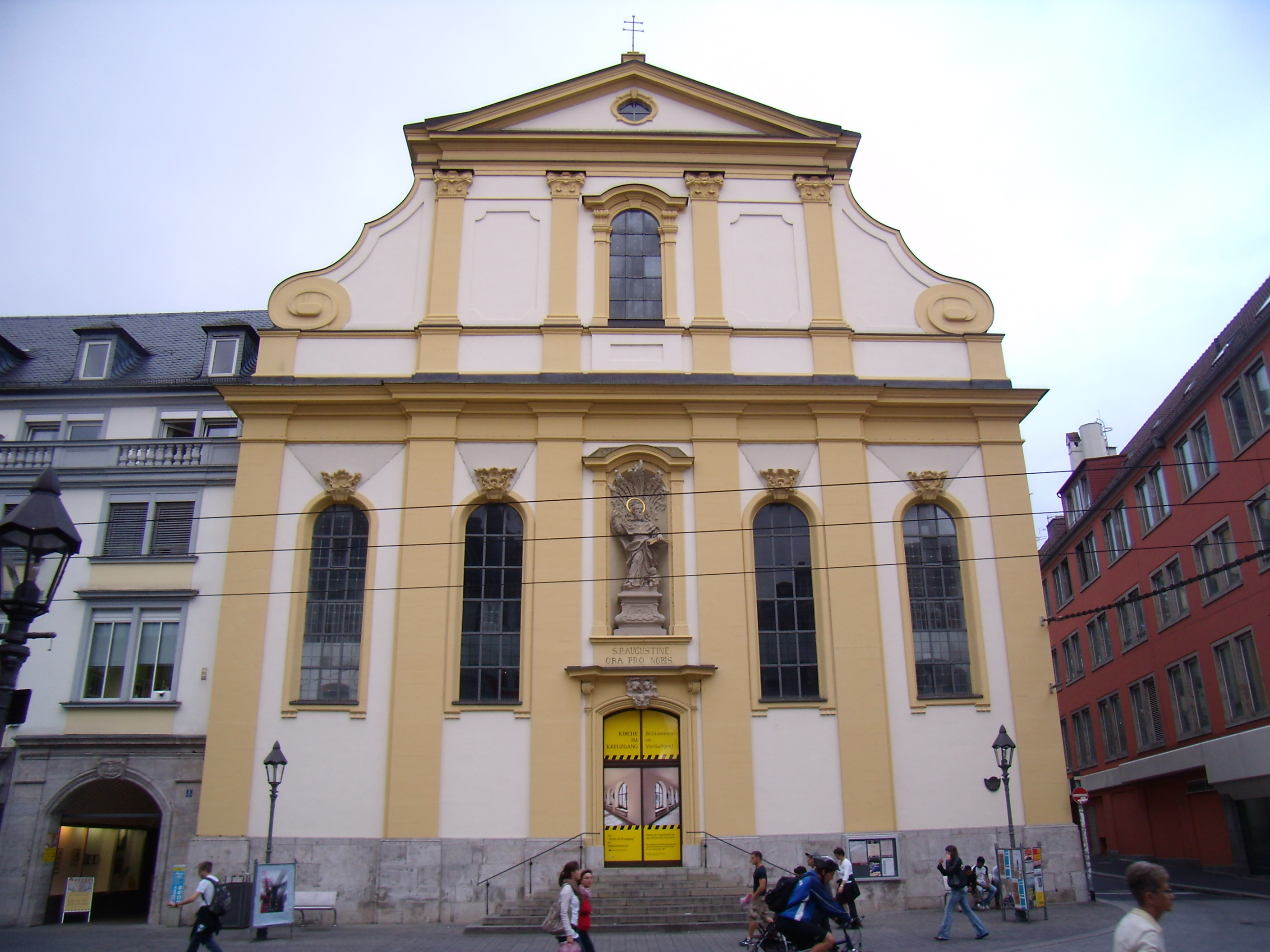
Augustinerkirche, 2011

Die Kirche des Augustinerordens ist im romanischen Stil erbaut und hat eine Barockfassade von Balthasar Neumann. Ursprünglich bestand an dieser Stelle ein Dominikanerkloster, das nach der Säkularisation von Augustinern übernommen wurde. Der Platz, an dem die Kirche steht, heißt immer noch Dominikanerplatz. Kirche und Kloster wurden in der Bombennacht vom 16. März 1945 schwer beschädigt und dann wieder aufgebaut. Regelmäßig werden Orgelkonzerte und Orgelmessen an der Klais-Orgel gegeben. Koordinaten: 49° 47′ 45,9″ N, 9° 55′ 53,6″ O
Die katholische Klosterkirche des ehemaligen Dominikanerklosters und jetzigen Augustinerklosters (Dominikanerplatz 2), ist eine dreischiffige Basilika mit langgestrecktem eingezogenen Mönchschor und Portalfassade, besitzt einen verschieferten Dachreiter mit Haube und Laterne, der Chor ist frühgotisch, 1266–70, das Langhaus barock, von Balthasar Neumann 1741–1744, Wiederherstellung bis 1948; mit Ausstattung.
Sie ist zusammen mit den anderen Klosternebengebäuden ein geschütztes Baudenkmal mit der Aktennummer D-6-63-000-100 des BLfD.

### St. Barbara, Heimgarten
Die Pfarrkirche St. Barbara ist eine dreischiffige, flachgedeckte Basilika. Koordinaten: 49° 47′ 44″ N, 9° 57′ 31″ O
Die katholische Pfarrkirche St. Barbara (Barbarastraße 44) ist eine dreischiffige Säulenbasilika mit eingezogener Rundapsis und seitlichem Chorflankenturm mit Zeltdach, Westseite mit offener Pfeilervorhalle und monumentaler Kreuzigungsgruppe, Kalkstein, expressionistisch beeinflusste Neuromanik, 1927 von Rudolph Hofmann und Niedermeier; mit Ausstattung;
Terrasse, mit Freitreppen, Stützmauer mit Rundbogennischen und rundbogiger Toreinfahrt;
Nebengebäude, winkelförmig um die Terrasse angeordneter dreigeschossiger verputzter Satteldachbau, Heimatstil, um 1930, zweigeschossiger Walmdachanbau über Hanggeschoss, Nachkriegsmoderne, bezeichnet mit 1956.
Die Kirche mit den angegebenen Nebengebäuden und Bauteilen ist ein geschütztes Baudenkmal mit der Aktennummer D-6-63-000-34 des BLfD.

### St. Bruno, Steinbachtal

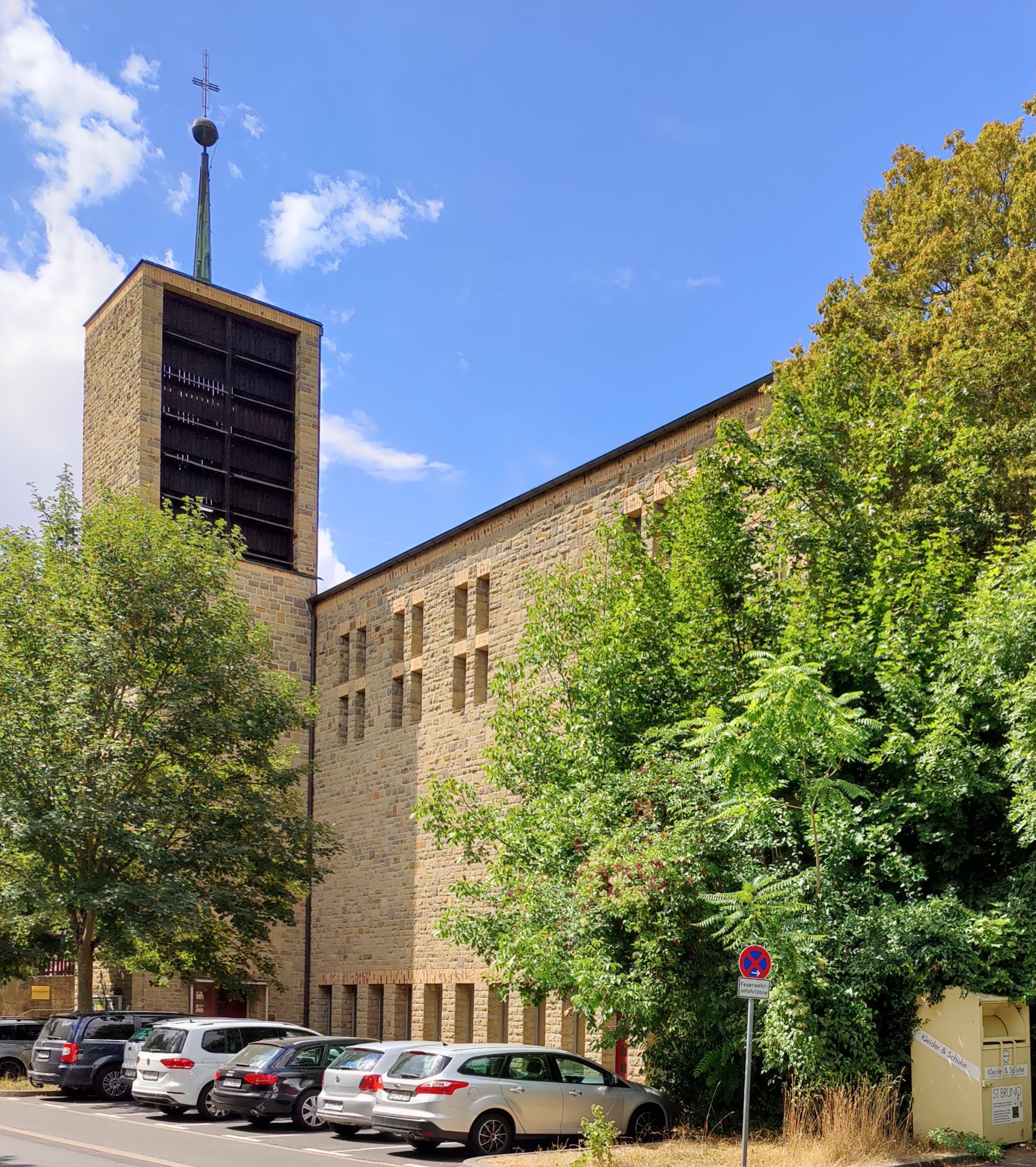
St. Bruno

Die Bruno von Würzburg geweihte Kirche der 1955 im Steinbachtal gegründeten Pfarrei St. Bruno wurde 1958–1959 als schlichter Sandsteinbau mit flachgedecktem Turm erbaut. Die Kirche und das Pfarrzentrum wurden seelsorgerisch von Augustinern betreut. Renoviert wurde die Kirche 2002–2003. Wie auch St. Johannis verfügt St. Bruno über ein Orgelwerk der Hamburger Firma Beckerath.
Besondere Kunstwerke sind das Kreuz über dem Altar und Tabernakel von Josef Amberg (beides 1959), die Altarwand mit Altarbild von Jürgen Wolf und der gemalte Kreuzweg von Curd Lessig (1985). Koordinaten: 49° 46′ 29″ N, 9° 55′ 37″ O

### St. Bruno, Universitätsklinikum Würzburg
Das Luitpoldkrankenhaus erhielt 1921/22 eine am 8. Oktober 1922 eingeweihte Kapelle, die dem heiligen Bruno geweiht wurde und mit der damals eine eigene Krankenhauskuratie für die Universitätskliniken verbunden wurde.

### St. Burkard, Mainviertel

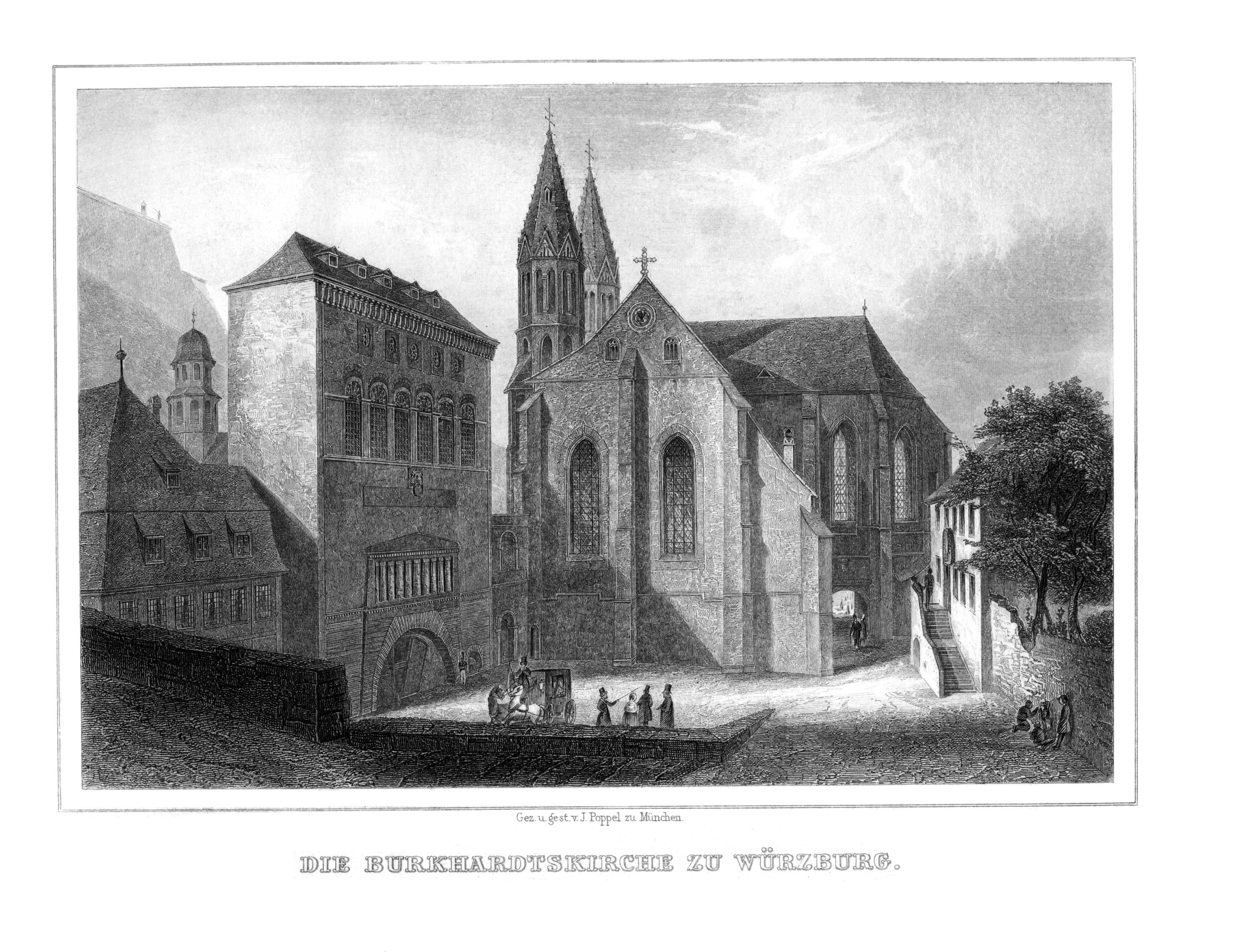
St. Burkard

St. Burkard, auch „Burkarder Kirche“ genannt, ist die zweitälteste Kirche Würzburgs. Benannt wurde sie nach Burkard, der 742 von Bonifatius zum ersten Bischof der Stadt geweiht wurde. Der romanische Teil der Kirche wurde 1042 geweiht. Zunächst war die Kirche bis 1464 Teil eines Benediktinerklosters, danach ein Kollegiatstift. Mit der Säkularisation und der damit verbundenen Auflösung des Stifts 1803 gelangte die Kirche in den Besitz der Pfarrei. Koordinaten: 49° 47′ 23,7″ N, 9° 55′ 29,9″ O
Die katholische Pfarrkirche St. Burkard (Burkarderstraße 42), ehemalige Benediktinerklosterkirche St. Andreas, der Überlieferung nach um 750 erster Bischofssitz Würzburgs, ab 1464 Ritterstiftskirche, dreischiffige Basilika mit erhöht über einer Straßendurchfahrt liegendem 5/8-Chor und breitem Querschiff, Sattel- und Pultdächer, in den Zwickeln zwischen Langhaus und Querschiff ursprüngliche Chorflankentürme mit achteckigen Obergeschossen und steinernen Turmhelmen, Langhaus mit haubenbedecktem Giebelreiter über Konsole, auf der Nordseite offene Vorhalle mit Rundbögen und Walmdach, Putzmauerwerk mit Sandsteingliederungen diverser Epochen, Kernbau mit Langhaus und Türmen romanisch, 11.–13. Jahrhundert, Vorhalle um 1170, Chor und Querschiff spätgotisch, 15.–17. Jahrhundert, Straßendurchfahrt bezeichnet mit 1491, historisierende Erneuerung 1857/58 und 1894, Wiederherstellung nach Teilzerstörung 1948; mit Ausstattung;
Zusammen mit dem Ölberg (Sandstein, barock, Johann Wolfgang von der Auwera, 18. Jahrhundert) bildet die Kirche ein geschütztes Baudenkmal mit der Aktennummer D-6-63-000-84 des BLfD.

### Klosterkirche Don Bosco, Mainviertel
Die Klosterkirche Don Bosco wird auch „Schottenkirche“ genannt, da sie von schottischen Mönchen gebaut wurde und dem Apostel Jakobus geweiht war. Zu ihr gehört das Schottenkloster, an dem der fränkisch-schwäbische Jakobsweg beginnt. Jakobs-Pilger erhalten hier den Pilgerstempel und den Pilgersegen. Koordinaten: 49° 47′ 44,5″ N, 9° 55′ 13,7″ O
Die ehemalige Klosterkirche St. Jakob, jetzt katholische Don-Bosco-Kirche (im ehemaligen Schottenkloster, jetzt Salesianerheim; Schottenanger 15), ist eine Satteldachbau mit eingezogenem polygonalem Chor und Chorflankentürmen mit Spitzhelmen, Putzmauerwerk mit Sandsteingliederungen, romanischer Südturm 12. Jahrhundert, frühgotischer Nordturm und Chor 1260/70, schlichter Langhausneubau nach Kriegszerstörung, Nachkriegsmoderne, Albert Boßlet und Erwin van Aaken 1955/56 unter Einbau eines Barockportals, Sandstein, Joseph Greising, um 1720; mit Ausstattung;
Mit den zugehörigen Klostergebäuden und einigen Nebengebäuden ist sie ein geschütztes Baudenkmal mit der Aktennummer D-6-63-000-537 des BLfD.
Den Wiederaufbau der Salesianerkirche St. Jakob nach dem Zweiten Weltkrieg leitete Albert Boßlet.

### St. Elisabeth, Zellerau
Die Pfarrkirche St. Elisabeth ist eine große, 1955 erbaute Saalkirche. Die zuvor errichtete Kuratie St. Elisabeth für die äußere Zellerau wurde 1954 von der Pfarrei Heiligkreuz abgetrennt. Koordinaten: 49° 47′ 33″ N, 9° 54′ 17″ O

### Franziskanerkirche, Stadtmitte

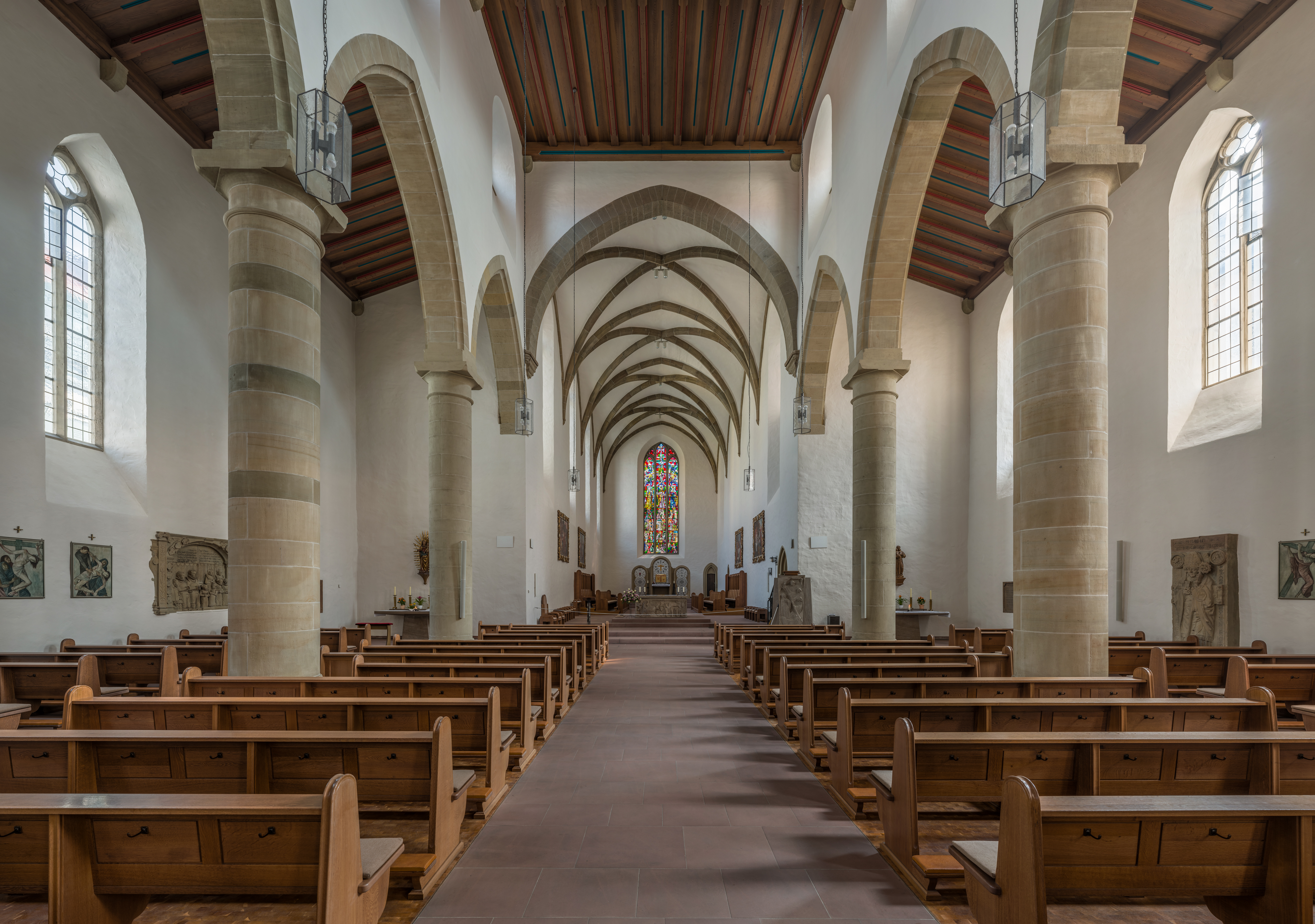
Franziskanerkirche, Innenraum

Die Kirche (Heilig Kreuz) des Franziskanerklosters Würzburg wurde 1221 noch zu Lebzeiten Franz von Assisis von italienischen Mönchen gebaut und weist daher starke italienische Einflüsse auf. Im 16. Jahrhundert wurde die Kirche von Julius Echter gegen die Überzeugung der auf Schlichtheit bedachten Mönche im Renaissance-Stil modernisiert.
Bei der Zerstörung Würzburgs am 16. März 1945 brannte die Kirche aus. Sie wurde mit einem Glasdach wiederaufgebaut, fiel aber 1986 einem Brandanschlag zum Opfer. Beim anschließenden Wiederaufbau orientierte man sich an der ursprünglichen Gestaltung aus dem 13. Jahrhundert.
Erhalten sind die Pietà aus der Riemenschneiderwerkstatt, der Ostflügel des gotischen Kreuzgangs vom Ende des 14. Jahrhunderts und das Renaissanceportal des Klosters. Koordinaten: 49° 47′ 28,7″ N, 9° 55′ 51,7″ O

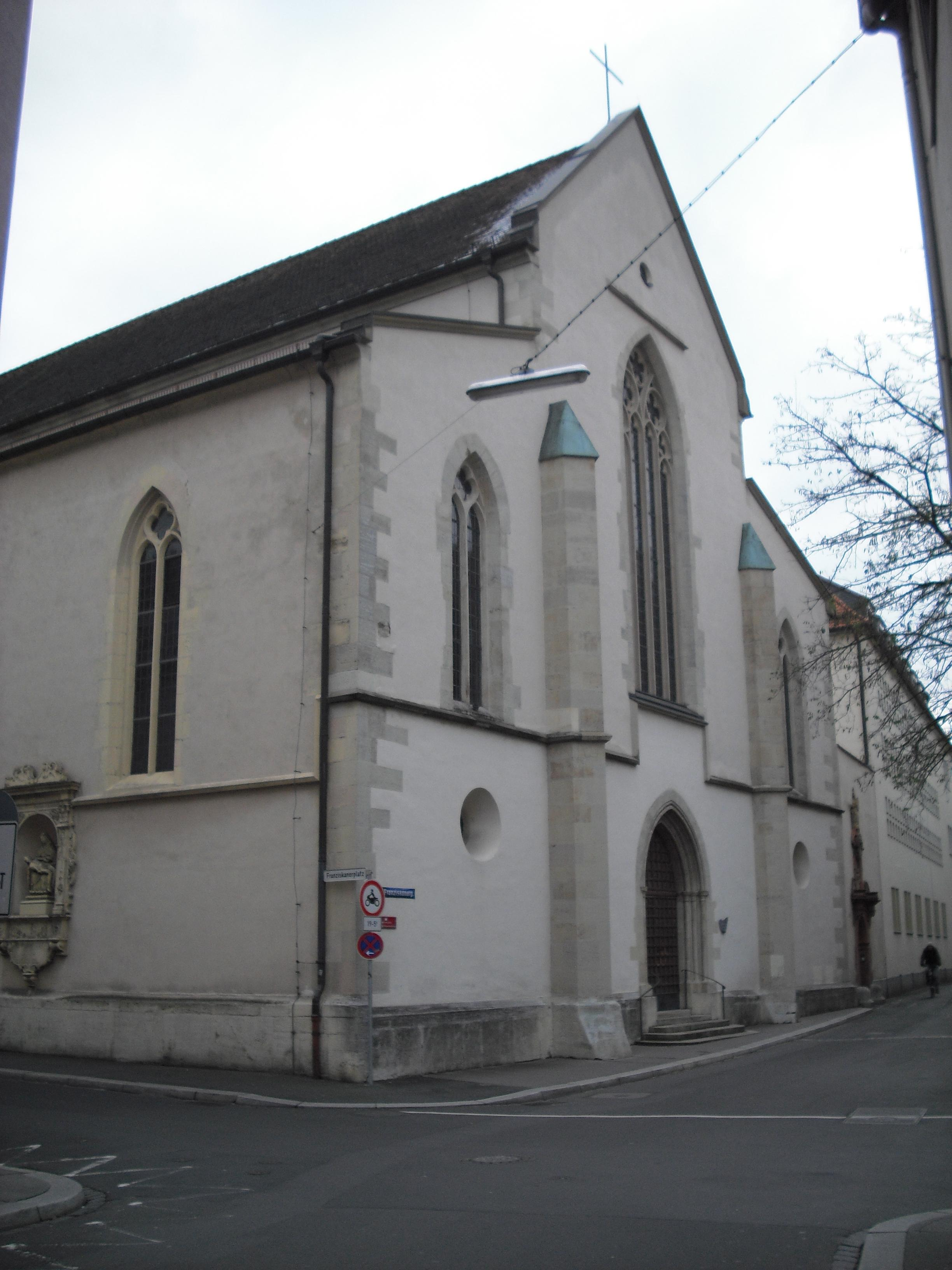
Außenansicht der Franziskanerkirche
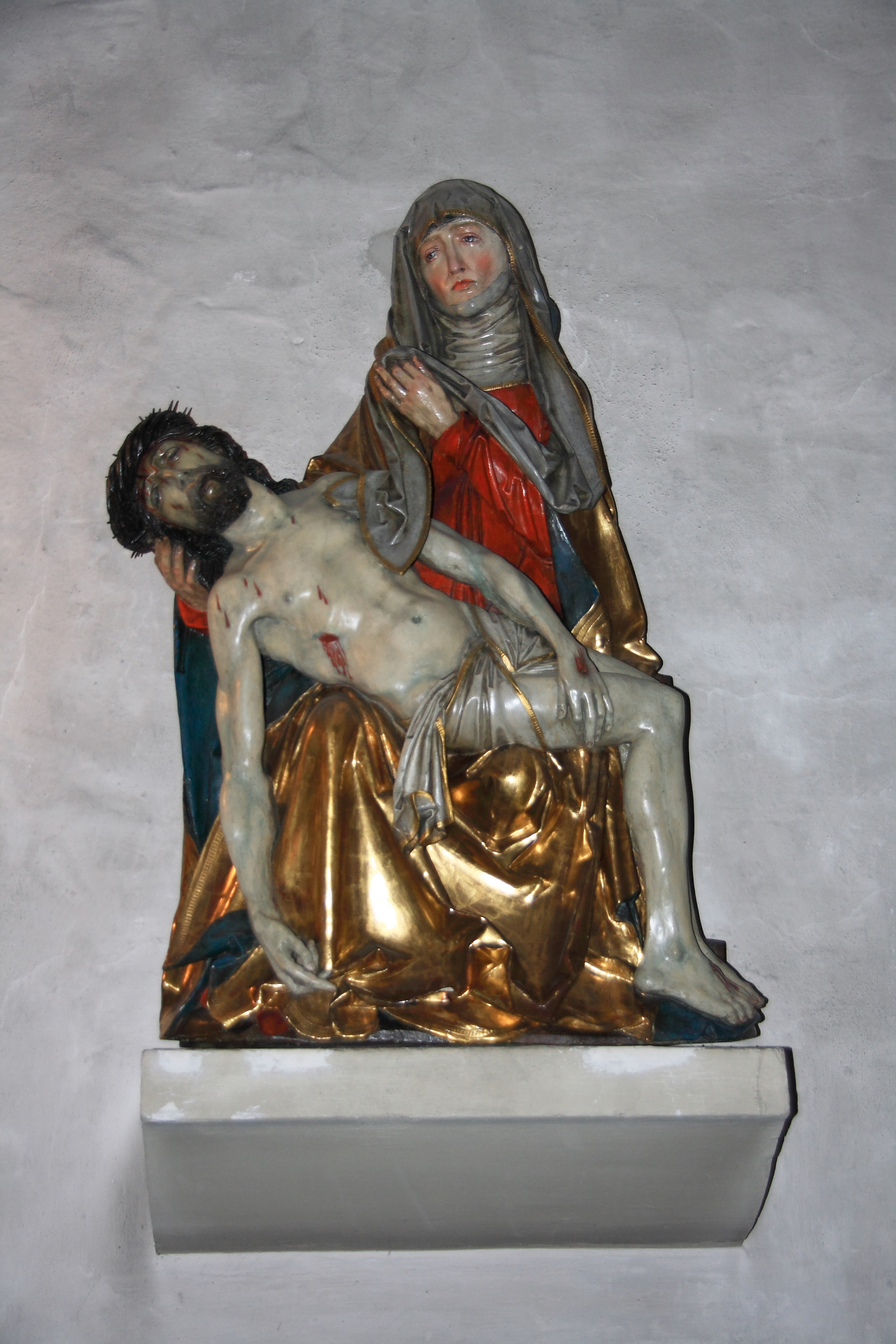
Pietà (um 1510) aus der Werkstatt Tilman Riemenschneiders
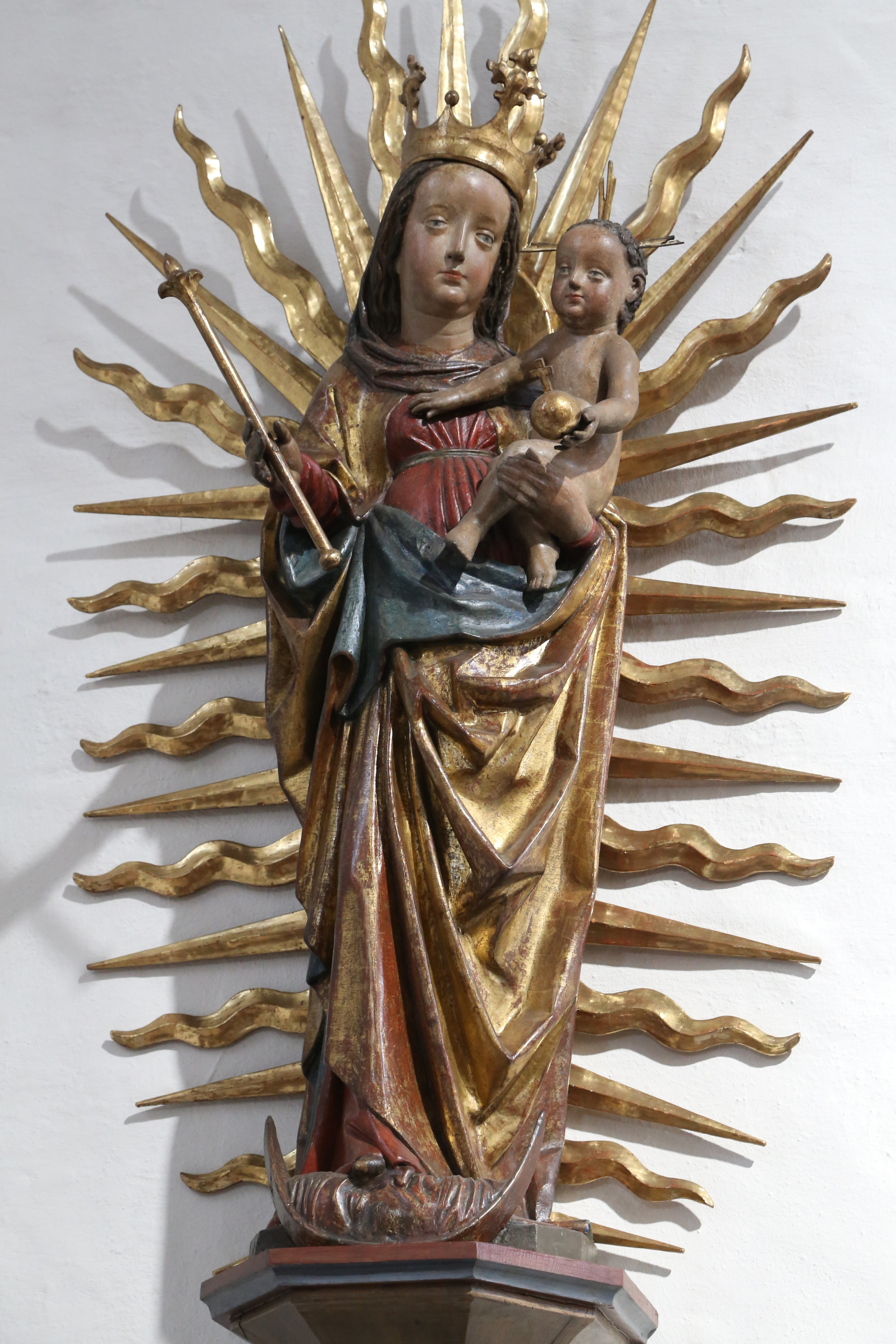
Madonna aus der Franziskanerkirche
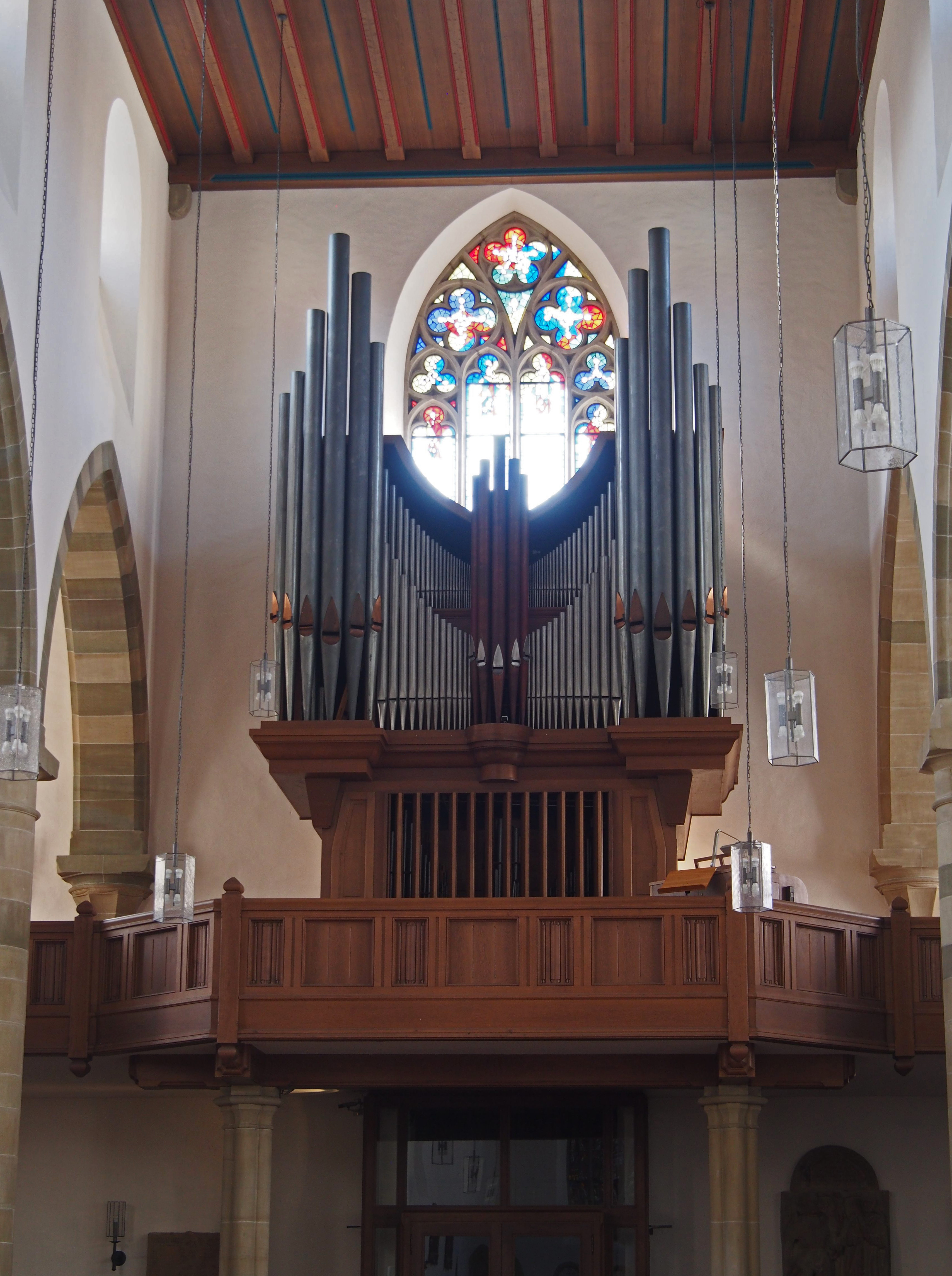
Orgel

Die katholische Franziskaner-Minoritenklosterkirche (Franziskanergasse 7) – zum Franziskaner-Minoritenkloster gehörig, gegründet 1221 als erste deutsche Niederlassung des Ordens – ist eine dreischiffige Basilika mit eingezogenem, gerade schließendem Chor, glatte verputzte Wandflächen mit Maßwerkfenstern, frühgotisch, 1249–80, Wiederaufbau nach 1945, Arkadenwände in mittelalterlichen Formen 1986; mit Ausstattung;
Zusammen mit dem Kreuzgang und anderen Gebäuden des ehemaligen Klosters ist die Kirche ein geschütztes Baudenkmal mit der Aktennummer D-6-63-000-144 des BLfD.

### St. Gertraud, Pleich

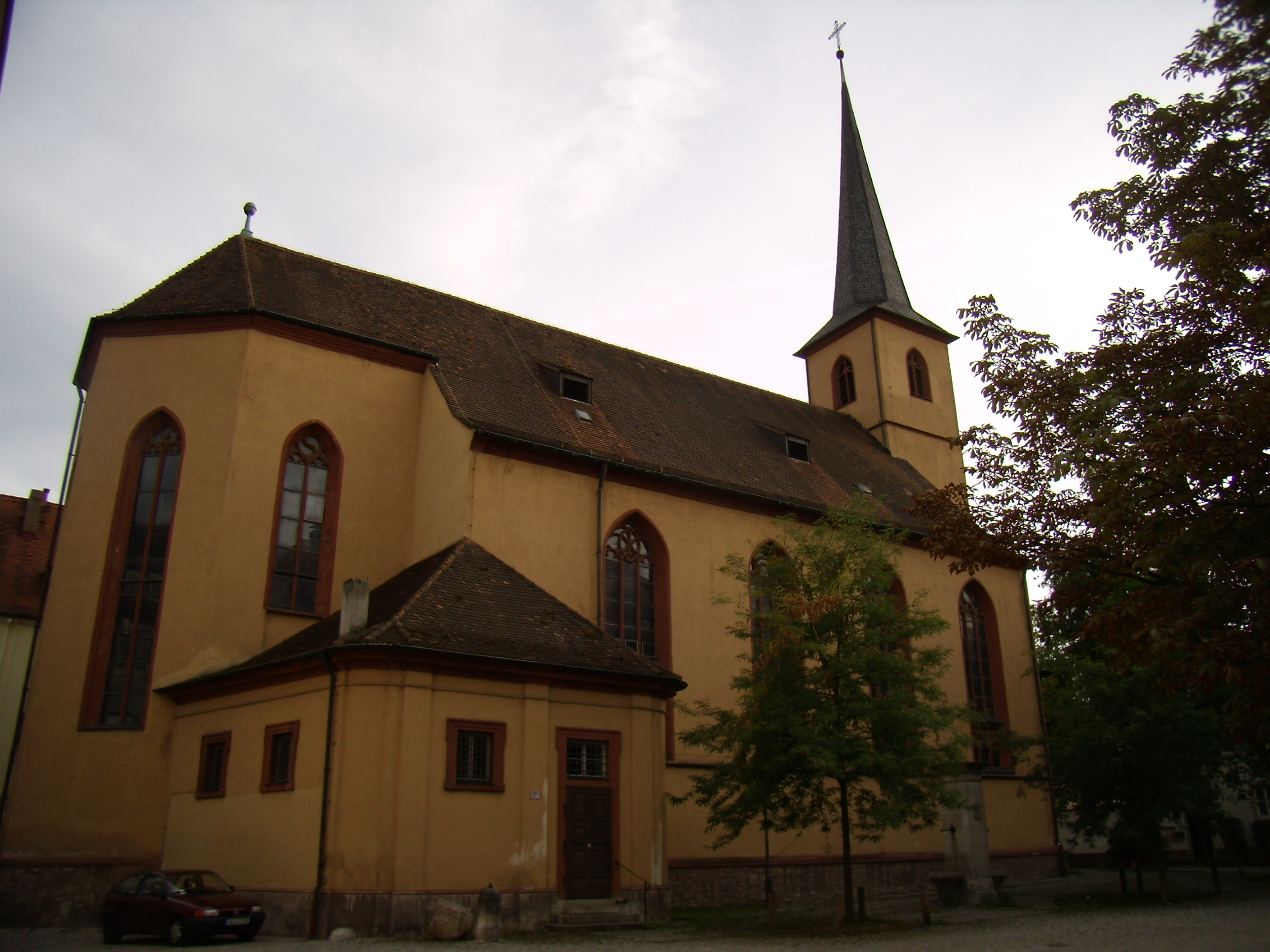
St. Gertraud

St. Gertraud wurde ca. 1130 vom Brücken-, Dom- und Stadtbaumeister Enzelin als Eigenkirche erbaut, 1133 zur Pfarrkirche erhoben. 1250 wurde der gotische Chor eingeweiht. 1611–1613 wurde die Kirche unter Julius Echter zur heutigen Gestalt umgebaut. Besondere Kunstwerke sind das Kruzifix von Julius Bausewein und verschiedene Grabsteine (u. a. Schieler 1492, Jörg Riemenschneider 1531). Koordinaten: 49° 47′ 51,6″ N, 9° 55′ 39,9″ O
Die katholische Pfarrkirche St. Gertraud (Pleicherkirchplatz 2) ist eine Saalkirche mit Satteldach und eingezogenem 5/8-Chor, vorgezogener quadratischer Westturm mit Spitzhelm, Putzmauerwerk mit Sandsteinrahmungen und Fenstermaßwerk, Nachgotik (sog. „Echtergotik“ oder „Juliusstil“) 1612, Wiederaufbau nach 1945; mit Ausstattung;
Zusammen mit dem Ölberg, (eingeschossiger Pultdachanbau mit Korbbogenöffnung und eingestellten Figuren, Sandstein, Renaissance, Jörg Riemenschneider, Mitte 16. Jahrhundert) ist die Kirche ein geschütztes Baudenkmal mit der Aktennummer D-6-63-000-429 des BLfD.

### Hofspitalkirche (Spital zu den 14 Nothelfern, „Spitäle“), Mainviertel

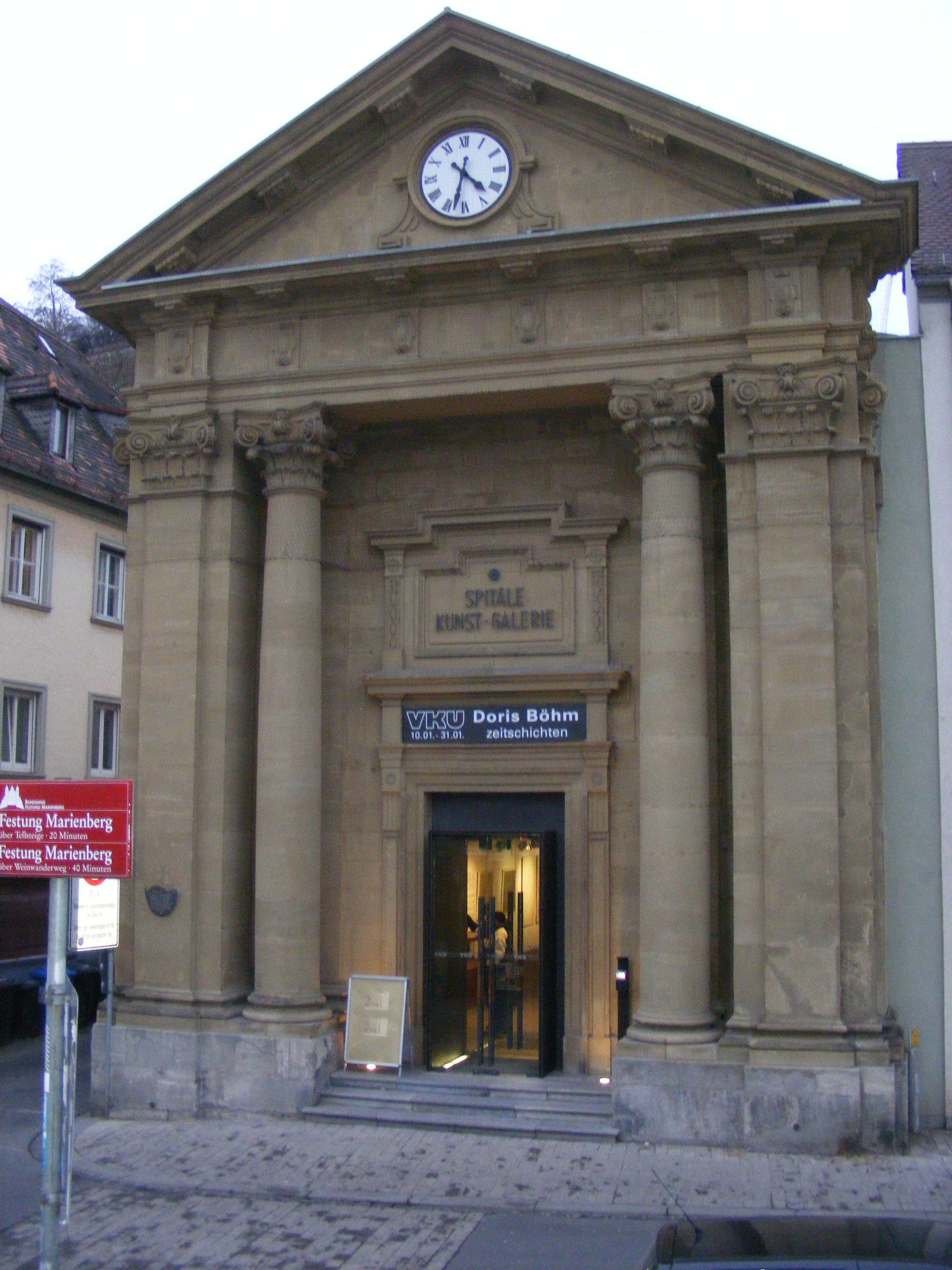
Spitäle, Außenansicht

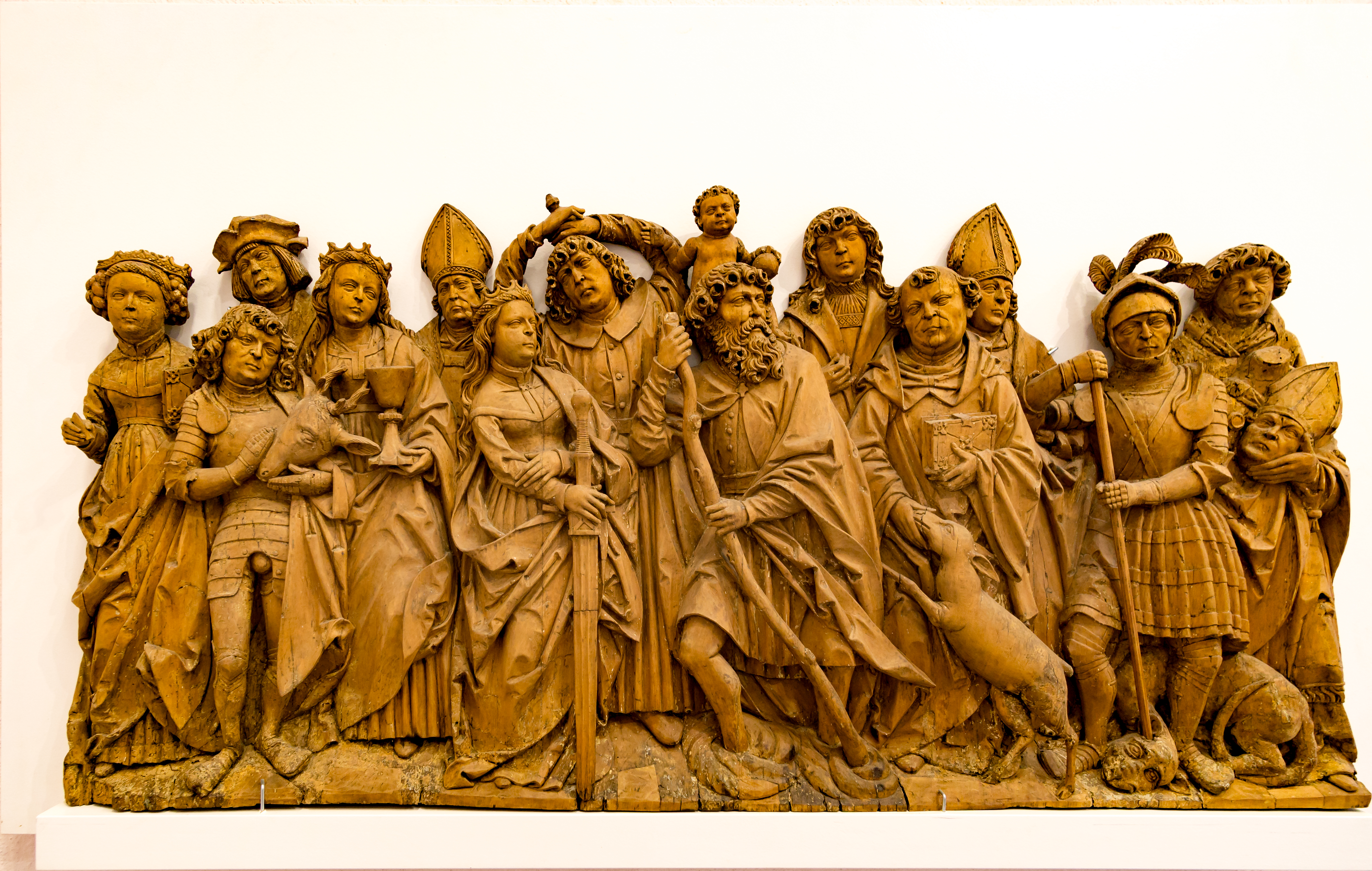
Die 14 Nothelfer, um 1525, früherer Standort: Hofspitalkirche

Die Hofspitalkirche, das Kirchengebäude des ehemaligen, von Johann von Allendorf (Ritterstiftspropst, letzter Abt und erster Propst von St. Burkard in Würzburg) 1496 gestifteten Spitals zu den vierzehn Nothelfern (oder einfach Zu den vierzehn Nothelfern, auch Hofspital zu den 14 Nothelfern), ist die ursprünglich 1498 erbaute, 1793/94 im klassizistischen Stil neu erbaute Kirche des inzwischen aufgelösten Hofspitals von Heinrich Alois Geigel und wird daher auch „(das) Spitäle“ genannt. Die letzte offizielle Bezeichnung war „Königliche Wohltätigkeitsstiftung“. Heute dient das am 16. März 1945 zerstörte und bis 1968 wiederaufgebaute und zwischen 1980 und 1983 nochmals renovierte Gebäude der Vereinigung Kunstschaffender Unterfrankens als Ausstellungshalle. Koordinaten: 49° 47′ 34,4″ N, 9° 55′ 26,5″ O
Die ehemalige Hofspitalkirche (Zeller Straße 1), ein Saalbau mit Satteldach und fluchtendem gerade schließendem Chor, Putzmauerwerk mit gotisierenden Spitzbogenfenstern als Reminiszenz an den spätgotischen Vorgängerbau, Sandsteinfassade mit eingestelltem Säulenportikus auf die Alte Mainbrücke ausgerichtet, klassizistisch und gleichzeitig früher Historismus, Adam Valentin Fischer, 1793.
Sie ist ein geschütztes Baudenkmal mit der Aktennummer D-6-63-000-626 des BLfD.
Das ursprüngliche Spital wurde entsprechend dem Testament vom 30. März 1494 (und dessen geringfügiger Abänderung vom 10. Oktober 1496) des letzten Abtes und ersten Propstes von St. Burkard, dem am 17. Oktober 1496 gestorbenen Johann(es) von Allendorf (vgl. Allendorfkapelle), als Stiftung gegründet, die für 12 fromme Arme, bei Bedarf auch für arme fremde Pilger, Unterkunft und Verpflegung bieten sollte. Ort des auch mit einer am 1. April 1498 eingeweihten Kapelle ausgestatteten Spitals war der Hof „Zum Schackhen“ (oder „Zum Schakan“) am linksmainischen Brückenkopf der Alten Mainbrücke sein. Ein an den Hof zum Schackhen grenzendes Grundstück (Hofreite „unter dem Fels“) gehörte als Erblehen ab 1496 dann ebenfalls zum „Spital der heiligen nothelffer“. Geleitet wurde das ab 1498 betriebene Hospital von einem Spitalverwalter, der einem Kanoniker von St. Burkard und einem Ratsherrn der Stadt Würzburg unterstand. Grundlage des Spitalvermögens war der Besitz des Stifters in Oberleinach, wobei, bestimmt von Johann von Allendorf, zur wirtschaftlichen Ausstattung auch Zinsen, Gülten und Güter in Unterleinach (ab 1496), Retzstadt und Retzbach sowie Besitzungen in Gerchsheim, Werbachhausen, Werbach, Wenkheim, Rinderfeld, Brunnthal und anderen Orten gehörten.

### Bürgerspitalkirche zum Heiligen Geist, Stadtmitte
Die Bürgerspitalkirche befindet sich im Bürgerspital zum Heiligen Geist. Johann Wolfgang van der Auwera hatte unter anderem auch hierfür gearbeitet. Sein Beitrag zur Ausstattung der Bürgerspitalkirche ging jedoch beim Bombenangriff auf Würzburg am 16. März 1945 verloren.

### Heilig-Geist-Kirche, Dürrbachau

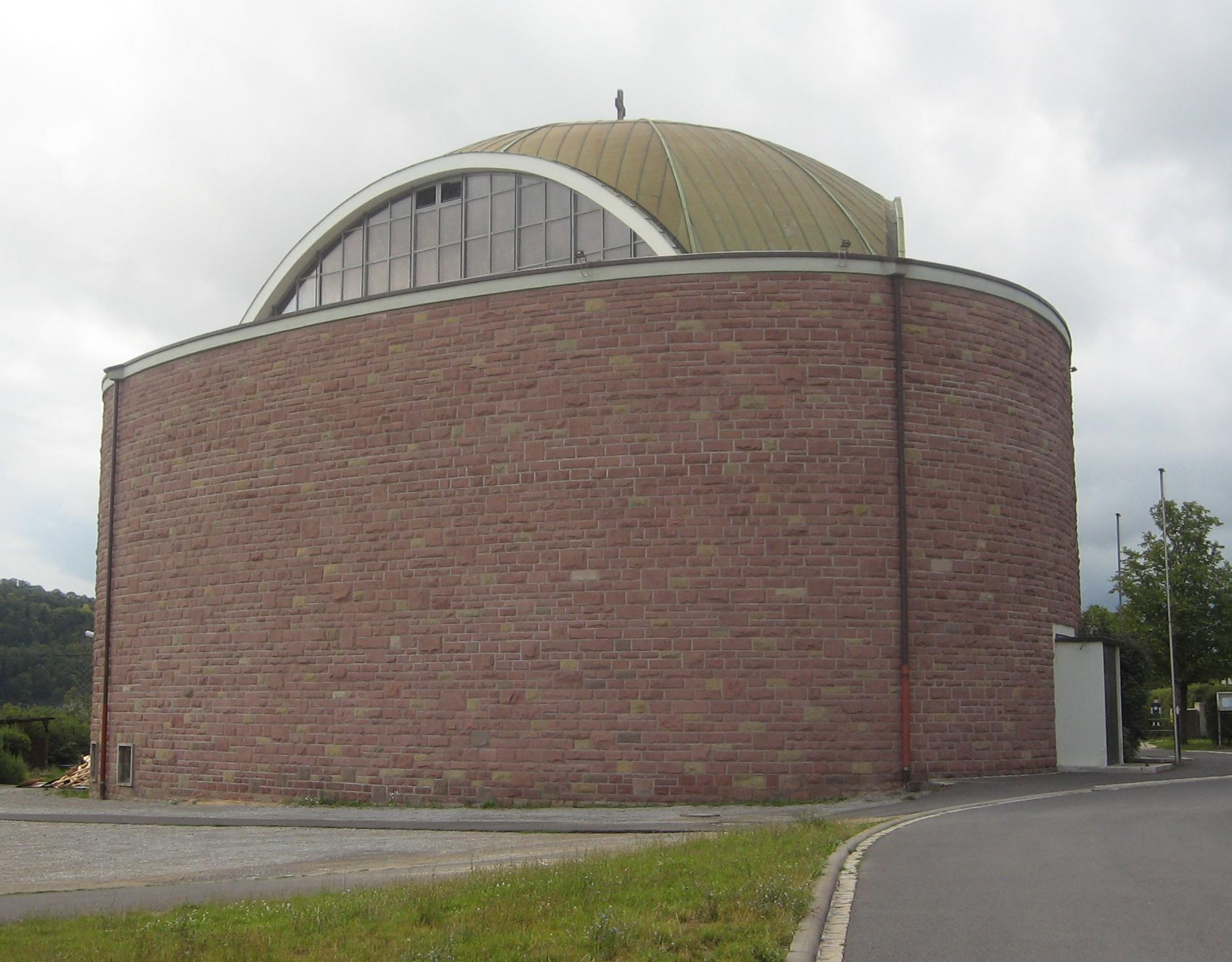
Heilig-Geist-Kirche

Die Heilig-Geist-Kirche wurde 1958 von den Frankfurter Architekten Alois Giefer und Hermann Mäckler, Frankfurt a. M. erbaut. Das Kuratiezentrum der 1957 eingerichteten eigenständigen Kuratie besteht aus der Kirche, Pfarrhaus, Pfarrsaal und einem Kindergarten. Besondere Kunstwerke sind ein raumhohes Altarbild von Karl Clobes, eine Madonna mit herrschendem Kind (Bronzeguss) von Julius Bausewein und die Fenster der Krypta von Curd Lessig. Sie versinnbildlichen die Sakramente der Kirche. Koordinaten: 49° 48′ 16,5″ N, 9° 53′ 24,5″ O
Die katholische Kuratiekirche Hl. Geist (Veitshöchheimer Straße 98) ist ein Rotsandsteinquaderbau auf gerundetem Dreiecksgrundriss mit Stutzkuppel, Nachkriegsmoderne, Alois Giefer und Hermann Mäckler (Frankfurt), 1958; mit Ausstattung.
Die 1957/58 eingerichtete Kuratie Heilig Geist in der Dürrbachau gehört zur Pfarreiengemeinschaft Dürrbachtal. Die Kirche ist ein geschütztes Baudenkmal mit der Aktennummer D-6-63-000-777 des BLfD.

### Heilig-Kreuz-Kirche, Zellerau

Heiligkreuz-Kirche, Zellerau

Die Pfarrkirche Heilig Kreuz wurde 1934–1935 als dreischiffige Basilika erbaut. Koordinaten: 49° 47′ 49″ N, 9° 54′ 38″ O
Die katholische Pfarrkirche Heiligkreuz (Friedrichstraße 26; Sedanstraße 7 a) ist eine dreischiffige Basilika mit Satteldach und seitlich integriertem rechteckigem Turm mit Walmdach und hoher Laterne, Putzbau mit Kalksteingliederungen, Löwenportal und Wandmalerei, Michael Niedermeier, 1934–35.
Sie ist ein geschütztes Baudenkmal mit der Aktennummer D-6-63-000-165 des BLfD.

### St. Jakobus der Ältere, Versbach
Die Jakobus dem Älteren (St. Jakobus Major) geweihte Kirche wurde ab 1962, nach Abriss der bestehenden Kirche von 1754, erbaut und am 15. Dezember 1963 von Bischof Josef Stangl erneut geweiht. Koordinaten: 49° 49′ 21″ N, 9° 57′ 46″ O
Die katholische Pfarrkirche St. Jakobus Major (Heide 12) ist eine Saalkirche mit Satteldach und schräger Traufe über trapezförmigem Grundriss und mit trapezoidem Chor, westliche Giebelfront mit Rundfenster und wiederverwendeter romanischer Portalrahmung des Vorgängerbaus, Campanile mit Kalksteinsockel und Spitzhelm, unverputztes Kalksteinmauerwerk mit Glaswänden, Nachkriegsmoderne, 1962/63 von Lothar Schlör; mit Ausstattung.
Sie ist ein geschütztes Baudenkmal mit der Aktennummer D-6-63-000-702 des BLfD.

### Alt-St. Josef, Oberdürrbach
Die Alte Pfarrkirche St. Josef in Oberdürrbach ist eine klassizistische Saalkirche und wurde 1816 erbaut. Koordinaten: 49° 49′ 28″ N, 9° 55′ 30″ O
Die alte katholische Pfarrkirche St. Joseph (Nähe Zehnthofstraße) ist eine Saalkirche mit Dreiseitschluss, leicht vortretendem Fassadenturm mit übergiebeltem Portal, Haubendach und seitlichen Figurennischen (hl. Johannes Baptist und hl. Johannes Evangelist), Putzmauerwerk mit Werksteingliederungen, Klassizismus, bezeichnet mit 1816, Nischenfiguren, Sandstein, spätbarock, Peter Wagner, Ende 18. Jahrhundert; mit Ausstattung;
Sie ist ein geschütztes Baudenkmal mit der Aktennummer D-6-63-000-668 des BLfD.

### Neu-St. Josef, Oberdürrbach
Die Neue Pfarrkirche St. Josef in Oberdürrbach wurde als moderne Kirche im Dürrbachtal errichtet. Koordinaten: 49° 49′ 32″ N, 9° 55′ 16″ O

### St. Josef der Bräutigam, Grombühl

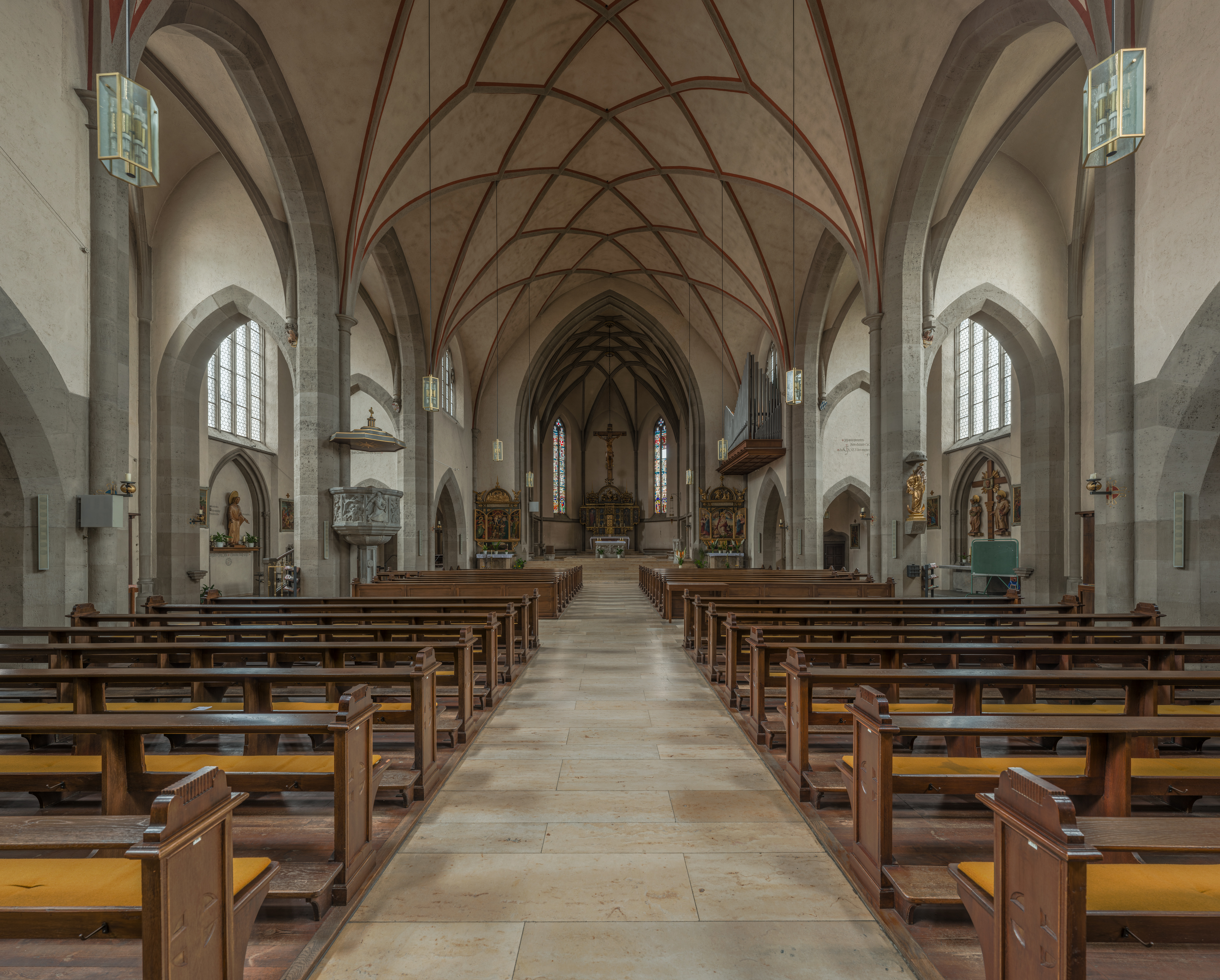
St. Josef, Kirchenschiff

St. Josef der Bräutigam wurde 1902–1904 nach Plänen von Joseph Schmitz erbaut und am 9. Juli 1905 geweiht. Auch wenn bereits 1889 ein Kirchenbauverein für Grombühl gegründet worden war, so erfolgte eine Pfarreigründung erst 1914 (zuvor war St. Josef ab 1911 ein Filialkirchenbezirk). Bei der Zerstörung Würzburgs 1945 brannte die Kirche aus, wurde in den 1970er Jahren umgebaut und 1984 nochmals renoviert. St. Josef ist nach dem Dom flächenmäßig die größte Kirche von Würzburg und kann 3000 Menschen aufnehmen. Koordinaten: 49° 48′ 10,3″ N, 9° 56′ 51,4″ O
Die katholische Pfarrkirche St. Josef (Josefplatz 2) ist eine dreischiffige Basilika mit eingezogenem 5/8-Chor und Querschiff, Satteldach mit durchbrochenem Dachreiter und vorgezogener Eckturm mit geschweiftem Zeltdach und Laterne. Sie ist ein unverputzter Hausteinbau mit Werksteingliederungen, neugotisch, Turmhelm nach 1945;
Zusammen mit der zugehörigen Terrassenanlage mit Freitreppe ist die Kirche ein geschütztes Baudenkmal mit der Aktennummer D-6-63-000-333 des BLfD.

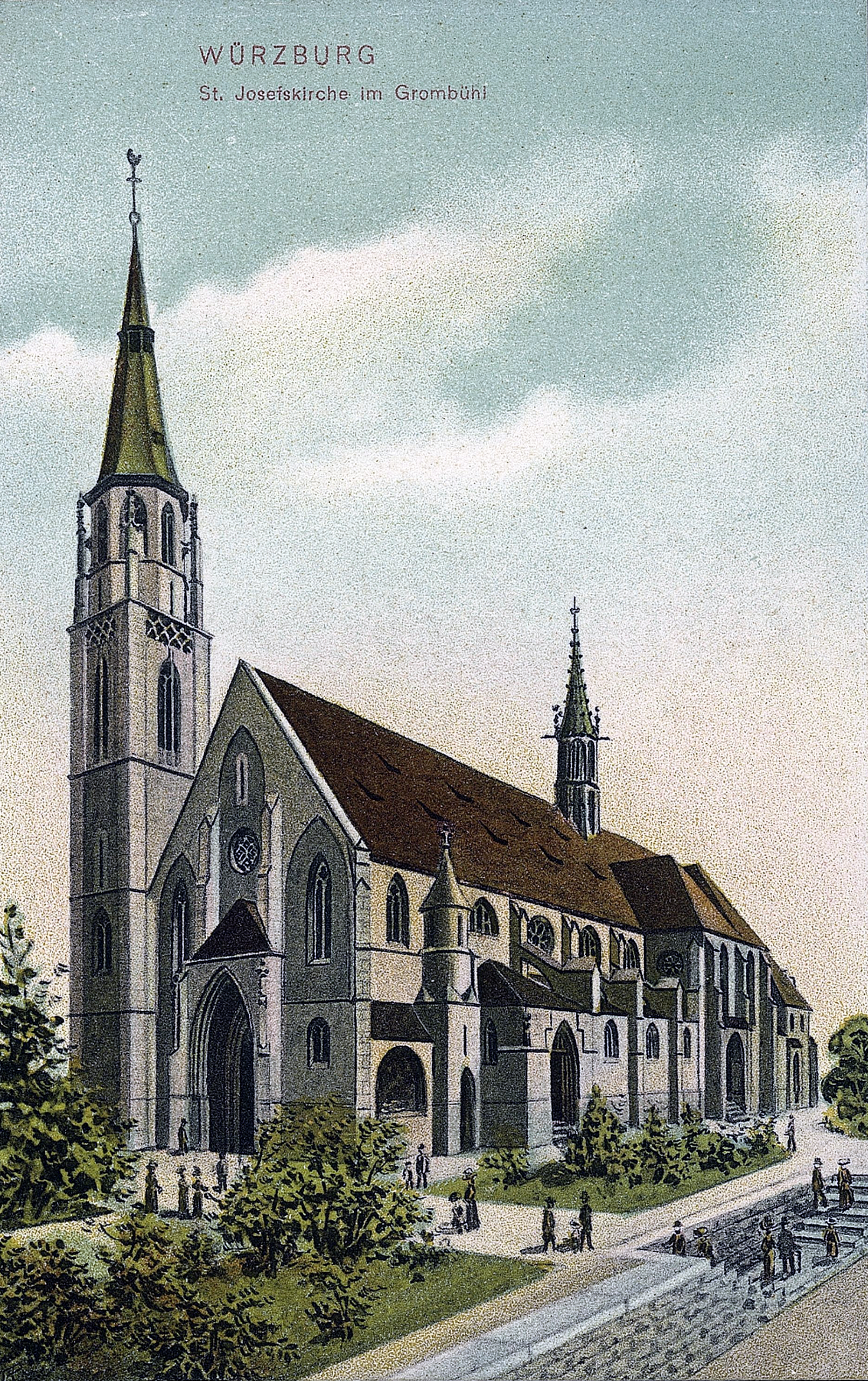
St. Josef der Bräutigam, historische Ansicht
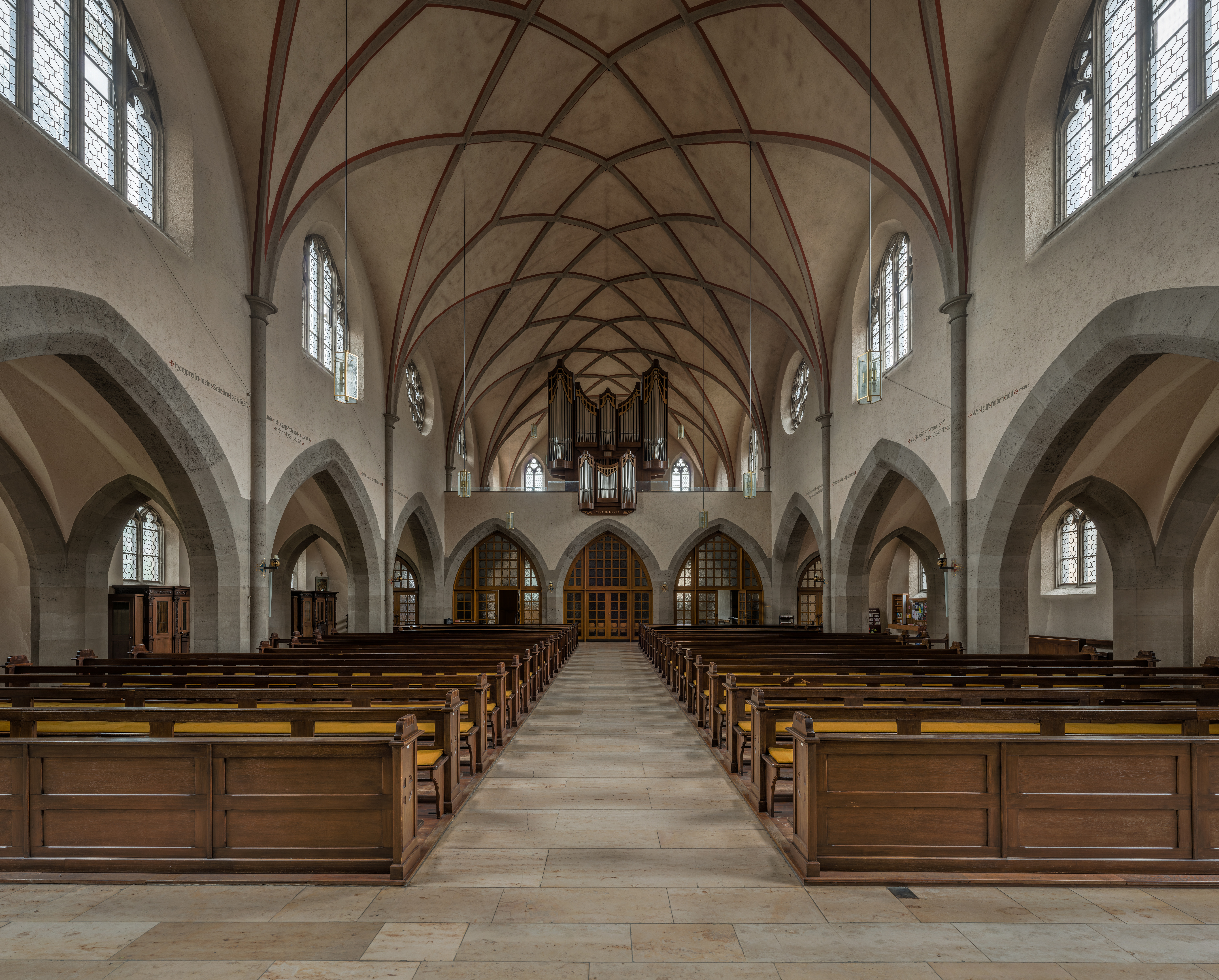
Blick durch das Langhaus zur Orgel
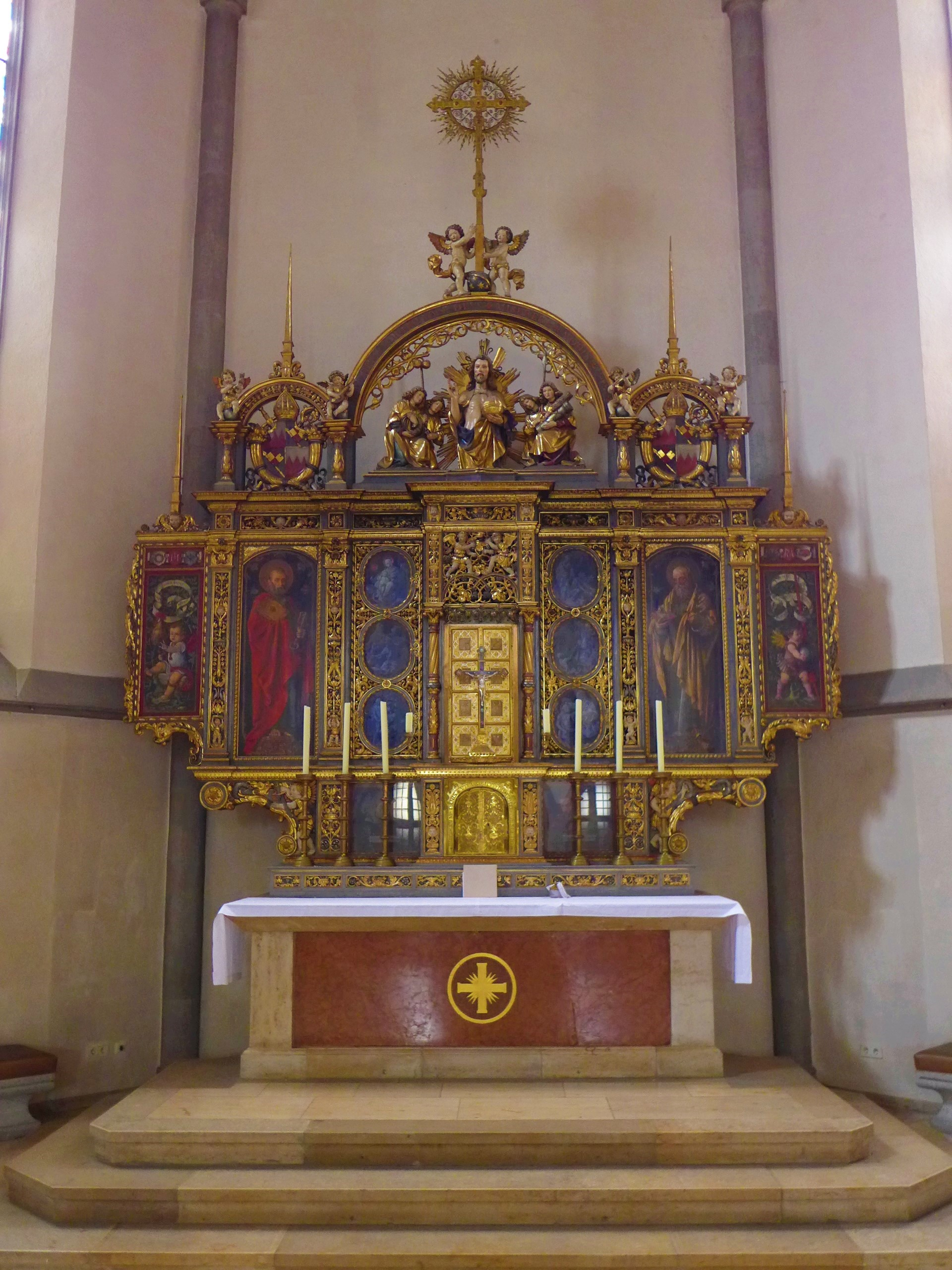
Hochaltarretabel im Stil der späten Neorenaissance, Jakob Angermair (München) 1907
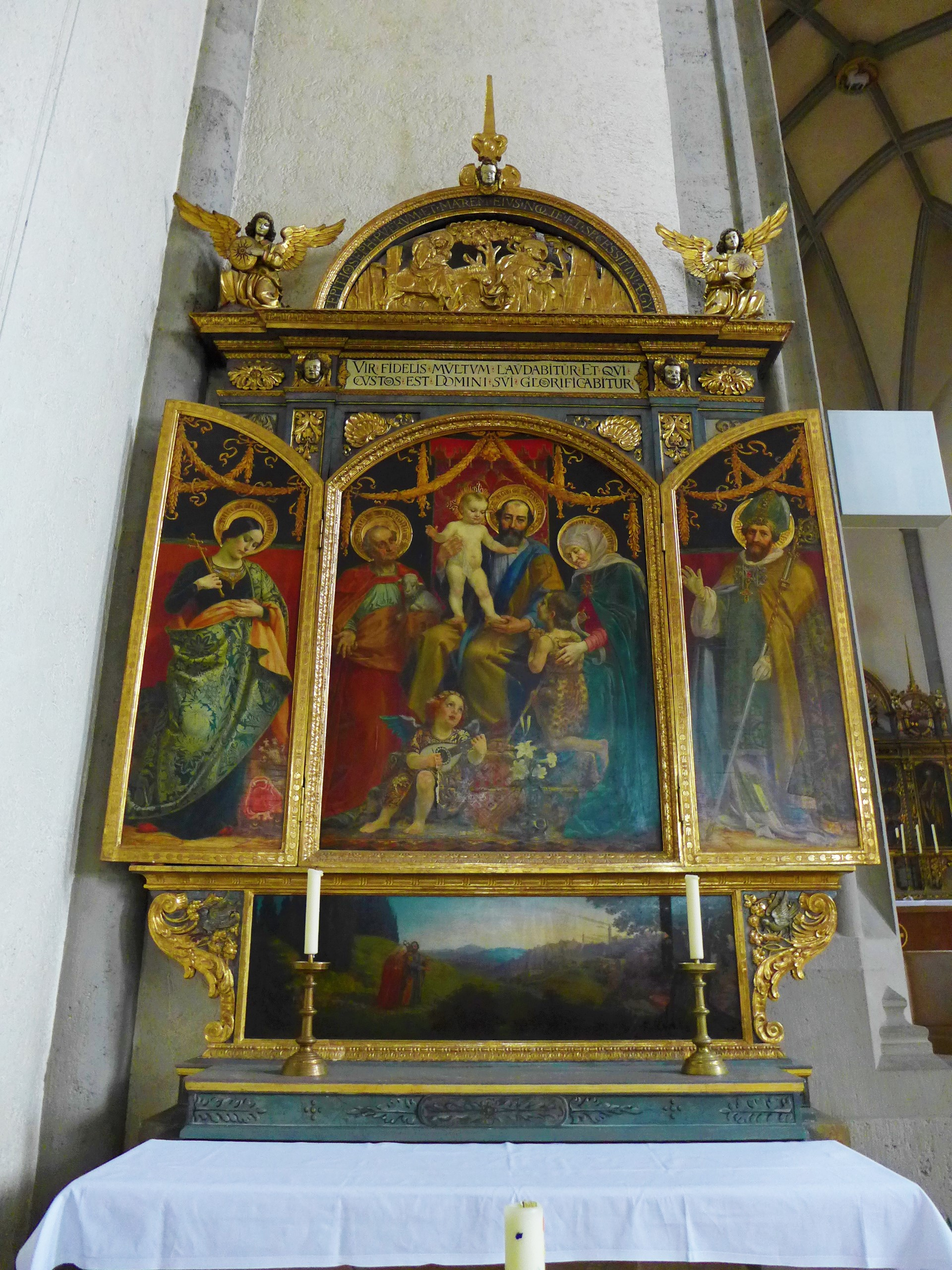
Josefsaltar im Stil der späten Neorenaissance im offenen Zustand
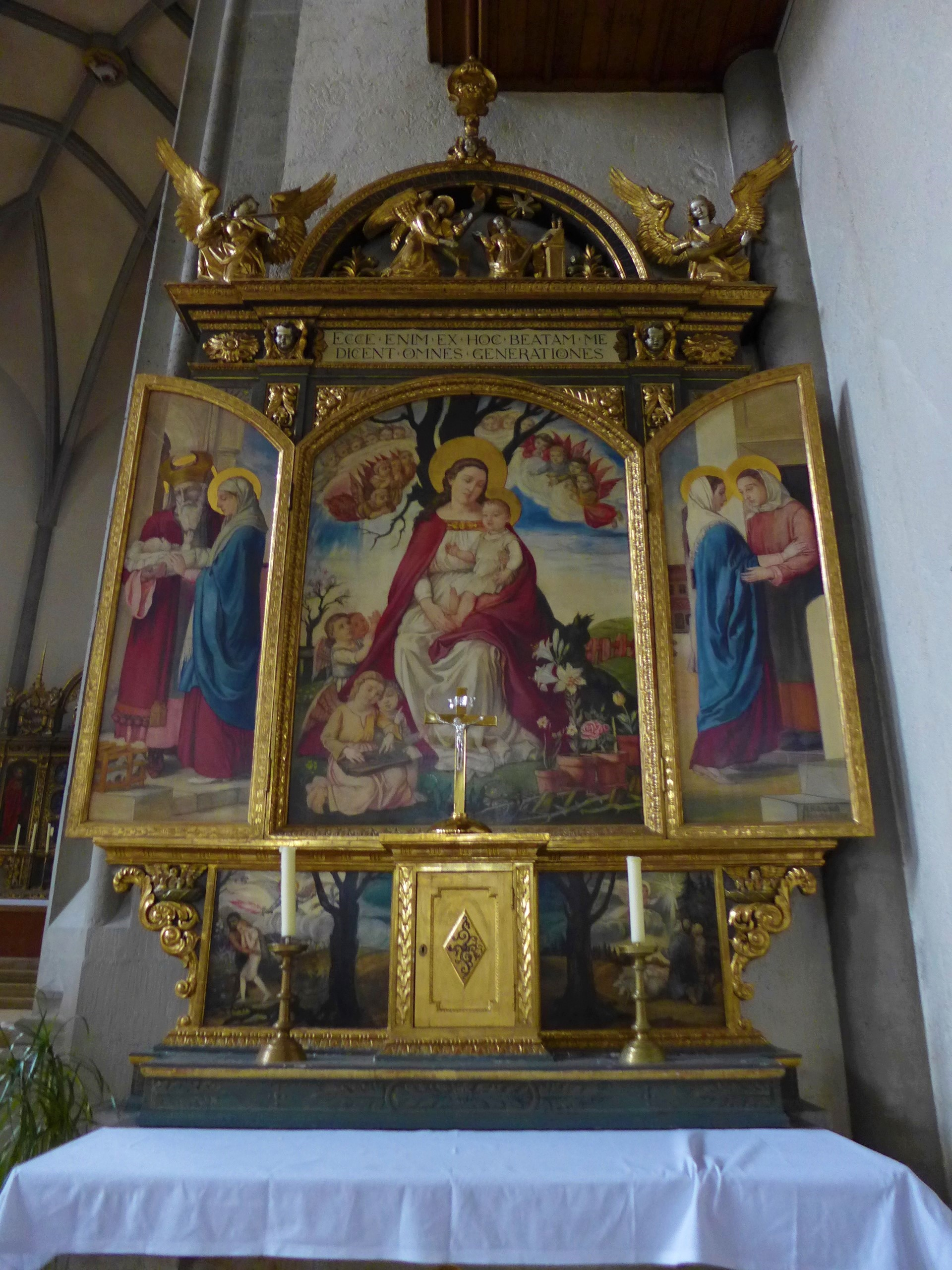
Marienaltar in offenem Zustand
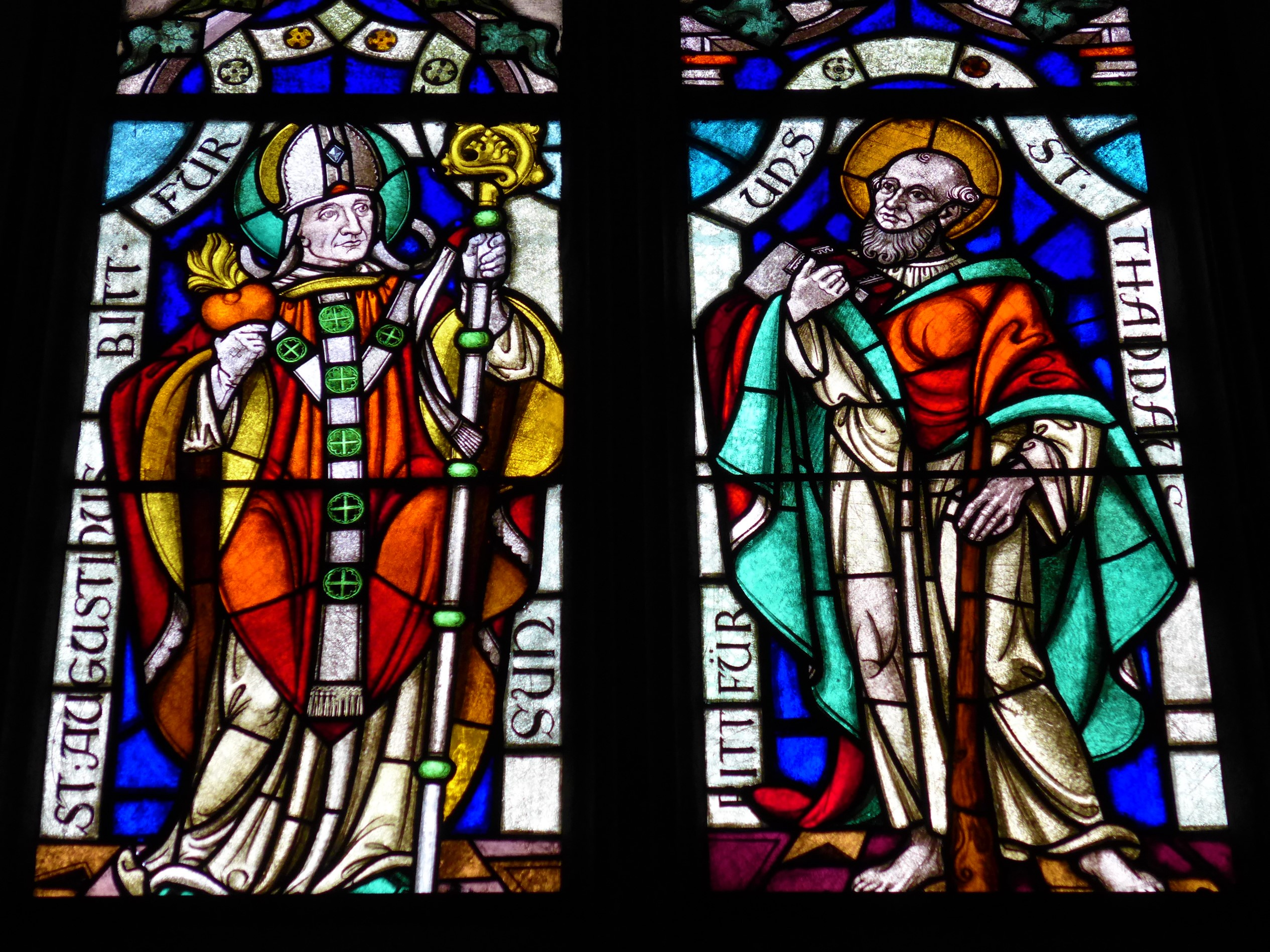
Kirchenfenster
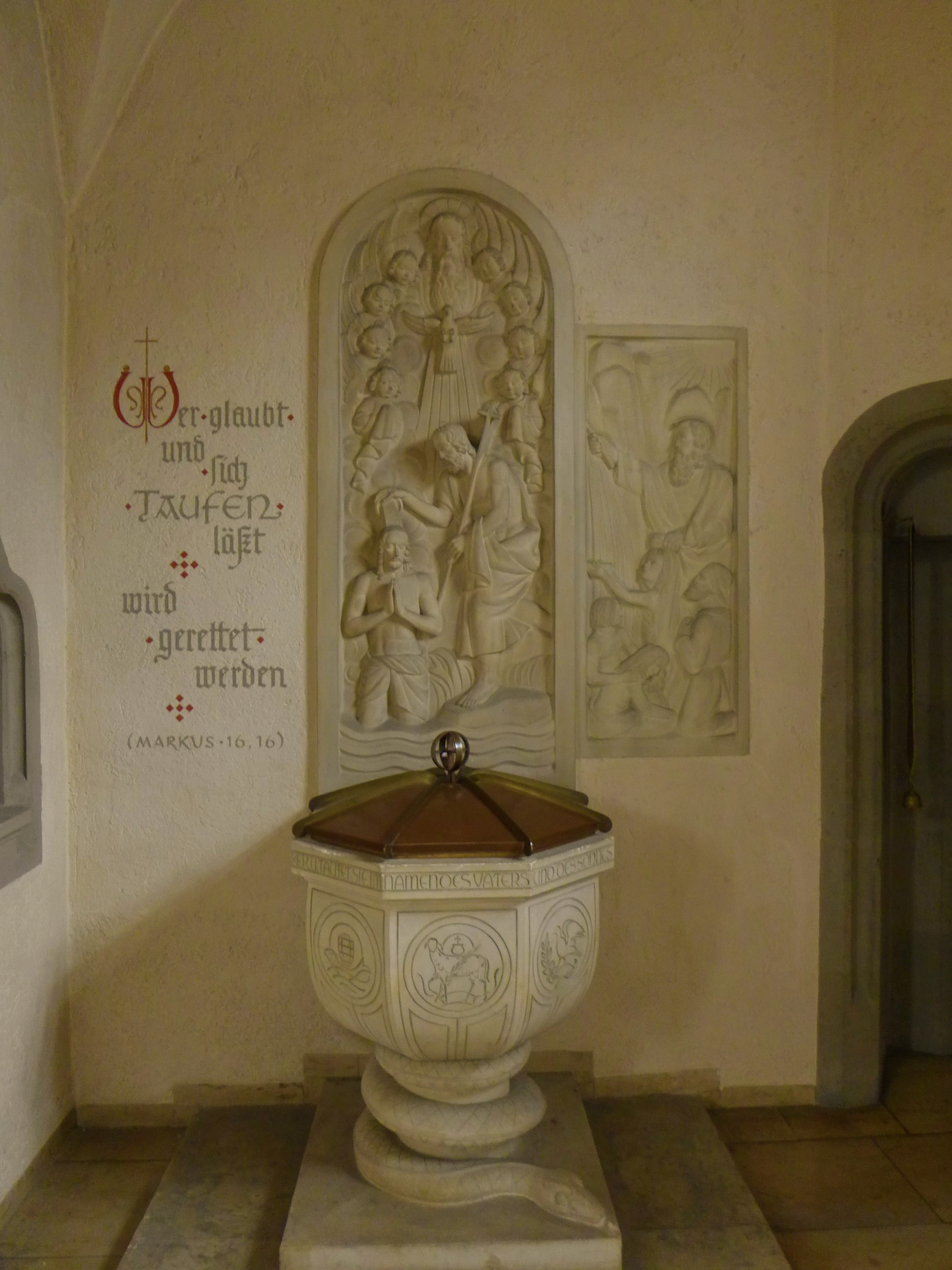
Taufbecken

### St. Josef der Bräutigam, Rottenbauer

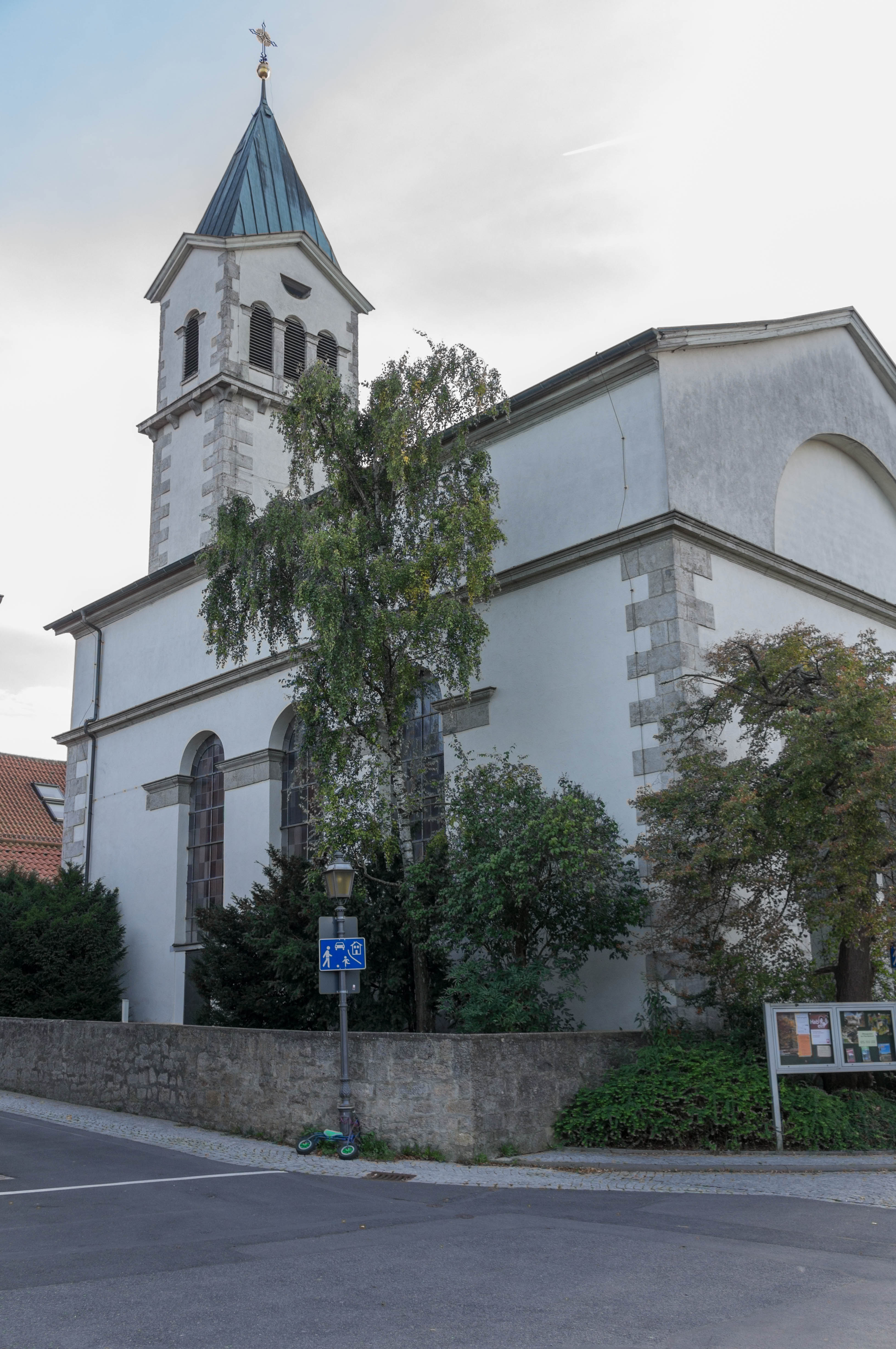
St. Josef der Bräutigam, Rottenbauer

Die Kirche wurde ab 1818 erbaut, am 20. Januar 1822 begannen die Arbeiten im Kircheninneren. 1829 standen bereits drei Altäre in der Kirche, jedoch war nur der Hochaltar für den Gottesdienst hergerichtet. 1864 und 1965 fielen die ersten größeren Reparaturen an. Im Jahre 1911 erfuhr der Kircheninnenraum eine vollkommene Neugestaltung. Koordinaten: 49° 43′ 11″ N, 9° 58′ 5″ O
Die katholische Pfarrkirche St. Joseph (Oberer Kirchplatz 2) ist eine Saalkirche mit Satteldach, besitzt einen auf der Altarseite vorgestellten querrechteckigen Turm mit Pyramidendach, der im Erdgeschoss die Apsis aufnimmt, und hat ein monumentales Eingangsportal mit großer Blendlunette im Giebel. Das Putzmauerwerk mit sparsamen Kalksteingliederungen ist klassizistisch, Gustav Vorherr, 1823–24; mit Ausstattung.
Sie ist ein geschütztes Baudenkmal mit der Aktennummer D-6-63-000-674 des BLfD.

### Dom St. Kilian, Stadtmitte

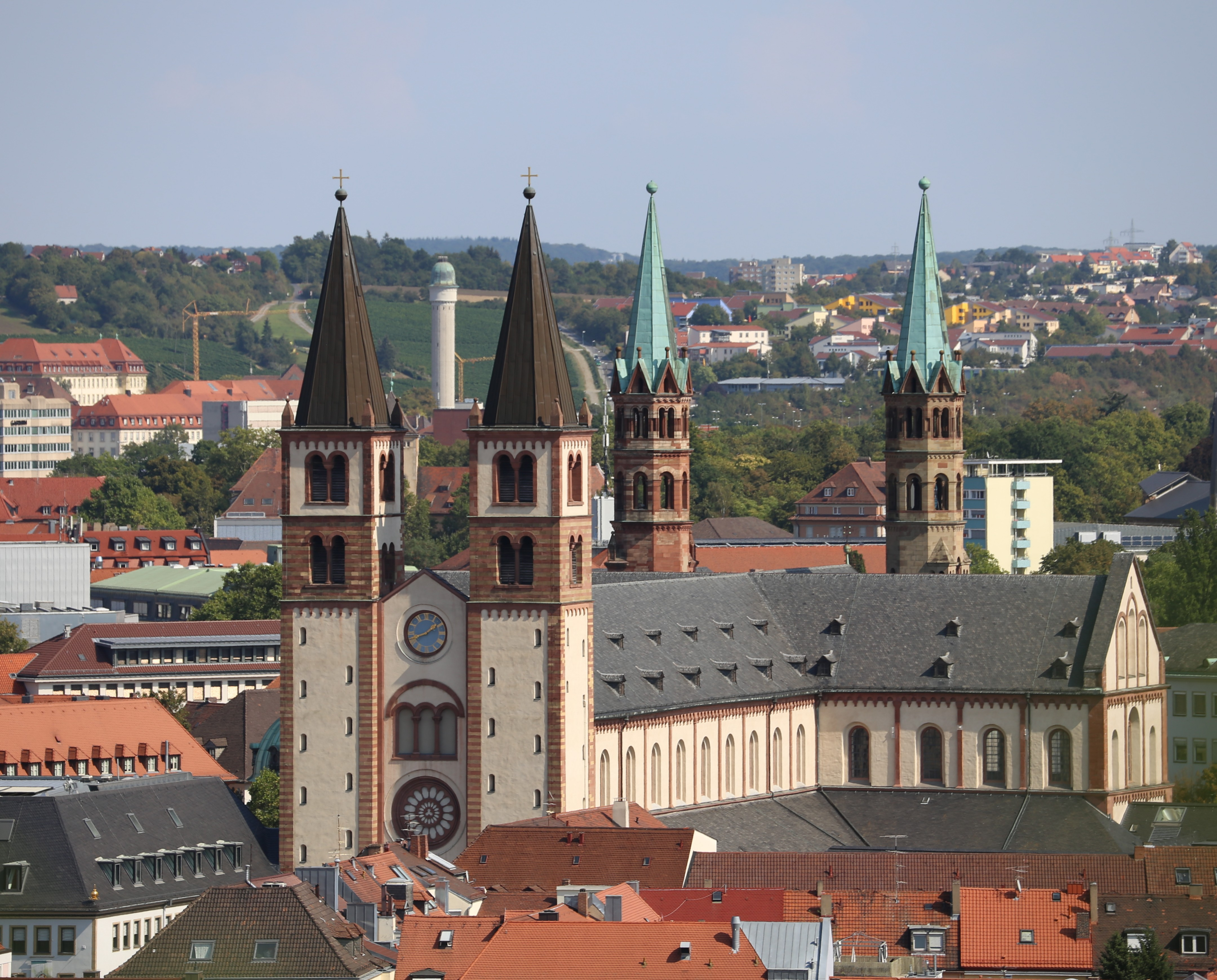
Dom St. Kilian – von der Festung Marienberg

Der Dom St. Kilian ist eine romanische Kirche, die ab 1040 von Bischof Bruno erbaut wurde und Kilian geweiht ist. Sie gilt als die viertgrößte romanische Basilika Deutschlands und ist der dritte Dombau in Würzburg, nachdem die ersten beiden (erbaut um 787 und 855) durch Feuer ganz oder teilweise zerstört wurden. Nach dem Unfalltod Brunos im Jahr 1045 vollendete sein Nachfolger im Bischofsamt Adalbero den Bau im Jahr 1075. Wegen seiner Größe zählt der Kiliansdom zu den eindrucksvollsten Monumenten der Salier-Zeit.
1500 erfolgte eine spätgotische Umgestaltung der Seitenschiffe, 1701 die barocke Ausstuckierung durch Pietro Magno. Nach dem Einsturz großer Teile des Doms im Winter 1946 als Folge der Bombardierung wurde er bis 1967 wiederaufgebaut. Es entstand eine gelungene, wenn auch umstrittene, Kombination von größtenteils romanischen, modernen und barocken Elementen. Die neoromanische Westfassade mit Fensterrose, dreigliedriger Galerie und Uhrenöffnung war beim Wiederaufbau mit einer schlichten Bimssteinmauer verblendet worden und wurde im Zuge von Renovierungsarbeiten 2006 wieder freigelegt. Der Vorkriegszustand ist jetzt weitgehend wiederhergestellt. 1987 folgte die Umgestaltung des Chorraums durch Hubert Elsässer. Seit dem Einbau eines Zimbelgeläuts mit acht kleinen Glocken sowie drei weiterer Glocken hat der Würzburger Dom mit nunmehr 20 Glocken das größte Kirchengeläut Deutschlands.
Besondere Kunstwerke sind das Taufbecken (1279) von Meister Eckart aus Worms, die beeindruckende Reihe von Bischofsepitaphien, darunter die Grabdenkmale der Fürstbischöfe Rudolf II. von Scherenberg (1495) und Lorenz von Bibra (beide von Tilman Riemenschneider), die Schönbornkapelle von Balthasar Neumann und die Klais-Orgel von 1968 (größte Trompeteria in Deutschland). Koordinaten: 49° 47′ 36″ N, 9° 55′ 56″ O
Im Kiliansdom befindet sich das bedeutende, von der Bonner Orgelbaufirma Johannes Klais gefertigte Kirchenorgelwerk.
Der katholische Sankt-Kilians-Dom (Kiliansplatz 4) ist eine kreuzförmige dreischiffige Pfeilerbasilika mit Westwerk und Chorflankentürmen, hat einen eingezogenen Chor mit Rundapsis, Putzmauerwerk mit romanischen und neoromanischen Sandsteingliederungen, Gründung zweite Hälfte 9. Jahrhundert, Westwerk erste Hälfte 11. Jahrhundert, Neubau der Basilika zweite Hälfte 11. Jahrhundert, Erneuerung im 12. Jahrhundert, Neugestaltung der Ostteile erste Hälfte 13. Jahrhundert, Einwölbung 1608, barocke Stuckverkleidung durch Pietro Magno frühes 18. Jahrhundert, nach Kriegszerstörung vereinfachende Wiederherstellung bis 1967; mit Ausstattung.
Der Dom ist zusammen mit anderen Gebäude- und Bauteilen ein geschütztes Baudenkmal mit der Aktennummer D-6-63-000-104 des BLfD.

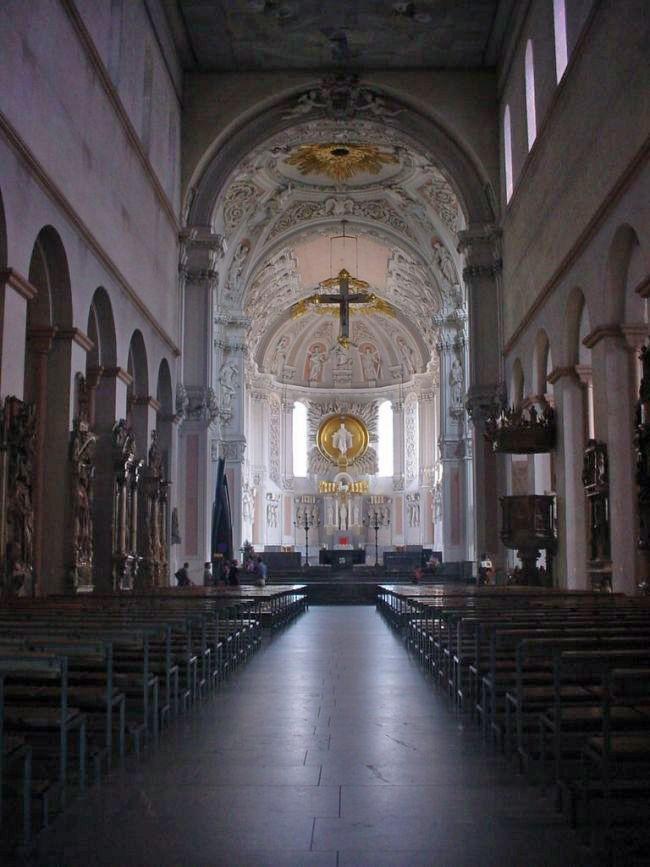
Innenraum Dom St. Kilian
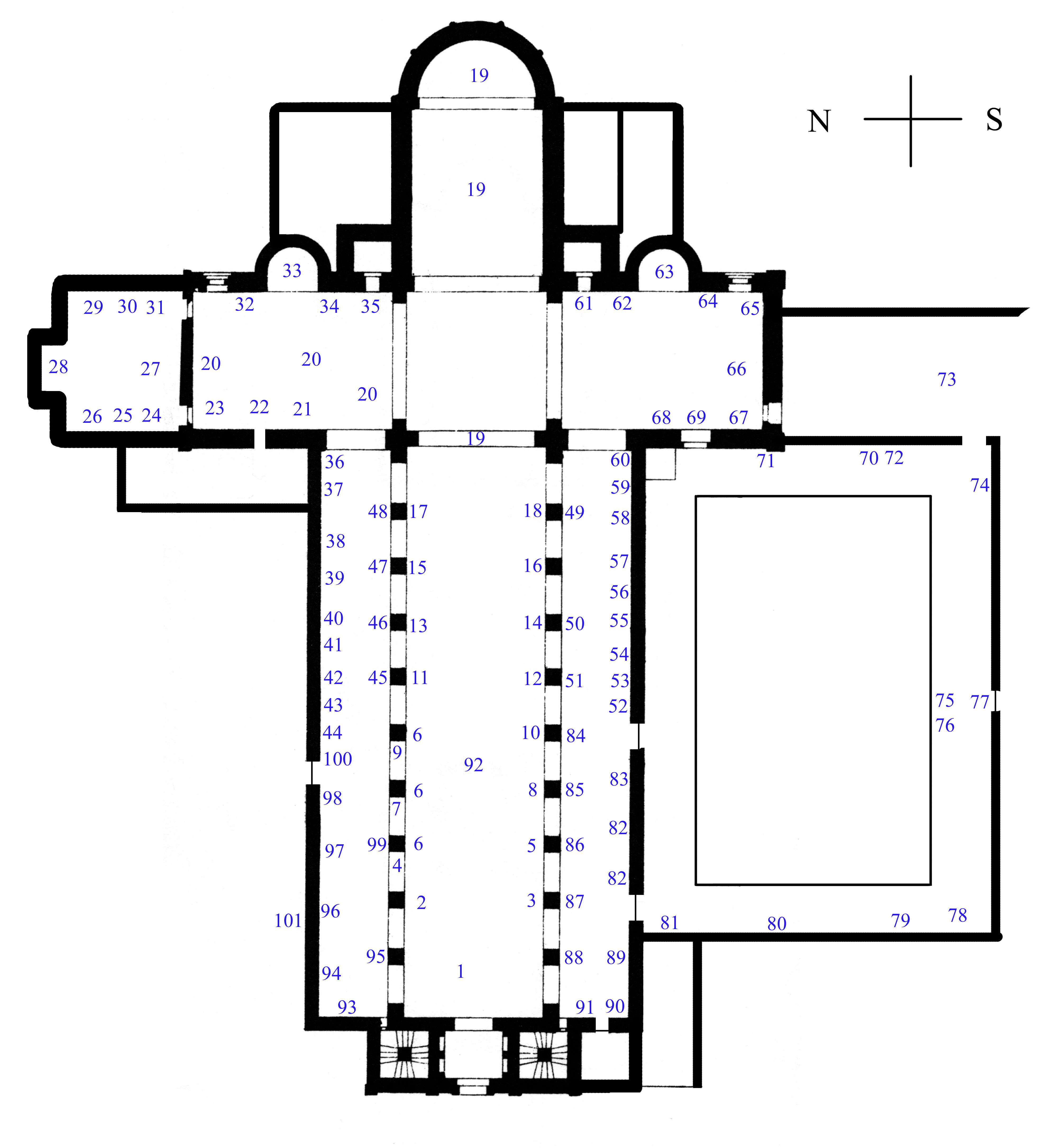
Grundriss des Doms
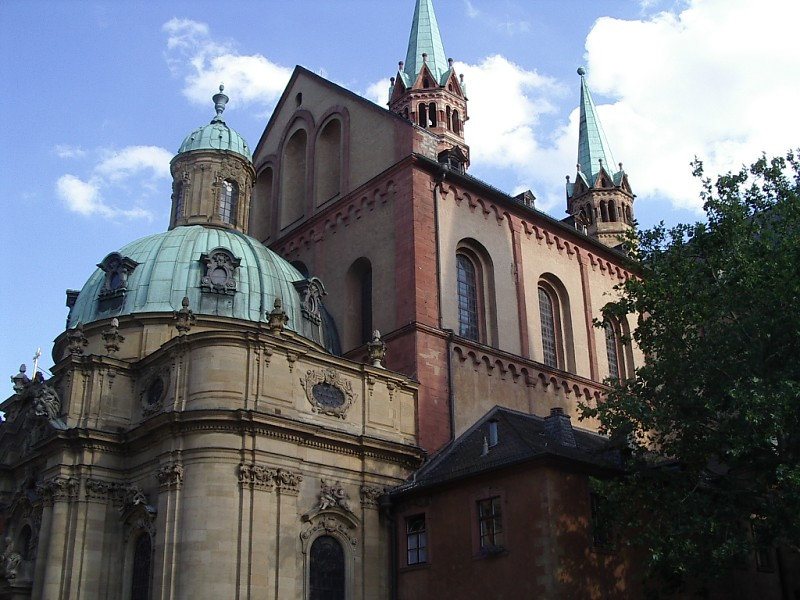
Dom St. Kilian mit Schönbornkapelle
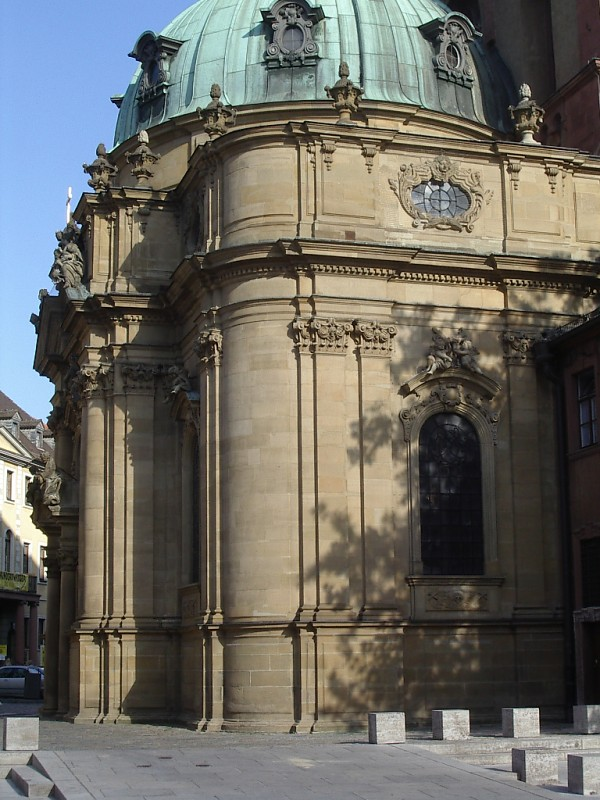
Schönbornkapelle am Dom St. Kilian
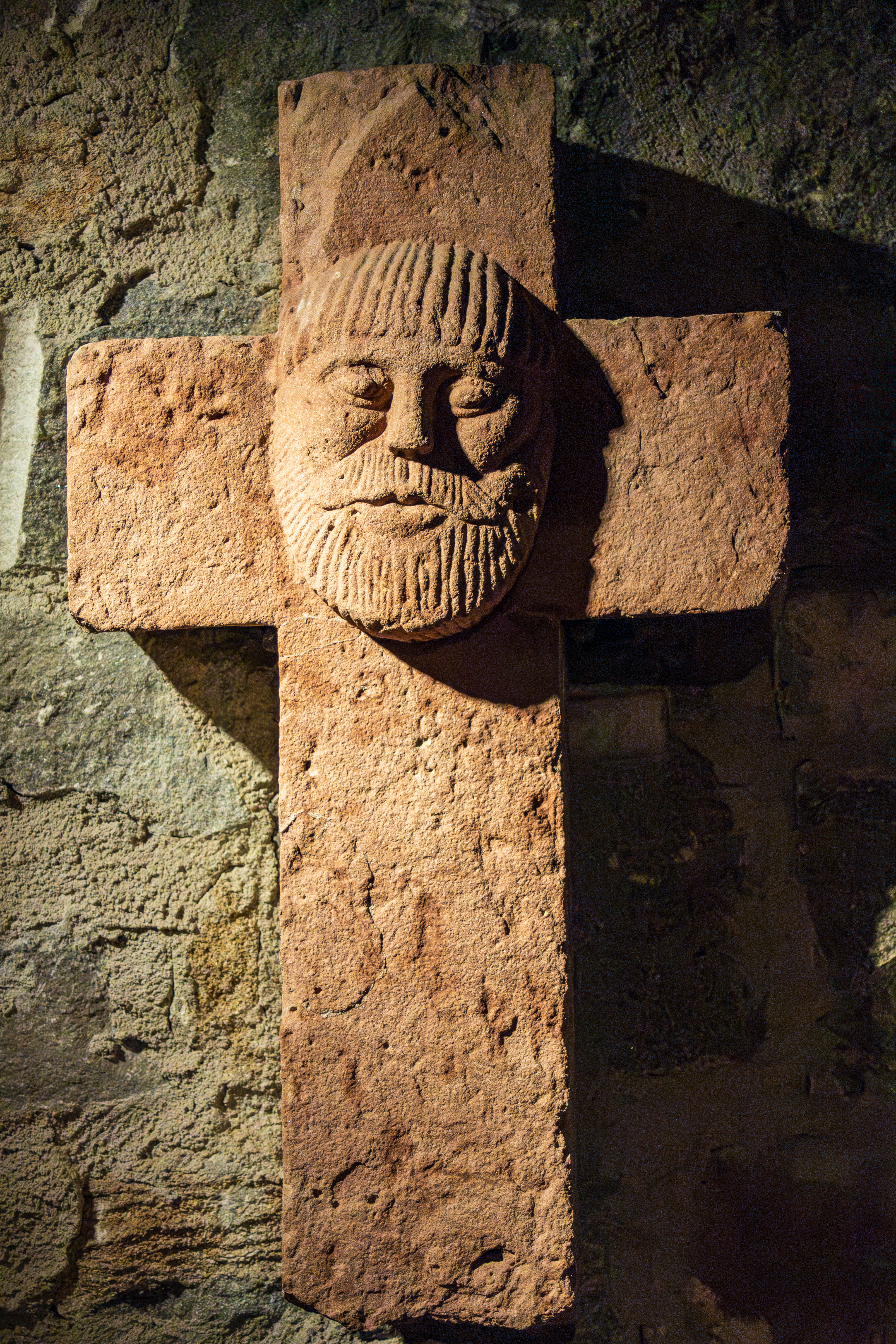
Merowingerkreuz in der Domkrypta
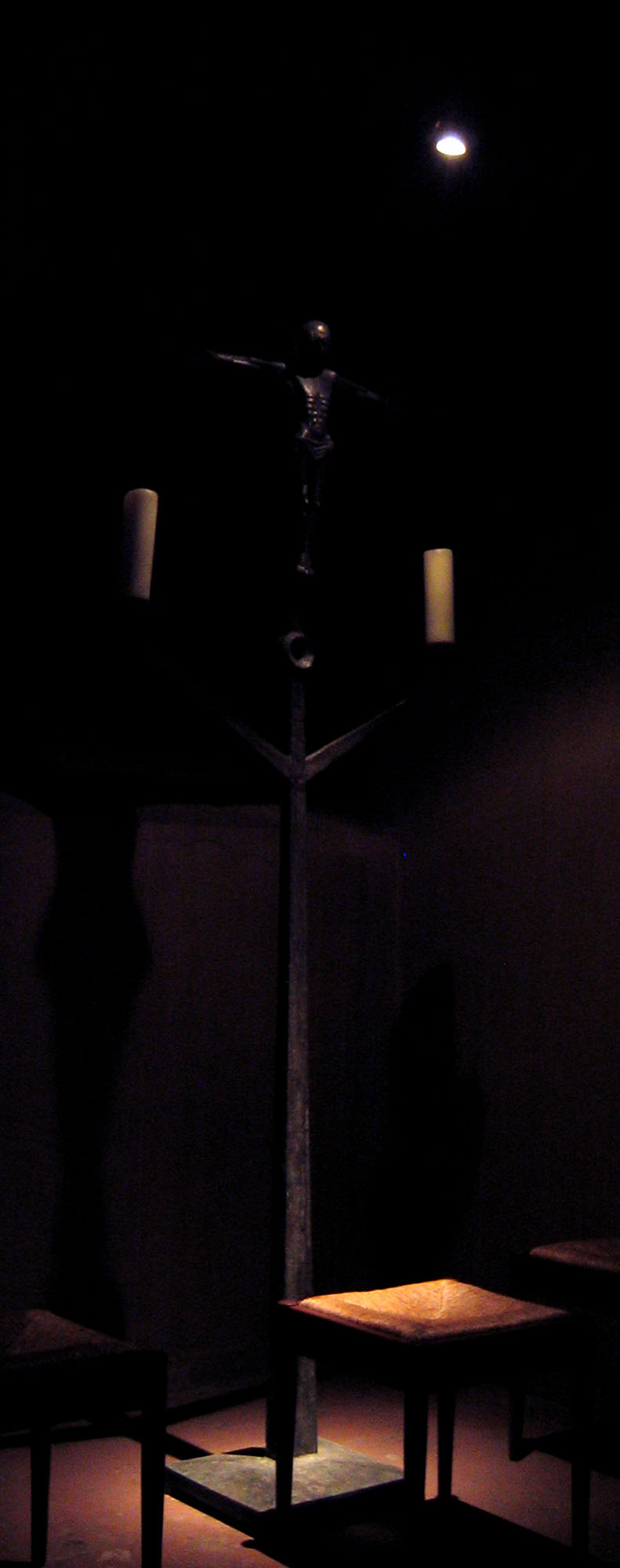
Bronzekreuz in der Domkrypta
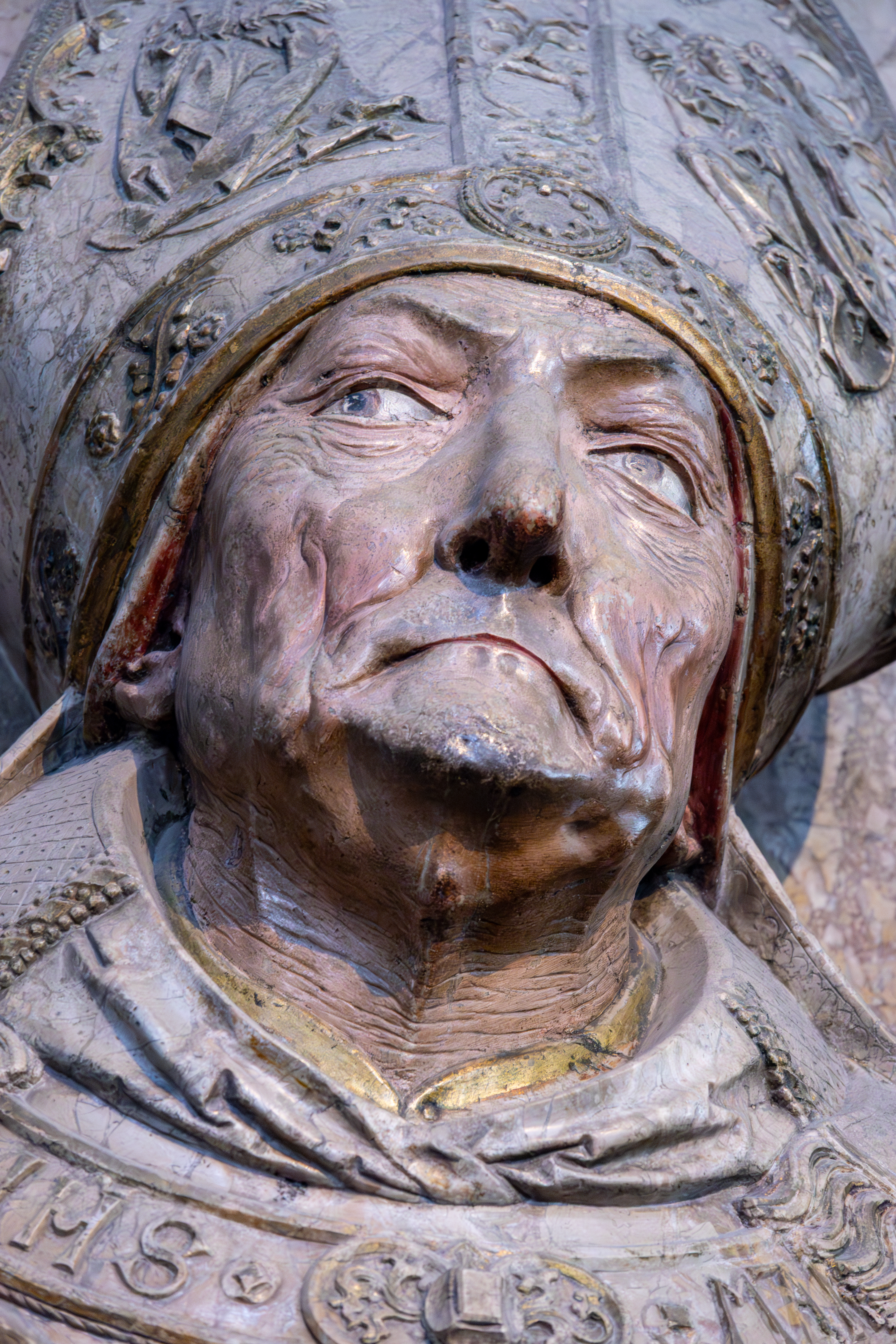
Gesichtszüge des Rudolf II. von Scherenberg als Ausschnitt des Epitaphaltars von Tilman Riemenschneider
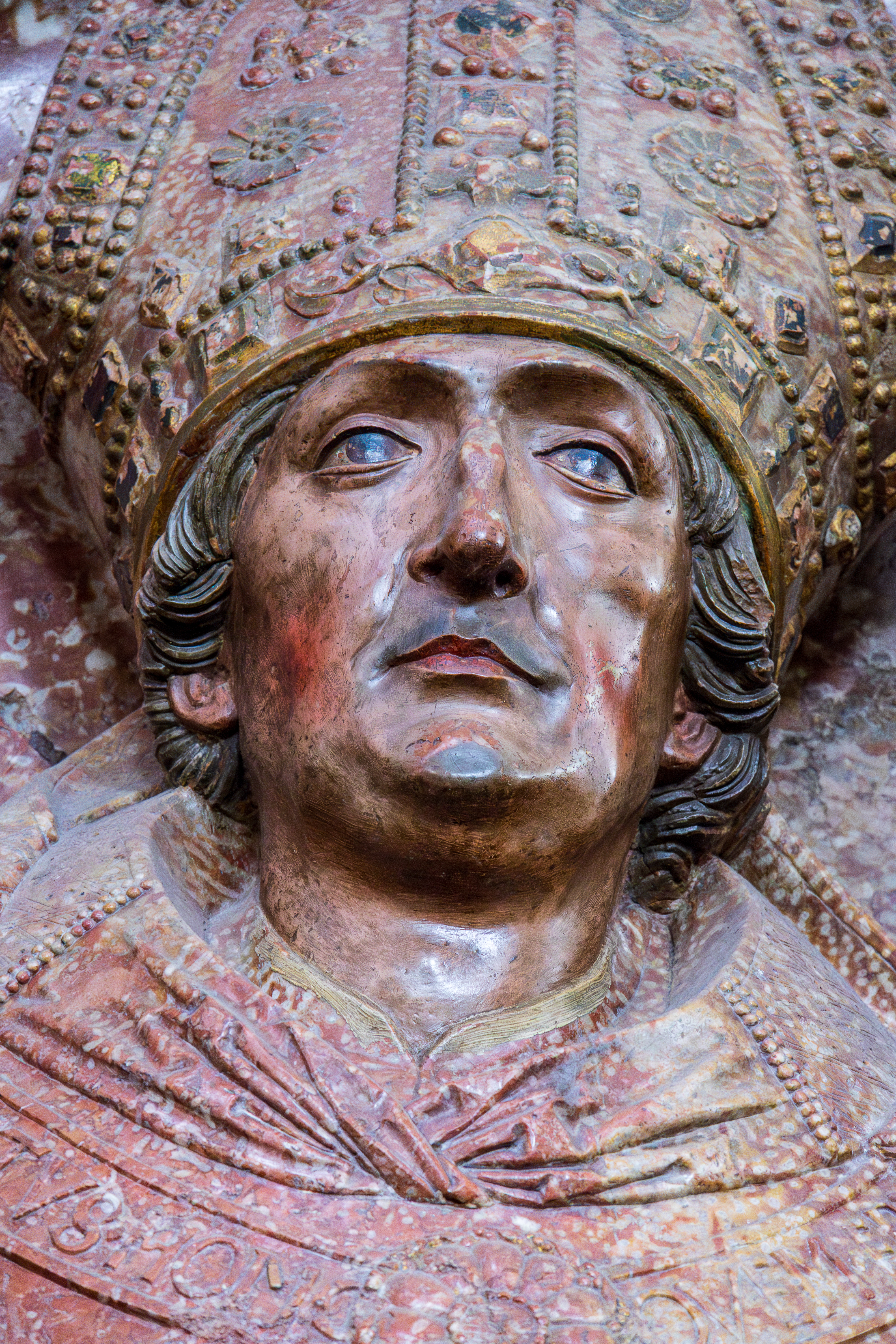
Grabmal des Lorenz von Bibra, von Tilman Riemenschneider aus Adneter Marmor
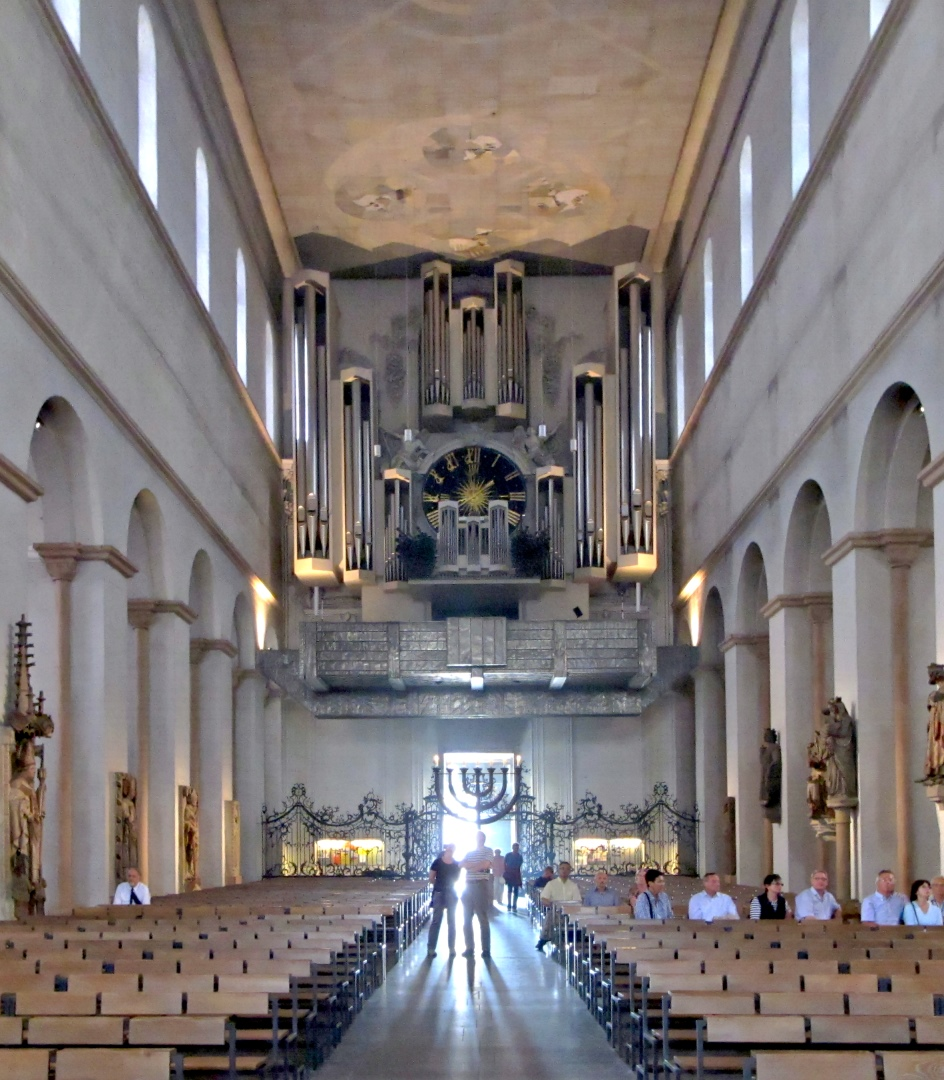
Blick zur Hauptorgel

### St. Kilian, Stadtmitte

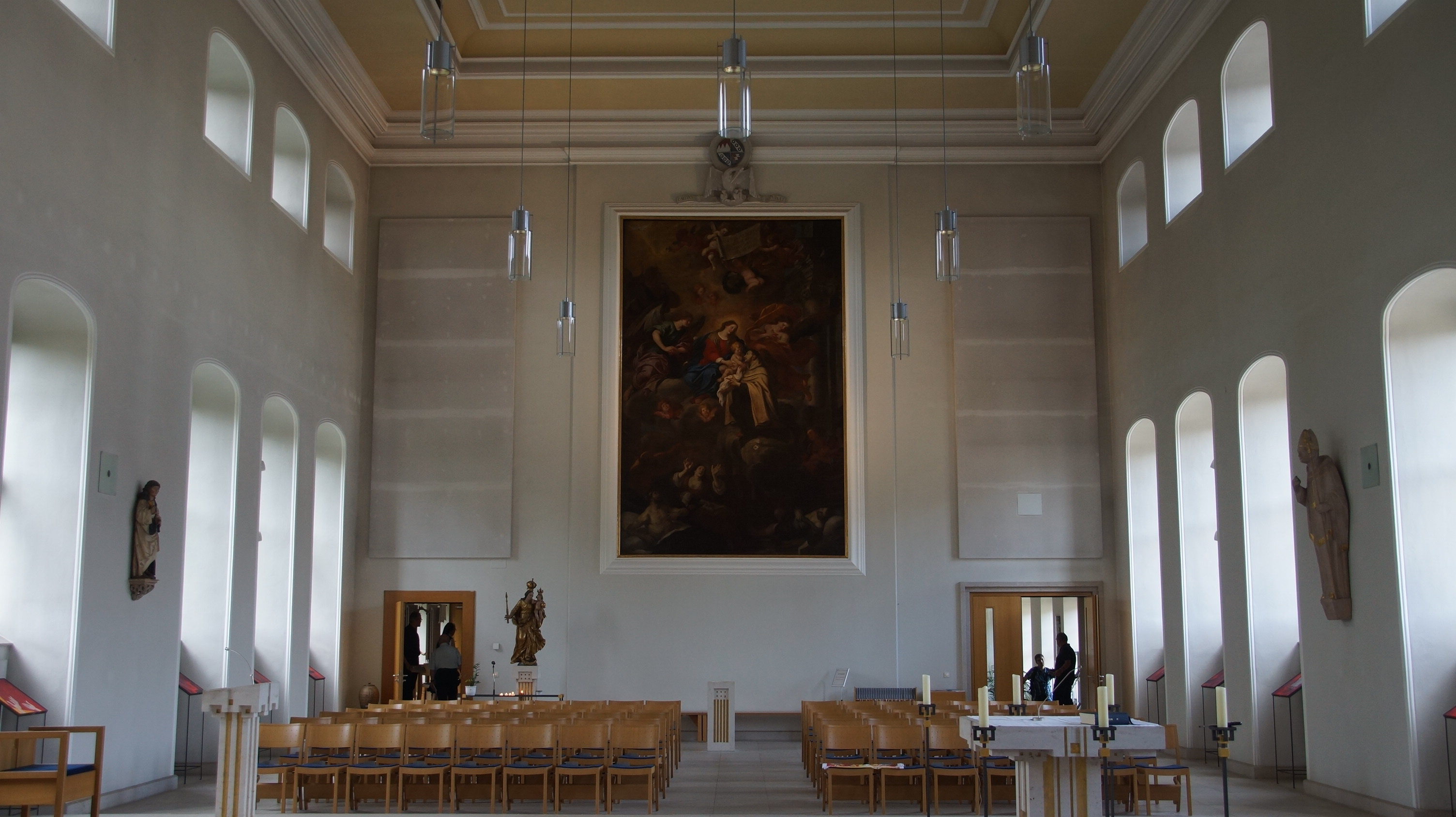
Juliusspital, Innenansicht der Kirche

Die Pfarrkirche St. Kilian ist die Kirche des Juliusspitals. Von Anfang an war das Juliusspital auch eine eigene Pfarrei mit mehreren Seelsorgern.
Koordinaten: 49° 47′ 51,5″ N, 9° 55′ 53,5″ O
Die kurze Geschichte der vier Spitalkirchen
Die erste Spitalkirche
Julius Echter war es sehr wichtig, nicht nur die Pflege des körperlichen Heils seiner Mitbürger sicher zustellen. Vielmehr stand von allem Anfang an die seelsorgerliche Betreuung sehr stark im Mittelpunkt. Aus diesem Grund gab es bereits im sogenannten „Gründungsbau“ eine Kirche, zu der auch eine Krypta gehörte. Sie war im an der Juliuspromenade gelegenen Südostflügel des Juliusspitales untergebracht, nach Osten ausgerichtet, maß etwa 14 mal 20 Meter und war unmittelbar in das Gesamtgebäude integriert. Die Kirche sollte sich immer direkt im Leben des Spitals befinden und hatte auch die Möglichkeit zum Gottesdienstbesuch direkt von Station aus. Über den Baumeister dieser ersten Spitalkirche gibt es keine sicheren Nachrichten. Es gilt als wahrscheinlich, dass die Baupläne von dem in Mainz tätigen und aus den Niederlanden stammenden Baumeister Georg Robyn angefertigt wurden. Er wurde von Bischof Julius Echter wohl im Kurfürsten von Mainz für den Bau des Juliusspital und seiner Kirche „ausgeliehen“. Die feierliche Weihe des dem Frankenapostel Kilian gewidmeten Sakralraumes fand am 10. Juli 1580 durch den Fürstbischof selbst statt.
Die zweite Spitalkirche
In die Überlegungen des Fürstbischofs Franz Ludwig von Erthal (1779–1795) zur Erneuerung des Vorderbaus an der Juliuspromenade zur Aufnahme einer größeren Anzahl von Kranken, wurde auch die Spitalkirche eingebunden. Im Mittelbau des Nordtraktes (jetziger Kirchenbau) hatte sich Julius Echter eine kleine Stadtresidenz eingerichtet. Seit die Würzburger Residenz den Fürstbischöfen als Wohnung diente, waren diese Räume frei und so ließ Franz Ludwig von Erthal die Spitalkirche dorthin verlegen. Der Umbau begann 1788 und erhielt die Außenmauern des zunächst von Antonio Petrini (bis 1714) und später von Joseph Greising fertig gestellten Fürstenbaus. Den Umbau leitete Hofbauamtmann Johann Philipp Geigel unterstützt von Materno Bossi. Die zweite Spitalkirche war 23,60 Meter lang, 12,55 Meter breit und 15,85 Meter hoch und im Stil des Klassizismus gestaltet. Im zweiten Stock umlief den ganzen Raum eine Empore, die den Pfründnern den leichten Zugang zur Kirche ermöglichte. Der Altar stand genau in der Mitte der Kirche. Die zweite Spitalkirche wurde 1790 eingeweiht.
Ihre reiche Stuckausstattung sowie viele weitere Kunstwerke, zu denen Bildwerke Johann Peter Wagners und Altargemälde der Hofmaler Johann B. Ruel und Oswald Onghers zählten, fielen dem Bombenhagel des 16. März 1945 zum Opfer.
Die dritte Spitalkirche
Bereits am 9. April 1945 begannen die Aufräumungsarbeiten für den vorgesehenen Wiederaufbau des Juliusspitals. Dabei entschloss man sich, den alten Kirchenraum nicht in seinen ursprünglichen Ausmaßen wieder aufzubauen. Vielmehr wurde das untere Geschoss abgetrennt. Dort wurden die Wohnungen für den Oberpflegamtsdirektor und den Spitalpfarrer untergebracht. Die niedrigere Raumhöhe von „nur“ 11,20 Metern gibt der Kirche günstigere Proportionen. Der Altar wurde an die Ostseite verlagert. Mit der Altarweihe am 16. Juli 1953 fand der Wiederaufbau des im Zweiten Weltkrieg zerstörten Juliusspital sein Ende. Der damalige Bischof und spätere Kardinal Julius Döpfner hat an diesem Tag die äußerlich wieder instandgesetzte Kirche eingeweiht. Die Kirche ist den beiden Schutzheiligen St. Kilian und St. Elisabeth geweiht. Sie wurden als moderne Schnitzwerke 1957 von dem Bildhauer Oskar Müller aus Würzburg-Heidingsfeld in der Kirche verewigt.
Die vierte und heutige Spitalkirche
Im Rahmen des dritten Bauabschnittes der Krankenhaussanierung wurde auch die heutige Kirche saniert, liturgisch umgestaltet und dabei der ursprüngliche Charakter der Mittelpunktskirche aufgegriffen. Altar und Ambo sind auf einer Altarinsel in der Mitte der Kirche angeordnet. Die Plätze für die Kirchenbesucher verteilen sich darum. Die Kirche erhielt zwei gleichwertige Zugänge von Osten und Westen. Dies wurde u. a. dadurch möglich, dass das Treppenhaus im östlichen Fürstenbau abgebrochen und unmittelbar neben der Kirche neu errichtet wurde. Eine rollstuhlgerechte Erschließung ist ebenfalls vorhanden. Als Fußbodenbelag ist Jura-Marmor ausgewählt worden. Altar, Ambo, Tabernakel- und Madonnenstele sowie das Taufbecken wurden ebenfalls aus diesem Material jedoch in anderer Verarbeitungstechnik geschaffen. Das frühere Hochaltarbild von Christoph Storer, das den Hl. Albert darstellt, blieb an seinem angestammten Platz. Als Gegenpol schuf Thomas Lange, ein deutscher Künstler aus Italien, ein modernes mehrteiliges Bild, das als eine Art Triptychon die Orgel verschließt bzw. umrahmt. Die Motive „Barmherzigkeit, Befreiung und Fürsorge“ nehmen dabei Bezug auf die Aufgaben der Stiftung Juliusspital. Vervollständigt wird die Kirche durch einen neuen Kreuz- und Heilsweg von Domkapitular Jürgen Lenssen.
Aus der bisherigen Kirche wurden die Figuren der Kirchenpatrone Kilian und Elisabeth sowie Darstellungen des Hl. Johannes des Täufers und des Hl. Evangelisten Johannes übernommen; ebenso das historische Altarkreuz, das einen modernen Hintergrund bekam. Die im Krieg zerstörte mechanische Pfeifenorgel erhielt eine würdige Nachfolgerin. Die Orgelbaufirma Vleugels aus Hardheim baute eine Orgel (Einweihung 17. September 2005) mit zwei Manualen und Pedal. Insgesamt 1300 Pfeifen verhelfen diesem Musikinstrument zu seinem vollen Klang.
Im gesamten Denkmalkomplex des Juliusspitals ist auch die Pfarrkirche St. Kilian ein geschütztes Baudenkmal mit der Aktennummer D-6-63-000-229 des BLfD.

### St. Laurentius, Heidingsfeld

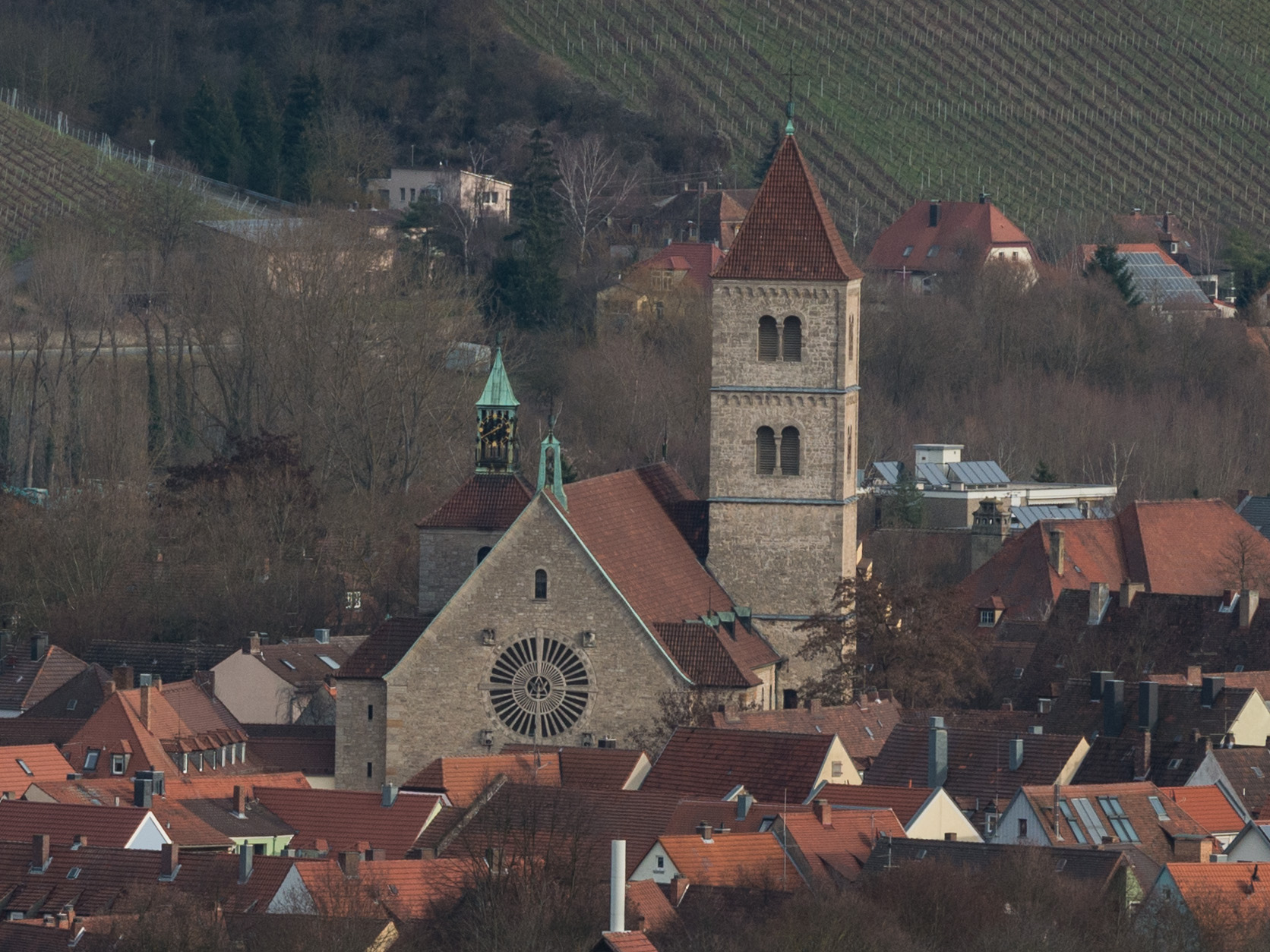
St. Laurentius, Heidingsfeld

Die Kirche ist Laurentius von Rom geweiht. Sie ist die Pfarrkirche der ehemaligen freien Reichsstadt Heidingsfeld und wurde nach der Zerstörung im Zweiten Weltkrieg 1947–1950 durch Hans Schädel neu erbaut. Koordinaten: 49° 45′ 47″ N, 9° 57′ 6″ O
Die katholische Pfarrkirche St. Laurentius (Fuchsgasse 7) ist eine dreischiffige Staffelhalle mit Satteldach und eingezogenem Chor mit Dreiseitschluss, und Unterkirche, am Langhaus nördlich niedrigerer Turm mit Pyramidendach und Laterne mit Turmuhr, Westgiebel mit Figurenportal und Fensterrosette, sowie seitlichen Treppenanbauten, Kalkbruchstein, 1948–50 von Hans Schädel, am Langhaus südlich romanischer Turm mit Pyramidendach, Mauerwerk mit Werksteingliederungen, 12. Jahrhundert; mit Ausstattung;
Kapellennische, freistehender Giebelbau mit Rundbogenöffnung, profilierte und ornamentierte Rahmung, Kalkstein, Renaissance, 16./17. Jahrhundert, Wiederaufbau nach Kriegszerstörung am neuen Standort um 1950; mit Werksteinspolien der alten Kirche;
Ölbergsgruppe, Sandstein, spätgotisch, 1505–1510 von Tilmann Riemenschneider; jetzt in einen modernen Anbau innerhalb der Kirche.
Die Kirche mit den Nebengebäuden und Anbauten ist ein geschütztes Baudenkmal mit der Aktennummer D-6-63-000-266 des BLfD.
Die am Ende des Zweiten Weltkriegs zerstörte Pfarrkirche wurde nach dem Krieg als erster Sakralbau Würzburgs wieder aufgebaut. Der traditionsgebundene Bau stand unter Leitung von Diözesanbaumeister Hans Schädel.

### St. Laurentius, Lengfeld

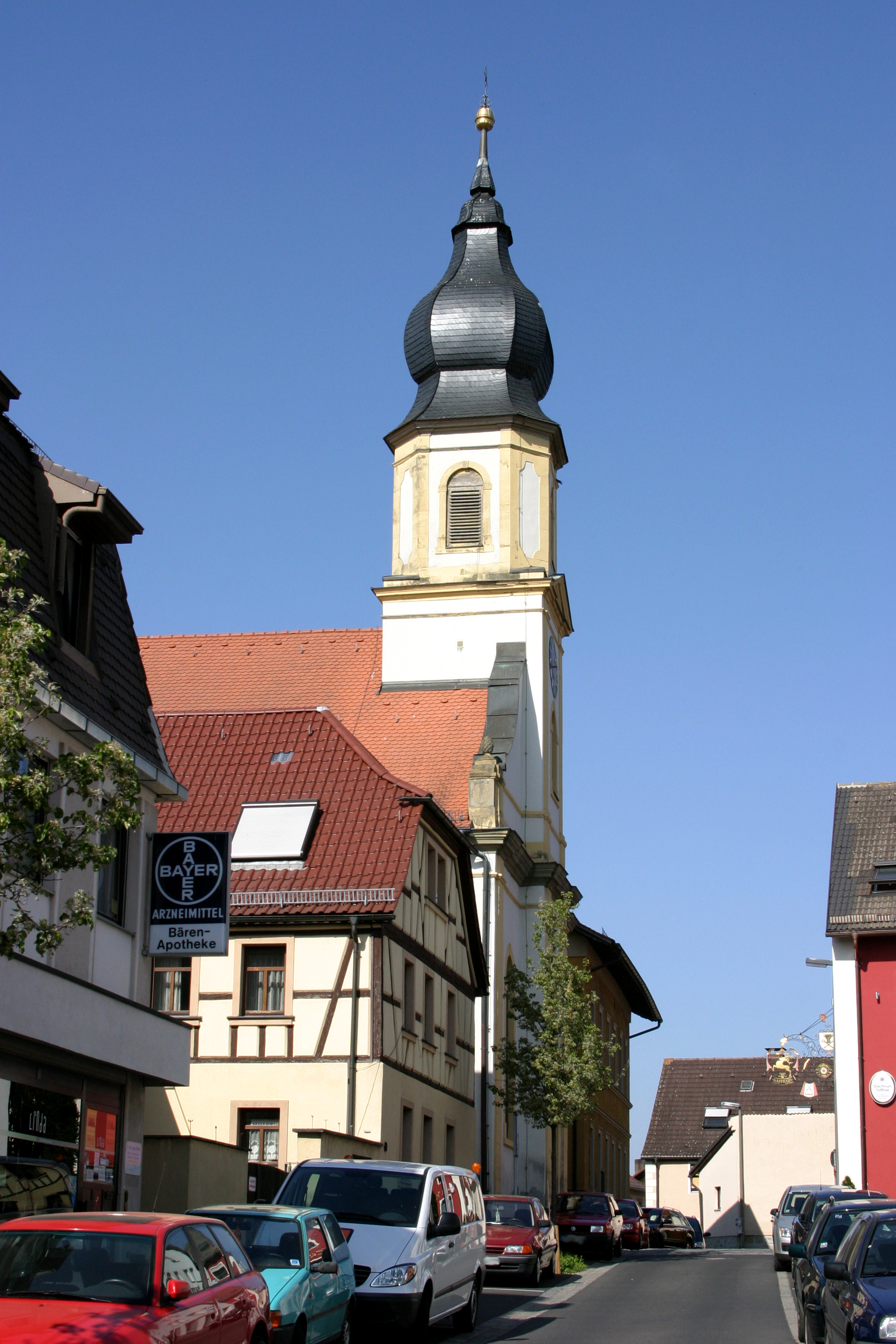
St.-Laurentius-Kirche in Lengfeld

Die spätbarock-klassizistische Pfarrkirche des Dorfes Lengfeld wurde 1804 geweiht. Die Inneneinrichtung stammt aus aufgelösten Klöstern (z. B. der Hochaltar vom ehemaligen St. Stephanskloster, dessen Altarbild das Martyrium des Hl. Laurentius von Rom zeigt). Der Kreuzweg stammt von Heinz Schiestl aus dem Jahr 1897. Schiestl und sein Vater errichteten die beiden Seitenaltäre. Von ihnen stammt auch eine Tragefigur für Prozessionen. Zwischen 1890 und 1910 wurde der Altarraum erweitert und die Sakristei angebaut. 1990 wurde die Kirche saniert. Koordinaten: 49° 48′ 37″ N, 9° 59′ 13″ O
Die katholische Pfarrkirche St. Laurentius (Laurentiusstraße 10) ist eine Saalkirche mit eingezogenem Dreiseitchor und Satteldach, Fassade mit geschweiftem Blendgiebel und leicht vortretendem Turm mit Zwiebelhaube, Putzmauerwerk mit Werksteingliederungen, noch am Spätbarock orientierter Klassizismus, 1802; mit Ausstattung.
Sie ist ein geschütztes Baudenkmal mit der Aktennummer D-6-63-000-655 des BLfD.

### St. Lioba, Lengfeld
St. Lioba wurde 1963 der Heiligen Lioba von Tauberbischofsheim geweiht. Die Gemeinde St. Lioba bildet mit der Gemeinde St. Laurentius die Pfarrei Lengfeld. Diese ist mit ca. 6500 Katholiken die größte Pfarrei im Bistum Würzburg. Koordinaten: 49° 48′ 7″ N, 9° 58′ 55″ O
Siehe: Ökumenisches Zentrum, Lengfeld! St. Lioba ist eine Filialkirche der Pfarrei St. Laurentius, ist aber ein Teil des ÖZ.

### Marienkirche, Festung Marienberg

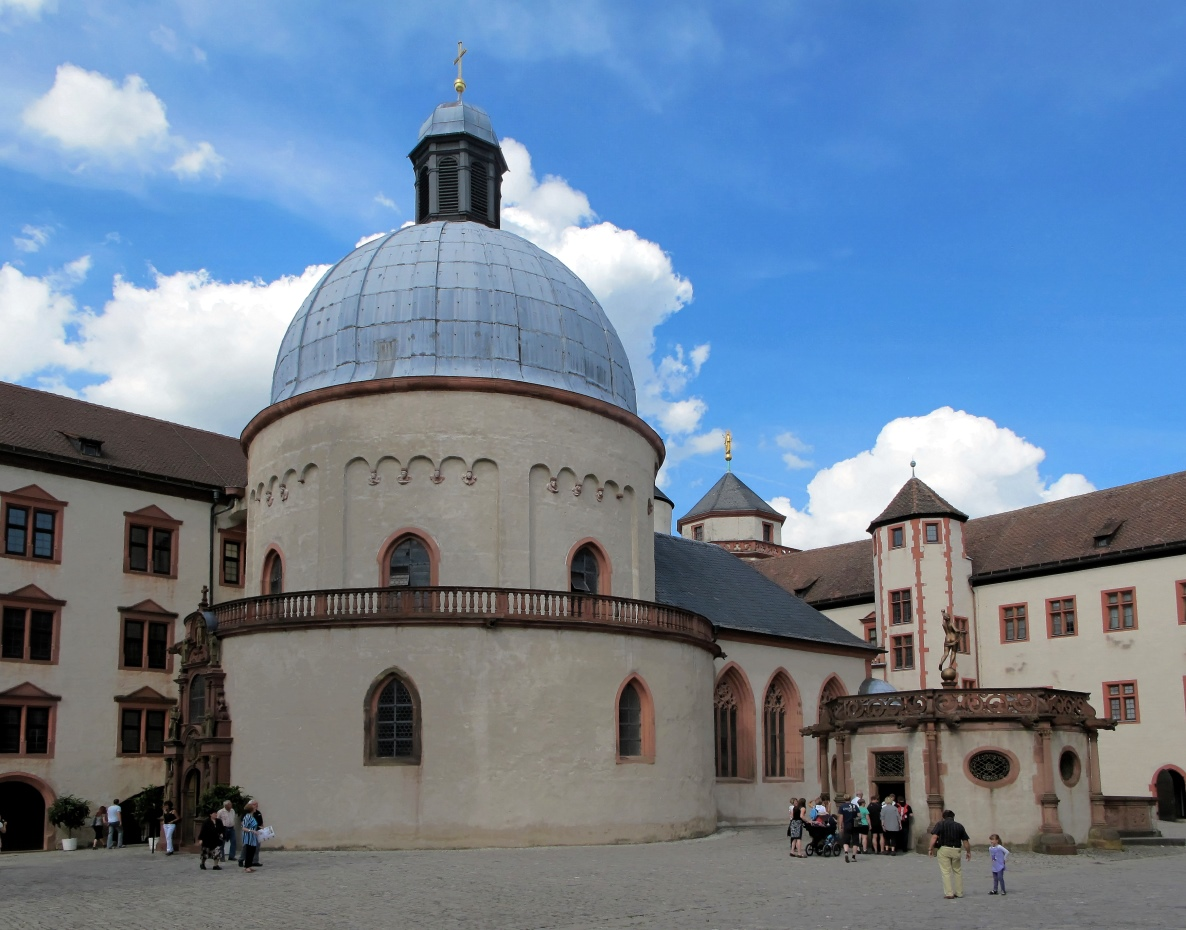
Festung Marienberg, Marienkirche

Die Marienkirche im Hof der Festung ist das älteste Bauwerk des Marienbergs und gilt als älteste Kirche und erste Bischofskirche Würzburgs. Sie stellt einen zweigeschossigen, über einem Absatz stark zurückspringenden massiven Rundbau dar, dessen oberer Zylinder ein frühromanisches Gliederungssystem von Lisenen und einem Bogenfries aufweist. Darüber gibt es eine Schweifkuppel mit Laterne. Im Osten ist ein Rechteckchor von 1600/04 anstelle eines älteren Chores angebaut; mit dreischiffiger Krypta. Diese – wie der Oberbau der Rundkapelle stammen aus der ersten Hälfte des 11. Jahrhunderts. Dass das Erdgeschoss der Kirche älter sein könnte, wird bezweifelt.
Im Innenhof der Festung Marienberg: Marienkirche (Marienberg 239, 240, 241), frühromanischer Rundbau mit Rechteckchor um 1600; mit Ausstattung. Mit dem Gesamtensemble der Festung Marienberg ist auch die Marienkirche ein geschütztes Baudenkmal mit der Aktennummer D-6-63-000-317 des BLfD.

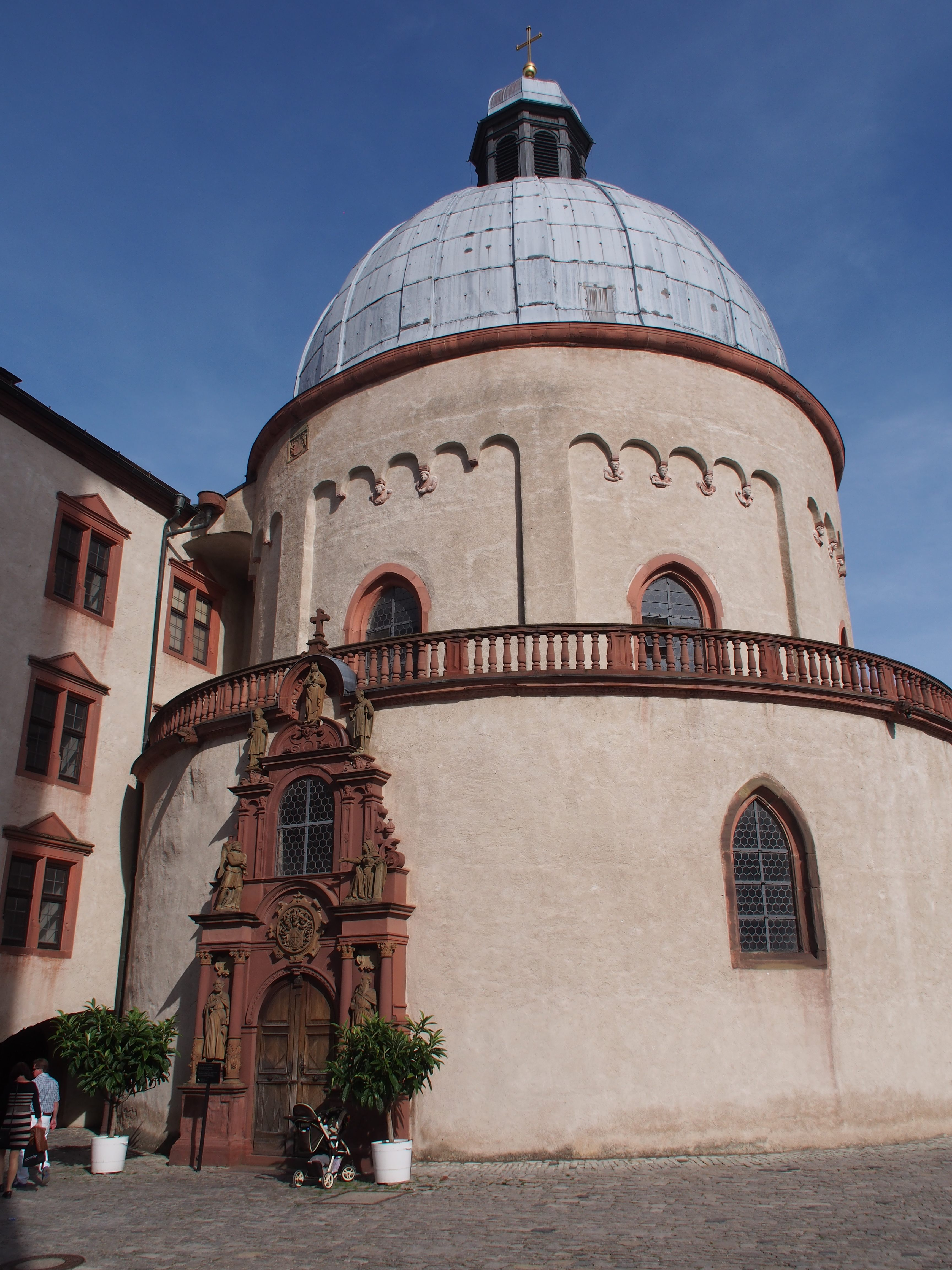
Eingang zur Marienkirche
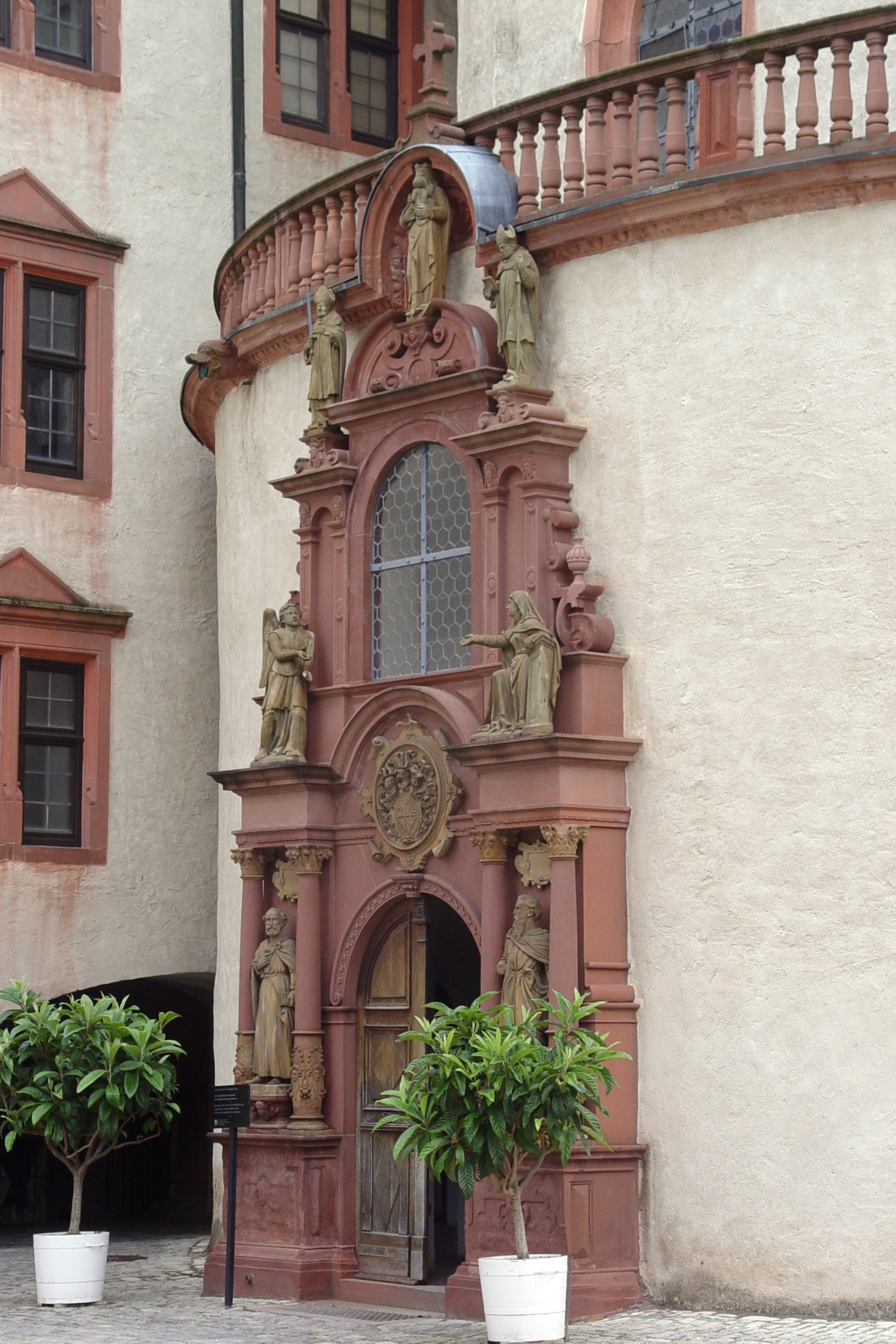
Portal mit Echterwappen
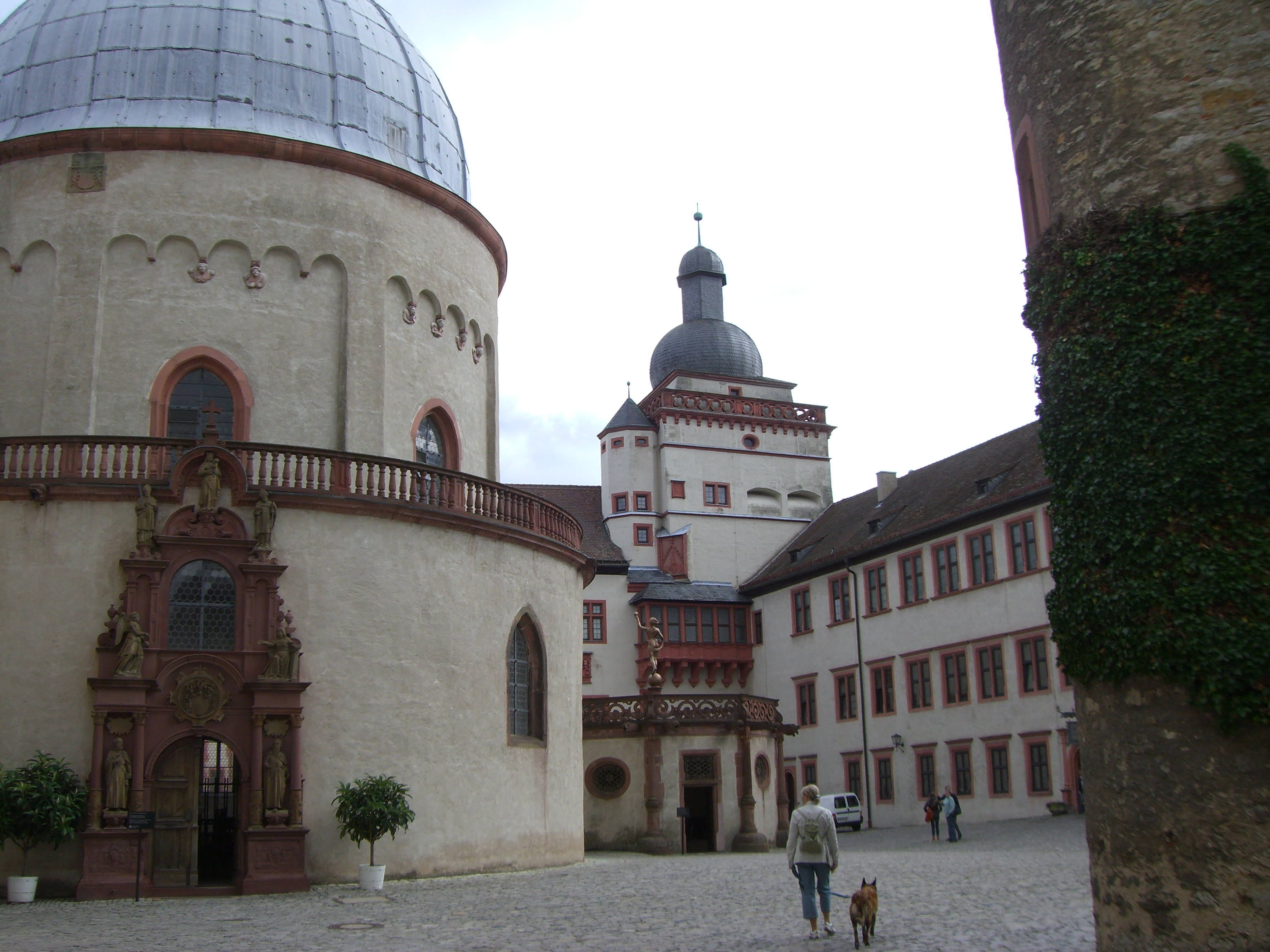
Kirche mit Innenhof
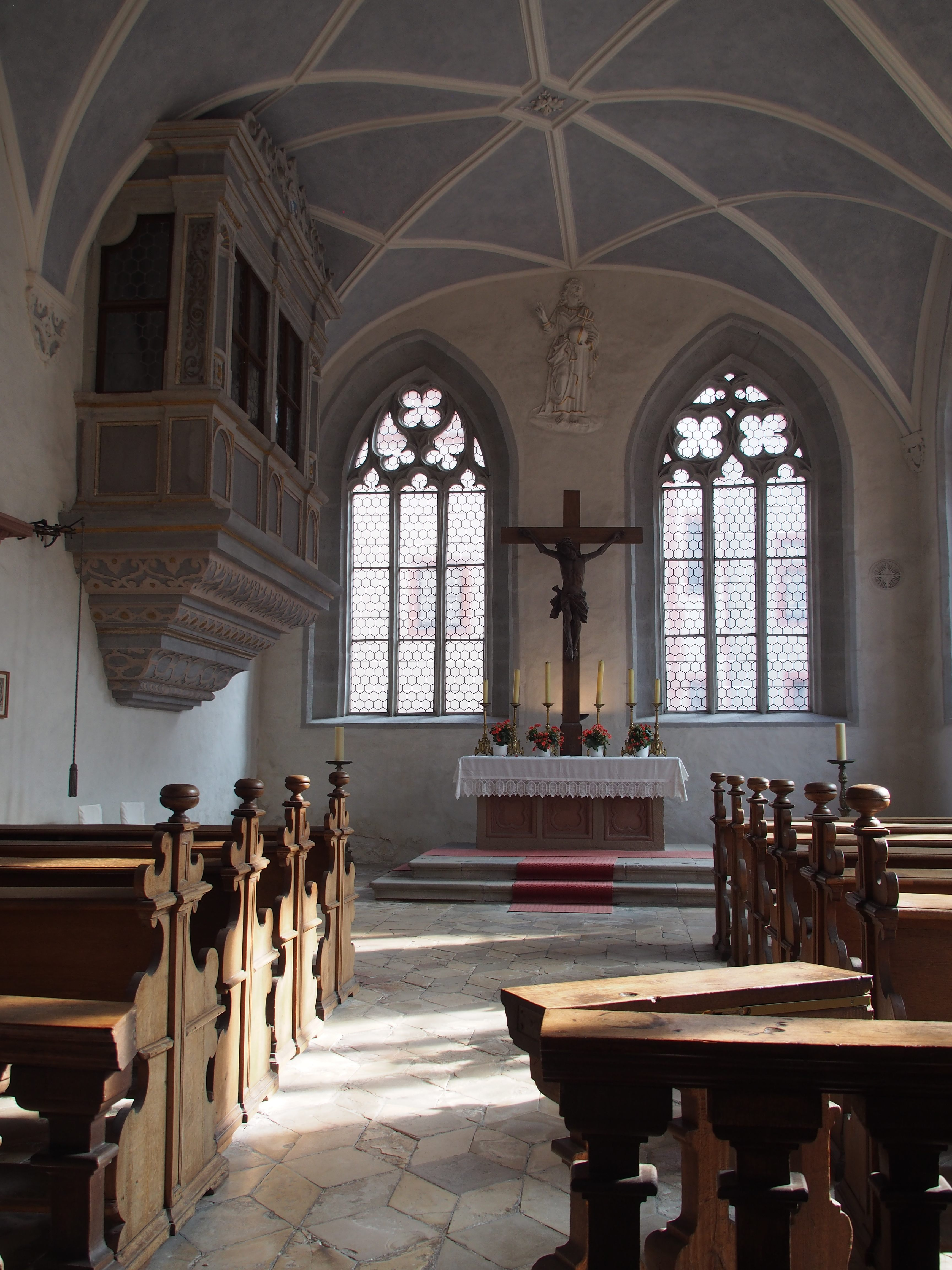
Blick zum Altar
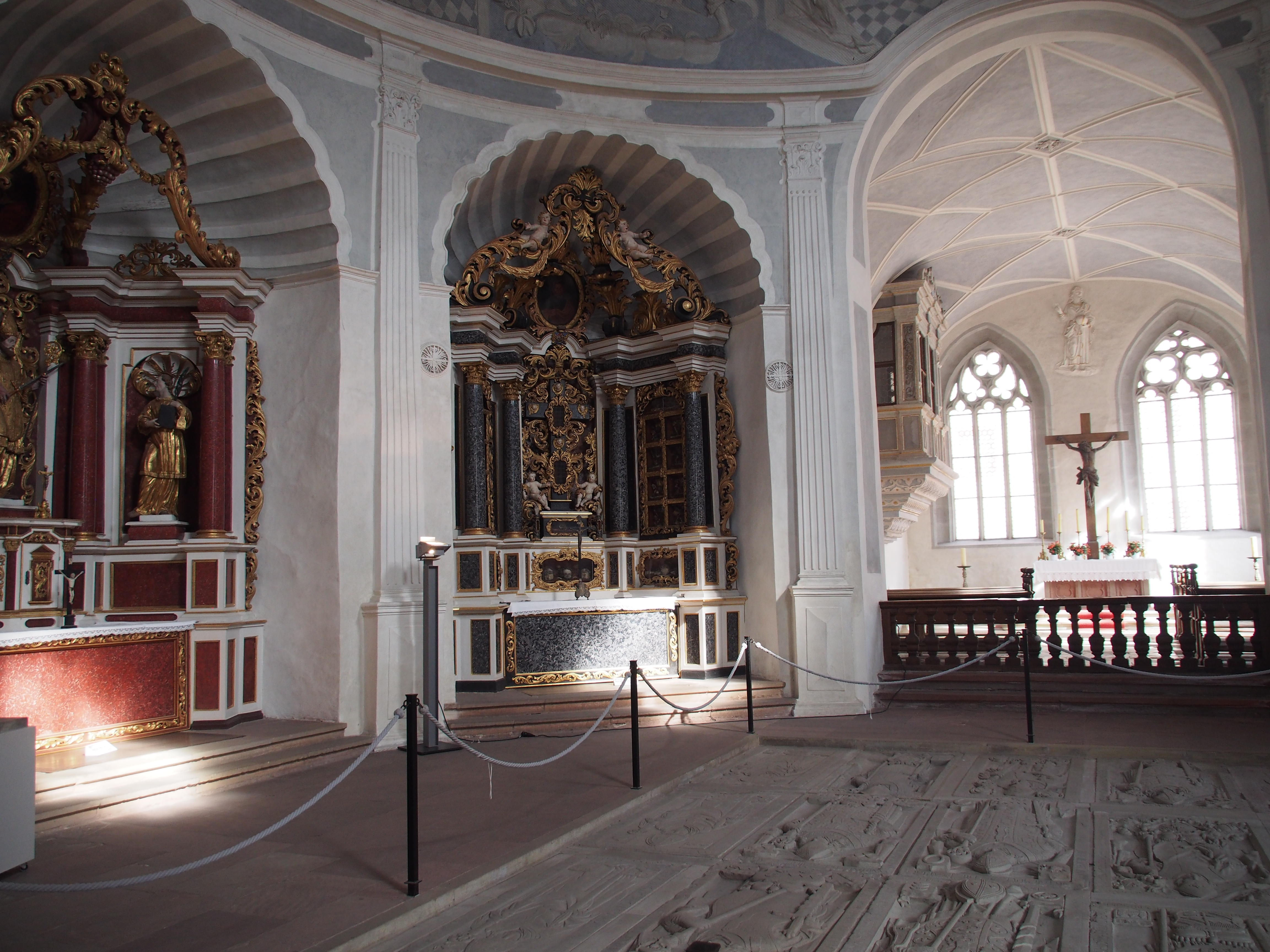
Blick in den Zentralbau
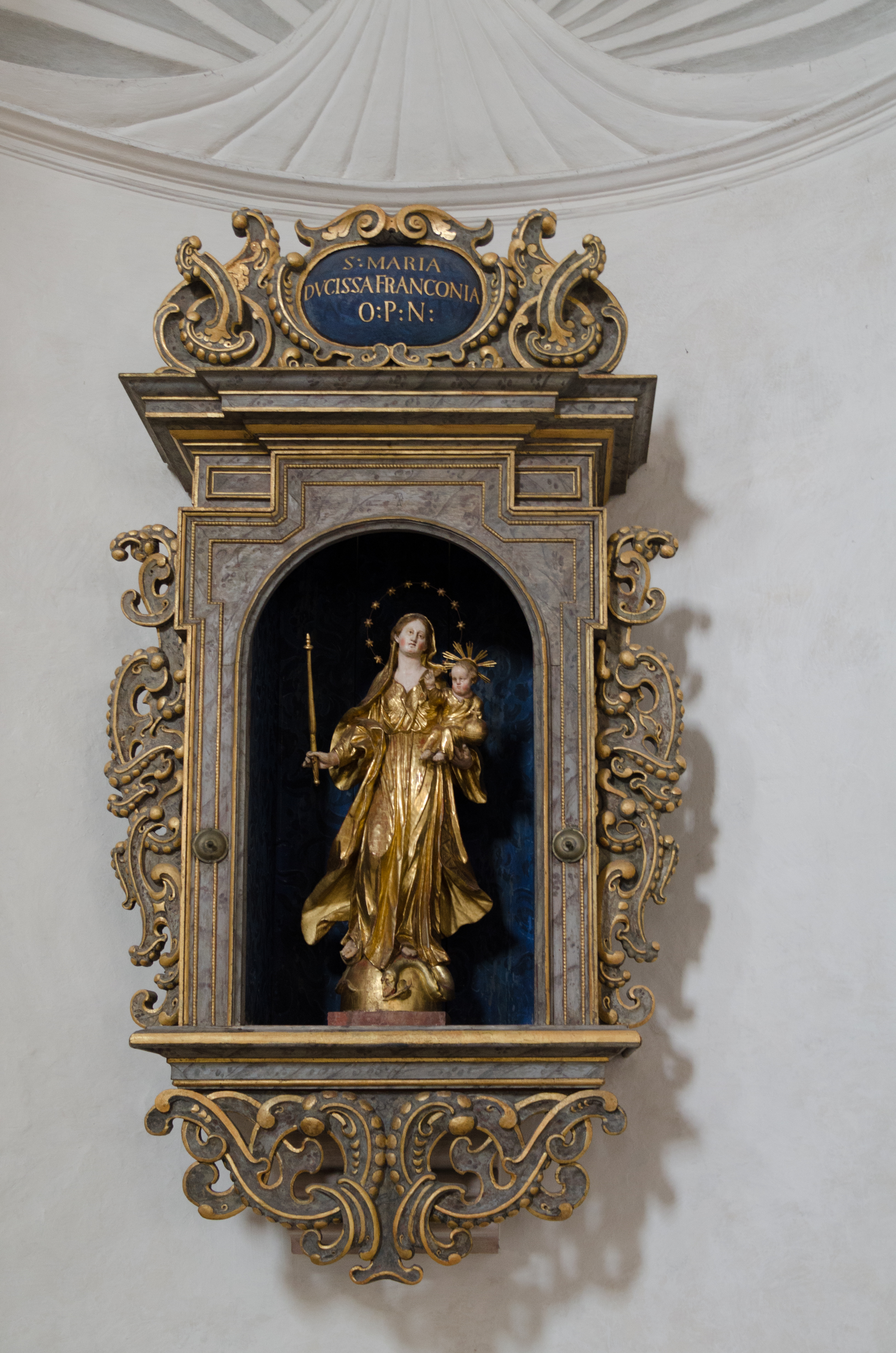
Maria, Herzogin Frankens
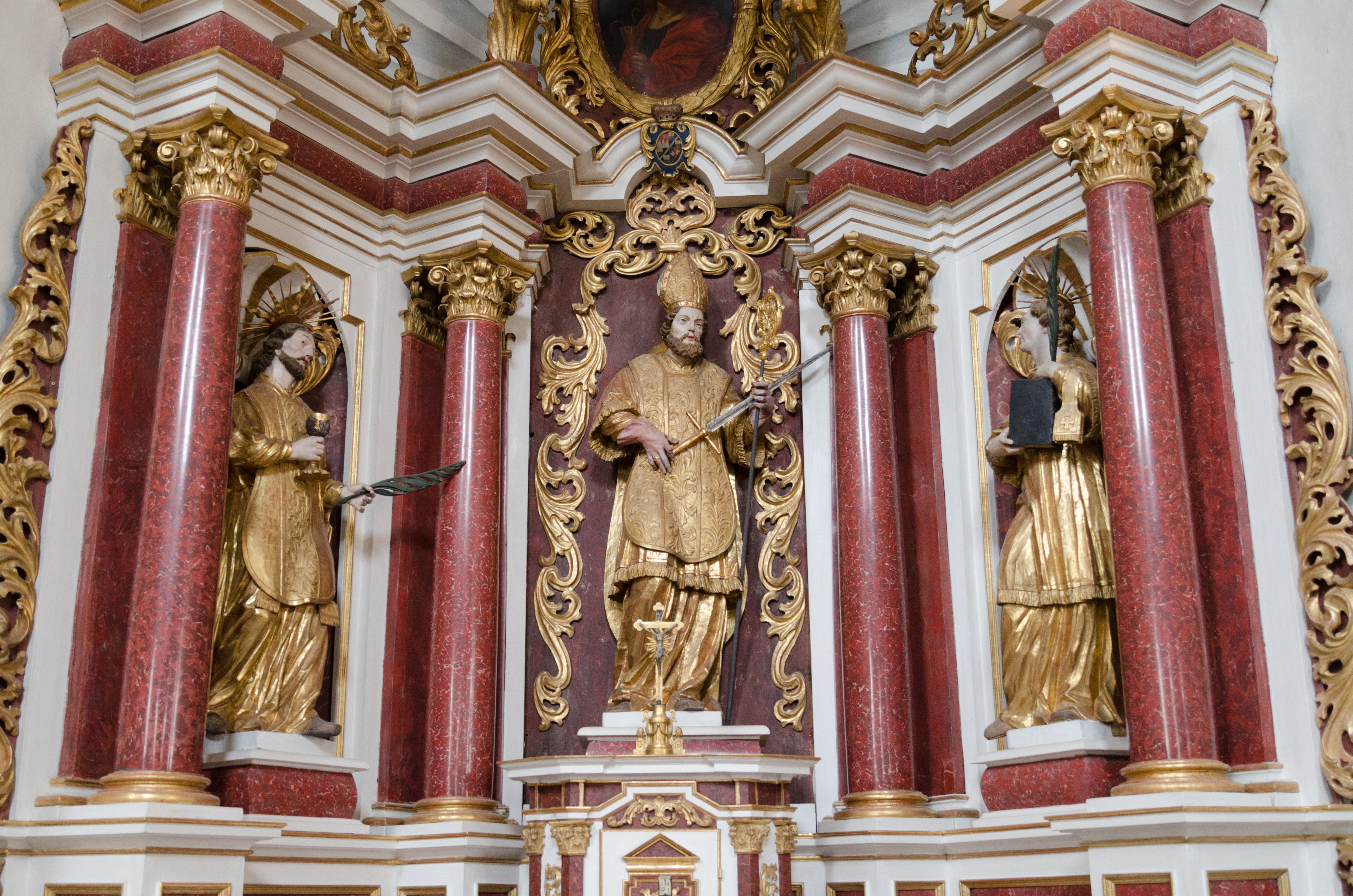
Bischof mit Stab und Herzogsschwert

Bedeutung der Marienkirche
Als historische Stätte aus der Frühzeit des rechtsrheinischen Christentums und vielleicht als erstes Zentrum des Bistums Würzburg besitzt die Marienkirche große Bedeutung für die Geschichte der Christianisierung Deutschlands und des Bistums Würzburg im Besonderen. Kunsthistorisch ist sie als Nachfolgebau der römischen Kirche S. Maria ad Martyros (Pantheon) aufgrund ihrer antikisierenden Gestalt (Konchen, zweistufiger Rundbau mit Rundkuppel) ein vorromanischer Kirchenbau ersten Ranges. Die bautechnisch nicht näher untersuchte Kuppelwölbung stellt in jedem Falle eine bemerkenswerte künstlerische und technische Leistung dar.
Seit März 2016 wird die Marienkirche einer Sanierung unterzogen. Die Instandsetzung der Marienkirche ist Teil des 1. Bauabschnittes der Generalinstandsetzung der Festung Marienberg.

### Maria Königin, Steinbachtal
Maria Königin ist die Hauskapelle des Schwesternaltenheims der Kongregation der Schwestern des Erlösers.

### Maria Aufnahme in den Himmel, Kloster Himmelspforten, Zellerau

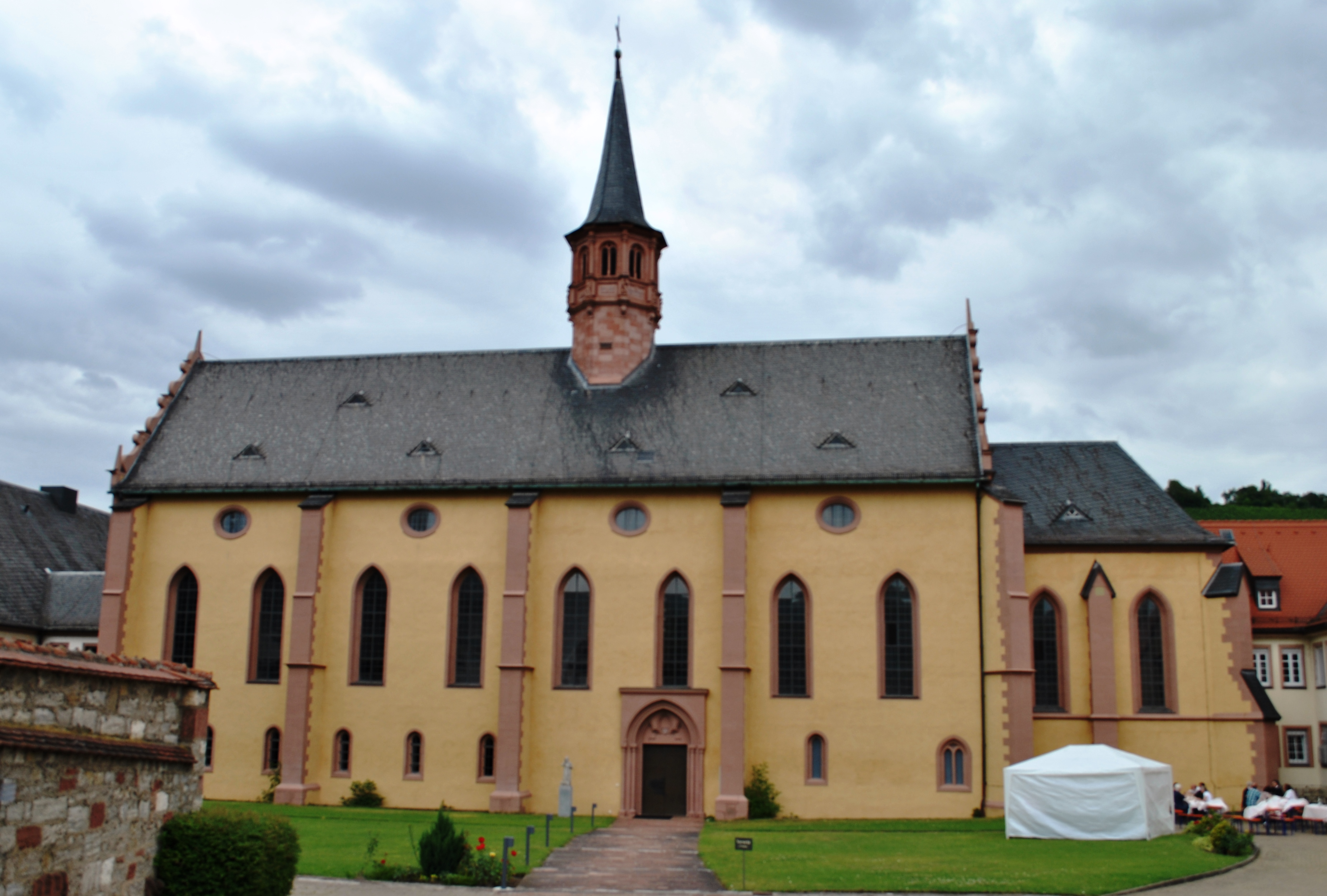
Kloster Himmelspforten – Klosterkirche

Ehemalige Zisterzienserinnen-Abtei Himmelspforten, jetzt Karmelitinnen-Kloster und Diözesan-Exerzitienheim
Das Kloster wurde 1804 im Zuge der Säkularisation aufgelöst. In den Gebäuden wurden ein Militärlazarett und später eine Tabakfabrik eingerichtet. 1844 übernahmen Unbeschuhte Karmelitinnen das Kloster; sie leben seit 1925 in einem seitlichen Anbau. Die Schwestern stellen Kerzen, Ikonen und Paramente her.
Ein Teil des alten Klosters ist seit 1926 unter dem gleichen Namen Himmelspforten heute Bildungs- und Exerzitienhaus der Diözese Würzburg. Die Anlagen wurden im Zweiten Weltkrieg stark beschädigt; der Nord- und der Westflügel mussten abgetragen werden. Bischof Josef Stangl weihte 1967 das gänzlich erneuerte Haus ein. Eine weitere Umgestaltung und Modernisierung, die sorgsam die alten baulichen Zeugnisse erhielt, wurde 2005 abgeschlossen.
Koordinaten: 49° 48′ 1″ N, 9° 54′ 15″ O
Die Katholische Klosterkirche Maria Aufnahme in den Himmel (Mainaustraße 40/42) ist ein einschiffiger Satteldachbau mit geschweiften Blendgiebeln und leicht eingezogenem gerade schließendem Chor mit Walmdach, als Dachreiter in Erscheinung tretender massiver Turm mit Spitzhelm und reicher Sandsteingliederung, Putzmauerwerk mit Sandsteinrahmungen, frühgotisch, zweite Hälfte 13. Jahrhundert, Umgestaltung, Nachgotik und Manierismus, um 1600; mit Ausstattung.
Zusammen mit dem ehemaligen Klostergebäude – zweigeschossiger Vierflügelbau mit Annex um einen Innenhof mit Kreuzgang, Satteldachbau mit Zwerchhäusern, historisierender Wiederaufbau 1963–1967 unter Wiedereinbau des Kreuzgangs, gotisch 13.–16. Jahrhundert und Teilen der historischen, festen Ausstattung – und der Klostermauer mit Portalen – Kalkstein, 16.–18. Jahrhundert, im Kern wohl mittelalterlich; Portaltympanon mit Figuren, Sandstein, neugotisch, Mitte 19. Jahrhundert, 1884 vom Dom hierher versetzt – stellt die Klosterkirche ein geschütztes Baudenkmal mit der Aktennummer D-6-63-000-309 des BLfD dar.

### Waldkapelle Rothweg „Maria vom Berge Karmel“
Maria vom Berge Karmel wurde 1912 von Familie Scheller erbaut und von dem Kunstbildhauer Arthur Schleglmünig (1938 mit der Silbernen Stadtplakette der Stadt Würzburg ausgezeichnet) ausgestattet. Ein besonders Kunstwerk ist ein verzierter Glasschrein mit einer Figur des Prager Jesuleins.

### Mariä Heimsuchung, Nikolausberg

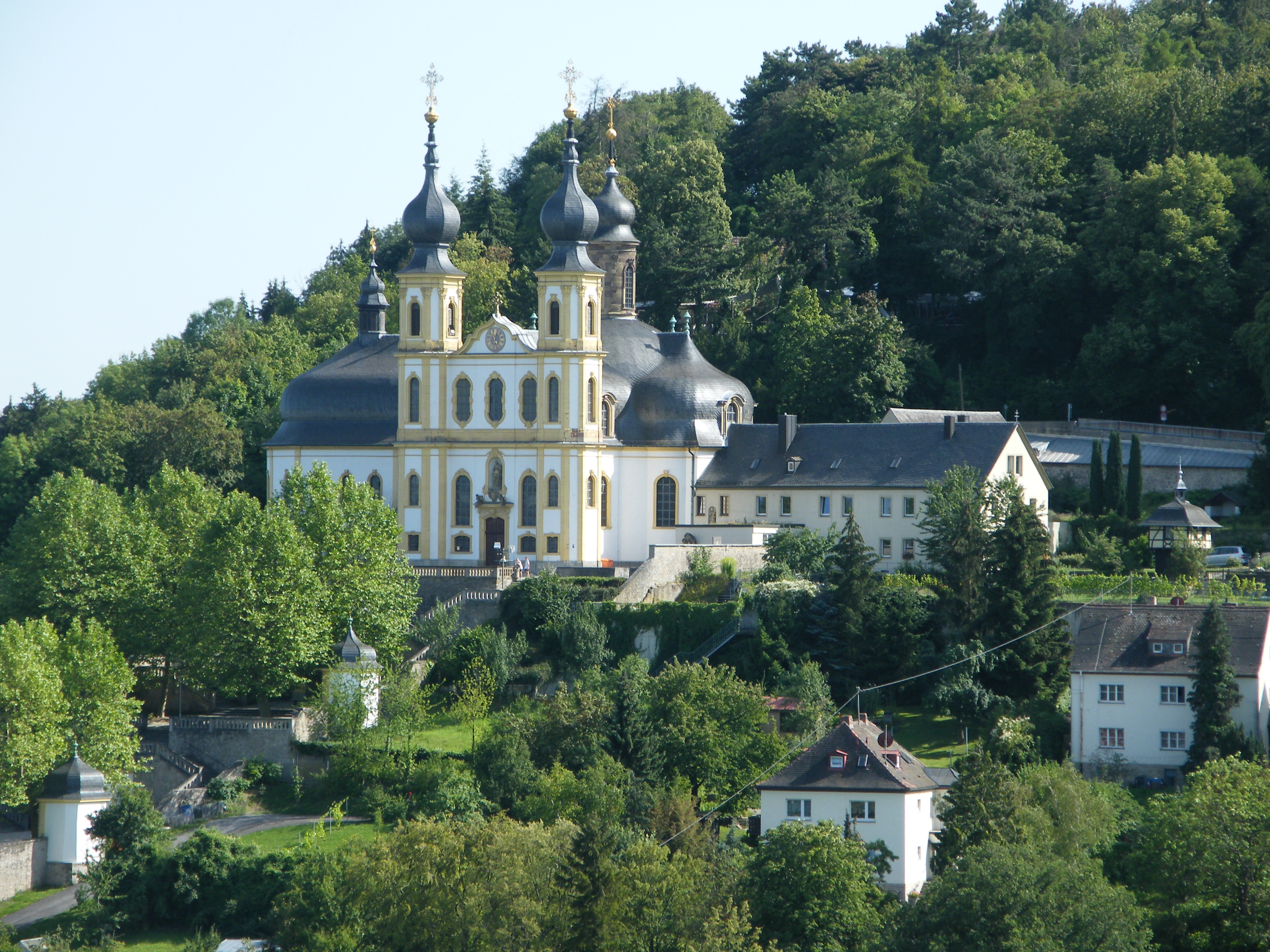
Das Käppele von der Festung aus

Die Wallfahrtskirche Mariä Heimsuchung ist besser bekannt unter dem Namen „Käppele“ und wurde nach Plänen Balthasar Neumanns erbaut, der die Fertigstellung nicht mehr erlebte. Die im Volk beliebte Wallfahrtskirche ist im Innenraum mit zahlreichen Votivgaben als Zeichen der Volksfrömmigkeit ausgestattet. Außerdem ist sie die Kirche des Kapuziner-Konvents. Koordinaten: 49° 47′ 3,5″ N, 9° 55′ 18,8″ O
Katholische Wallfahrtskirche Mariä Heimsuchung (Spittelbergweg 21): Die Hauptkirche ist ein stützenloser Zentralbau auf kleeblattförmigem Grundriss mit laternenbekrönter Kuppel, Doppelturmfassade mit achtkantigen Zwiebelhauben gegenüber der Hauptapsis, die östliche Apsis zur eigentlichen Gnadenkapelle geöffnet, diese auf verzogenem oktogonalem Grundriss mit Kuppel und Dachreiter, rückwärtige eingeschossige Annexbauten für Sakristei und Votivgaben, bewegte Dachlandschaft aus ineinandergreifenden verschieferten Kuppeln und Haubendächern, Putzmauerwerk mit Sandsteingliederungen, Gnadenkapelle im Kern barock, zweite Hälfte des 17. Jahrhunderts, Erhöhung und Erweiterung 1778, angefügte Hauptkirche, Rokoko, Balthasar Neumann, 1747–50; mit Ausstattung;
Die Wallfahrtskirche ist ein geschütztes Baudenkmal mit der Aktennummer D-6-63-000-232 des BLfD.

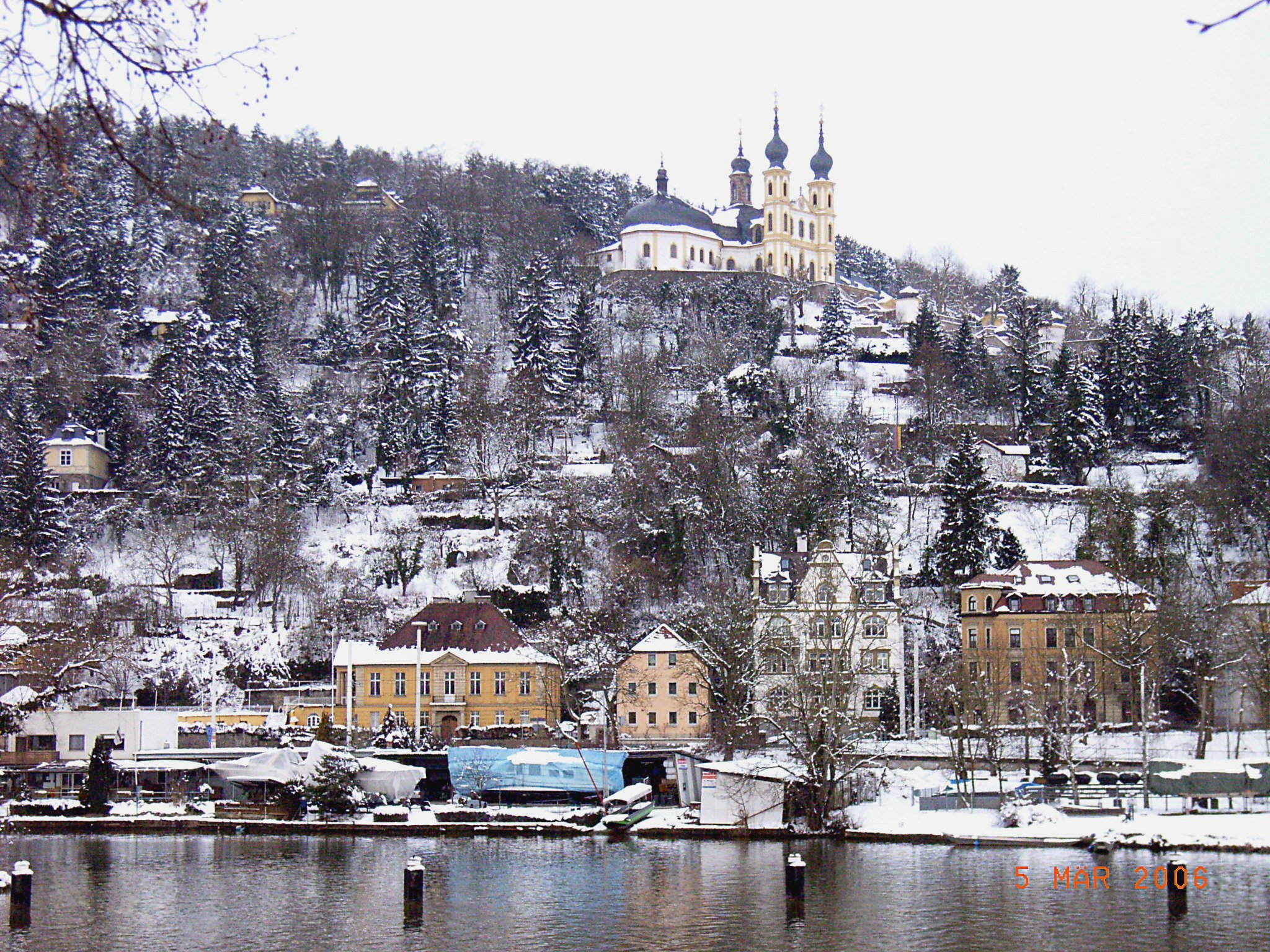
Käppele im Winter
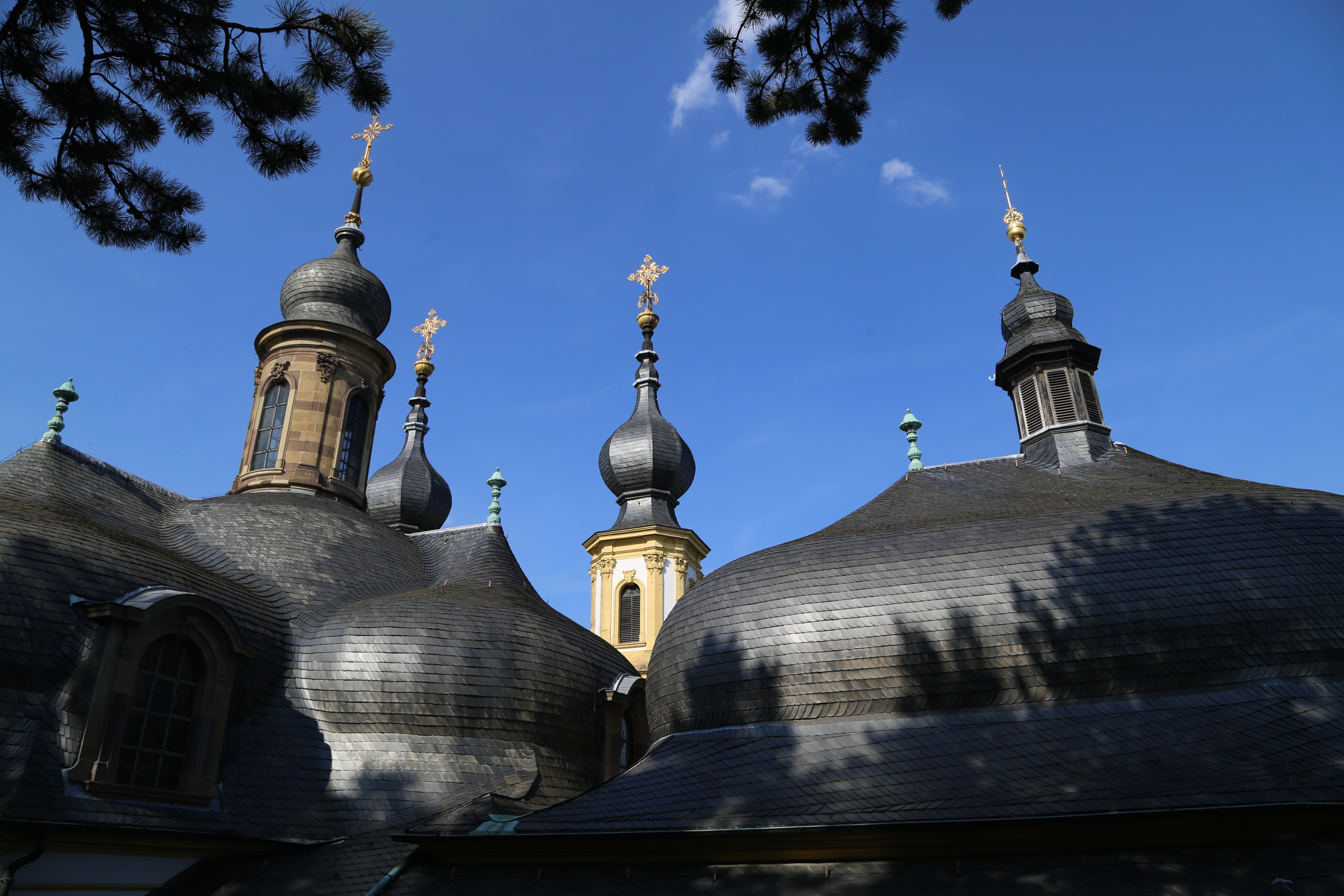
Die Kuppeln des Käppele
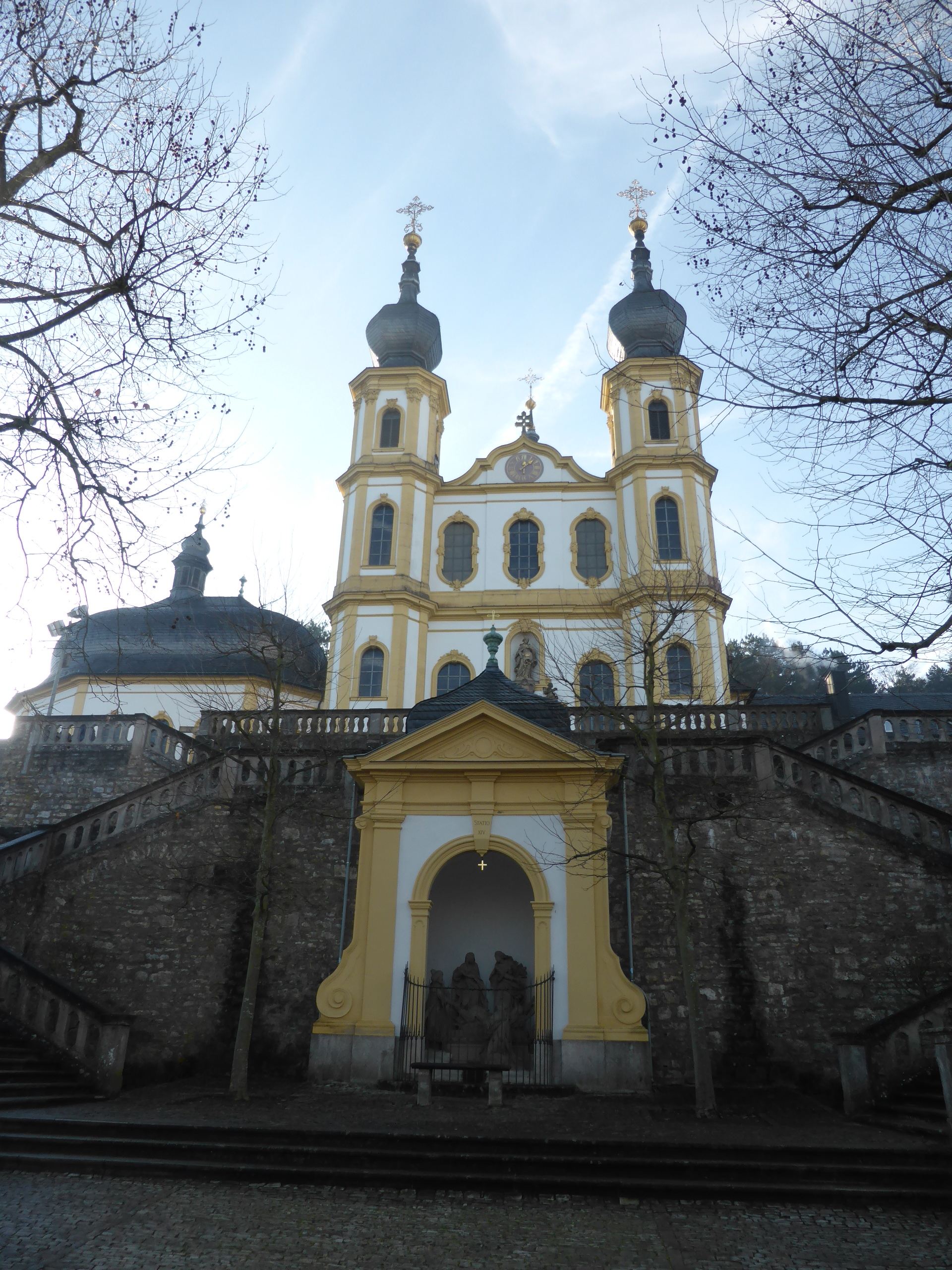
Kreuzwegaufgang
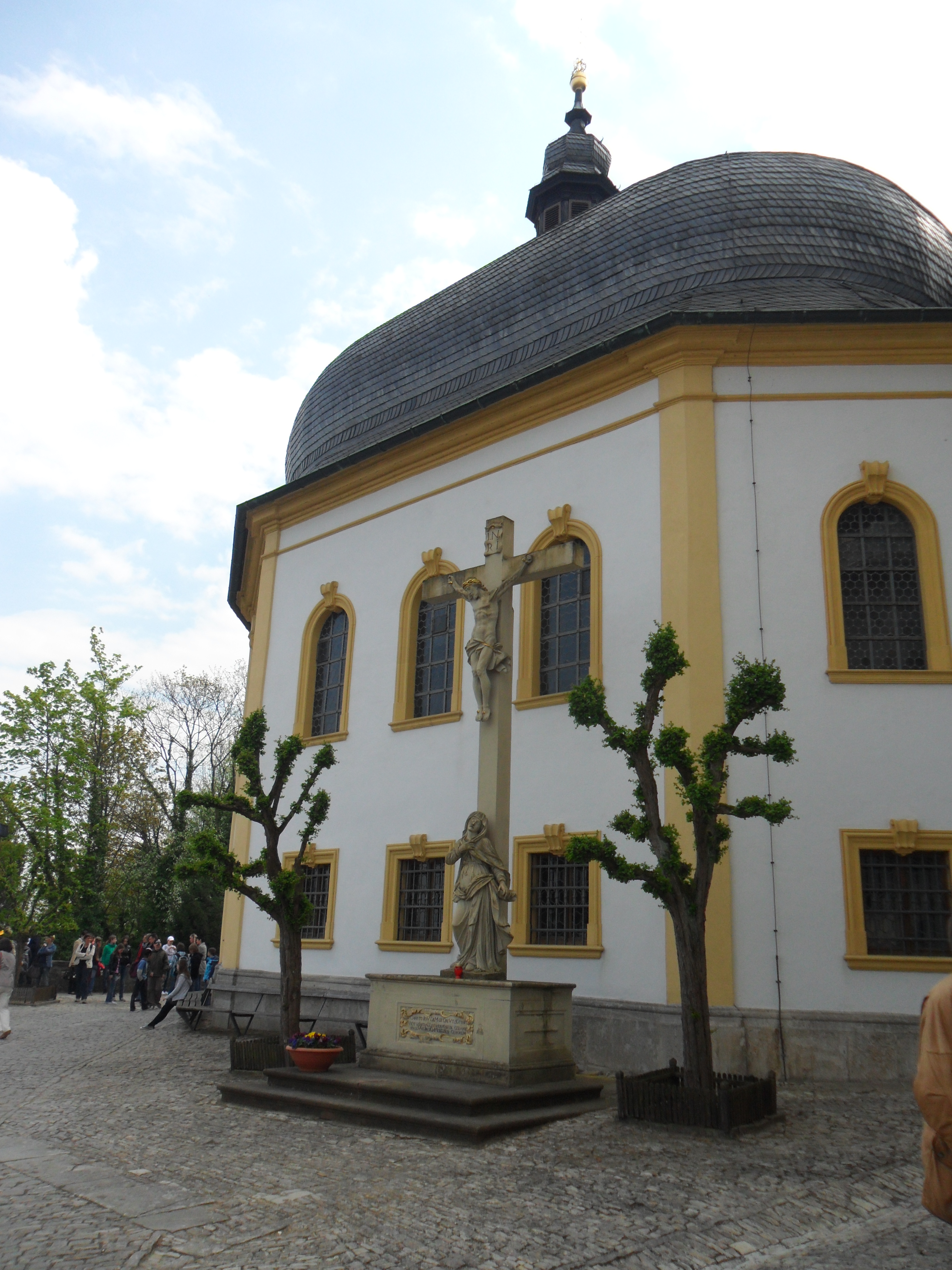
Kreuzwegende
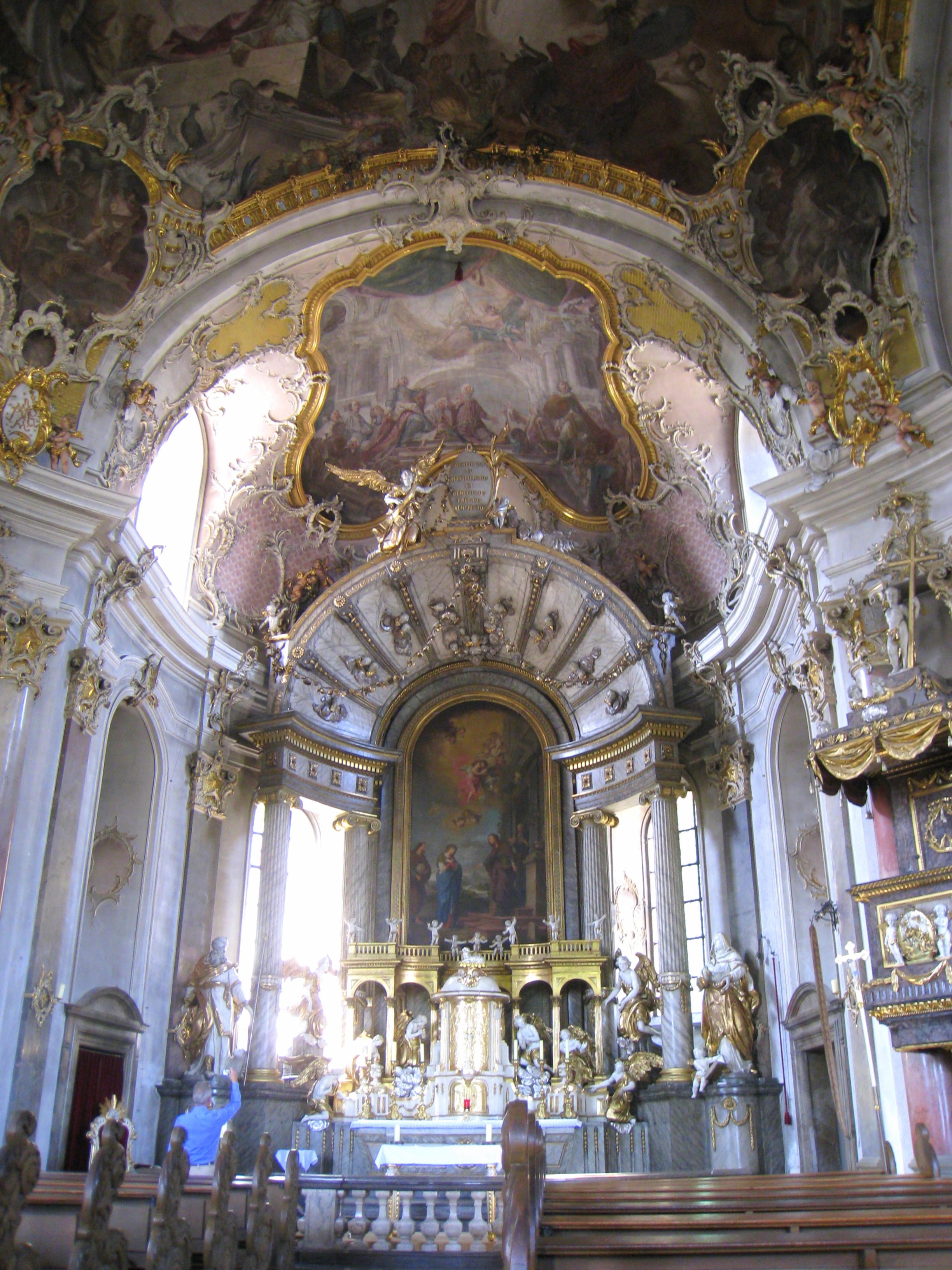
Innenraum
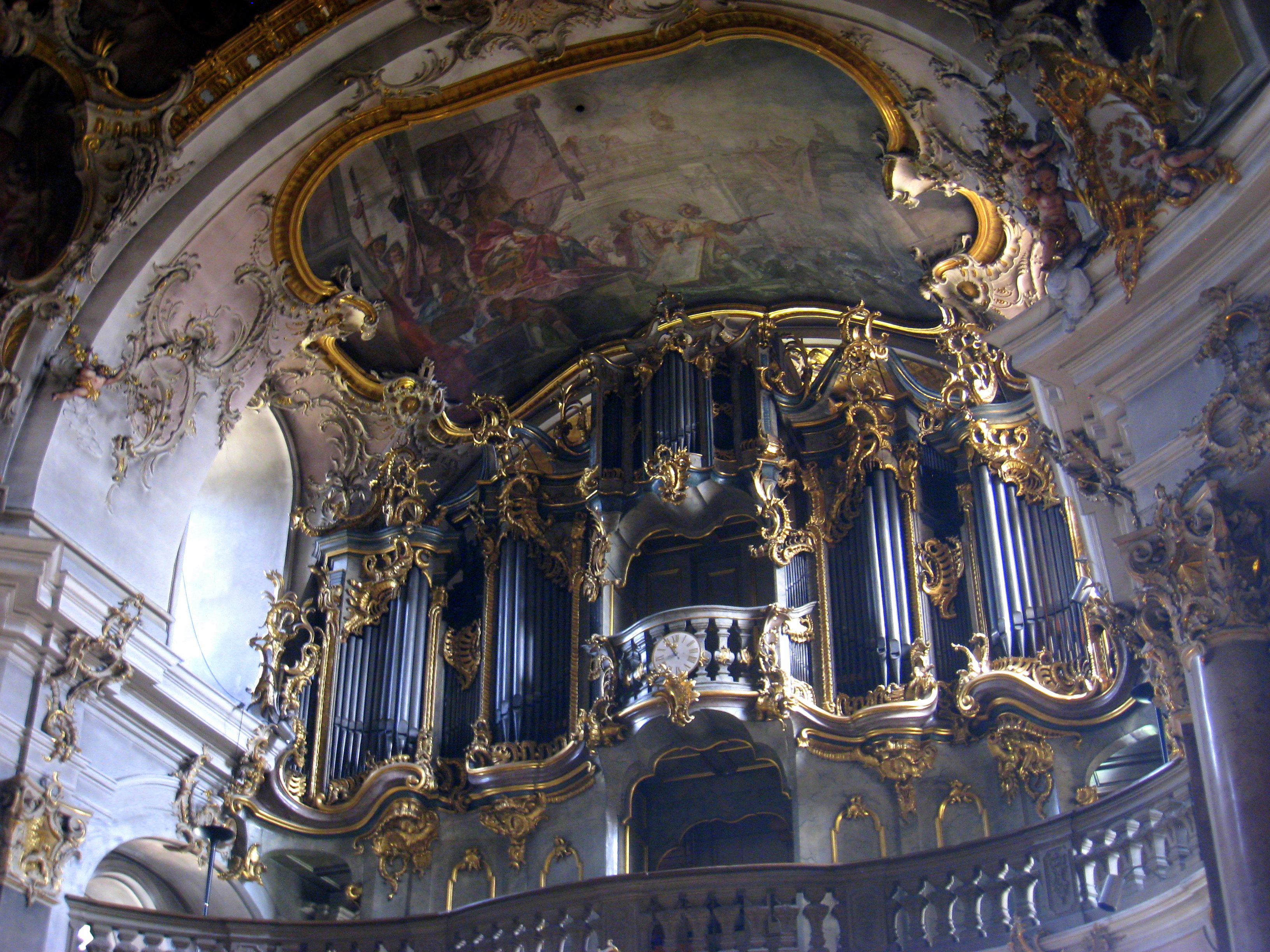
Orgel
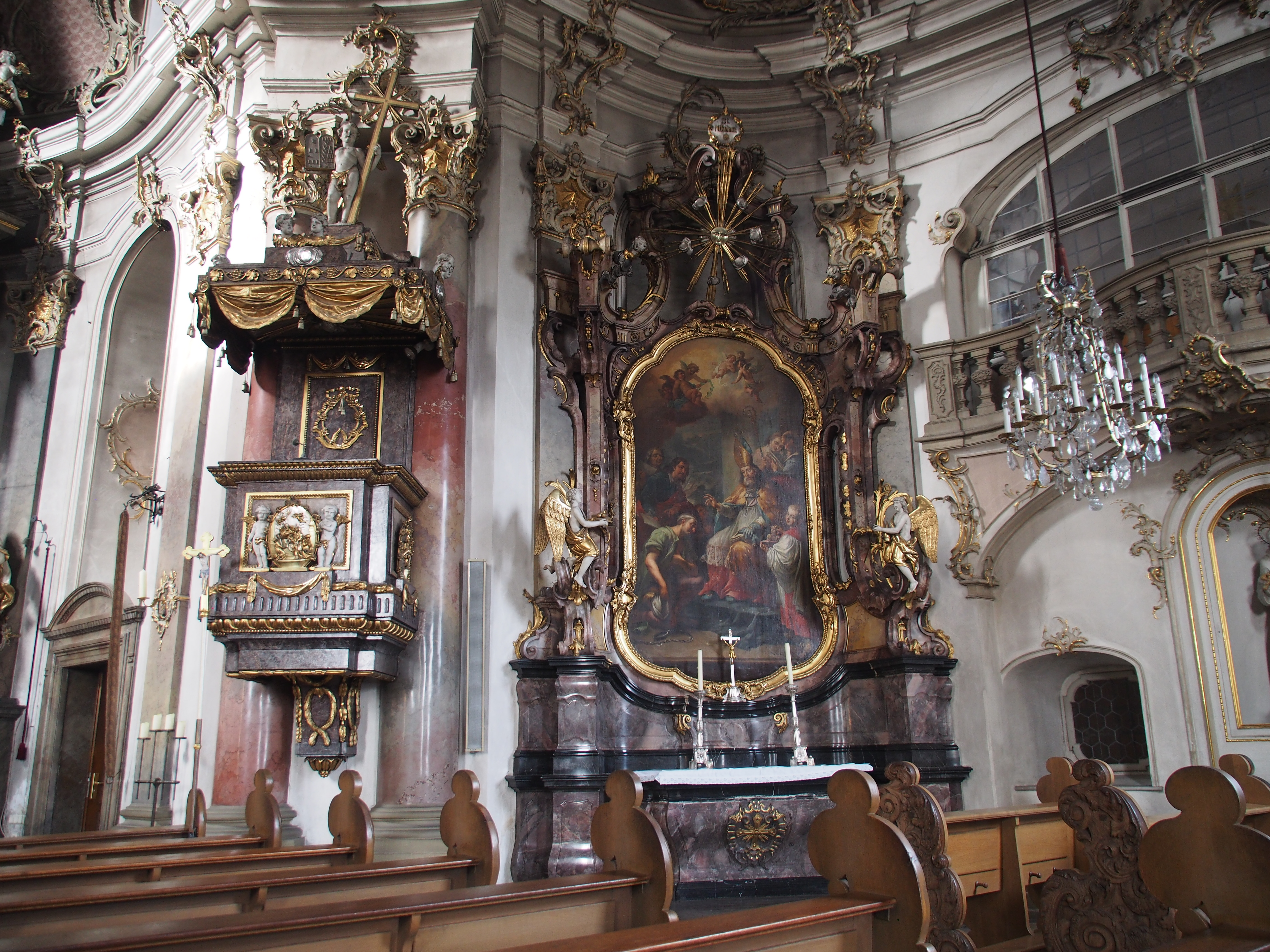
Kanzel

### Marienkapelle, Stadtmitte

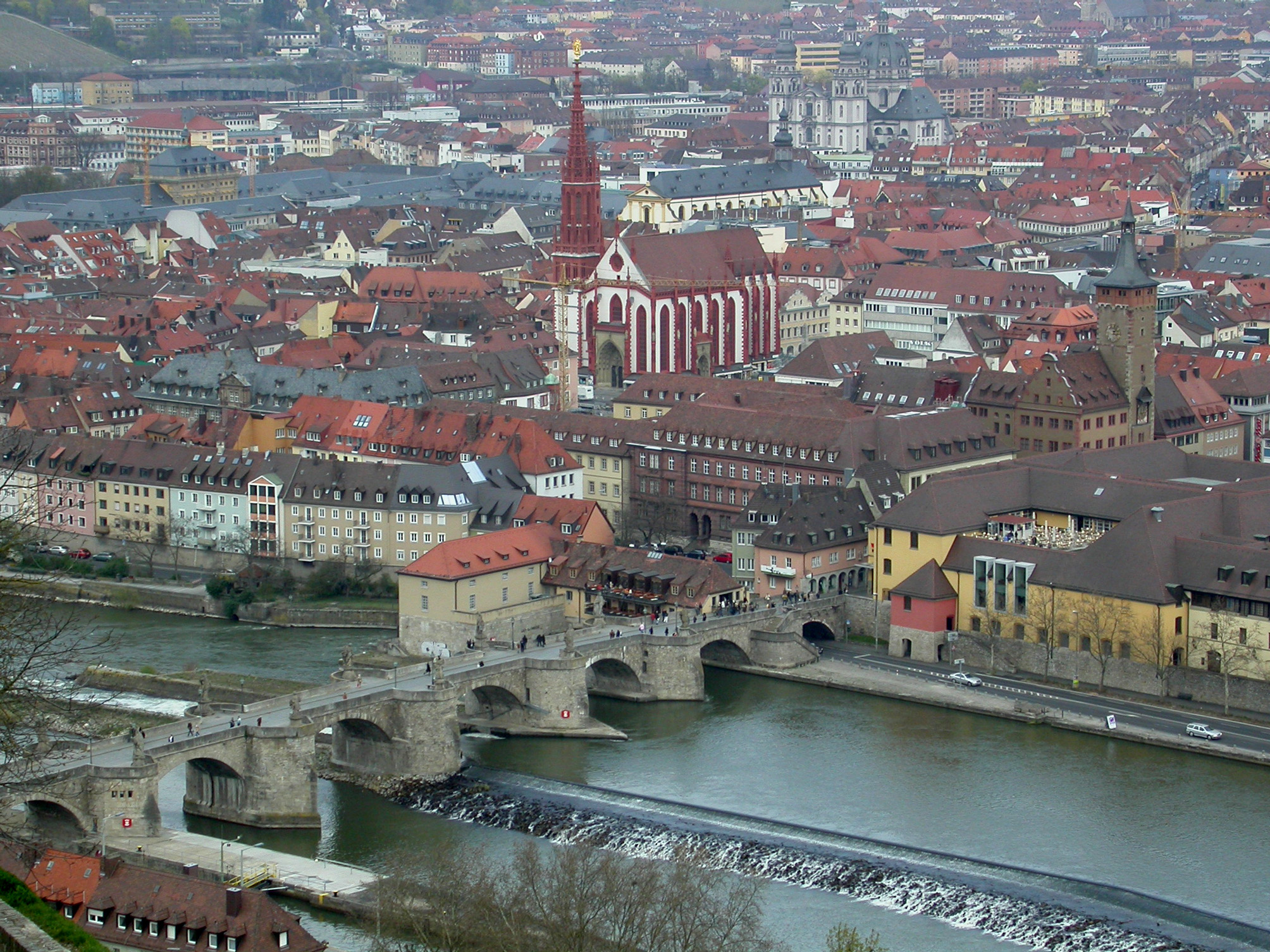
Blick auf Würzburgs Marienkapelle

Die Marienkapelle ist ein gotischer Kirchenbau auf dem Unteren Markt, der von den Bürgern der Stadt auf den Überresten einer jüdischen Synagoge errichtet wurde. Baubeginn war 1377, die Bauzeit betrug etwa 100 Jahre.
Die katholische Pfarrkirche (Marienplatz 2; Marktplatz 7), die sogenannte Marienkapelle, ist die auf dem Platz der 1349 zerstörten Synagoge errichtete dreischiffige Pfeilerhalle mit langgestrecktem Chor, 5/8-Chorschluss sowie nordwestlichem Turm mit durchbrochenem steinernem Spitzhelm, reich ornamentierte Sandsteinportale, gotisch, Eberhard Friedeberger, Lienhard Remer und Hans von Königshofen, 1377–1479, neugotischer Turmhelm 1856–58 mit vergoldetem barockem Marienbild 1713; Wiederherstellung bis 1961; mit Ausstattung.
Sie ist ein geschütztes Baudenkmal mit der Aktennummer D-6-63-000-321 des BLfD.

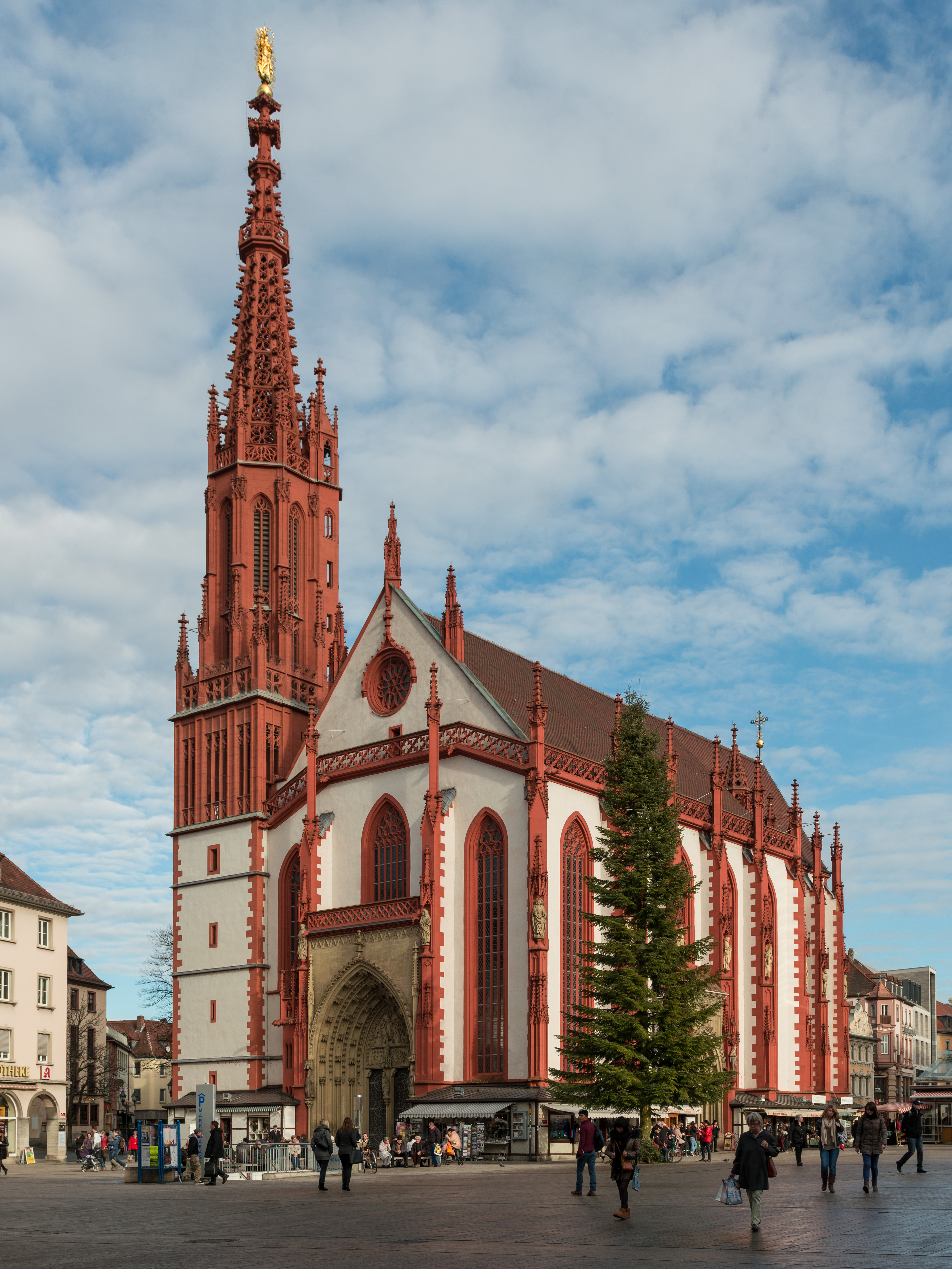
Marienkapelle auf dem Marktplatz
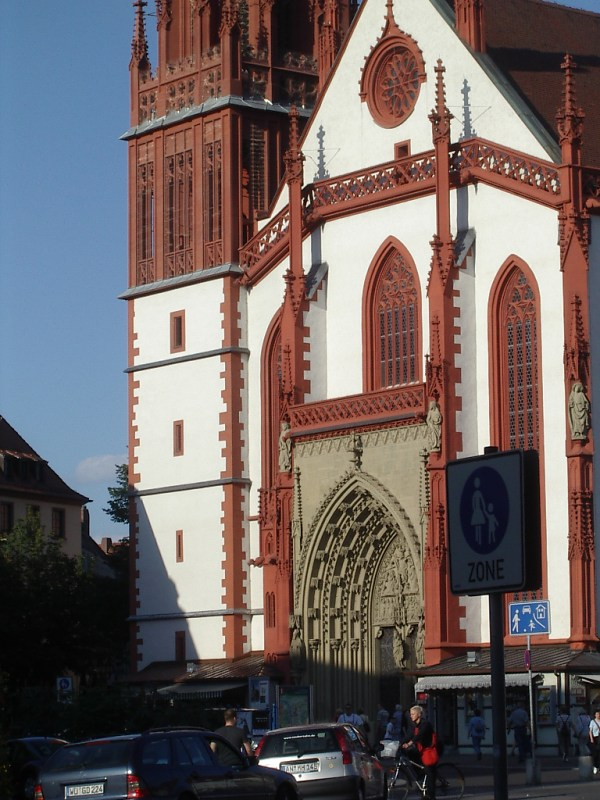
Fassadenansicht
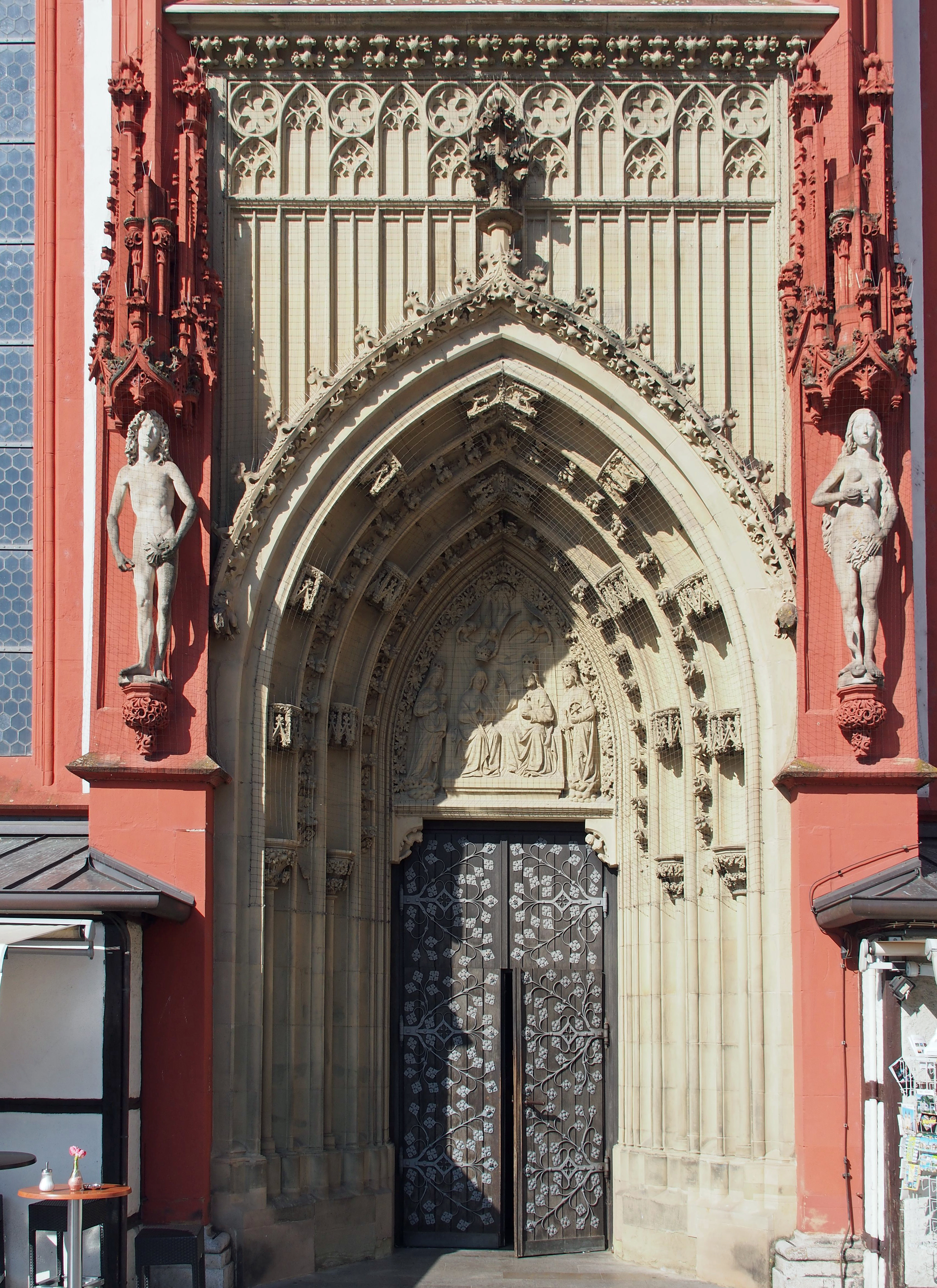
Südportal
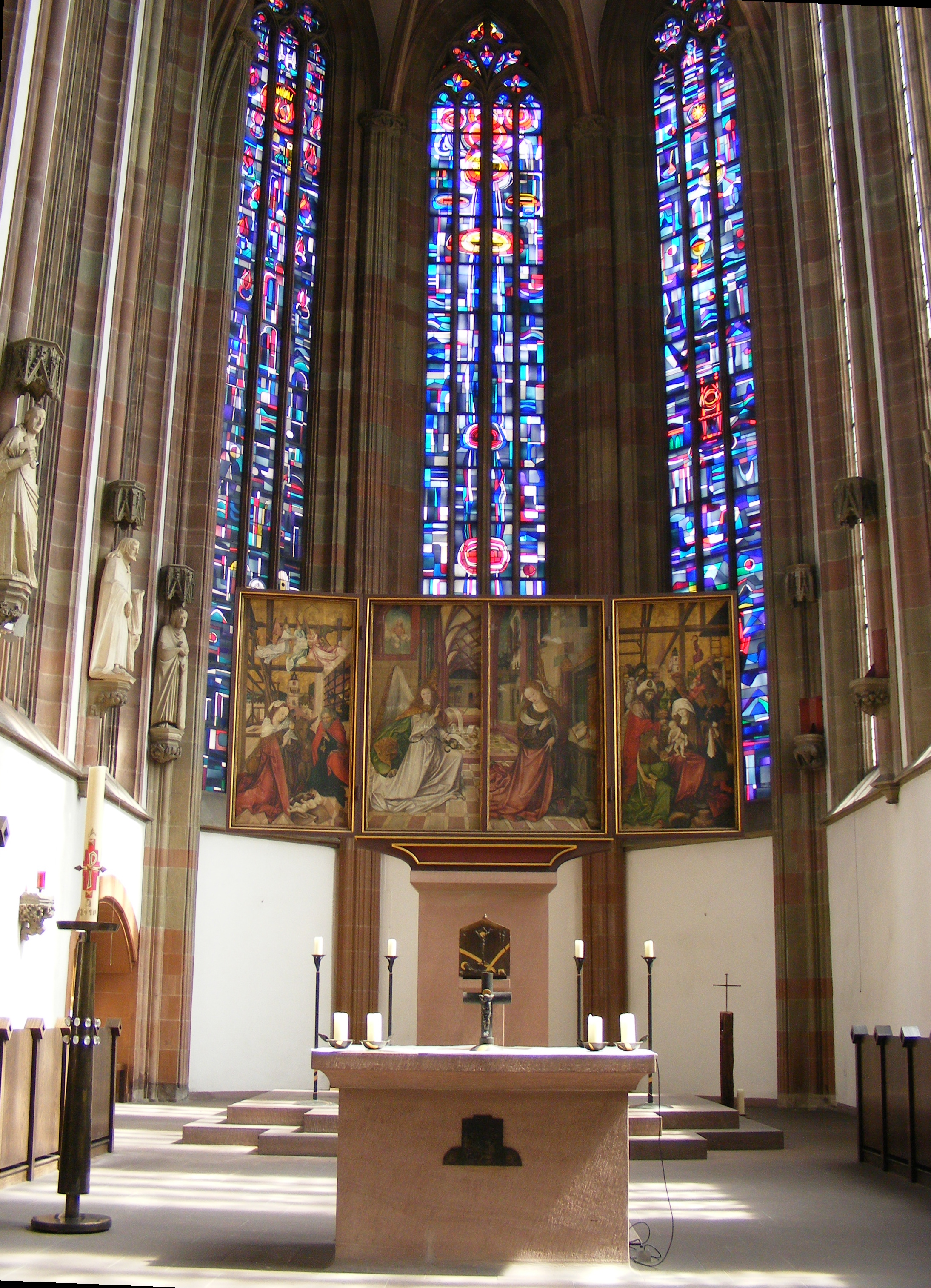
Hochaltar
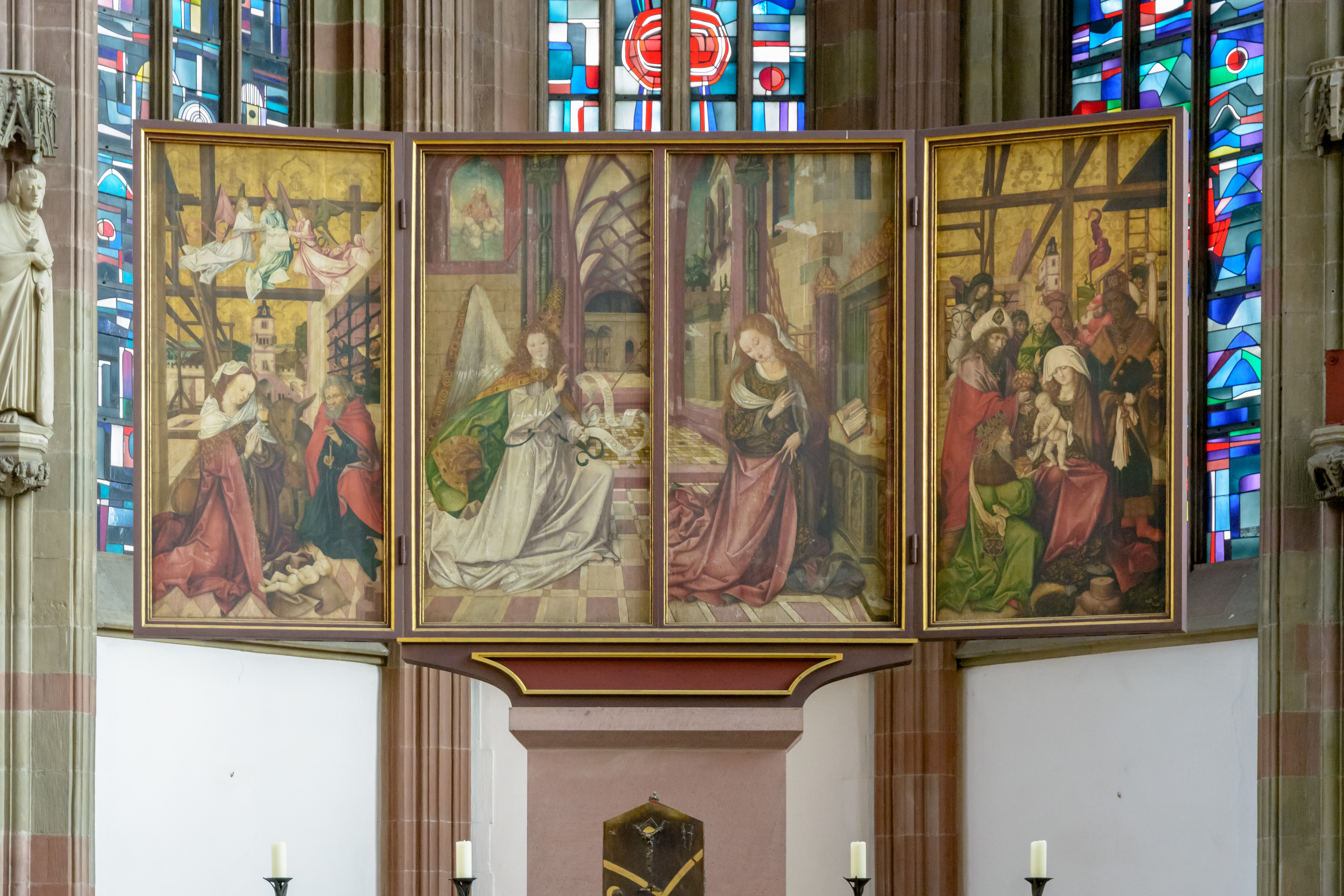
Hochaltar näher
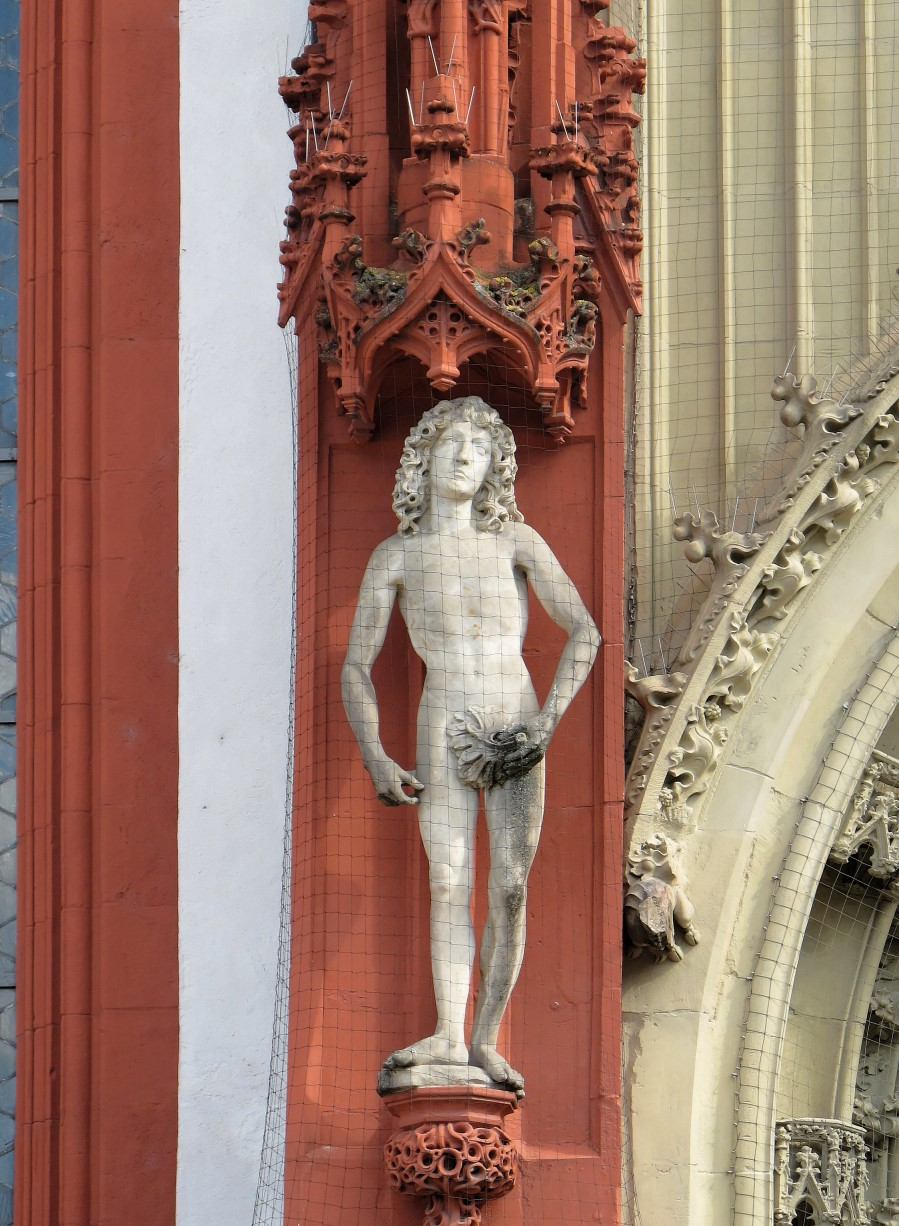
Adam
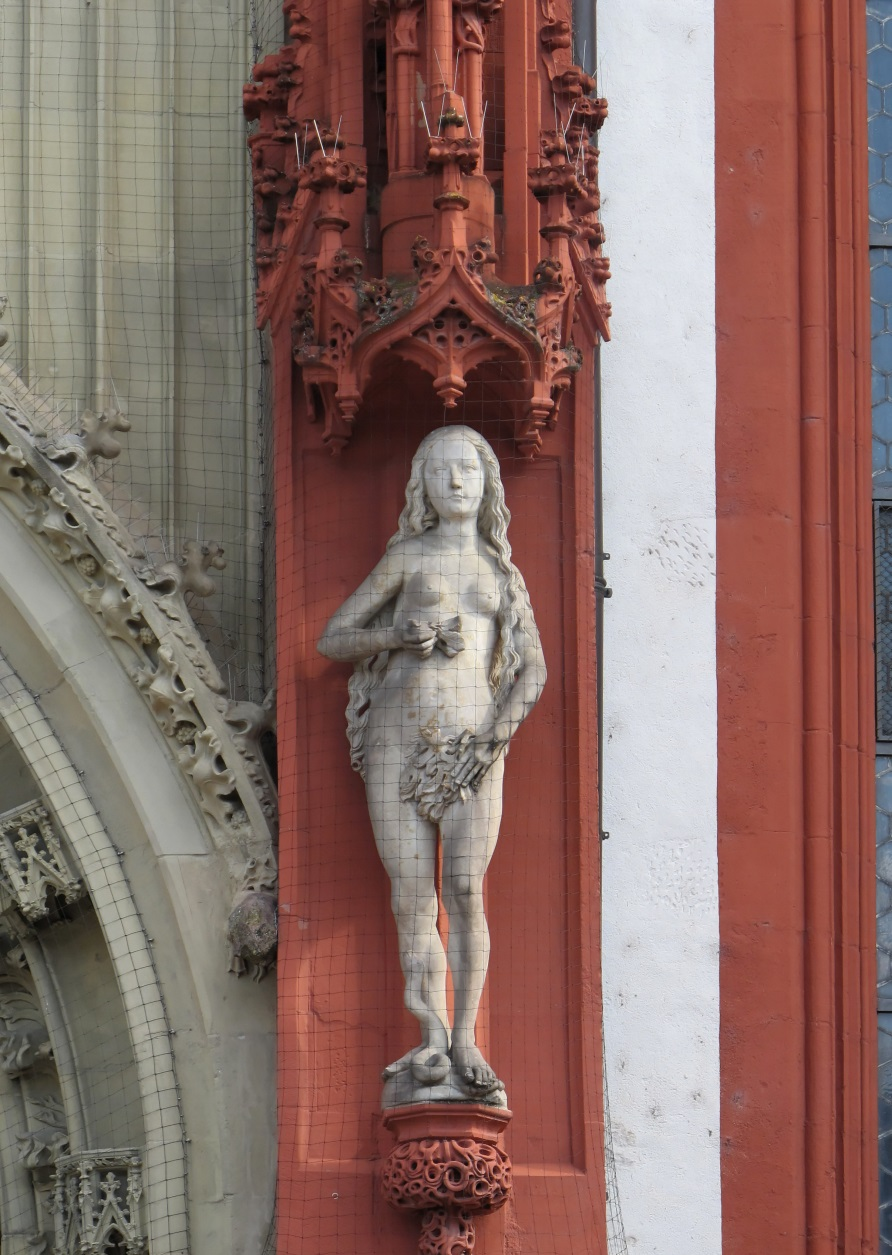
Eva

### Marienfried, Heidingsfeld
Marienfried ist die Hauskapelle des Erholungsheims der Ritaschwestern.

### Marienruhe, Steinbachtal
Marienruhe ist eine Filialkirche auf dem Gelände der Erlöserschwestern.

### Mariannhill, Herz-Jesu-Kirche, Heimgarten

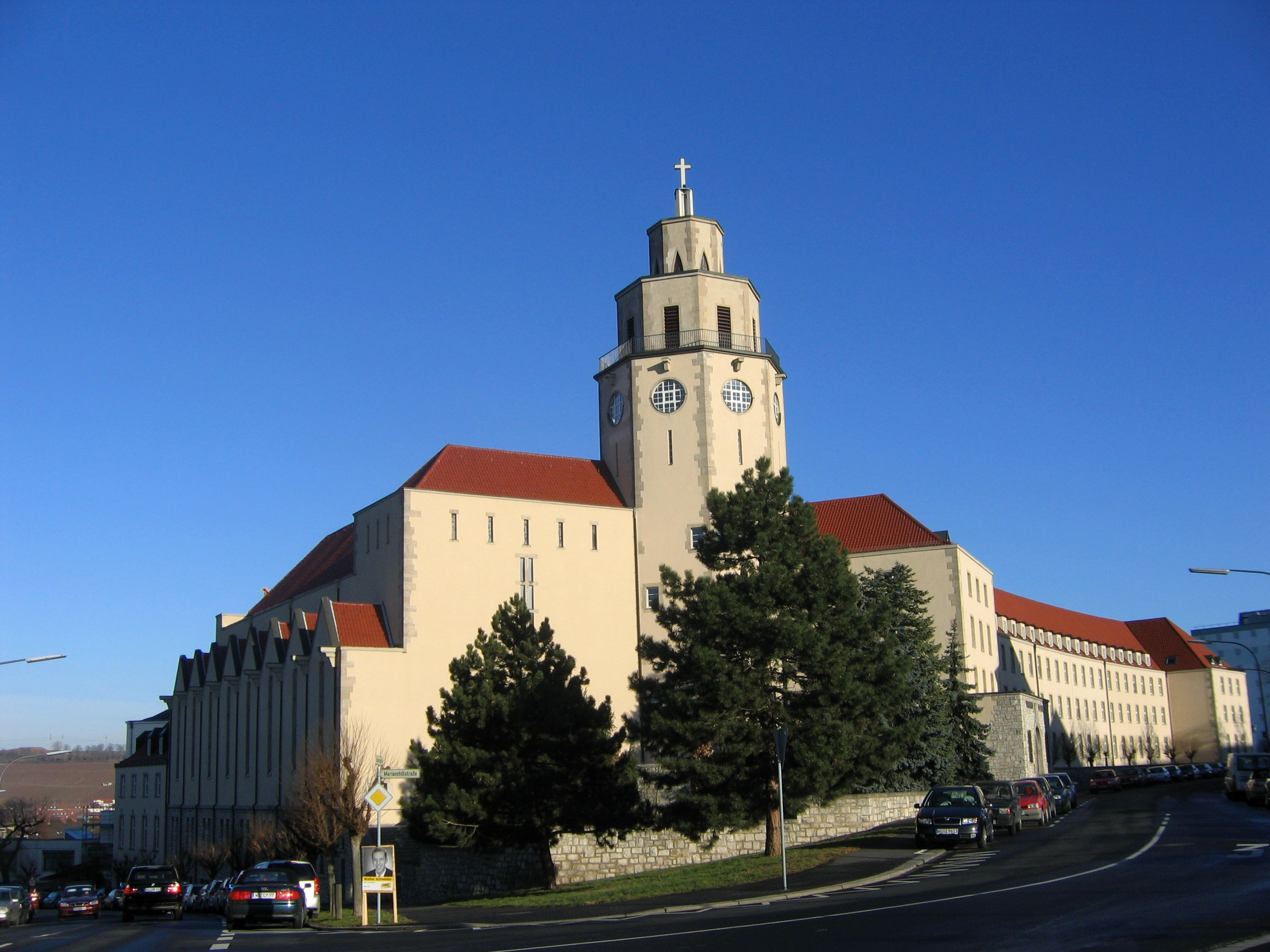
Herz-Jesu-Kirche und Pius-Seminar Würzburg

Mariannhill ist ein Kloster der Mariannhiller Missionare. Die dem Heiligsten Herzen Jesu geweihte Klosterkirche ist ein 1927–1929 durch Albert Boßlet errichteter expressionistischer Bau in stadtbildprägender Lage. Altäre, Heiligenfiguren und die Bronzeplatten am Hauptportal stammen von der Würzburger Bildhauerin Hede Rügemer. Koordinaten: 49° 47′ 35″ N, 9° 57′ 13″ O

### St. Michael, Stadtmitte

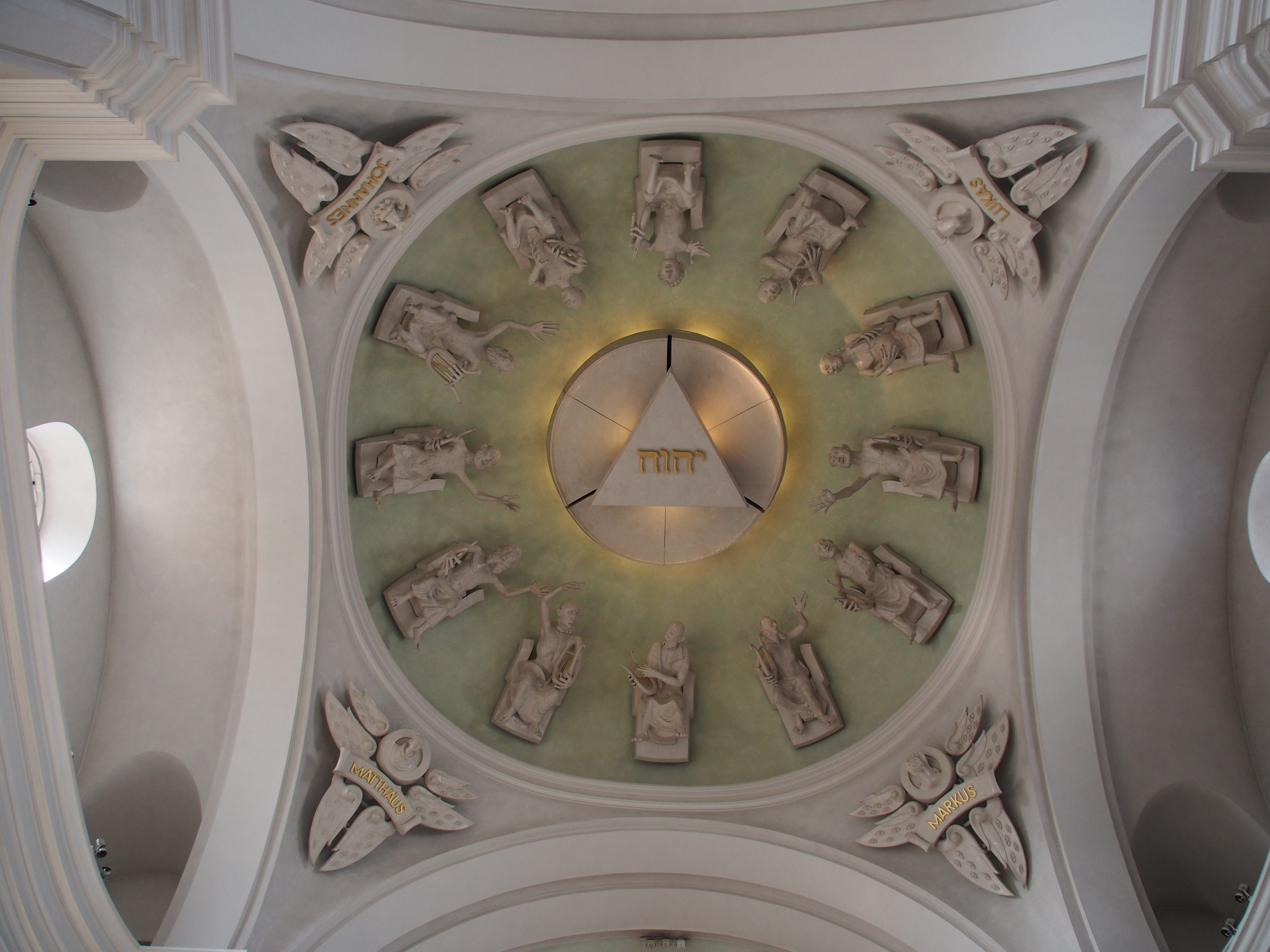
Kuppel von St. Michael

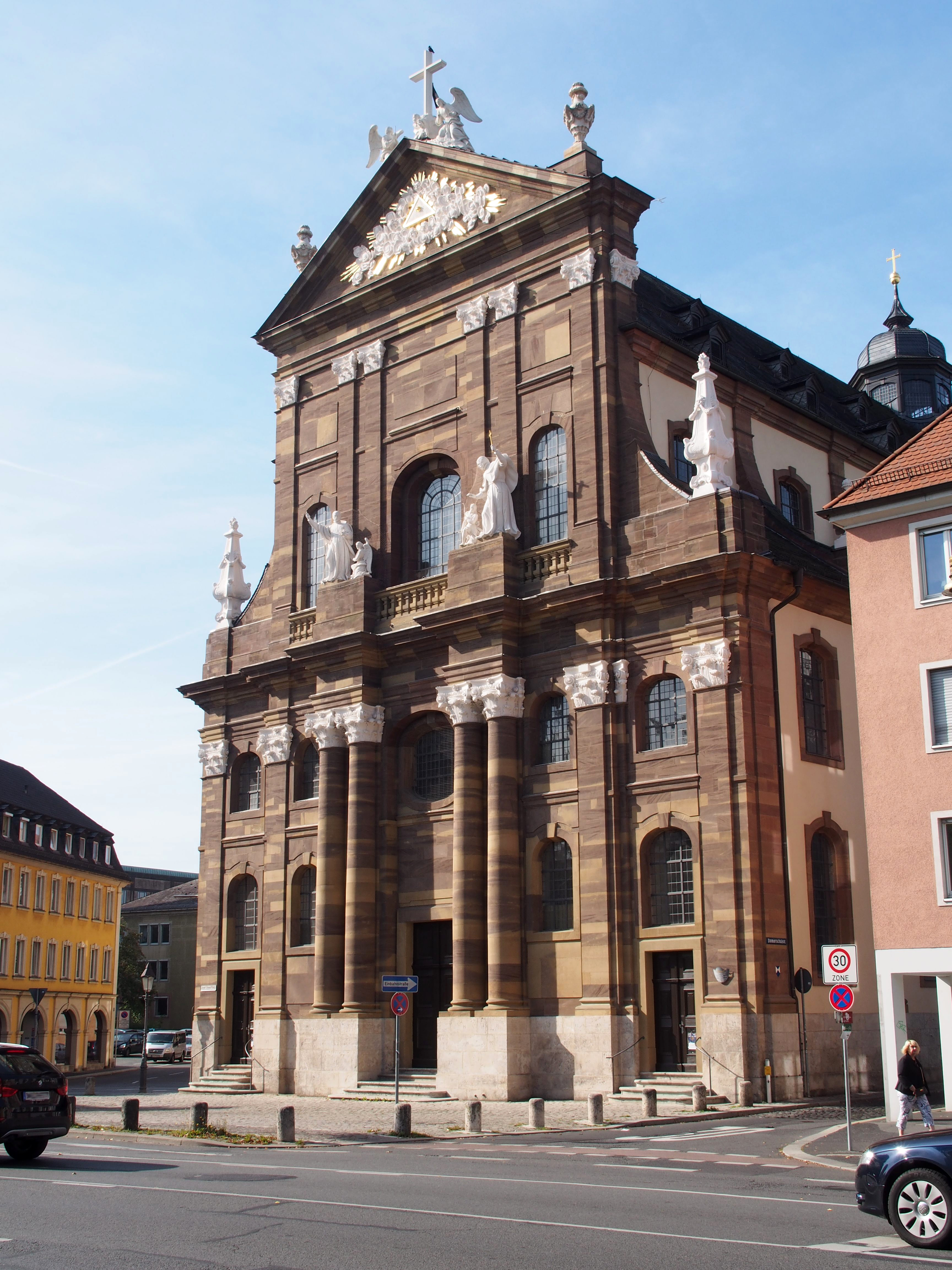
St. Michael

St. Michael ist die Kirche und Pfarrei des bischöflichen Priesterseminars. Ursprünglich war sie ein Bau der Jesuiten von 1606 bis 1610 „St. Michael und St. Agnes“. Von 1765 bis 1798 wurde die heutige Michaelskirche unter Johann Philipp Geigel und Johann Michael Fischer erbaut. Noch während des Baus wurde der Jesuitenorden 1773 aufgehoben. Dadurch wurde das bisherige Jesuitenkolleg zum Priesterseminar und die Kirche nach der Weihe 1831 als Seminarkirche genutzt. Bei der Bombardierung Würzburgs brannte die Kirche vollständig aus und wurde zunächst nur notdürftig instand gesetzt. Anlässlich des 400. Geburtstages des Würzburger Priesterseminars wurde der Innenraum von Heinrich Gerhard Bücker aus Vellern/Beckum in Westfalen neu gestaltet. Das Grundthema ist die „Offenbarung des Johannes“, das letzte Buch der Bibel. Bücker gestaltete den Innenraum fast ohne Zuhilfenahme von Farben, so dass sich dem Betrachter beim Eintritt in die Kirche ein komplett weiß ausgestaltetes Kircheninneres eröffnet. Die Arbeiten begannen 1988 und wurden durch die Altarweihe im Dezember 1991 vorläufig abgeschlossen. Im Mai 1995 wurde die Gestaltung der Kuppel beendet. Koordinaten: 49° 47′ 26″ N, 9° 56′ 5″ O
Die ehemalige Seminarkirche des Jesuitenkollegs, jetzt katholische Pfarrkirche St. Michael, ist eine kreuzförmige Basilika mit Walmdächern und repräsentativer Giebelfassade an Straßengabelung, Chorturm mit Glockendach und Laterne, gedrungenes Kuppeltürmchen mit Schweifhaube, Barock, Johann Philipp Geigel und Johann Michael Fischer, 1765–98, Wiederherstellung 1954–55; mit Ausstattung;
Zusammen mit dem ehemaligen Jesuitenkolleg, jetzt Bischöflichem Klerikalseminar, ist die Kirche ein geschütztes Baudenkmal mit der Aktennummer D-6-63-000-377 des BLfD.

### Neubaukirche, Stadtmitte

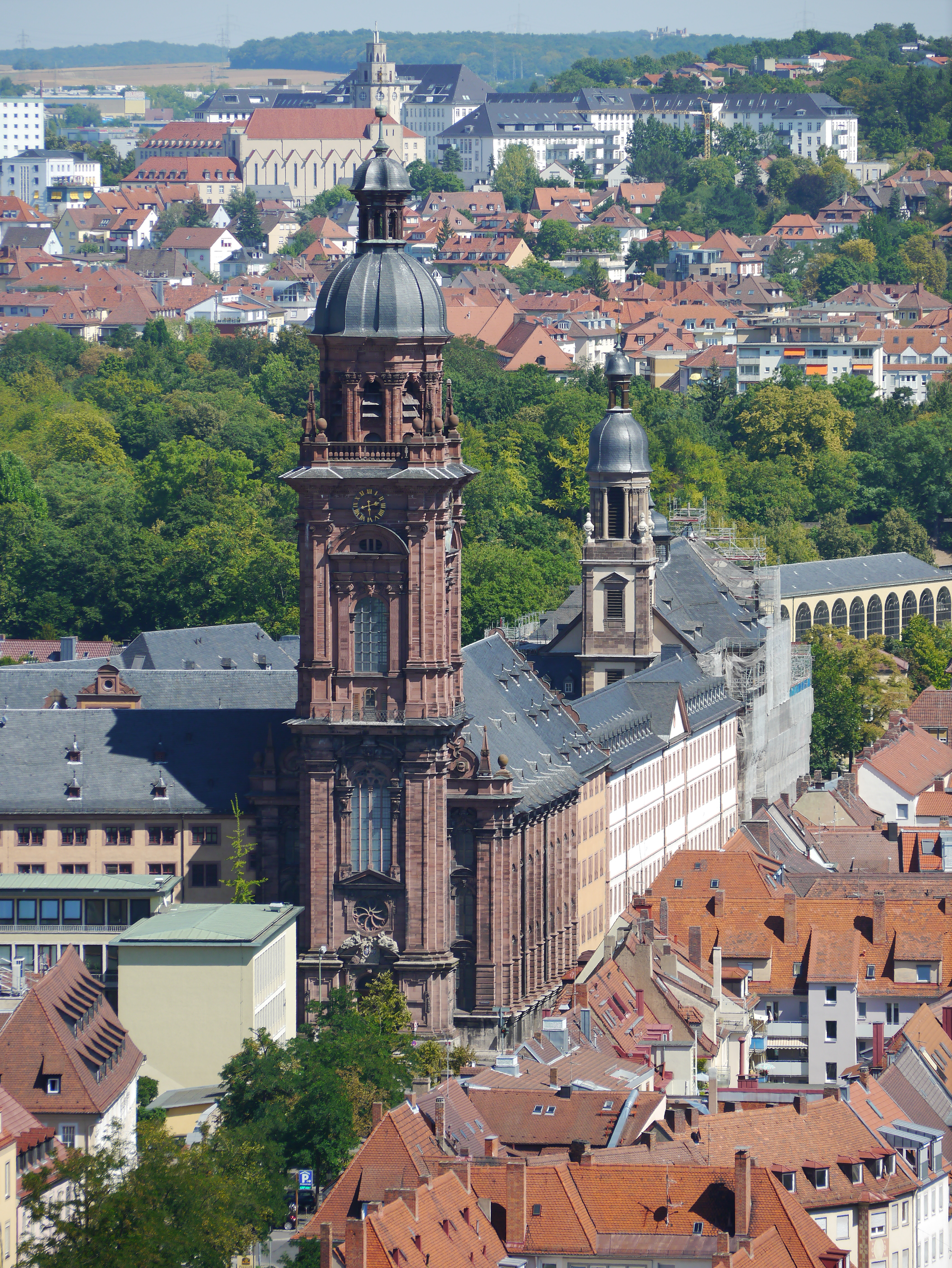
Neubaukirche Würzburg

Die Neubaukirche wurde 1582 als Universitätskirche gemeinsam mit der Alten Universität von Julius Echter erbaut. Beim großen Bombenangriff auf die Stadt wurde sie weitgehend zerstört, der Wiederaufbau dauerte viele Jahre. 1970 beschloss der Senat der Universität, die Neubaukirche künftig für Kongresse, Tagungen und Konzerte zu nutzen. 1977 wurde der kuppelförmige Turmhelm vollendet, und damit war die Kirche – von außen gesehen – komplett wiederhergestellt.
Der weithin sichtbare Turm der Kirche wurde in drei Etappen gebaut und weist daher drei unterschiedliche Stile auf. Er ist mit 91 Metern der höchste Turm Würzburgs. Es handelt sich bei ihr um eine der bedeutendsten Kirchen der Renaissance in Deutschland.
Die ehemalige katholische Universitätskirche (sogenannte Neubaukirche), ursprünglich auch als Grabeskirche für Julius Echter vorgesehen, ist jetzt eine Universitätsaula. Die dreischiffige Hallenkirche mit Emporen in den Abseiten, Westturm mit reicher Sandsteindekoration sowie oktogonalem Obergeschoss mit Kuppelhaube und Laterne, gotisierende Maßwerkfenster, Renaissance/Nachgotik, Wolf Behringer nach Plänen von Georg Robin 1582–91, Umbauten und Sicherungsarbeiten im 17. Jahrhundert, Vollendung durch Antonio Petrini und Joseph Greissing, Barock, 1696–1704, Turmkuppel, Barock, Joseph Greissing, 1699, Wiederaufbau nach 1945; mit Ausstattung;
Zusammen mit dem Universitätsgebäude (der sogenannten Alten Universität) – dreiflügeliger vier-/fünfgeschossiger Satteldachbau mit geschweiften Blendgiebeln zusammen mit der Universitätskirche einen viereckigen Innenhof bildend, Putzfassade mit Säulenportalen, Spätrenaissance, Wolf Behringer nach Plänen von Georg Robin, 1582–91, Wiederherstellung bis 1957 – bildet die Neubaukirche ein geschütztes Baudenkmal mit der Aktennummer D-6-63-000-374 des BLdD.

### Neumünster, Stadtmitte

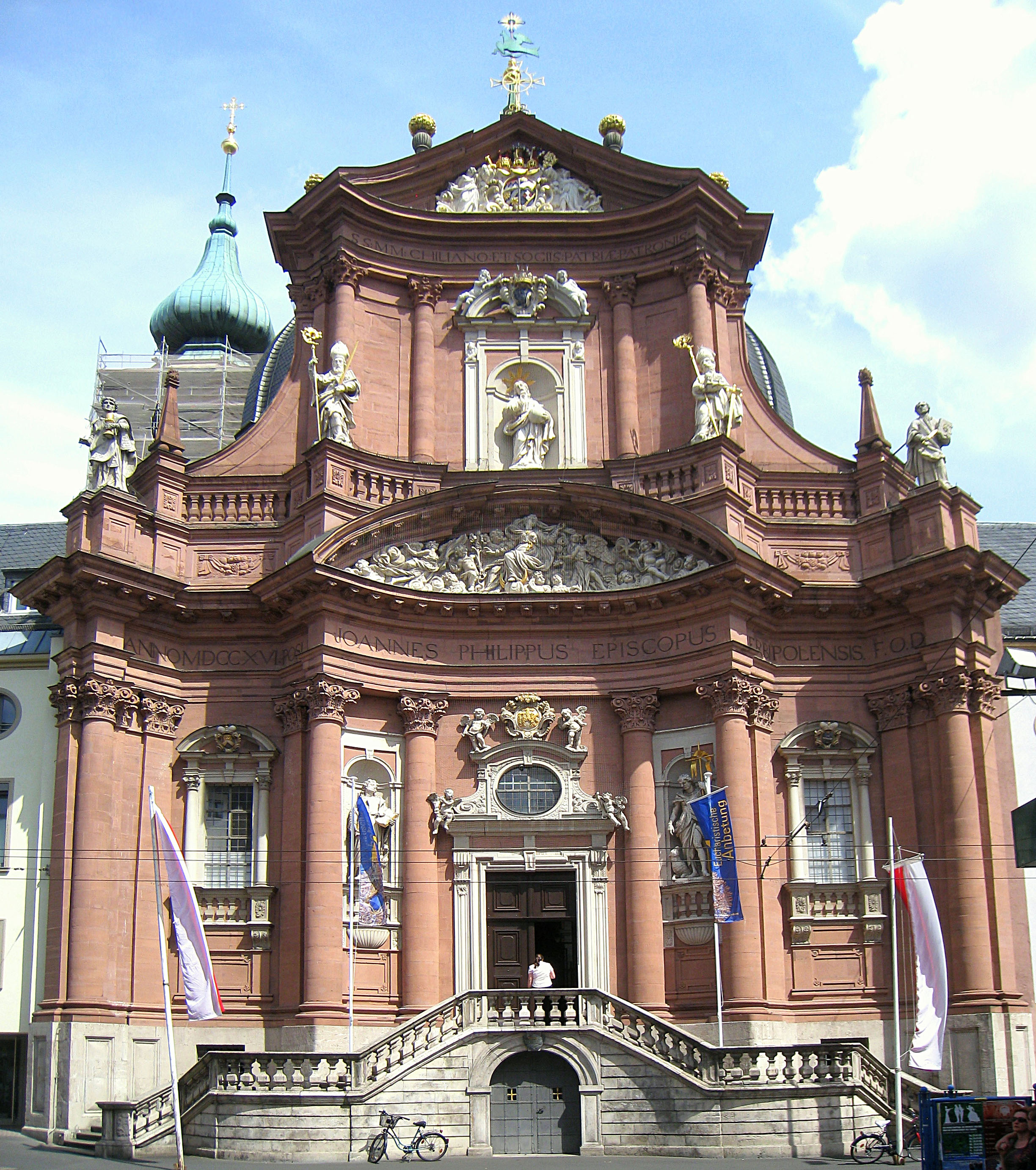
Fassade des Stifts Neumünster

Die um 1060 errichtete und im 17. Jahrhundert völlig umgestaltete Kirche des Stifts kam 1803 im Zuge der Säkularisation in Staatsbesitz und wurde 1908 Pfarrkirche. Die Kirche war dann nach dem Wiederaufbau von 1950 bis 1967 Bischofskirche der Diözese Würzburg. Koordinaten: 49° 47′ 37,9″ N, 9° 55′ 54″ O
Ehemaliges Kollegiatstift, erste Bischofskirche über den Gräbern der Frankenheiligen im 8. Jahrhundert, 855 Zerstörung, Neugründung als Stift St. Johannes, Maria und Kilian 1060, katholische Pfarrkirche Neumünster seit 1808.
Die Kirche (Kürschnerhof 2 a) ist eine dreischiffige Pfeilerbasilika über kreuzförmigem Grundriss, erhöhter Chor mit Rundapsis über Krypta, seitlicher oktogonaler Turm mit reicher Sandsteinornamentik, Spätromanik, um 1190–1250, barocke Zwiebelhaube 18. Jahrhundert, westliches Kuppeloktogon mit Laterne und vorgestellter Portalfassade mit Figuren, Barock, vermutlich Kollektivplanung unter Führung Joseph Greissings, 1711–16, Figurenschmuck von Jakob von der Auwera, Freitreppe 1719, Wiederaufbau bis 1950; mit Ausstattung.
Mit den weiteren anschließenden Bauten ist sie ein geschütztes Baudenkmal mit der Aktennummer D-6-63-000-289 des BLfD.

### St. Peter und Paul, Stadtmitte

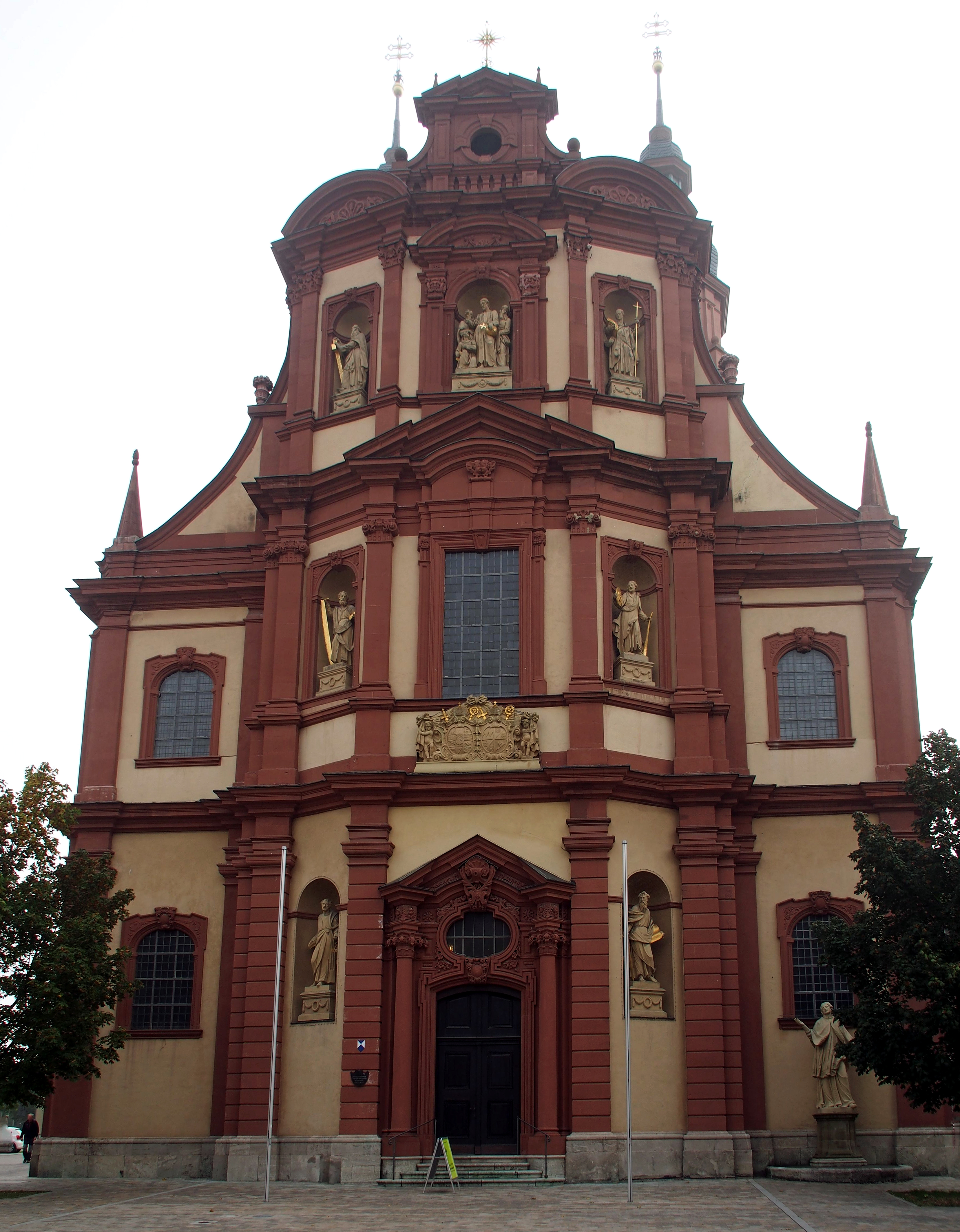
Fassade St. Peter und Paul

Die ursprünglich romanische Kirche ist Simon Petrus und Paulus von Tarsus geweiht. 1717–1720 wurde die Pfarrkirche von Joseph Greising unter Beibehaltung der romanischen Türme und des gotischen Chores als am Vorarlberger Münsterschema orientierter Barockkirche neu erbaut. Der schweren Zerstörung am 16. März 1945 folgte die bauliche Wiederherstellung mit im Inneren reduzierter Stuckdekoration. Die heutigen klassizistischen Altäre wurden 1974 aus der Pfarrkirche Himmelstadt übernommen. Koordinaten: 49° 47′ 20,7″ N, 9° 55′ 58,2″ O
Die katholische Pfarrkirche St. Peter (Peterplatz 10) ist eine dreischiffige Emporenbasilika mit eingezogenem 5/8-Chor und umbautem Westturmpaar mit Hauben und Laternen, davor Blendfassade mit Figuren, romanische Westtürme 12. Jahrhundert, gotischer Chor frühes 14. Jahrhundert, barockes Langhaus mit reicher Fassade, Barock, Joseph Greissing 1717–20, Wiederaufbau 1953–54; mit Ausstattung.
Zusammen mit einigen anderen Kunstwerken und Bauteilen ist sie ein geschütztes Baudenkmal mit der Aktennummer D-6-63-000-424 des BLfD.

### St. Rochus und St. Sebastian, Unterdürrbach
Die Unterdürrbacher Pfarrkirche St. Rochus und St. Sebastian wurde 1800 erbaut. Koordinaten: 49° 48′ 39″ N, 9° 55′ 11″ O
Die katholische Pfarrkirche St. Rochus und Sebastian (Dürrbachtal 67) ist ein Saalbau mit Satteldach und eingezogenem Chor mit Dreiseitschluss, Dachreiter mit Zwiebelhaube, Sandstein-Portalfassade mit Schweifblendgiebel, Spätbarock, bezeichnet mit 1800; mit Ausstattung.
Zusammen mit der Kreuzigungsgruppe – geschweifter Sockel mit Kruzifix und Schmerzensmutter, Sandstein, Spätbarock, bezeichnet mit 1787 – ist die Pfarrkirche ein geschütztes Baudenkmal mit der Aktennummer D-6-63-000-682 des BLfD.

### St. Joseph und St. Maria Magdalena (Reuererkirche / Karmelitenkirche), Stadtmitte

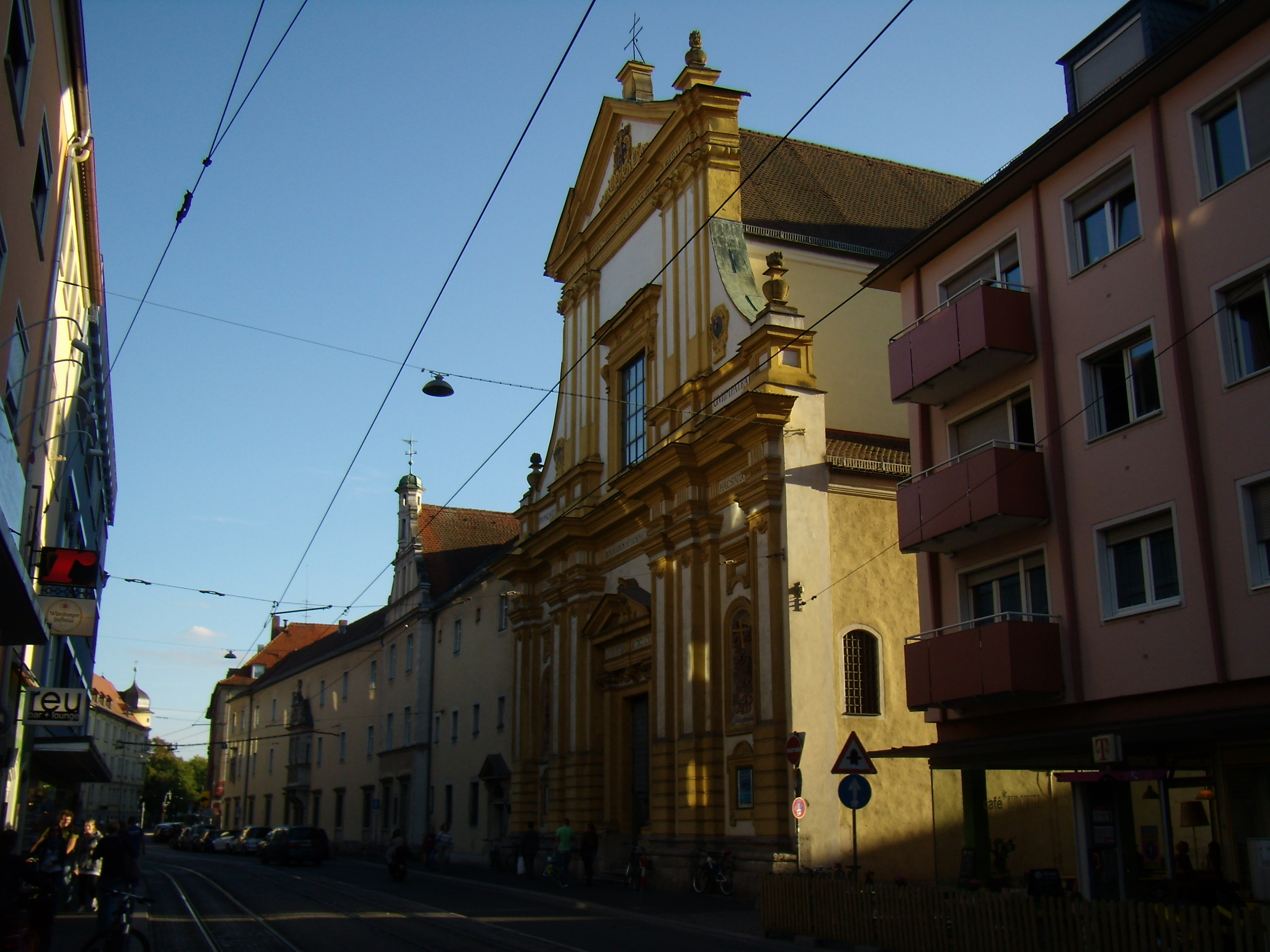
Kirche des Reuererklosters

Die Karmeliter- bzw. Reuererkirche wurde 1662–1669 von Antonio Petrini erbaut. Der kreuzförmige Barockbau mit gut gegliederter Fassade ist die Klosterkirche des Würzburger Karmelitenklosters St. Maria Magdalena. Erst 1976–2001 erhielt die Kirche eine neue Ausstattung als Ersatz für die im Zweiten Weltkrieg untergegangene. Koordinaten: 49° 47′ 18,1″ N, 9° 55′ 50″ O
Die Klosterkirche (Sanderstraße 12) – des ehemaligen Reuererklosters, seit 1627 katholisches Kloster der Unbeschuhten Karmeliten – ist eine kreuzförmige Wandpfeilerbasilika, mit kräftig gegliederter Blendfassade und schlankem seitlichem Chorturm mit Vierkant-Kupferhaube, Frühbarock, Antonio Petrini, 1662–69, Wiederherstellung nach 1945; mit Ausstattung.
Zusammen mit dem Klostergebäude – dreigeschossige Mehrflügelanlage mit Sattel-, Zwerch- und Walmdächern um zwei Innenhöfe, Fassaden mit Blendgiebel, Renaissance-Erker, und Rokoko-Figurenportal, Mitte 18. Jahrhundert, im Kern älter, Erker bezeichnet mit 1626 und 1908, Figurennische bezeichnet mit 1655, Portal Mitte 18. Jahrhundert, Renovierung bezeichnet mit 1908, starke Erneuerung nach 1945 – stellt die Klosterkirche ein geschütztes Baudenkmal mit der Aktennummer D-6-63-000-516 des BLfD dar.

### St. Sebastian, Heuchelhof

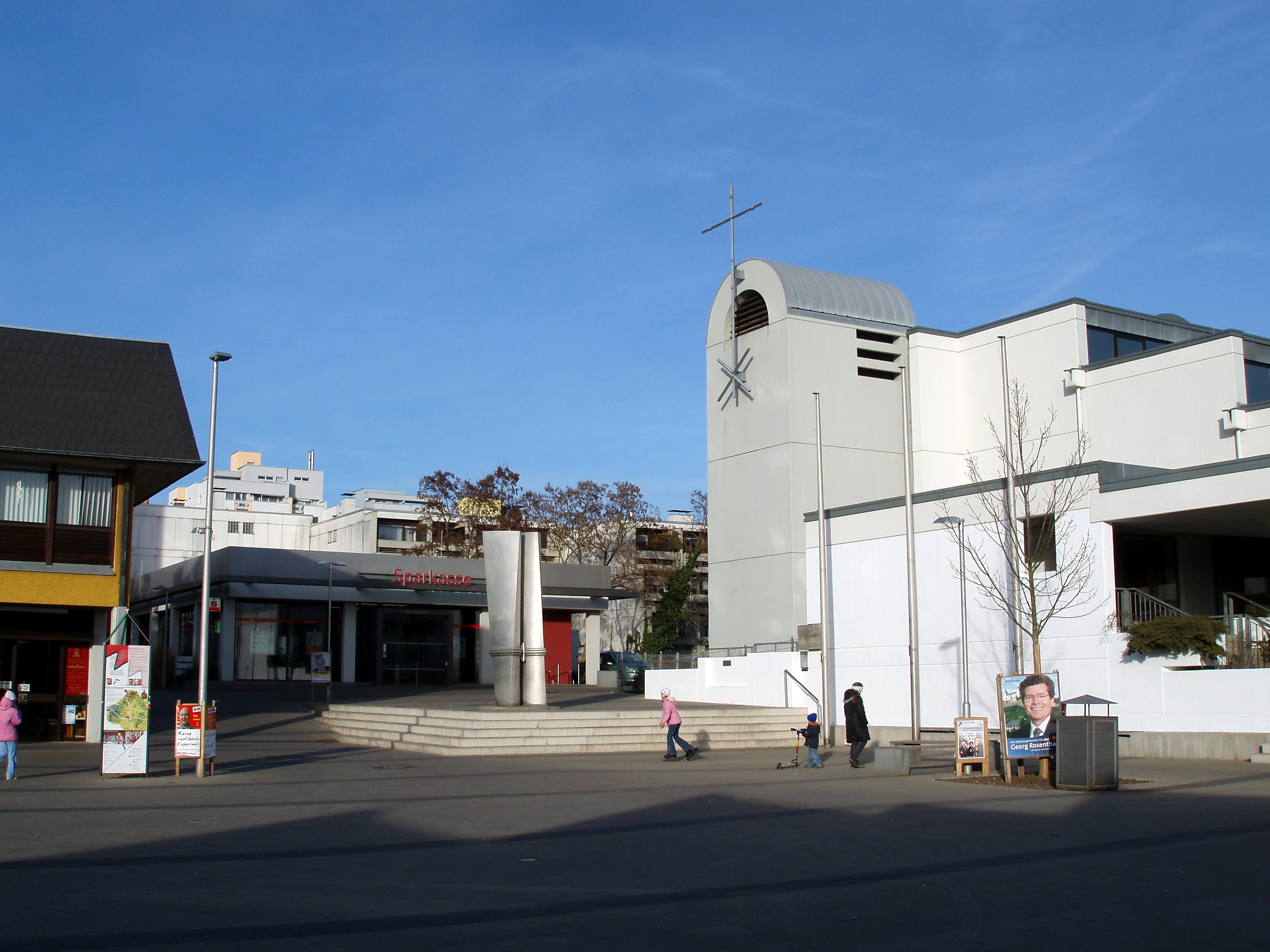
Place de Caen mit St. Sebastian (rechts)

Die Pfarrkirche wurde 1976–1977 erbaut und ist Sebastian geweiht. Koordinaten: 49° 44′ 50″ N, 9° 57′ 30″ O

### Stift Haug (St. Johannes), Stadtmitte
Die Kirche St. Johannes ist Johannes dem Täufer und Johannes dem Evangelisten geweiht. Wegen des dazugehörigen Kollegiat-/Kanonissenstifts und der Lage im Stadtteil Haug wird sie meistens „Stift Haug“ genannt. Koordinaten: 49° 47′ 52,6″ N, 9° 56′ 9,4″ O
Die ehemalige Stiftskirche (Bahnhofstraße 2), nach 1803 katholische Pfarrkirche Stift Haug, ist eine kreuzförmige Wandpfeilerbasilika mit Vierungskuppel und Laterne sowie Zweiturmfront mit dreifachen Haubenstaffelungen, Schaufassade mit Sandsteingliederung und Figurennischen, Frühbarock, Antonio Petrini, 1670–91, Wiederherstellung bis 1964; mit Ausstattung;
Zusammen mit dem ehemaligen Hauger Kapitelshaus (ein dreigeschossiger Satteldachbau mit zwei Portalen und Sandsteingliederung, Barock, unter Beteiligung von Joseph Greissing, Antonio Petrini, Valentino Pezzani und Ignaz Schüler, 1699–1703, Wiederaufbau 1969–73) ist die Kirche ein geschütztes Baudenkmal mit der Aktennummer D-6-63-000-31 des BLfD.

### Unsere Liebe Frau, Frauenland

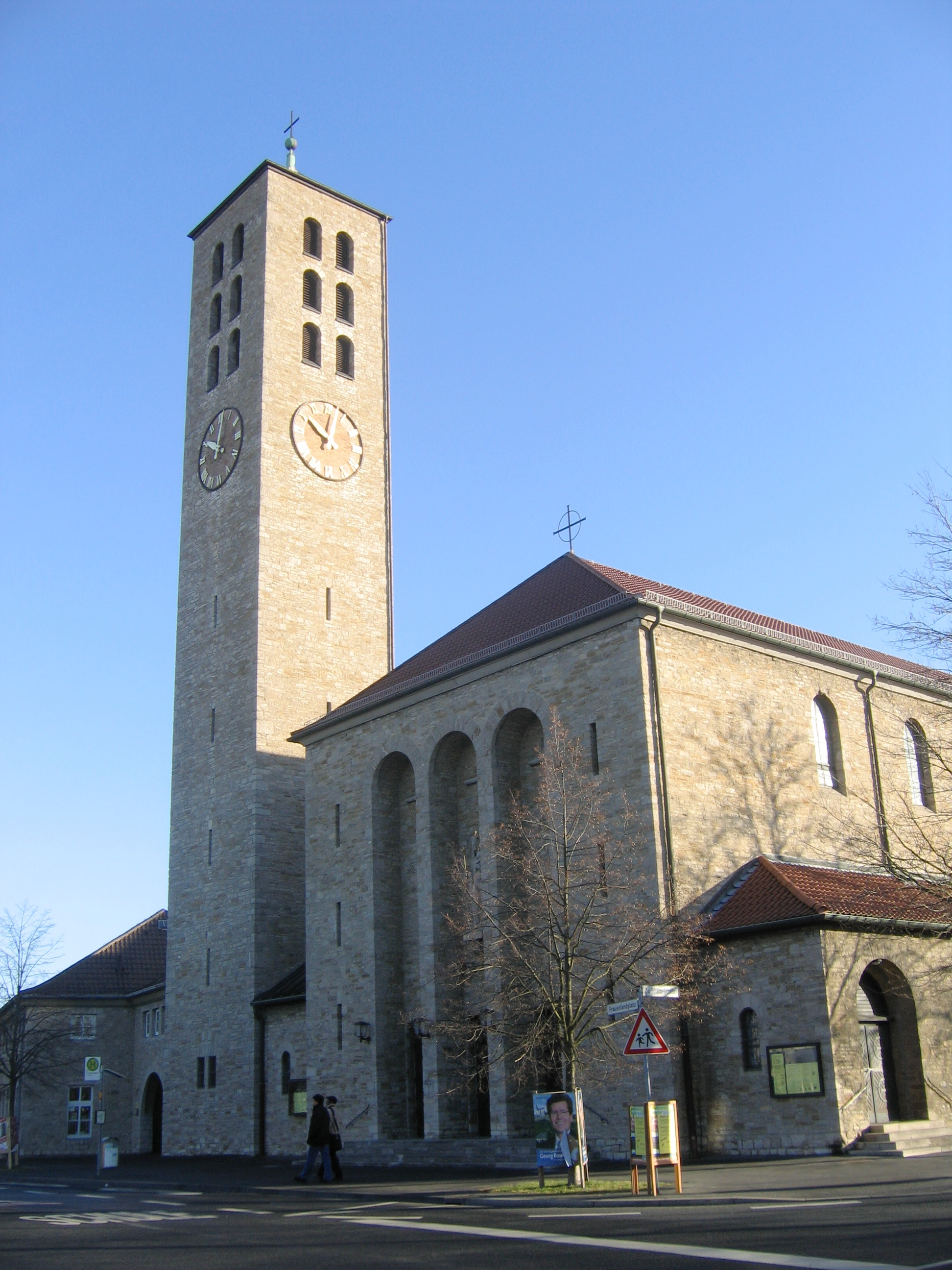
Unsere Liebe Frau, Frauenland

Die Pfarrkirche Unsere Liebe Frau wurde ab 1936 unter dem Architekten Albert Boßlet erbaut, da die Pfarrei Sankt Peter und Paul eine neue Expositur für das Frauenland gegründet hatte. 1941 folge der Erhebung zur Pfarrkirche. Bei der Bombardierung Würzburgs am 16. März 1945 wurde die Kirche fast vollständig zerstört. 1948 wurde sie wieder aufgebaut. 1979 wurde der Innenraum der Kirche entsprechend der Liturgiereform umgestaltet. Koordinaten: 49° 47′ 11,9″ N, 9° 56′ 52,7″ O
Die Pfarrkirche zu Unserer Lieben Frau (Frauenlandplatz 1) – im Katholischen Pfarrgemeindezentrum – ist eine dreischiffige Pfeilerbasilika mit Walmdach und eingezogenem Rechteckchor, Westfassade mit dreiteiliger hoher Blendarkade, schlanker Campanile mit Pyramidendach, Bruchstein, romanisierende konservative Moderne, Albert Boßlet, 1936; mit Ausstattung.
Zusammen mit den zugehörigen Nebengebäuden – Pfarr- und Gemeindehaus, zweigeschossige unverputzte Bruchsteinbauten mit Walmdach und schmalen Verbindungsbauten zur Kirche; zugehörige Mauereinfriedung – ist die Pfarrkirche ein geschütztes Baudenkmal mit der Aktennummer D-6-63-000-152 des BLfD.

### Zur Heiligen Familie, Heidingsfeld

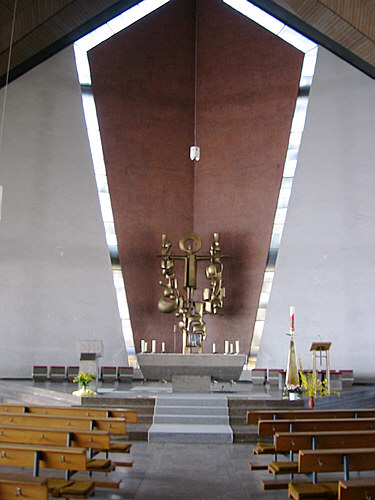
Pfarrkirche Zur Heiligen Familie, Altarraum

Die als Zelt mit sechseckigem Grundriss konstruierte Pfarrkirche Zur Heiligen Familie in Heidingsfeld wurde nach Plänen des Dombaumeisters Hans Schädel ab 1955 erbaut und 1957 geweiht. Koordinaten: 49° 45′ 45″ N, 9° 56′ 13″ O

## Evangelische Kirchen

### Auferstehungskirche, Gartenstadt Keesburg, Frauenland
1962 wurde als siebentes evangelisches Gotteshaus in Würzburg die Auferstehungskirche gebaut. Die Pläne stammen von dem Münchner Architekten Franz Lichtblau. Das Kunstwerk an der Natursteinwand hinter dem Altar namens „Ostermorgen — der Engel und die drei Frauen am Grab“ schuf der Bildhauer Karlheinz Hoffmann.
Am 2. Dezember 1962 erfolgte die feierliche Einweihung der Kirche. In einem zweiten Bauabschnitt errichtete man Mitte der sechziger Jahre direkt anschließend Gemeinderäume und Pfarrhaus. 1968 wurde die Tür, durch die man vom Vorraum ins Kircheninnere tritt, nach dem Vorbild mittelalterlicher Portale durch die Darstellung von Weltgericht und Jungfrauengleichnis künstlerisch gestaltet.
Koordinaten: 49° 46′ 23″ N, 9° 57′ 26″ O

### Deutschhauskirche, Mainviertel

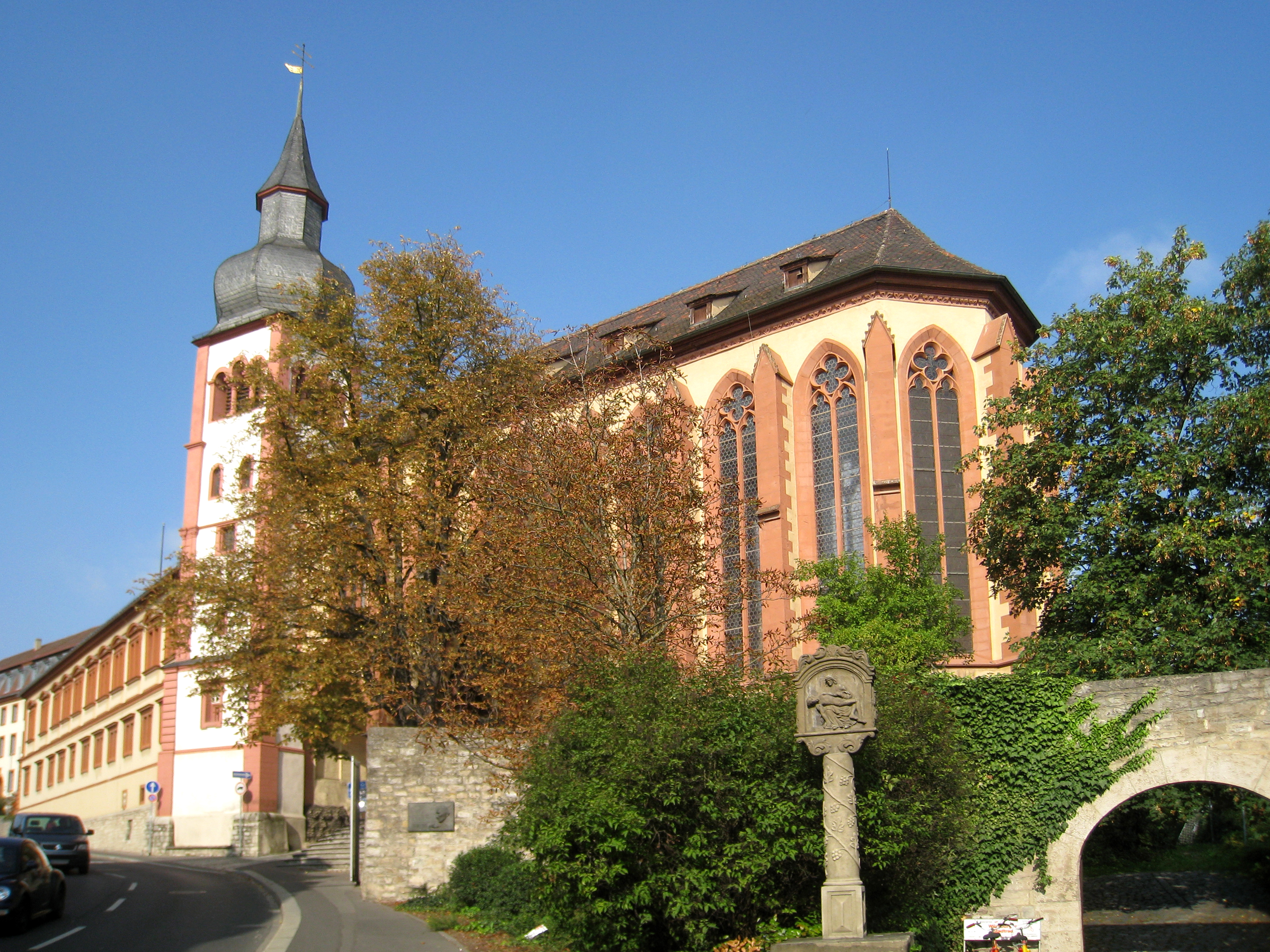
Deutschhauskirche Würzburg, ehemalige Deutschordenskomturei

Die gotische Deutschhauskirche wurde zwischen 1270 und 1320 als Kirche des Deutschen Ordens erbaut. 1694 wurden durch Antonio Petrini das Konventsgebäude und die Untergeschosse des Turms barock umgebaut. Aus dieser Zeit stammen auch fünf erhalten gebliebene, im damals üblichen Akanthusstil gefertigte Stuckdecken. Die Kirche fiel im Zuge der Säkularisation 1805 an den Staat, wurde lange als Militärmagazin genutzt und, nachdem sich die evangelische Gemeinde Würzburgs schon 1872 vergeblich einmal darum bemüht hatte, 1922 der evangelischen Kirche überlassen, 1923 eingeweiht und die dazugehörige Pfarrei 1925 eingerichtet. Besondere Kunstwerke sind die Anbetung der Heiligen drei Könige von Rudolf Schäfer, Der Horchende Christus von Wilhelm Steinhausen und die Verkündigung an Maria von Georg Anton Urlaub. Der Innenraum ist hell und aufwendig verziert. Die Kirche überstand die Bombenangriffe auf Würzburg ohne große Schäden (es konnten ab Frühjahr 1946 dort wieder Gottesdienste gehalten werden) und steht heute unter Denkmalschutz. Während der Nutzung als Militärmagazin wurden Decken eingezogen und so große Teile der Innenausstattung zerstört.
Ein historisches Dokument im Innenraum der Kirche beschreibt die Geschichte der Kirche:

„Kurze Chronik der evangelisch-lutherischen Deutschhauskirche Würzburg
- 1219 Erste Erwähnung des Deutschordenshauses, wo einst der Kaiser Friedrich Barbarossa gehöriges Haus durch Bischof Otto den wohl schon in der Stadt ansässigen Deutschherren geschenkweise übergeben wurde.
- 1226 Einweihung der im Kniergeschoß des roman. Turmes befindlichen Gewölbe als Kapelle, wo vielleicht Kaiser Barbarossa mit Beatrice von Burgund getraut wurde.
- 1260 Ablaßbewilligung zum Bau einer größeren Kirche.
- 1280 war der Bau soweit vorgeschritten, daß Bischof Berthold ihn ein „opus splendidum et sumptuos“ nennt, zu dessen Vollendung das Vermögen des Ordenshauses nicht ausreiche.
- 1288 Vollendung bis zum Südportal „der schönen Pforte“/ Bauleiter Frater Bertoldus „lapicida, confrater praedictae domus“/
- 1296 Vollendung des Baues und Verbindung mit dem Ordenshaus durch einen Schwibbog über die Durchfahrt zum Schottenkloster
- 500 Jahre schweigt die Geschichte
- 1630 König Gustav Adolf von Schweden hält einen evangelischen Gottesdienst
- 1806 Säkularisation durch den bayerischen Staat und völlige Entleerung. Von Franzosen besetzt.
- Bayerisches Train-Magazin bis 1918
- 1922 der evangelisch-lutherischen Gemeinde auf 100 Jahre überlassen

1923 erster evang. Weihnachtsdienst/(Inflationszeit)
1922–1925 Wiederherstellung/Altar/Kanzel/Empore/Gestühl/Orgel/Glasgemälde im Chor/vier Glocken
Die einschiffige Kirche hat sechs Joche, Kreuzgewölbe und Kappenschluß/Gurten und Rippen mit reichem Birnstabprofil/Runddienste/edle Laubwerkkonsolen und Kapitelle (Hölle, Katze und Maus). Reiche figürliche Schlusssteine/Büßerzelle mit orig. Dreikappengewölbe. Treppentürmchen. Der Turm hat fünf Geschosse mit Rippenkreuzgewölben.“

Das Dokument zeigt auch alte Bilder der Kirche, eines Deutschherren-Ritters, die „Schöne Pforte“ und einen Grundriss.
Koordinaten: 49° 47′ 40″ N, 9° 55′ 19″ O
Die ehemalige Klosterkirche – des Klosters des Deutschen Ordens, jetzt evangelisch-lutherische Deutschhauskirche (Pfarrkirche) – ist ein einschiffiger Satteldachbau mit Strebepfeilern, Maßwerkfenstern und Tympanonportal sowie gewölbter Straßenüberbauung, gotisch, 1260–1296, seitlicher quadratischer Turm mit Sandsteingliederung, erste Hälfte des 13. Jahrhunderts, verschieferte barocke Zwiebelhaube mit Laterne, 17./18. Jahrhundert; mit Ausstattung.
In der Kirche gibt es noch 13 Grabsteine von Mitgliedern der Deutschordenskommende, die alle unter der Empore aufgestellt sind, darunter:
- Hans Eitel von Neuneck, Inschrift: „An(n)o D(omi)ni 1541 am Abent / der herrliche(n) drey kunick tag starb der E(h)rwirdig(e) und Edel her(r) / Hans Eyttel vo(n) Neuneck / Hauschomenthur teutsch Ordens De(m) Gott Gnad(e) Amen“
- Wolfgang von Bibra, Inschrift: „An(no D(omi)ni 15 / 28 Auff Den abent Burkardi starb d(er) E(h)rwirdig(e) / und Edel herr / Wolffgang vo(n) Bibra Chomenthur Deutschs / Ordens dem / got(t) gnad(e) ame(n)“
- Eberhard von Ehingen, Inschrift: „An(n)o 1549 den 16 augustii / starb der E(h)rwirdig(e) und Edel Her(r) Eberhard vo(n) Ehingen / Landchome(n)thur d(er) Balley / Francke(n) Chome(n)thur zu Würczburg Teudschs ordens de(m) G(ott) g(nade) a(men)“
- Johann(es) von Plassenberg, Inschrift: „An(n)o D(o)m(in)i 1566 / starb der E(h)rwirdig(e) und Edle Herr / Johann von plas/senburg hauscome(n)thur zu wirtzburg Teutschsordens“
- Adolf von Thüngen, Inschrift: „Anno d(omi)ni M / CCCCCI an .... starb der erwürdig(e) / her(r) Adolff von / thungen Comenther diß hawses de(m) got(t) genad(e) A(men)“
- Georg Melchior von Schwalbach, Inschrift: „Anno Domini 1598 Donnerstags / den 16. Aprilis nachmittag zwischen 3 und 4 uhrn ist der Ehrwürdig(e) / und Edel herr Georg Melchior von / Schwalbach Fränckischer oberraiter zu Mergentheimb und Com//menthur/amptsver/walther zu / Würtzburg Teutses ordens / von Wolff Adam von Stein/au genan(n)dt Steinrück ihäm/merlich erstochen worden / und alßbalden seinen geist / auffgeben dem Gott gnade“
- Christoph Voit von Rieneck, Inschrift: „Anno Domini 1601 Sambstags den 20 / Januarij in der Nacht zwischen 11 und 12 / uhrn ist der Ehrwürdig(e) und Edell Herr / Christoph Voijtt von Rieneckh Commen/thur alhie zu Würtzburg Teutsch ordens / in Gott seeliglich entschlaffe(n) dem Gott gna(de)“

Zusammen mit der ehemaligen Deutschordenskomturei – zweigeschossiger Walmdachbau über hohem Kellersockel, Putzmauerwerk mit Sandsteinkanten und -rahmungen sowie Wappenportal, barock, wohl von Antonio Petrini, 1694 – ist die Deutschhauskirche ein geschütztes Baudenkmal mit der Aktennummer D-6-63-000-635 des BLfD.
Die Kirche verfügt über ein Orgelwerk der Dresdner Orgelbaufirma Jehmlich.

Innenraum mit Blick zur Apsis, Baubeginn 1270, Einweihung 1320
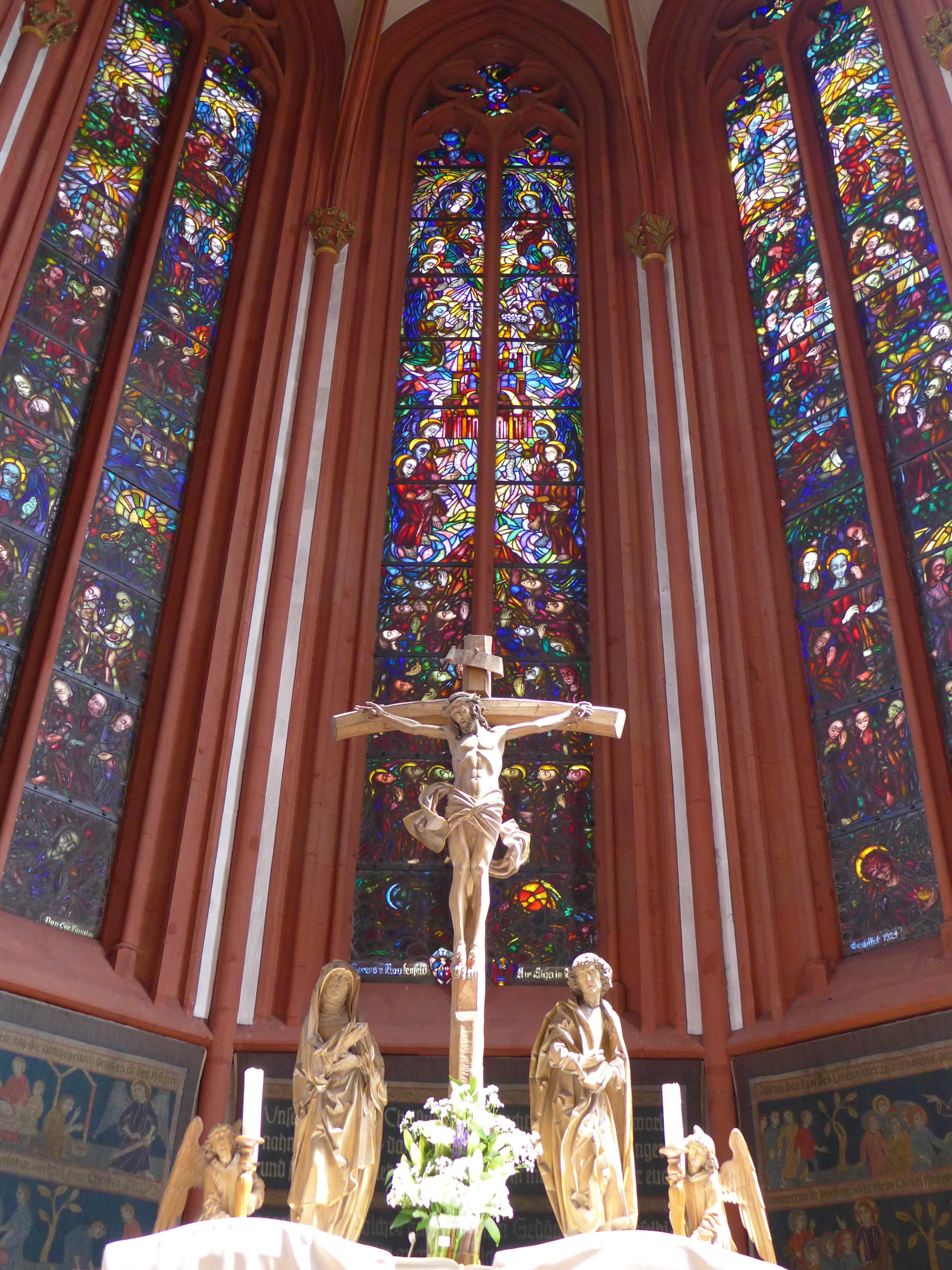
Apsisfenster von Elisabeth Cöster (1924/1925) und Kreuzigungsgruppe von Heinz Schiestl (1929/30)
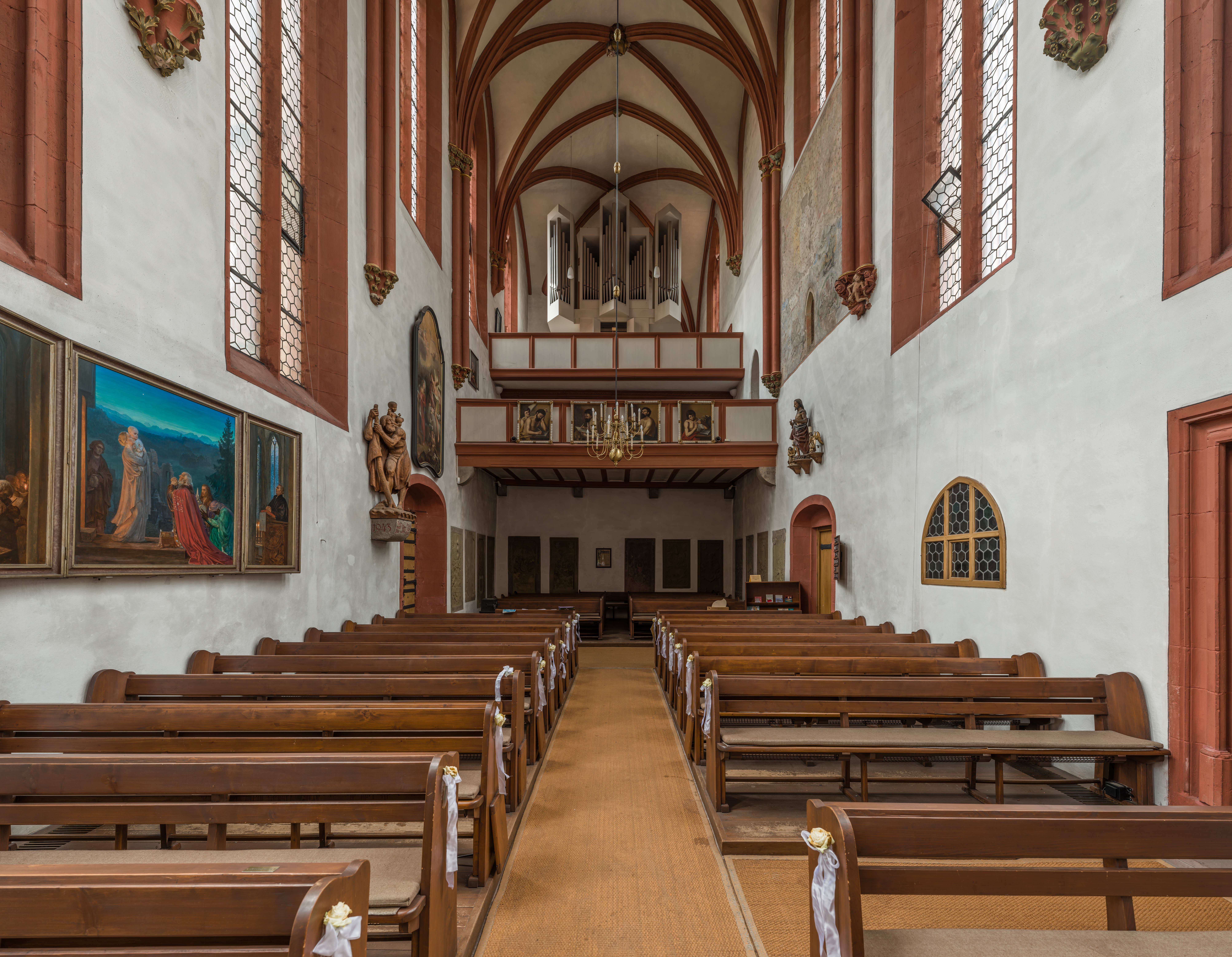
Blick zur Orgelempore, Orgel von 1970 mit 25 Registern
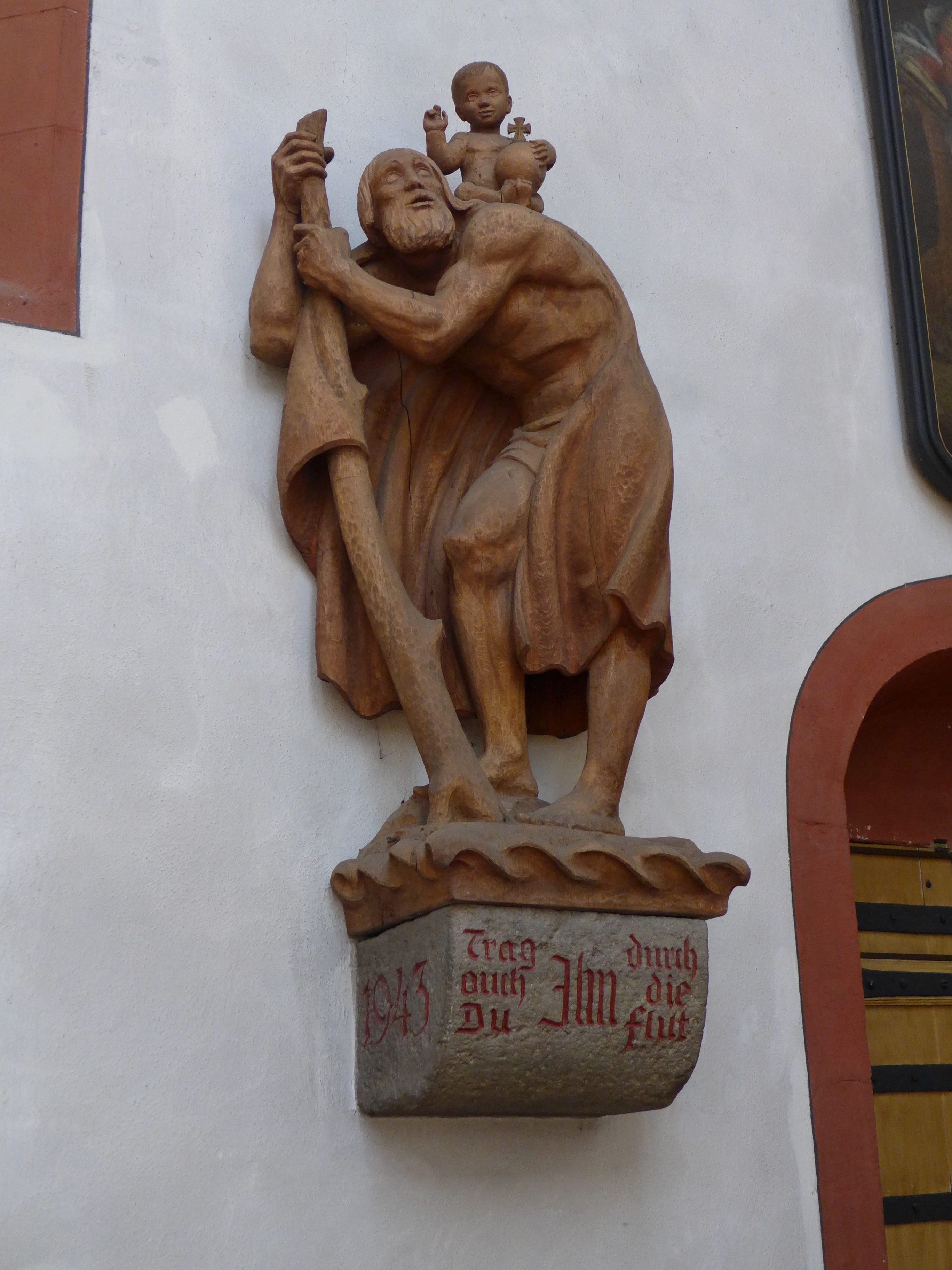
Christophorusfigur von Karl Hemmeter (1943)
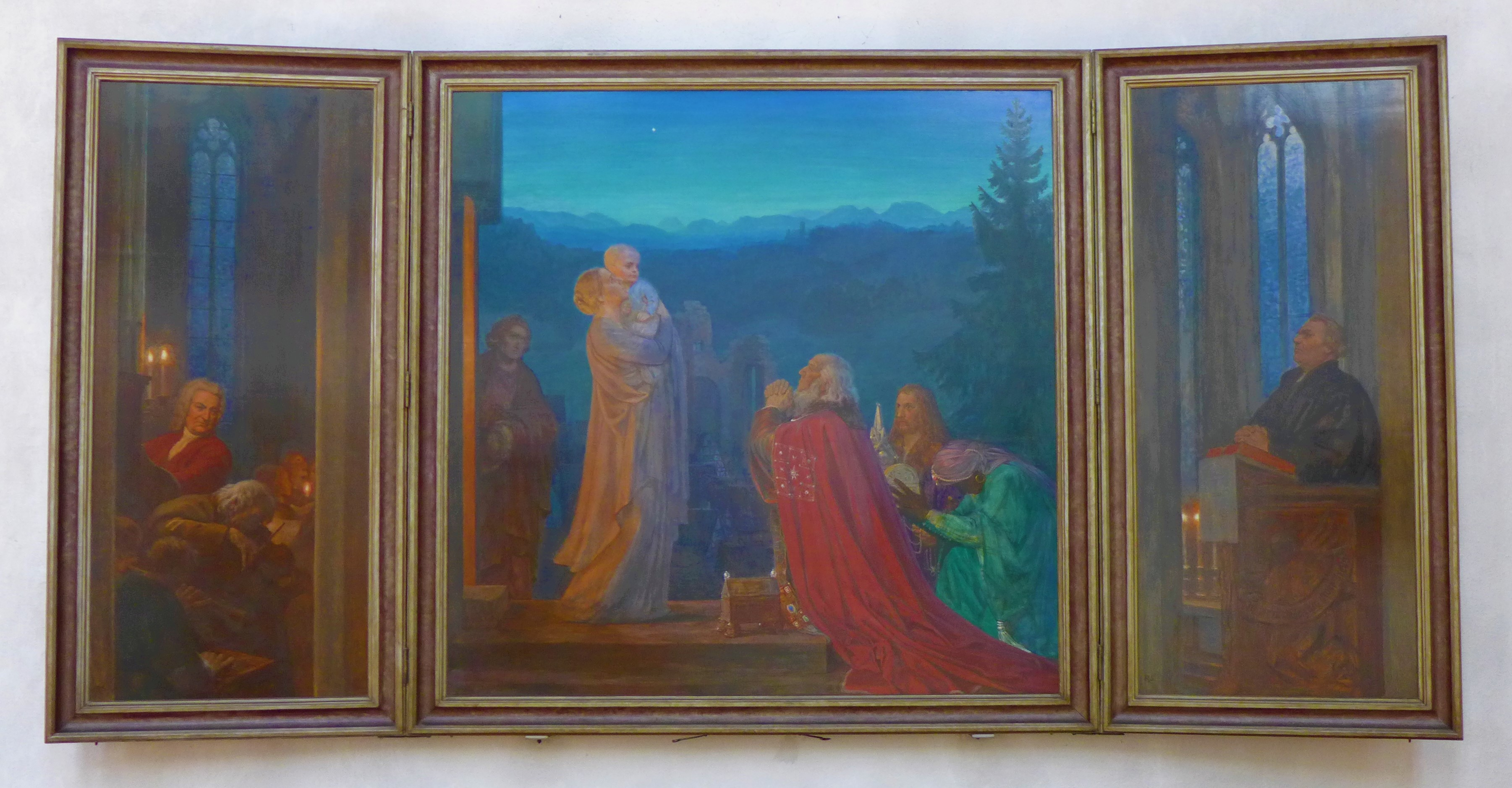
Triptychon „Anbetung des Jesuskindes durch die Heiligen Drei Könige“ von Rudolf Schäfer

### Erlöserkirche, Zellerau
Die Erlöserkirche in Würzburg wurde von Olaf Andreas Gulbransson erbaut und 1961 eingeweiht. Besonders sehenswert ist die von Helmut Amman gestaltete Rückwand des Altarraums; Amman hat mit einer Vielzahl verschiedener Ziegel das Himmlische Jerusalem gestaltet. Davor stehen auf einem Bogen zwei aus Zirbelholz gefertigte Engelsgruppen, die das Lob Gottes singen – und dazwischen zeigt das Medaillon das Lamm Gottes. Koordinaten: 49° 47′ 34″ N, 9° 54′ 0″ O
Die Evangelisch-Lutherische Erlöserkirche (Neidertstraße 21) ist ein über quadratischem Grundriss diagonalgestellter Satteldachbau mit Annexen und sechseckigem Campanile, Backstein- bzw. Betonskelettbau, Nachkriegsmoderne, Olaf Andreas Gulbransson, 1960/61; mit Ausstattung.
Das Benehmen ist noch nicht hergestellt, aber die Erlöserkirche wird ein geschütztes Baudenkmal mit der Aktennummer D-6-63-000-752 des BLfD werden.

### Evangelisch-Freikirchliche Gemeinde, Altstadt
Die Evangelisch-Freikirchliche Gemeinde, Baptisten- und Brüdergemeinde, besteht seit 1907 und erhielt 1953 ihr Gemeindezentrum in der Annastraße 12a.

### Evangelisch-methodistische Christuskirche, Sanderau

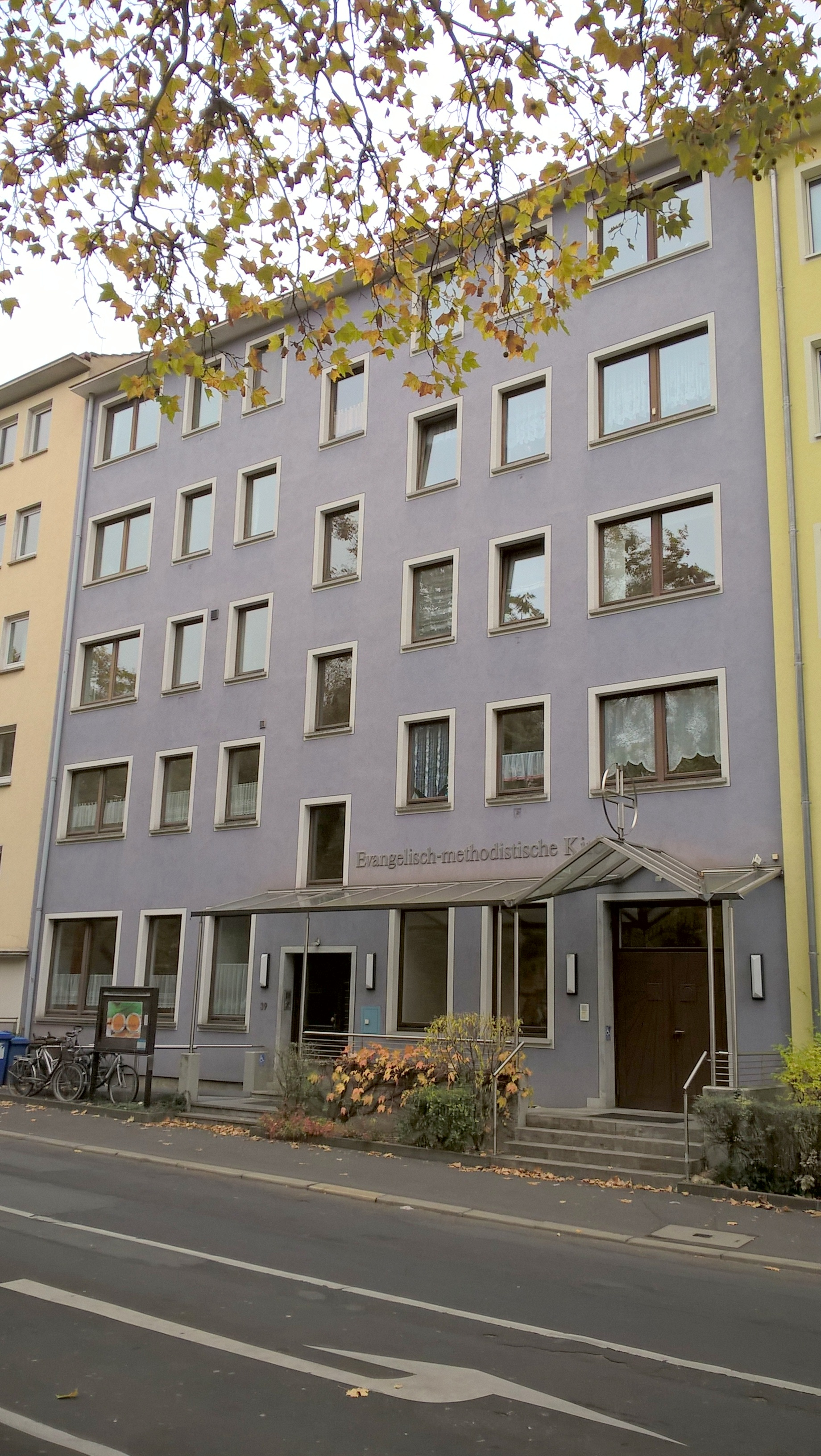
Evangelisch-methodistische-Christuskirche Würzburg (Sanderau)

Die Kirche der seit 1887 in Würzburg bestehenden Evangelisch-Methodistischen Gemeinde erhielt um 1920 ihr Gotteshaus mit Gemeindehaus am Friedrich-Ebert-Ring 29. Nach der Zerstörung im Zweiten Weltkrieg wurde die Kirche in ein Wohnhaus am Friedrich-Ebert-Ring 39 integriert.
49° 47′ 11″ N, 9° 56′ 6″ O

### Freie Evangelische Gemeinde, Heidingsfeld
Kirche und Gemeindehaus der Freien Evangelischen Gemeinde, Gastmitglied der Arbeitsgemeinschaft christlicher Kirchen, wurden im Sterntalerweg 27 errichtet.

### Gnadenkirche, Sanderau
Die Gnadenkirche in der Danziger Straße wurde ab 1988 erbaut. Koordinaten: 49° 46′ 37″ N, 9° 56′ 11″ O
Die Gnadenkirche ging aus einem Gemeindezentrum hervor, das in den 1970er Jahren eine kurz zuvor bestehende Ladenkirche ersetzte.

### Gethsemanekirche, Heuchelhof

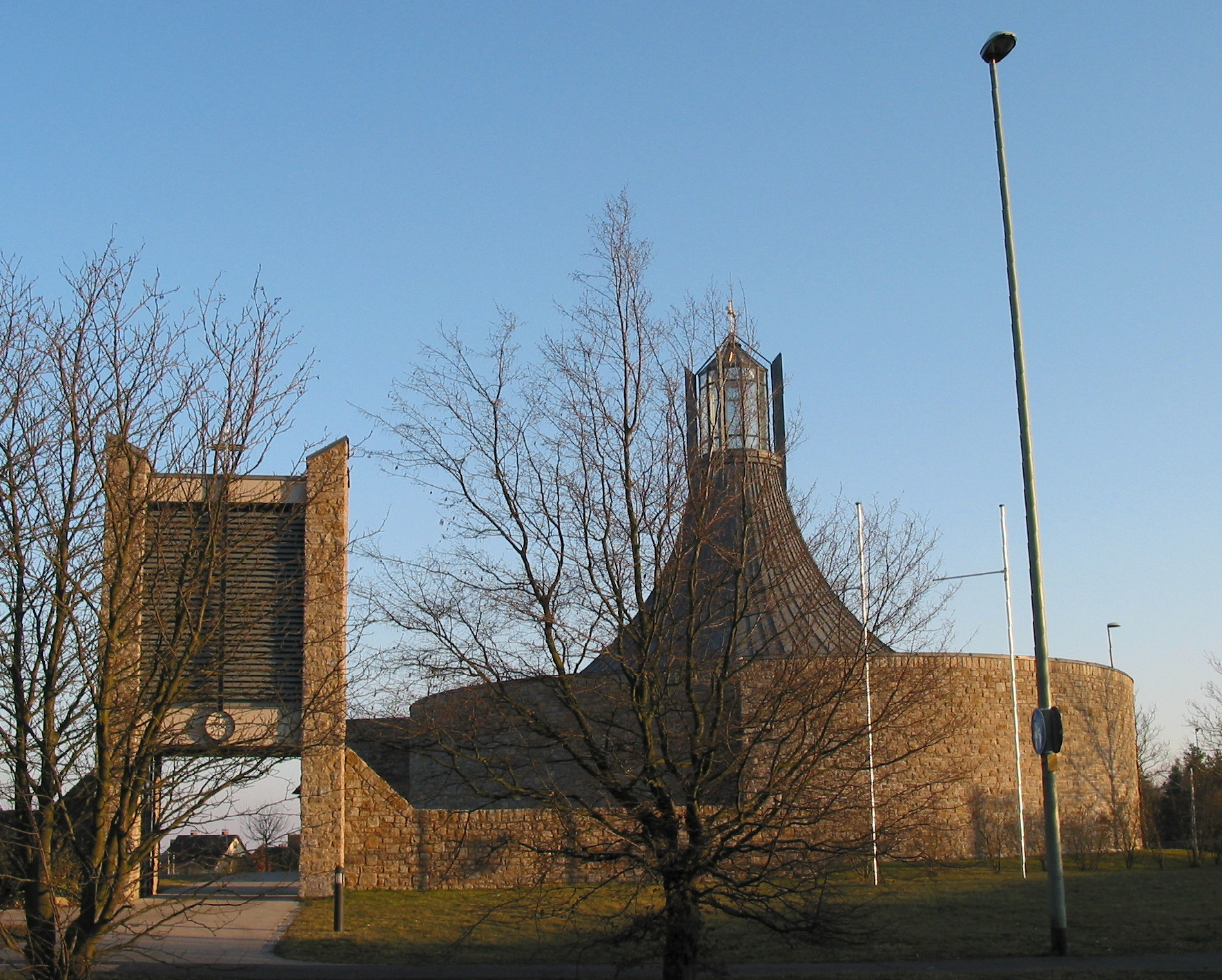
Gethsemanekirche

Die Gethsemanekirche wurde im Jahr 1988 durch den Architekten Alexander von Branca entworfen, der auch die Michaelskirche auf dem Schwanberg geplant hatte. Erbaut werden konnte sie wegen finanzieller Probleme erst in den Jahren 1998–2000. Der Glockenturm, ein Campanile mit fünf Glocken wurde im Jahr 2001 fertiggestellt. Die Kirche ist ein Rundbau mit einer pagodenförmigen Kuppel. Die Kuppel ruht auf zehn Säulen und wird am höchsten Punkt von einer gläsernen Ampel gekrönt. Koordinaten: 49° 44′ 44″ N, 9° 57′ 35″ O

### Hoffnungskirche, Versbach
Die Hoffnungskirche in der Unteren Heerbergstraße in Versbach wurde 1966 erbaut. Koordinaten: 49° 49′ 2″ N, 9° 58′ 2″ O

### St. Johannis, Stadtmitte

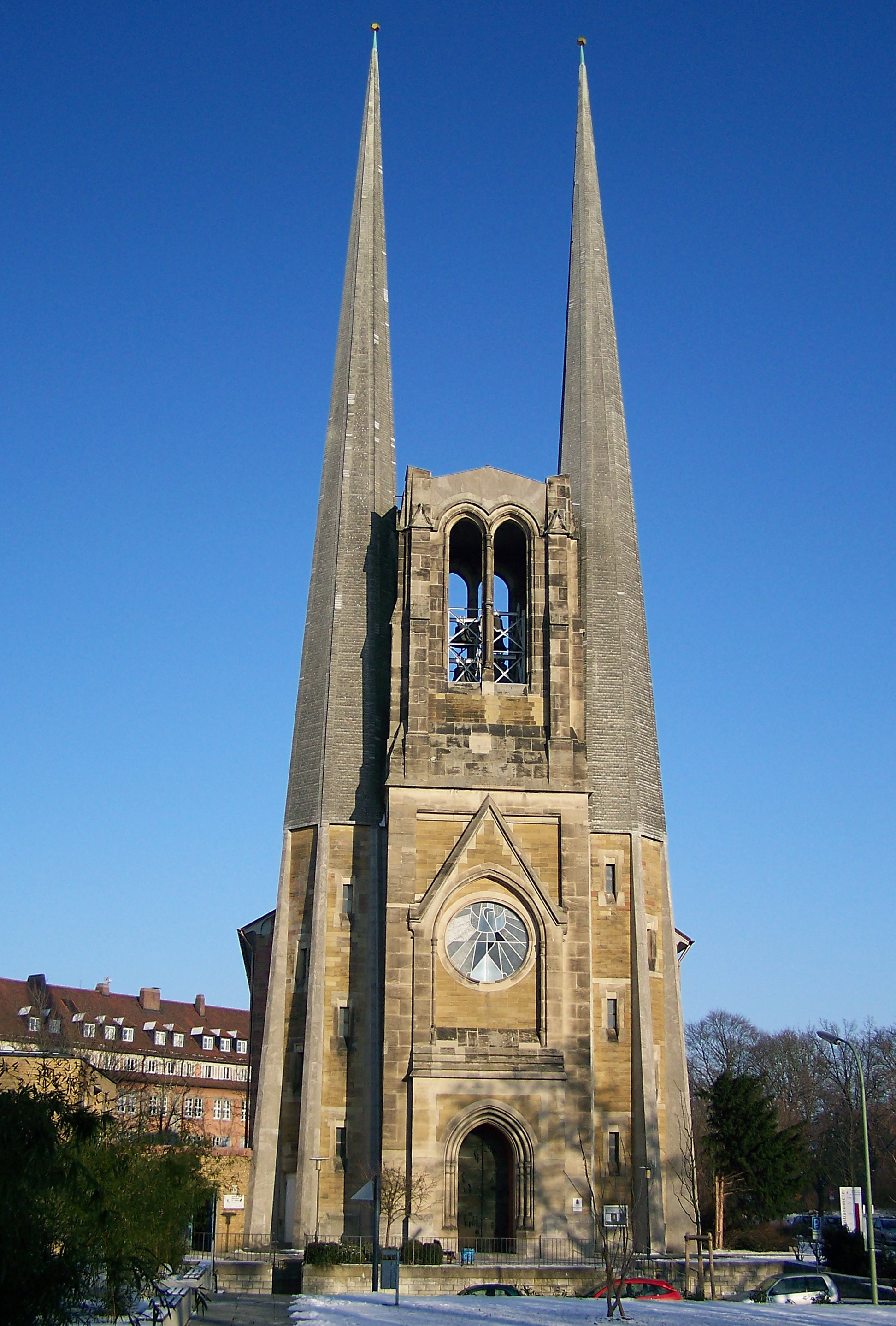
St.-Johannis-Kirche

St. Johannis wurde 1895 als erste Kirche der evangelischen Bürger in Würzburg im neugotischen Stil erbaut. Beim Luftangriff auf die Stadt wurde sie fast völlig zerstört. Heute steht nur noch der Stumpf des alten Turmes mit dem Eingangsportal. Die heutige Kirche wurde von dem Münchner Architekten Reinhard Riemerschmid errichtet und 1957 eingeweiht. Als Mahnmal soll sie an die Schrecken des Krieges erinnern und zur Verantwortung für den Frieden aufrufen. Koordinaten 49° 47′ 41″ N, 9° 56′ 31″ O
Die Evangelisch-Lutherische Pfarrkirche St. Johannis (Rennweger Ring 1) ist ein Saalbau mit sieben nach unten verjüngenden Stahlbetonträgern, niedriges nördliches Seitenschiff, aus geschichtetem Mauerwerk und westwerkartiger Turmriegel bestehend aus Turmstumpf des neugotischen Vorgängerbaus von Hermann Steindorff sowie flankierenden hohen Spitzhelmen des Wiederaufbaus, Nachkriegsmoderne, Reinhard Riemerschmid, 1956–1957; mit Ausstattung.
Sie ist ein geschütztes Baudenkmal mit der Aktennummer D-6-63-000-449 des BLfD.

### Landeskirchliche Gemeinschaft, Hauger Viertel
Im Haus der Landeskirchlichen Gemeinschaft in der Reisgrubengasse 1 begeht die Gemeinde der Mennoniten ihre Gottesdienste.

### Lukas-Kirche, Steinbachtal
Die Lukas-Kirche wurde 1963–1964 erbaut. Koordinaten: 49° 46′ 17″ N, 9° 54′ 24″ O

### Martin-Luther-Kirche, Frauenland

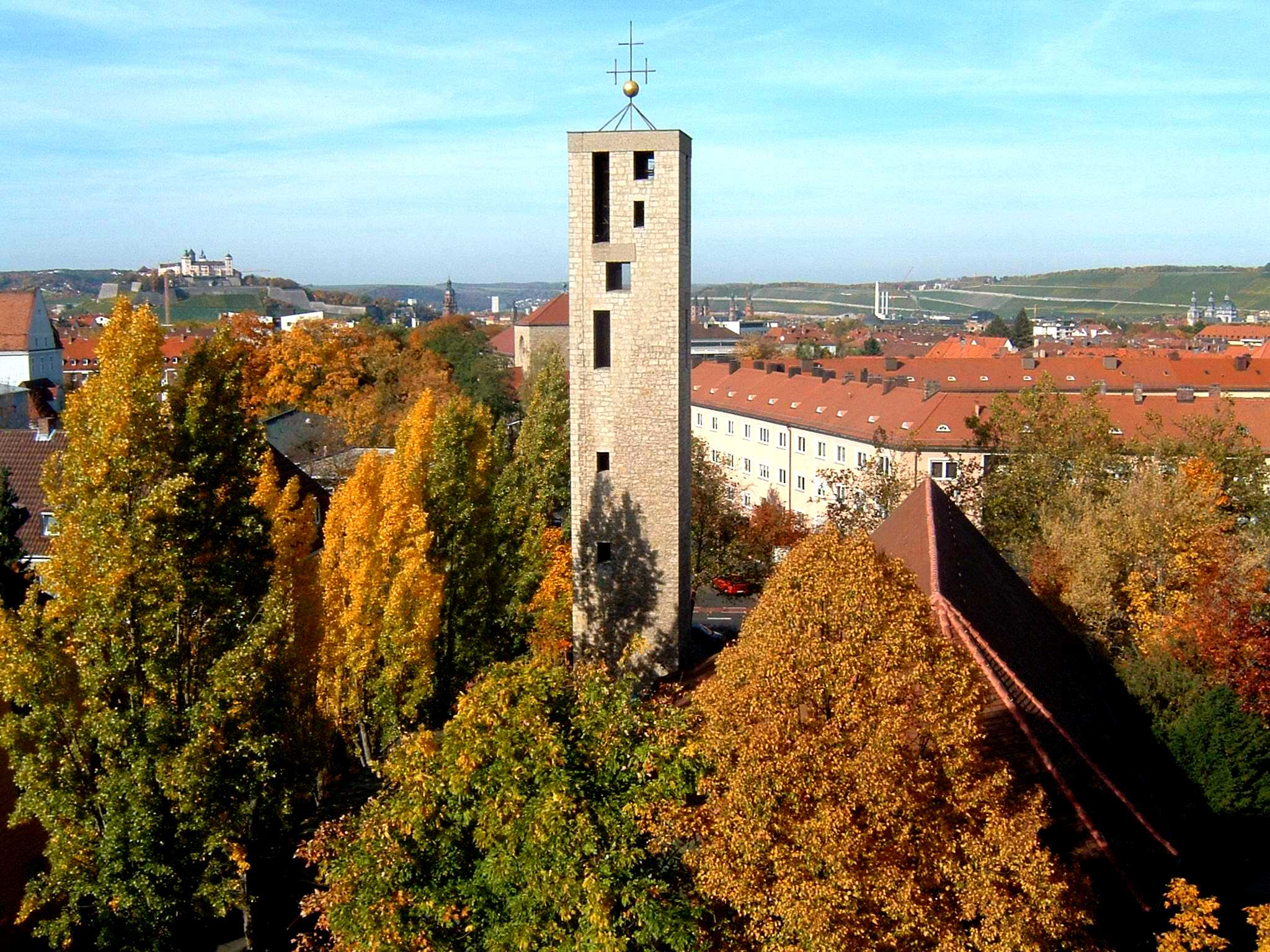
Martin-Luther-Kirche

Die Martin-Luther-Kirche stellt mit ihrer schlichten Holzkonstruktion eine architektonische Besonderheit unter den Kirchen Würzburgs dar. Sie ist eine der berühmten 48 Notkirchen, die nach einem Entwurf des Architekten Otto Bartning kurz nach dem Zweiten Weltkrieg überall in Deutschland erbaut wurden. Mit Hilfe dieser einfachen, serienmäßig hergestellten und somit kostengünstigen Montagekirchen sollte der akute Mangel an evangelischen Kirchen überbrückt werden.
Ermöglicht wurde der Bau der für die Stephansgemeinde errichteten Martin-Luther-Kirche durch eine Spende der amerikanischen Sektion des Lutherischen Weltbundes. Zwischen der Grundsteinlegung und der Einweihung der Kirche am 6. Juni 1949 verging nur ein knappes halbes Jahr. Der mit vier Glocken ausgestattete freistehende Kirchturm wurde nach den Plänen des Architekten Olaf Andreas Gulbransson erbaut und ergänzt die Kirche seit 1962. Den Abschluss des Turms bildet eine filigrane Bronzeplastik in Kreuzform.
In den folgenden Jahren wurde der Innenraum der ursprünglich als Provisorium geplanten Kirche umgestaltet und ergänzt. Ein farbiges Fensterband, das in 13 Einzelbildern die Heilsgeschichte wiedergibt und von dem Münchner Künstler Gerd Jähnke geschaffen wurde, ziert seit 1966 das Gotteshaus. Das schlichte Holzkreuz wurde in den 1970er Jahren durch ein vergoldetes Kreuz ersetzt. Die fünf rubinroten Steine in der Mitte symbolisieren die Wundmale Christi. Kanzel und Taufstein sind bildhauerisch gestaltet. Die Orgel stammt aus der Werkstatt von Otto Hoffmann in Ostheim vor der Rhön.
Mit der „Schönen Pforte“ besitzt die Martin-Luther-Kirche seit 1970 eine vom Würzburger Kunstschmied Rudolf Engert künstlerisch gestaltete Bronzetür, die alle Besucher herzlich willkommen heißt. Koordinaten: 49° 47′ 9″ N, 9° 57′ 2″ O

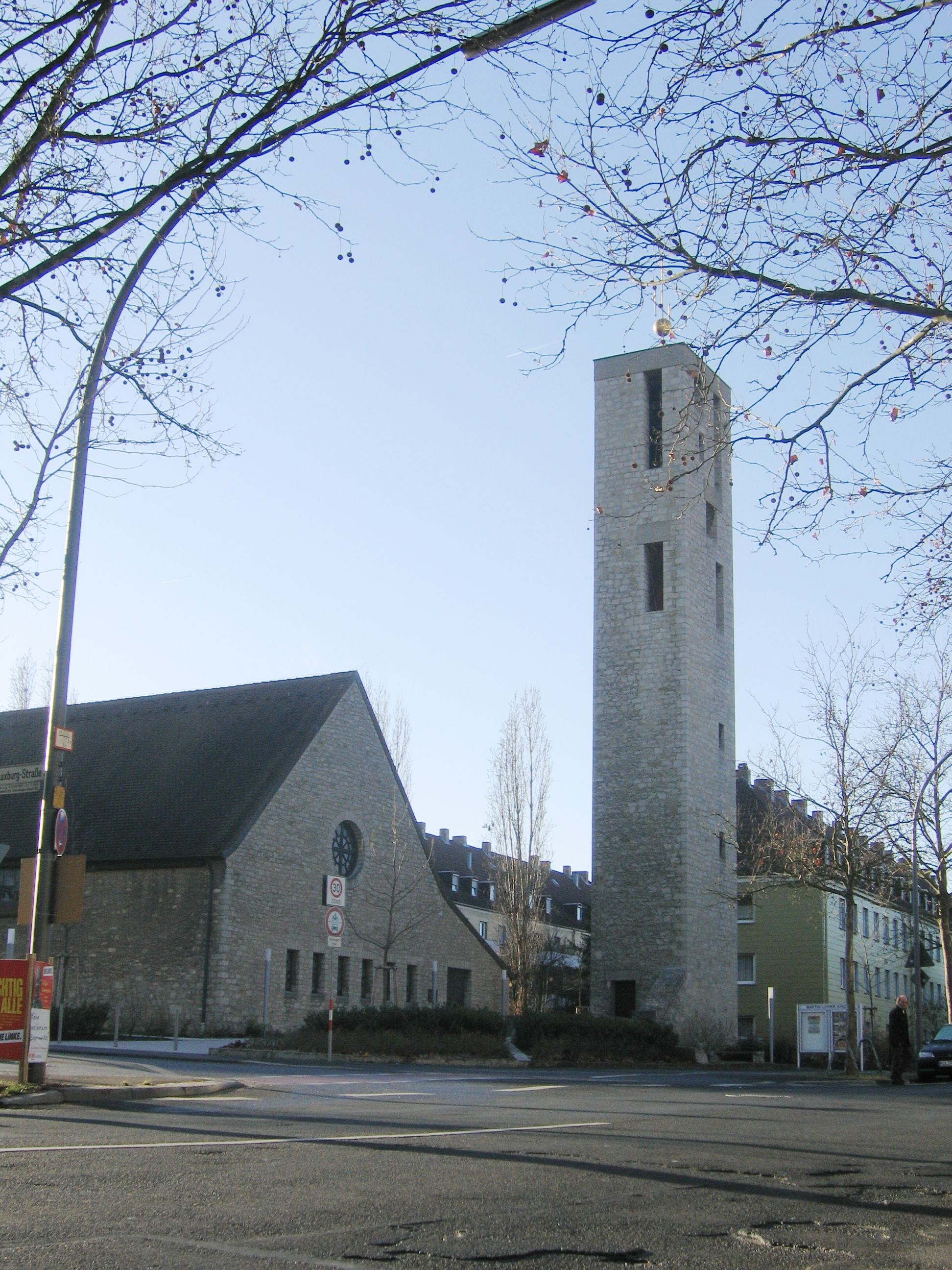
Martin-Luther-Kirche, Würzburg
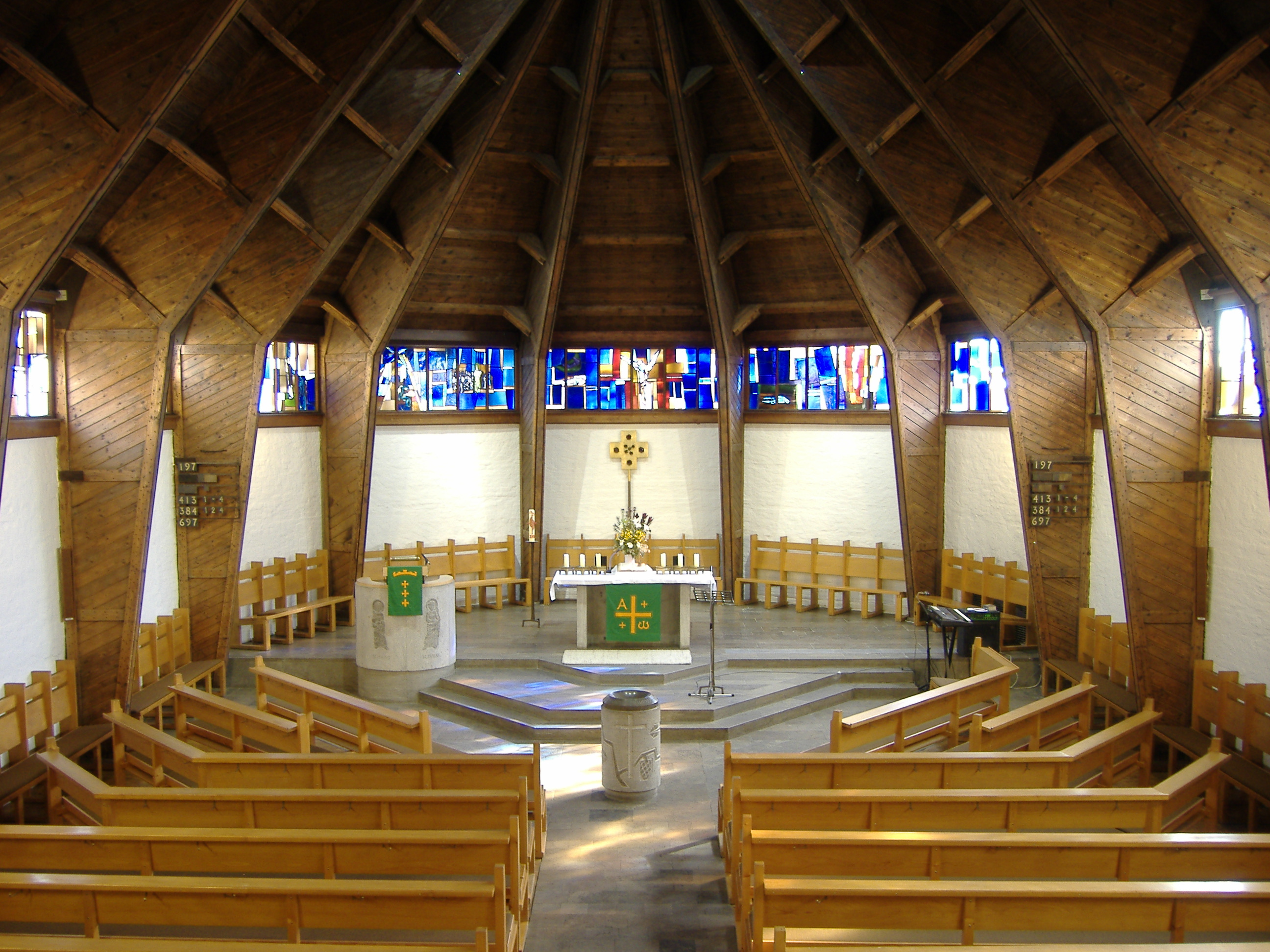
Chorraum der Martin-Luther-Kirche

### Ökumenisches Zentrum, Lengfeld
Siehe: Ökumenisches Zentrum, Lengfeld

### St. Paul, Heidingsfeld

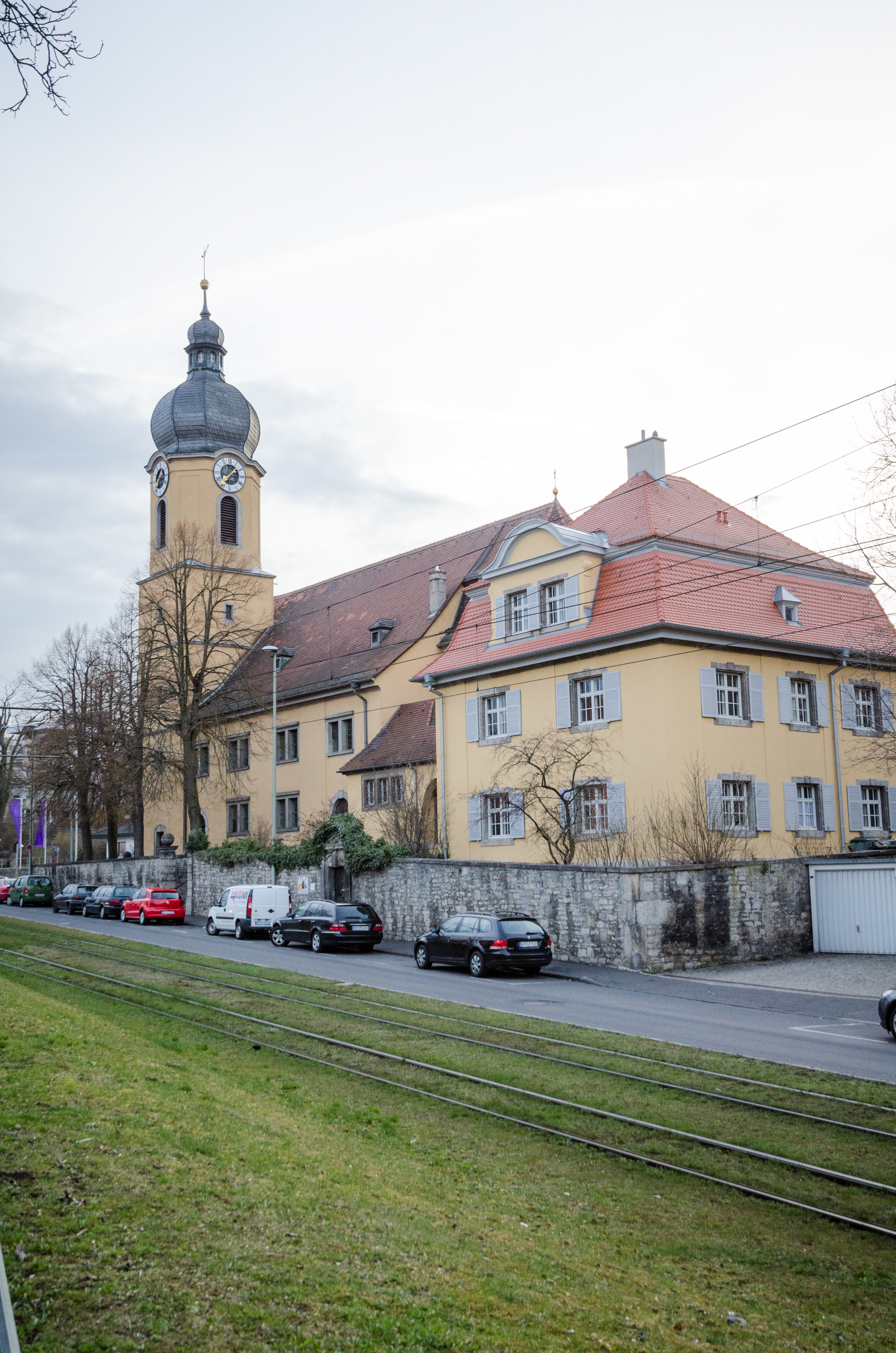
Heidingsfeld, St. Paul mit Pfarrhaus

Die Kirche St. Paul in der Reuterstraße in Heidingsfeld erhielt 1912 ihren Grundstein, wurde am 6. Juli 1913 eingeweiht und ist der einzige Kirchenbau Würzburgs aus der Epoche des Späten Historismus im sogenannten Prinzregentenbarock (Heimatarchitektur), im Detail mit Elementen des Jugendstils. Das Gesamtensemble mit Pfarrhaus und offener Säulenarkade toskanischer Ordnung hat den Krieg heil überstanden.
Der Innenraum ist einheitlich erhalten als zweischiffige holztonnengewölbte Emporenhalle mit origineller Ausstattung, wie dem Doppelgemälde von Eulogius Böhler, „die Himmelfahrt Christi“. Koordinaten: 49° 45′ 53″ N, 9° 56′ 42″ O
Die Evangelisch-Lutherische Pfarrkirche St. Paul (Reuterstraße 10) besitzt eine zweischiffige Staffelhalle mit Satteldach und eingezogenem Dreiseitchor mit Mansardwalmdach, seitlicher Fassadenturm mit verschieferter Zwiebelhaube und Laterne, Putzmauerwerk mit Kalksteinrahmungen, Neobarock, um 1912–13; mit Ausstattung;
Zusammen mit den übrigen Gebäuden – Verbindungsbau zum Pfarrhaus, offener Rundbogen-Arkadengang mit Satteldach, verputztes Mauerwerk mit Kalksteinsäulen, erste Hälfte 20. Jahrhundert, dem evangelischen Pfarrhaus, zweigeschossiger Mansardwalmdachbau mit geschweiften Zwerchhausgiebeln, Putzmauerwerk mit Kalksteinrahmungen, barockisierend, um 1912–13 und der Einfriedung, Kalksteinmauer mit barockisierendem Portal, erstes Viertel 20. Jahrhundert – ist die Pfarrkirche ein geschütztes Baudenkmal mit der Aktennummer D-6-63-000-462 des BLfD.

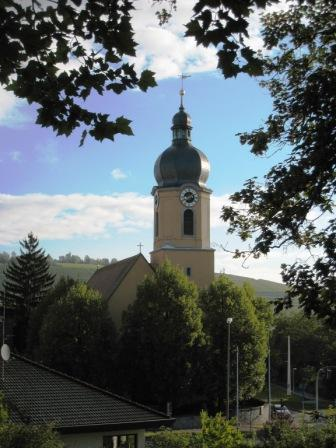
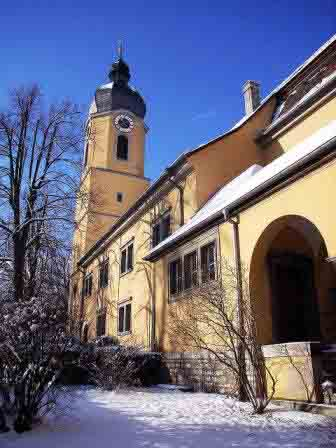
St. Paul im Winter
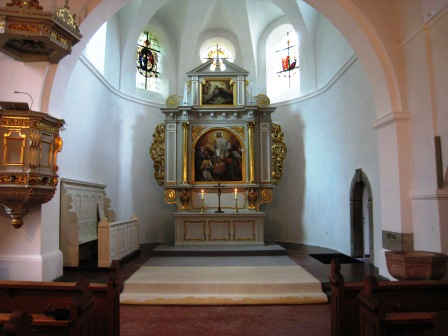
Blick in den Chor
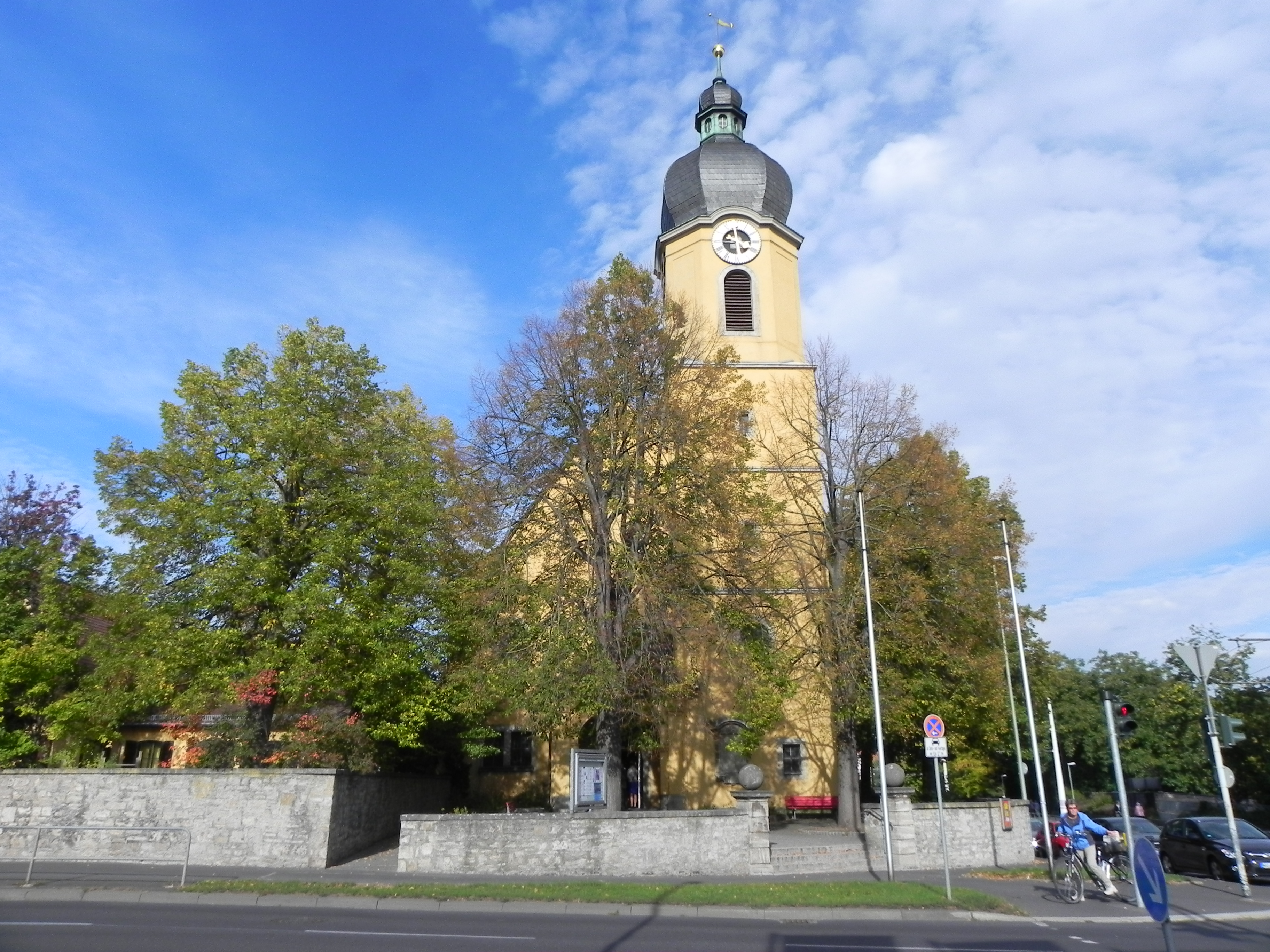
Turm von St. Paul

### St. Stephan, Stadtmitte

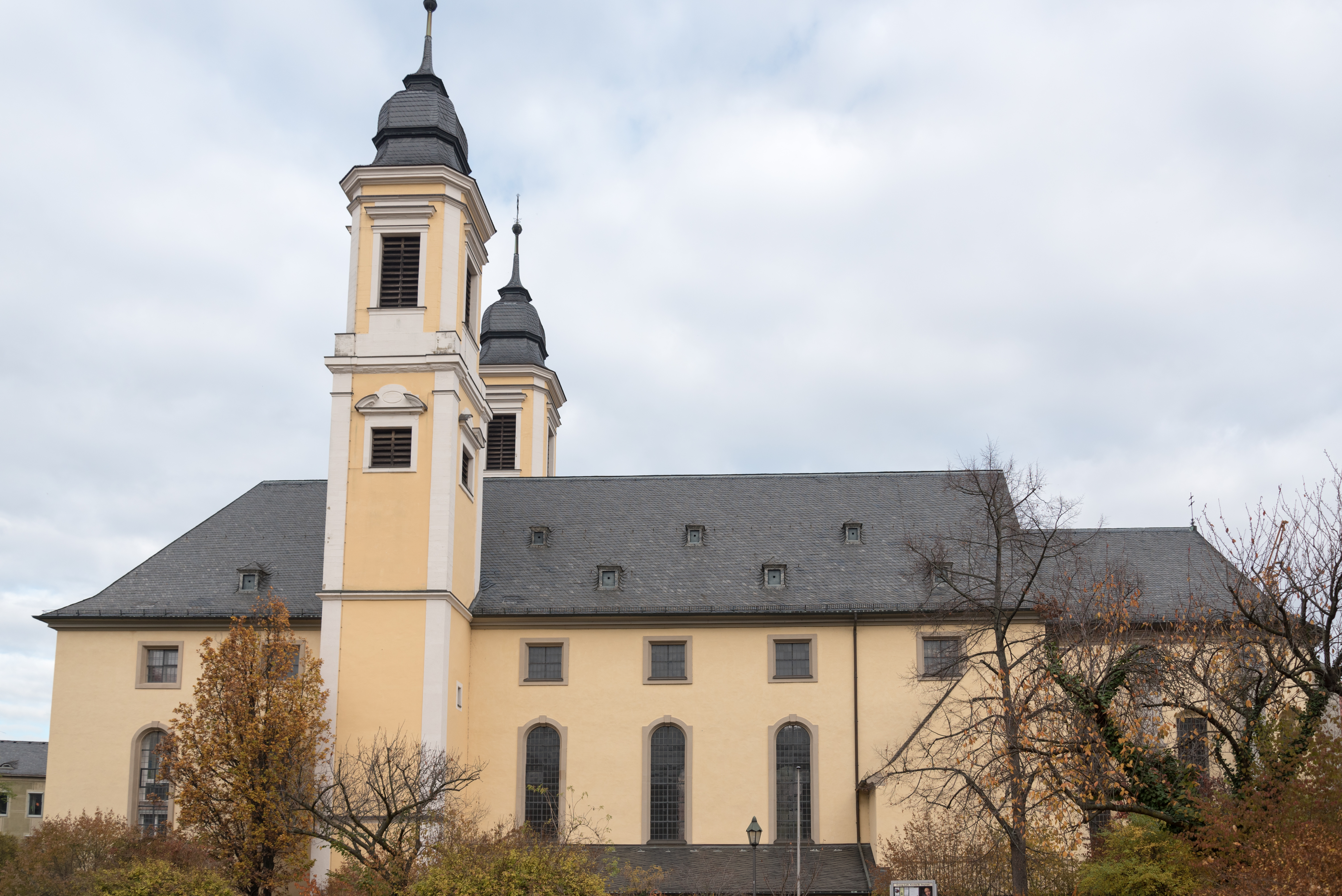
St. Stephan von der Seite

St. Stephan ist eine der ältesten Kirchen Würzburgs. Ihre Geschichte reicht bis ins Jahr 1014 zurück. Als Chorherrenstift gegründet, war die Kirche seit 1057 Abteikirche des Benediktinerklosters St. Stephan. 1789 ersetzten die Mönche die romanische Basilika durch einen klassizistischen Neubau. 1803 wurde St. Stephan die erste evangelische Pfarrkirche in Würzburg und seit 1827 auch Dekanatskirche. Beim Bombenangriff wurde sie vollkommen zerstört und in den Jahren 1952–1956 unter Dekan Wilhelm Schwinn wieder aufgebaut. St. Stephan wurde außen original rekonstruiert, innen wurden z. B. die kunstvoll mit Stuck dekorierten Säulen von Materno Bossi und das Gesims über den Fenstern wiederhergestellt, der Altarraum mit einem Chorgestühl gestaltet, die Krypta und die Michaelskapelle wieder aufgebaut. Seit 1954 bildet die Kreuzigungsgruppe des Münchner Künstlers Helmut Ammann das Zentrum des Chorraums. Die Kirche ist täglich von 9 bis 17 Uhr geöffnet. Koordinaten: 49° 47′ 22″ N, 9° 56′ 5″ O
Die Evangelisch-Lutherische Pfarrkirche St. Stephan (Wilhelm-Schwinn-Platz 1), die ehemalige Kirche des Kollegiatstifts St. Peter und Paul, nachmals der Benediktinerabtei St. Stephan, ist eine Saalkirche mit eingezogenem rundschließendem Chor und Westturmpaar mit Glockenhauben sowie abgewalmtem Westbau mit Säulenkrypta, vom romanischen Gründungsbau Krypta und Turmfundamente 1015–32, barocker Ostchor 1715, weitgehender Neubau des Langhauses und der Westteile, Spätbarock, Johann Philipp Geigel, 1788–89, Wiederaufbau 1949–55.
Zusammen mit der Michaelskapelle – ehemaliges Beinhaus, zweigeschossiger Satteldachbau mit Rundbogenfries, romanisch, um 1100; mit Ausstattung – und dem Wandbrunnen – geschweifter Aufbau mit Pinienzapfen und vorgestellter muschelförmiger Brunnenschale, Sandstein, 17./18. Jahrhundert – stellt die Pfarrkirche ein geschütztes Baudenkmal mit dem Aktenzeichen D-6-63-000-564 des BLfD dar.

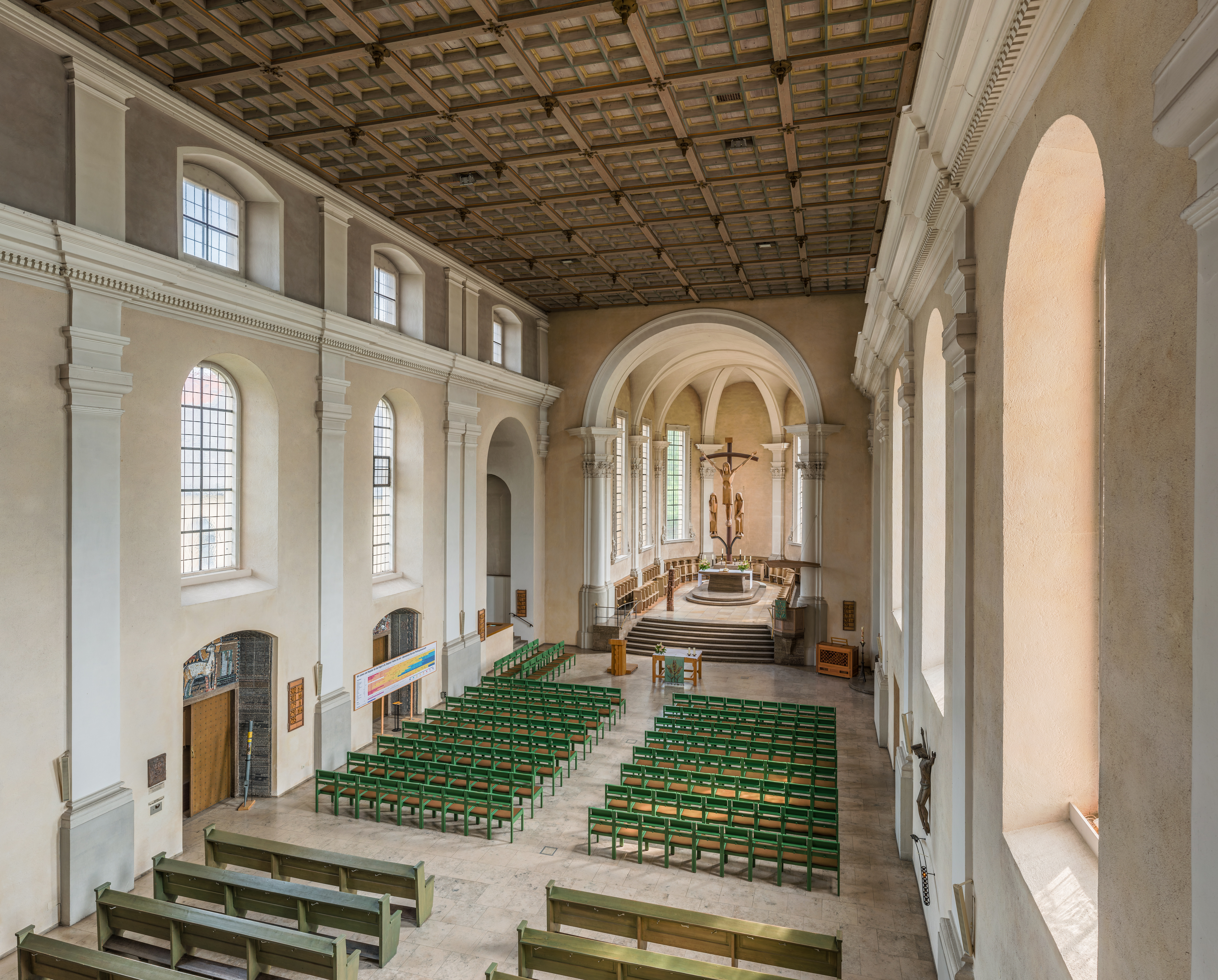
Blick von der Orgelempore
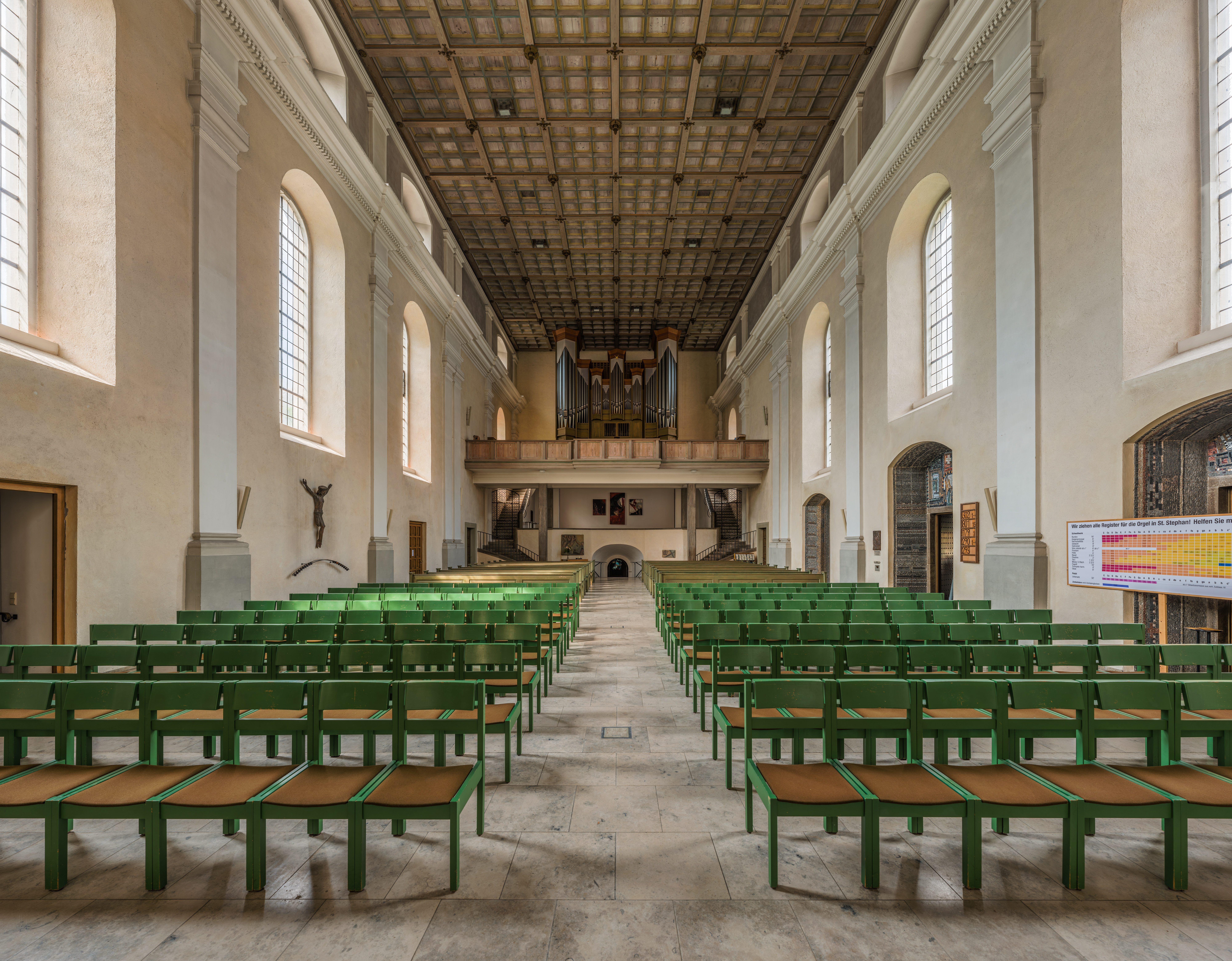
Blick zur Orgel
Altäre im Chor
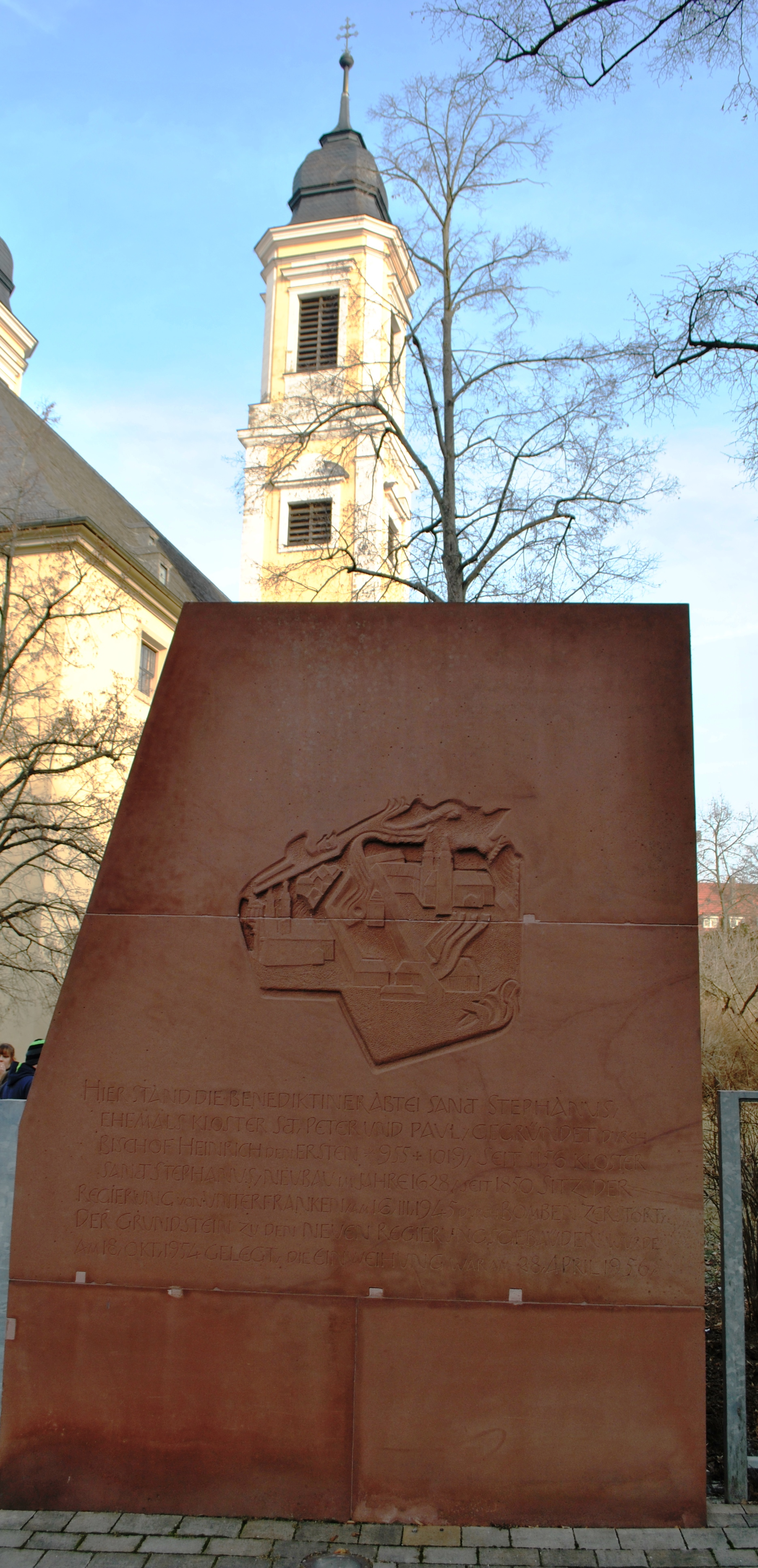
Denkmal für das Benediktinerkloster
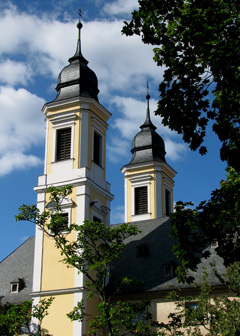
Doppeltürme
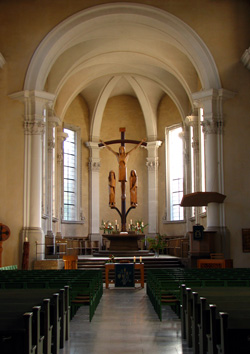
Innenraum
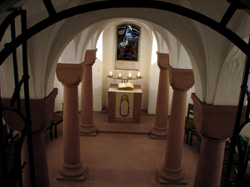
Krypta

### Thomaskirche, Grombühl
Die Thomaskirche befindet sich in der Schiestlstraße im Stadtteil Grombühl. Koordinaten: 49° 48′ 13″ N, 9° 57′ 4″ O

### Trinitatiskirche, Rottenbauer

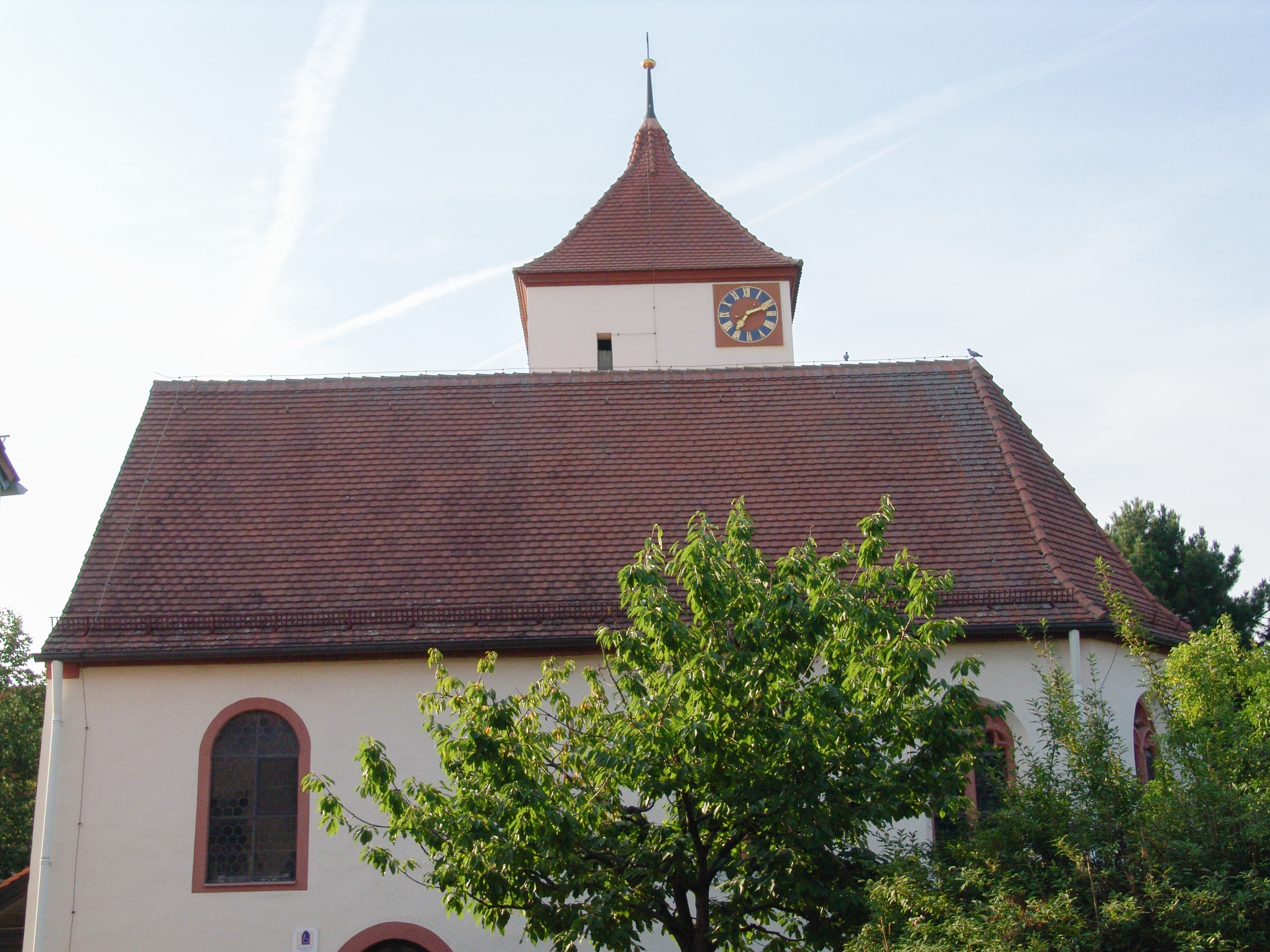
Evangelische Trinitatiskirche

Die heute evangelische Trinitatiskirche wurde 1493 als Eigenkirche der Reichsfreiherren Wolfskeel erbaut. Im Jahre 1580 wurde sie zum ersten Mal evangelisch, als die Wolfskeels zum Protestantismus übertraten. Koordinaten: 49° 43′ 14″ N, 9° 58′ 3″ O
Die Evangelisch-Lutherische Pfarrkirche – sogenannte Trinitatiskirche (Unterer Kirchplatz 3) – ist ein Saalbau mit fluchtendem Dreiseitchor, seitlicher quadratischer Turm mit Pyramidendach, Putzmauerwerk mit Sandsteinmaßwerkfenstern, spätgotisch, 1490–94, Erweiterung Ende 16. Jahrhundert; mit Ausstattung.
Zusammen mit den Grabplatten an der Außenwand – Sandstein, Renaissance, 16./17. Jahrhundert – ist sie ein geschütztes Baudenkmal mit der Aktennummer D-6-63-000-678 des BLfD.

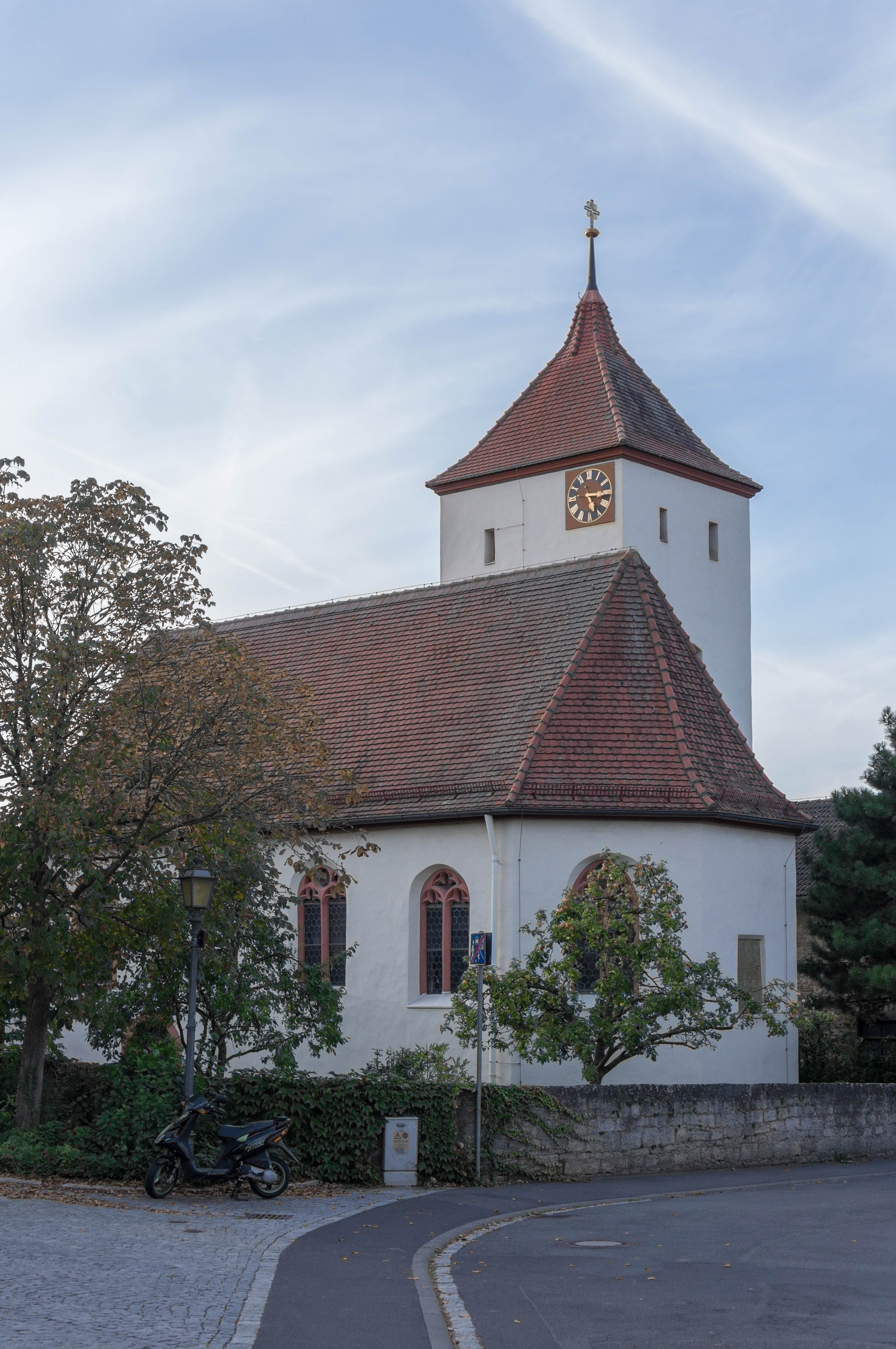
Gesamtansicht
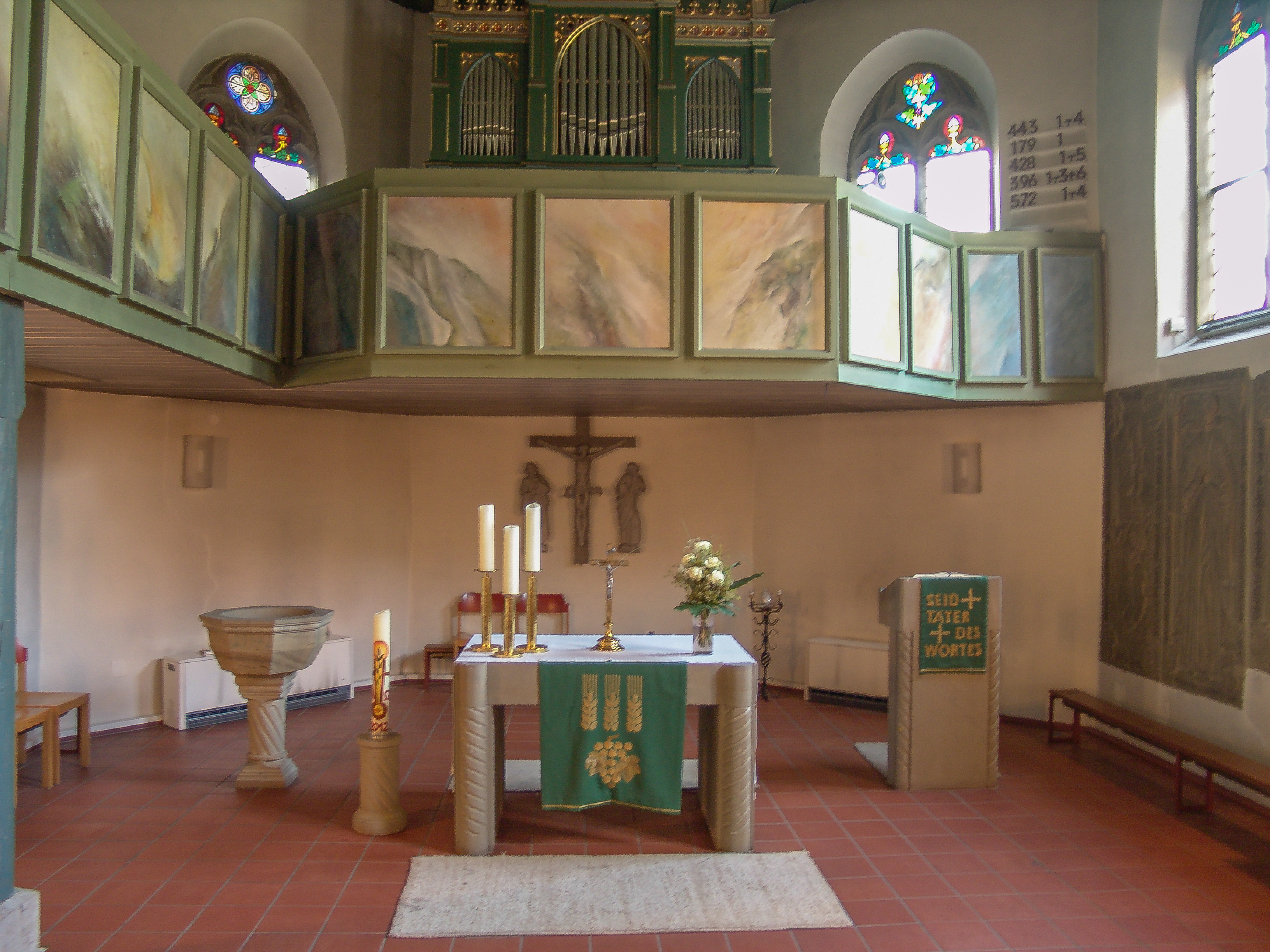
Altar und Kanzel
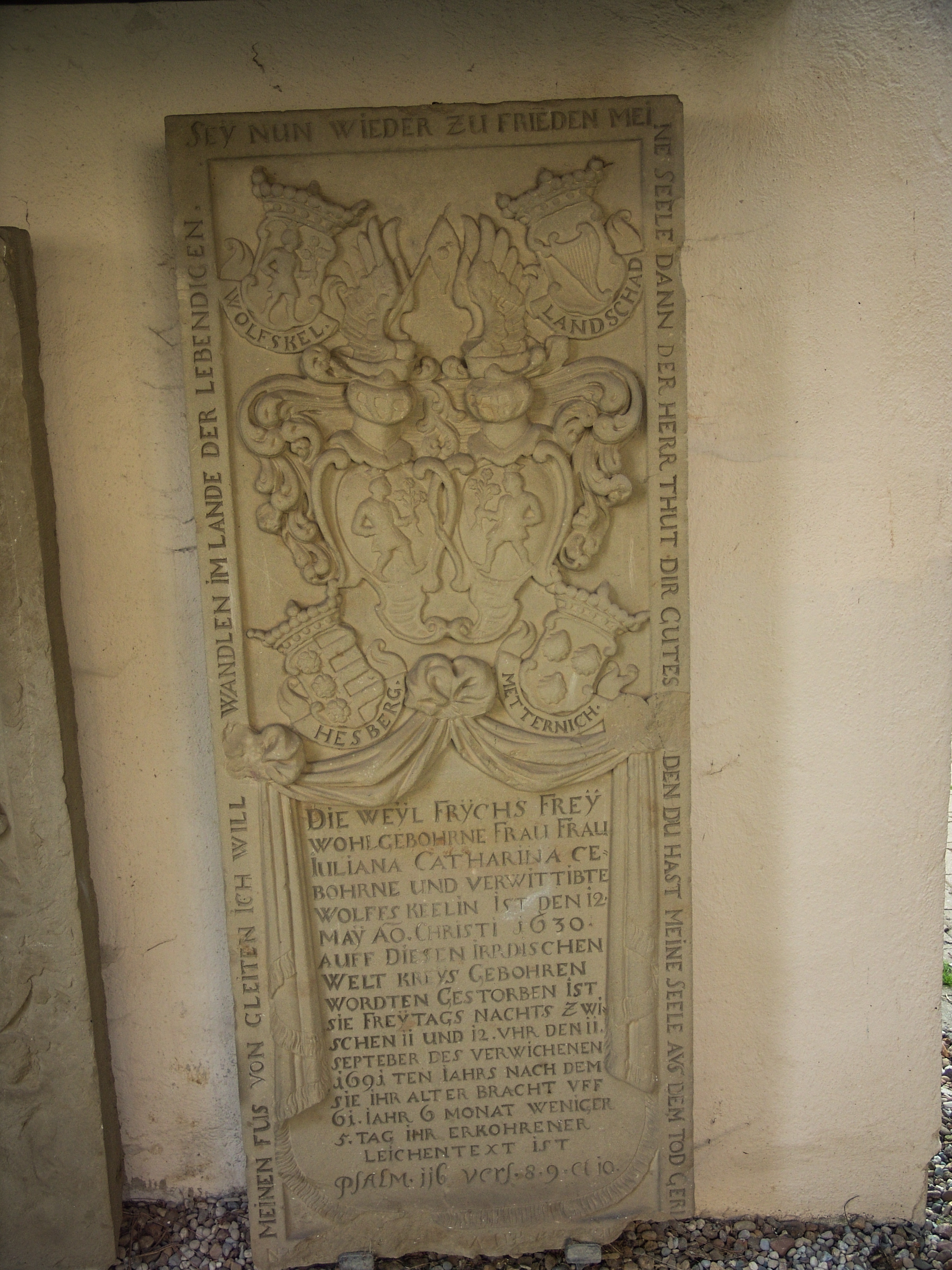
Grabstein
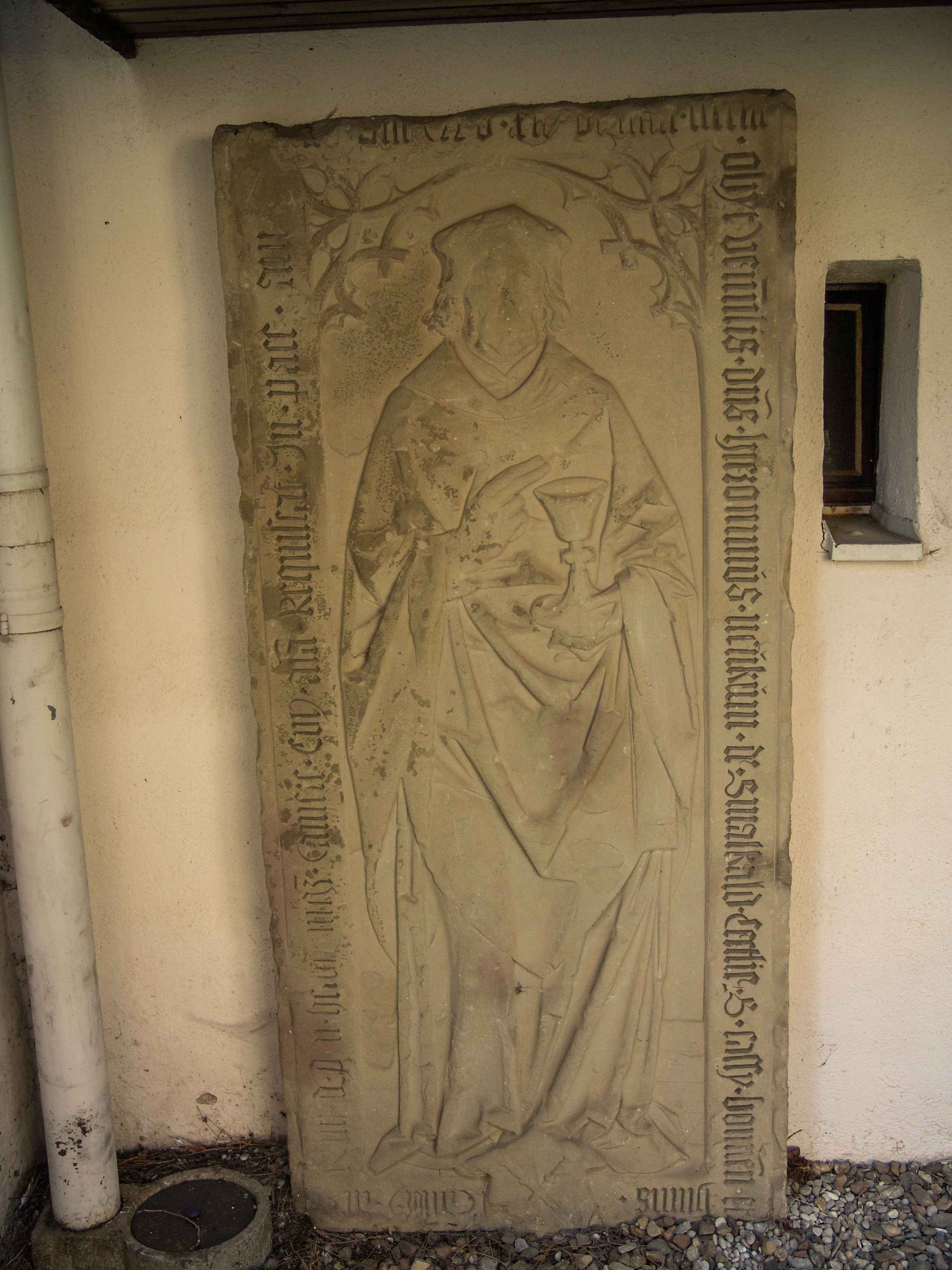
Grabstein

## Ökumenische Sakralbauten

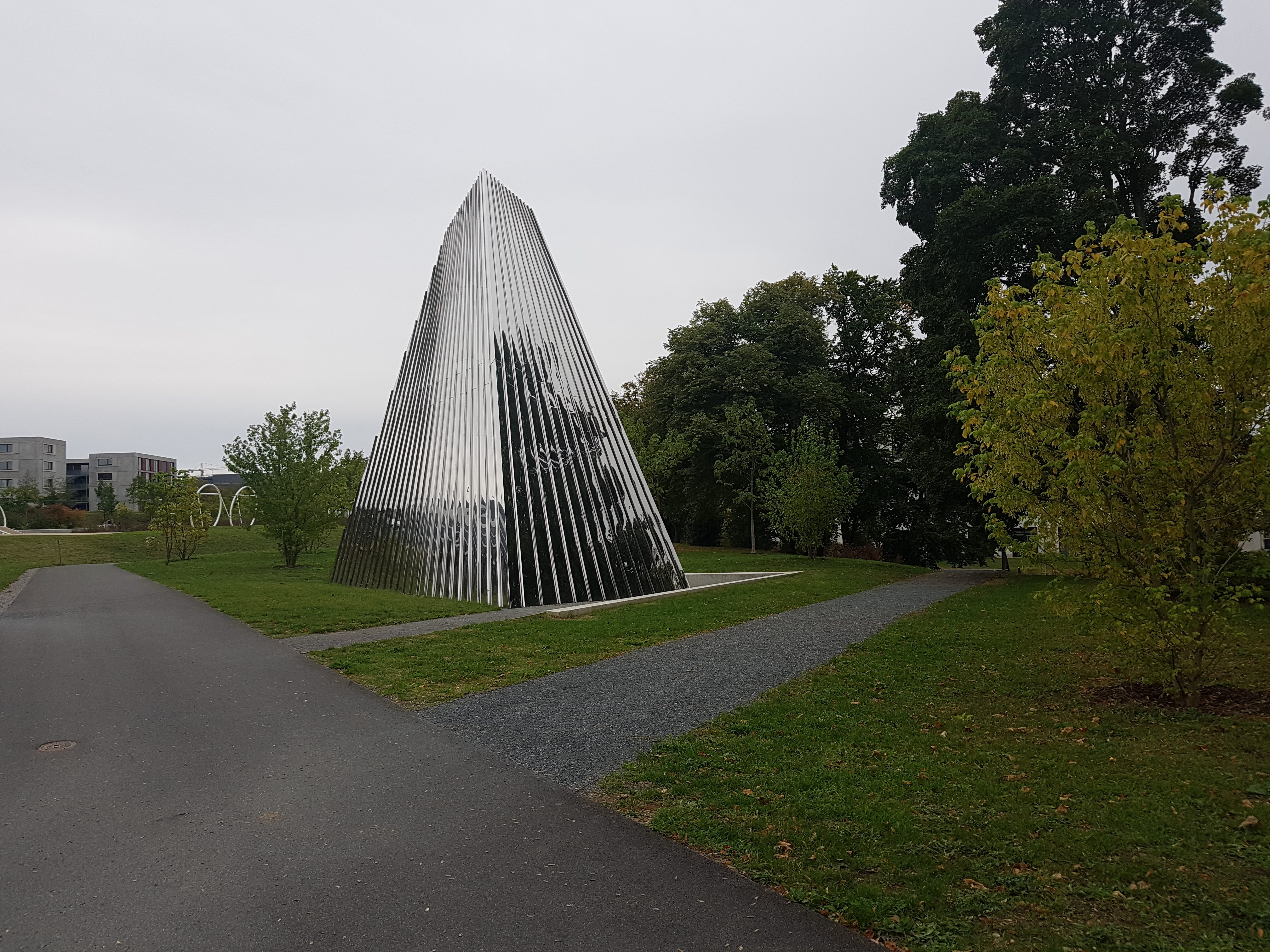
Ökumenische Trinitatis-Kapelle auf dem früheren LaGa-Gelände

### Ökumenisches Zentrum, Lengfeld
Das Ökumenische Zentrum wurde 1975 geweiht und wirkt in der Arbeitsgemeinschaft christlicher Kirchen in Würzburg mit. Katholische und evangelische Gemeinde arbeiten in diesem Zentrum gemeinsam. Die katholische Gemeinde „St. Laurentius“ trifft sich im „Heilig-Kreuz-Chor“, der evangelische Gemeindeteil im „Heilig-Geist-Chor“. Koordinaten: 49° 48′ 34″ N, 9° 59′ 7″ O

### Trinitatis-Kapelle, Hubland
Zur Landesgartenschau Würzburg 2018 erbauten die katholische Diözese und das evangelisch-lutherische Dekanat Würzburg gemeinsam auf dem Hubland eine ökumenische Wegkapelle namens Trinitatis in markanter Architektur (Pyramiden-ähnliche Form mit spiegelnder Außenhaut aus Blech). Sie wurde im April 2018 fertiggestellt und am 25. Oktober 2019 als ökumenisch genutzter Gottesdienstraum gemeinschaftlich von der evangelischen Dekanin und dem katholischen Dekan geweiht und gesegnet. Koordinaten: 49° 47′ 19″ N, 9° 57′ 56″ O

## Orthodoxe Kirchen

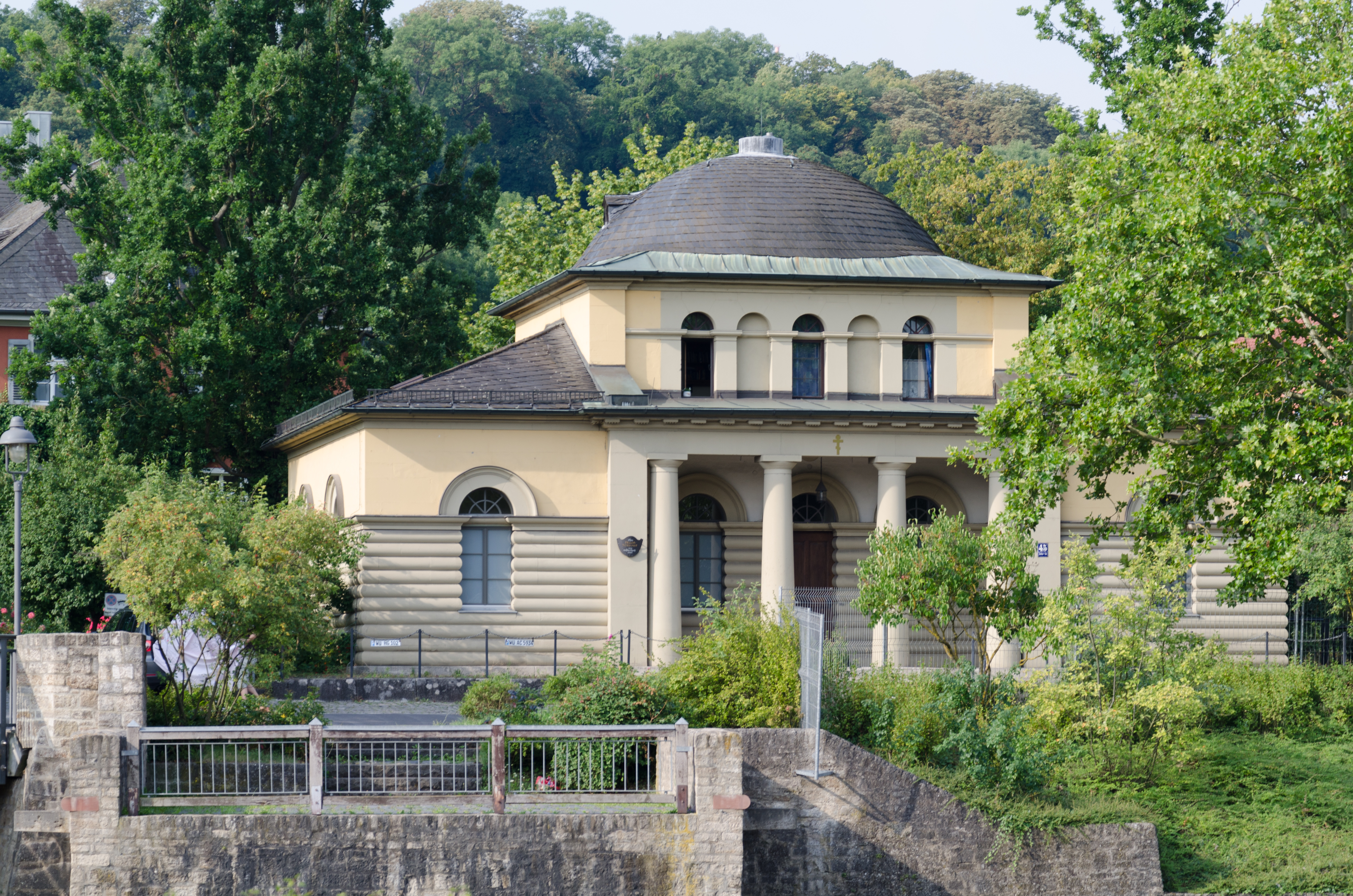
Zeller Straße 45, ehemaliges Zeller Torhaus, jetzt Kirche der russisch-orthodoxen Gemeinde

### Kirche „Zur Verkündigung an die Allheilige Gottesgebärerin“, Mainviertel
Der klassizistische Kuppelbau von 1824 mit Säulenportal und Rustikagliederung, das ehemalige Zeller Torhaus (Wachthaus vor dem Zeller Tor) in der Zeller Straße 45, ist seit 1998 die auch Mariä Verkündigung genannte Kirche der russisch-orthodoxen Gemeinde in Würzburg. Koordinaten: 49° 47′ 38″ N, 9° 55′ 7″ O
Die ehemalige Zeller Torwache, ein eingeschossiger Walmdachbau mit Portikus und Kuppelaufsatz, klassizistisch von Peter Speth 1814 bis 1824 erbaut, ist ein geschütztes Baudenkmal mit der Aktennummer D-6-63-000-638 des BLfD.

### Kirche „Drei Hierarchien“, Altstadt
Die seit 1951 bestehende Griechisch-Orthodoxe Gemeinde in Würzburg hat ihre Kirche in der Martinstraße 13.

### Kapelle „Heiliger Seraphim von Sarov“, Altstadt
Im Anwesen Grabenberg 2 hält die Rumänische Orthodoxe Kirchengemeinde Heiliger Andreas seit 1998 ihre Gottesdienste ab.

### Syrisch-Orthodoxe Kirche von Antiochien
Gottesdienste der Syrisch Orthodoxen Kirchengemeinde finden in der Kapelle des Ferdinandeums (Schlörstraße 2) und im St. Paulus-Haus (Virchowstraße 20) statt.

## Weitere christliche Gemeinschaften

### Christengemeinschaft, Frauenland
Die von Rudolf Steiner und der Anthroposophie geprägte Gemeinschaft Die Christengemeinschaft beging ihre Gottesdienste („Menschenweihehandlungen“) zunächst im Zeller Torhaus, später in einem Neubau in der Albert-Hoffa-Straße.

### Neuapostolische Gemeinde, Frauenland
Die Gemeinde der Neuapostolischen Kirche hat ihr Kirchengebäude in der Greisingstraße 12.

### Mormonen, Grombühl
Die Kirche Jesu Christi der Heiligen der Letzten Tage besteht in der Fraunhoferstraße 10.

### Jehovas Zeugen, Sanderau
Die Zeugen Jehovas verfügen über ein Gebäude in der Schießhausstr. 17.

### Universelles Leben, Altstadt
Die aus dem Ende der 1970er Jahre gegründeten Heimholungswerk Jesu Christi hervorgegangene neue religiöse Bewegung Universelles Leben hatte ihr Zentrum in Würzburg am Haugerring.

## Judentum
- Shalom Europa, Valentin-Becker-Straße 11

## Islam
- Bait-ul-Aleem Moschee, Edith-Stein-Straße 6